# مناورات النجم الساطع
مناورات النجم الساطع أو (بالإنجليزية: Bright Star Maneuvers)‏ تعتبر من أكبر التدريبات متعددة الجنسيات في العالم. وتقام في مصر بصفة دورية بين 12 دولة هي: مصر، الولايات المتحدة الأميركية، تركيا، باكستان، الكويت، الأردن، هولندا، اليونان، فرنسا، بريطانيا، ألمانيا، إيطاليا. بدأت المناورات لأول مرة في أكتوبر 1980 بعد توقيع معاهدة السلام بين مصر وإسرائيل في عام 1979، واستأنفت في عام 1981 ثم أصبحت تجرى في الخريف كل عامين.

## الدول المشاركة
من بين الدول المشاركة:

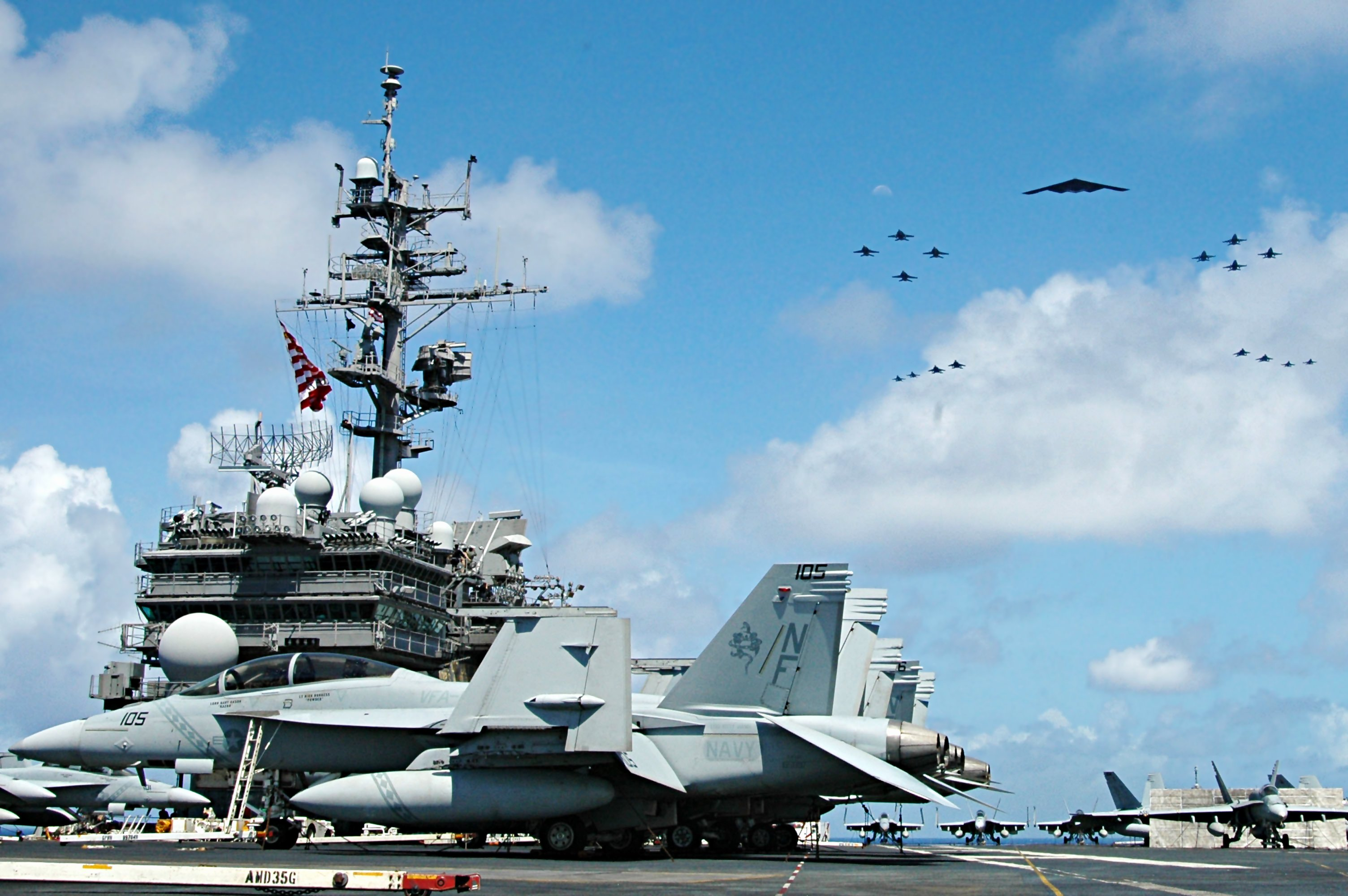
مناورة بالطائرات

- ثمان دول أعضاء في حلف شمال الأطلسي هي: الولايات المتحدة الأمريكية، تركيا، هولندا، اليونان، فرنسا، بريطانيا، ألمانيا، إيطاليا.[1]
- دولتان أعضاء في برنامج «حوار المتوسط» التابع لحلف شمال الأطلسي وهما: مصر، الأردن.[1]
- دولة عضو في «مبادرة إسطنبول للتعاون» الصادرة عن قمة حلف شمال الأطلسي عام 2004 وهي: الكويت.[1]
- دولة لا يربطها تحالف قانوني لا مع الولايات المتحدة ولا مع حلف شمال الأطلسي، إلا أنها تتعاون فعلا مع قواتهما في حربهما في أفغانستان وهي: باكستان.[1]
- وذلك بالإضافة إلي 32 مراقبا من دول مختلفة.[2]

## هدف المناورات

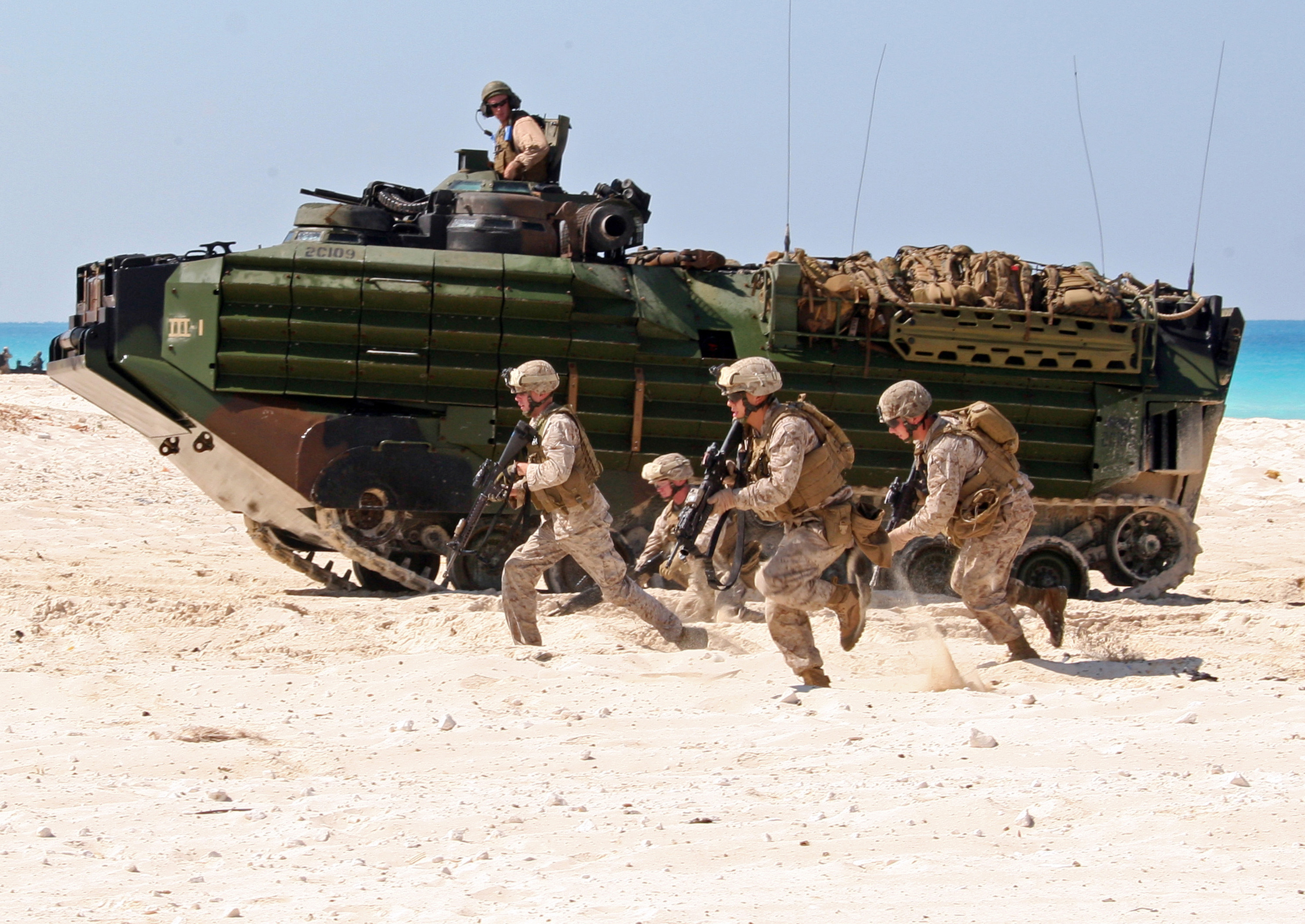
مجموعة من الجنود الأمريكيين بالإسكندرية خلال مناورات النجم الساطع عام 2009

### القوات المسلحة المصرية
تهدف المناورات إلى تبادل الخبرات والتعارف بين مختلف المدارس العسكرية، ونظم التسليح المتطورة بالإضافة إلي ما يوفره هذا التدريب من فرص كبيرة لتوطيد أواصر التعاون والصداقة بين الدول المشاركة.

### القوات المسلحة الأمريكية
تركز النجم الساطع وهي أكبر وأهم المناورات التي تجريها القيادة الوسطى، المسؤولة عن قوات في الشرق الأوسط وآسيا الوسطى، على مهارات القتال في الصحراء. وهي تعلم القوات كل شيء من كيفية الحفاظ على معداتهم في الصحراء إلى كيفية الاتصال مع بعضهم البعض ومع قوات التحالف.

## فعاليات المناورات
تشتمل المناورات على 186 تدريبا متنوعا بحريا وجويا وقوات خاصة ومنها الإسقاط الجوي الإستراتيجي قادما من الولايات المتحدة والإنزال البحري في أوقات قريبة أو متزامنة، والإغارة على عدد من الأهداف واحتلالها وتأمينها، وعزل الاحتياطيات المعادية، والرمي التكتيكي، وتأمين الأهداف الحيوية ضد أعمال التخريب والتسلل، ومشروع مركز قيادة مشترك في مصر ومركز المباريات الحربية في فيرجينيا في الولايات المتحدة، وموضوعات التعاون الأمني والإقليمي وعمليات حفظ السلام.

## المناورات المنفذة

### النجم الساطع 2018
استضافة مصر فاعليات «النجم الساطع 2018» الذي نفذ بقاعدة محمد نجيب العسكرية.

### النجم الساطع 2017
استضافة مصر فاعليات «النجم الساطع 2017» الذي نفذ بقاعدة محمد نجيب العسكرية، خلال الفترة من (10-20) سبتمبر 2017.

### النجم الساطع 2009 "09"
أتمت فعاليات المناورة في أكتوبر 2009.

### النجم الساطع 2007 "07"
جرت فعاليات المناورة في أكتوبر ونوفمبر 2007.

### النجم الساطع 2005 "05"
جرت فعاليات المناورة في أغسطس وسبتمبر 2005.

### النجم الساطع 2001 "01"
شاركت الولايات المتحدة في المناورة بحوالي 23000 جندي.

### النجم الساطع 1999 "99"
جرت فعاليات المناورة في أكتوبر ونوفمبر 1999, ووصل عدد القوات إلى حوالي 70000 جندي بالإضافة إلي 32 مراقبا حضروا من دول مختلفة. وفي هذه التدريبات تم التعامل مع سيناريو تتعرض فيه دولة في المنطقة لغزو من دولة أجنبية بغرض السيطرة عليها وكيفية طرد الدولة الغازية بقدرات حلفاء هذه الدولة وأصدقائها.

### النجم الساطع 1997 "98"
تم التركيز لأول مرة في المناورة علي العمليات البرمائية حيث شاركت في التدريبات مجموعات قتال وحاملات للطائرات مثل جورج واشنطن وجون كيندي.

### النجم الساطع 1995
وصل عدد القوات المشاركة في المناورة إلي حوالي 60000 حيث انضم إليها قوات من دول أخرى لأول مرة بالإضافة إلي مصر وأمريكا.

### النجم الساطع 1993 "94"
استأنفت المناورات بعد توقف دام أربعة أعوام.

### النجم الساطع 1989
انتقلت التدريبات في مناورة هذا العام من أشهر الصيف إلي أشهر الخريف.

### النجم الساطع 1987 "87"
شاركت في المناورة لأول مرة وحدات من القوات البحرية والقوات الخاصة.

### النجم الساطع 1985 "85"
شاركت في المناورة لأول مرة وحدات من القوات الجوية من الدولتين إلي التدريبات.

### النجم الساطع 1983 "83"
تقرر في مناورة هذا العام تنظيم المناورات كل سنتين نتيجة للزيادة في حجم القوات المشاركة.

### النجم الساطع 1980 "81"
أقيمت فعاليات المناورة في أكتوبر 1980 واستؤنفت عام 1981, وشارك في التدريب الأول مصر والولايات المتحدة فقط حيث اشتملت علي وحدات للقوات البرية من الدولتين.

## توقف المناورات
توقفت المناورات لفترة بسبب الضغوط التي تواجهها القوات الأميركية في العراق وأفغانستان أو بسبب الأحوال السياسية والعسكرية المتقلبة بمنطقة الشرق الأوسط.
- النجم الساطع 2013 : أعلن عن إلغاء المناورة التي كان المقرر أن تجرى في سبتمبر 2013 في أعقاب التوتر الذي نشب بسبب الإطاحة بحكم جماعة الإخوان المسلمين في يوليو 2013.[14][15][16]
- النجم الساطع 2011 : أعلن عن إلغاء المناورة في ضوء التطورات والوضع الانتقالي الذي مرت به مصر في أعقاب ثورة 25 يناير.[17]
- النجم الساطع 2003 : أعلن عن إلغاء المناورة بسبب التزامات الولايات المتحدة في حرب العراق.[2]
- النجم الساطع 1991 : أعلن عن إلغاء المناورة بسبب التزامات الدول المشاركة في حرب الكويت.[1]

## معرض الصور

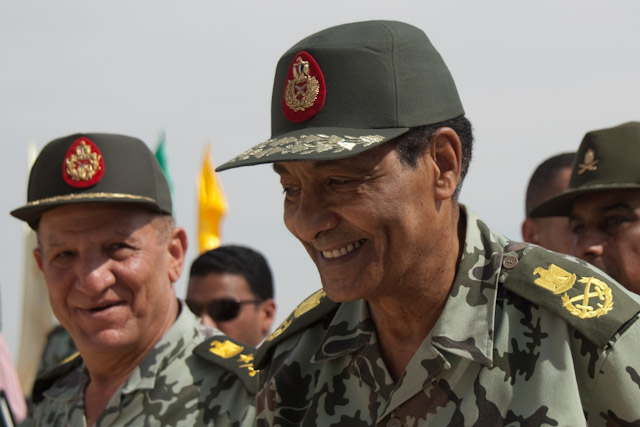
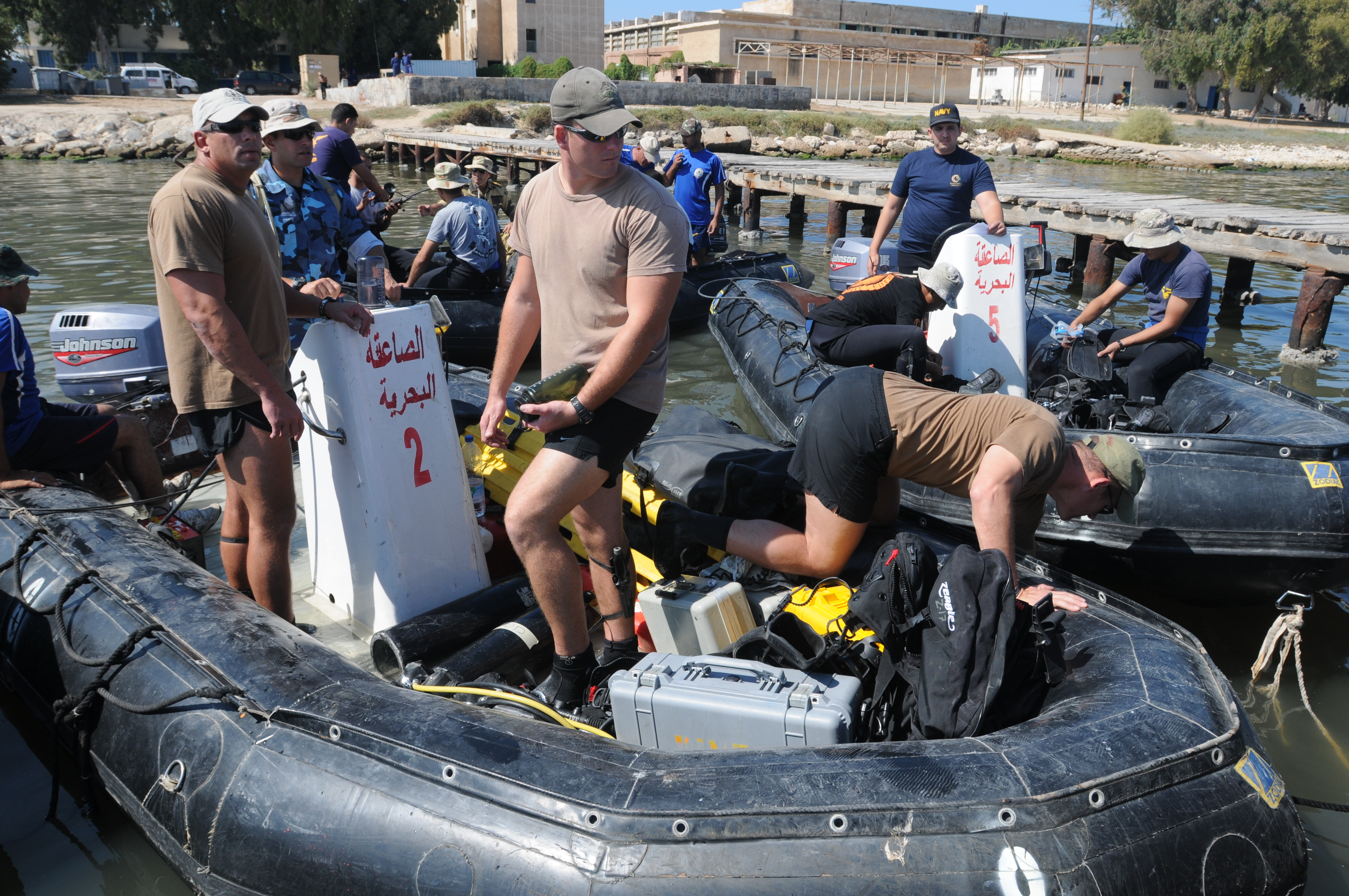
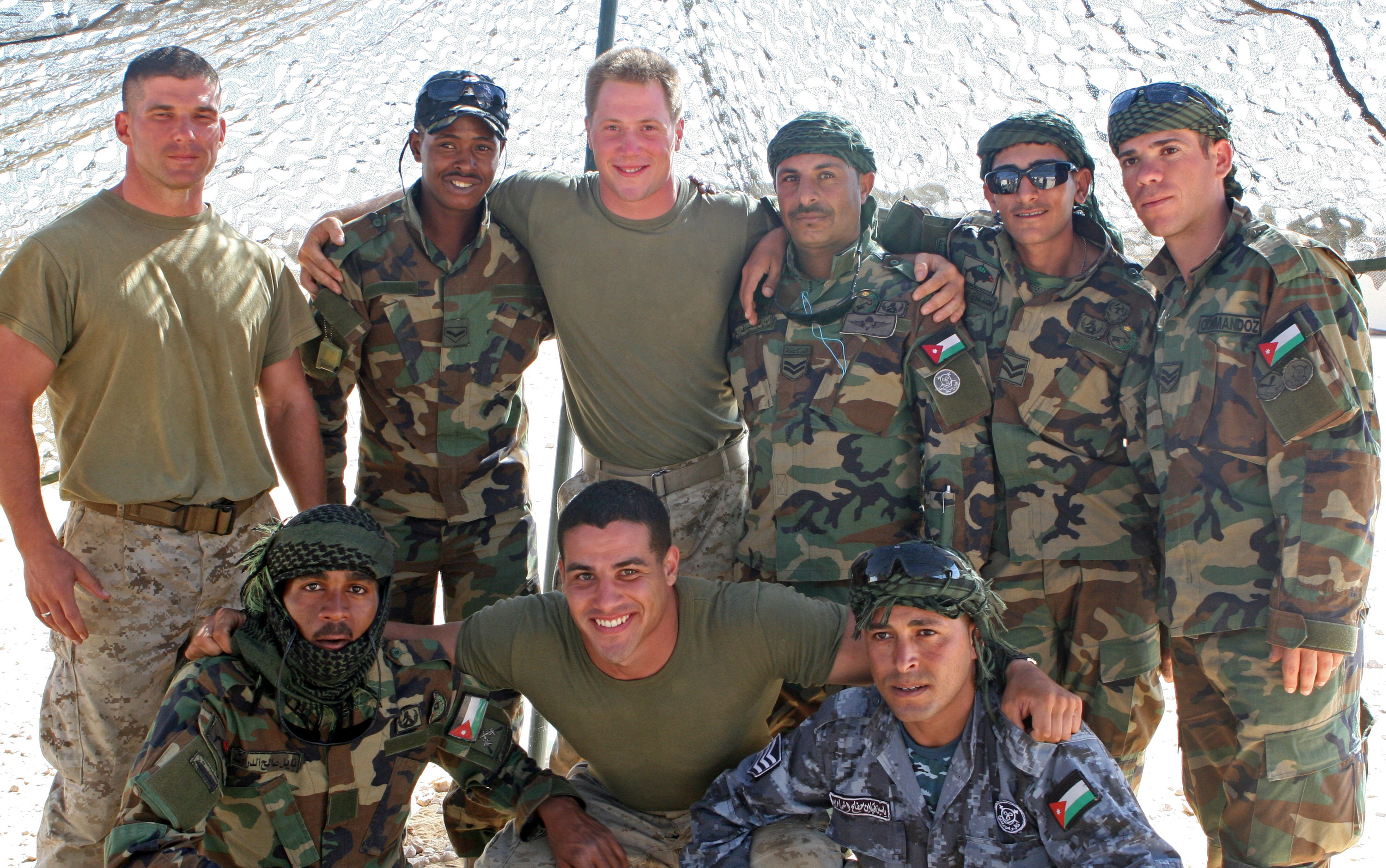
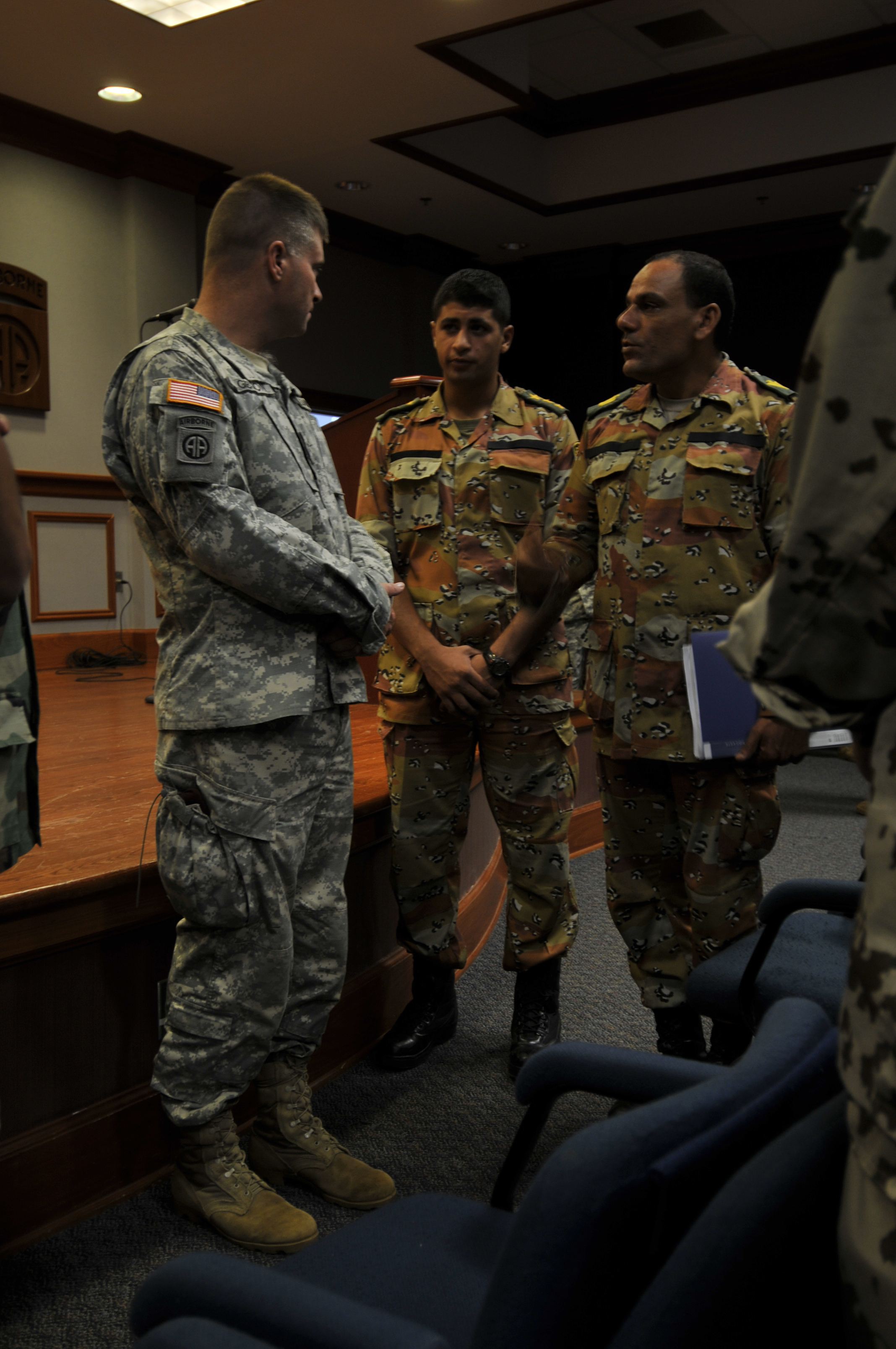
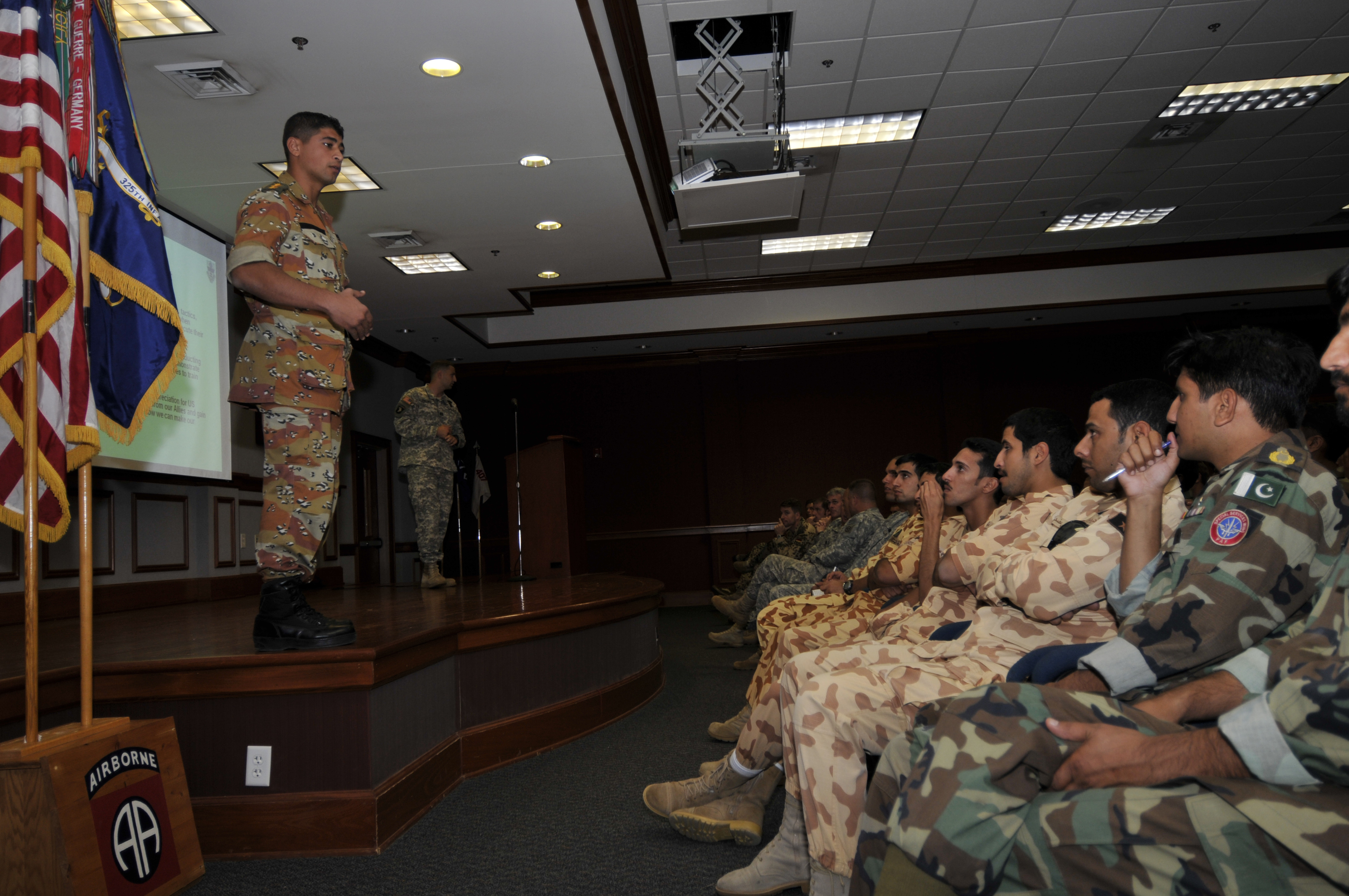
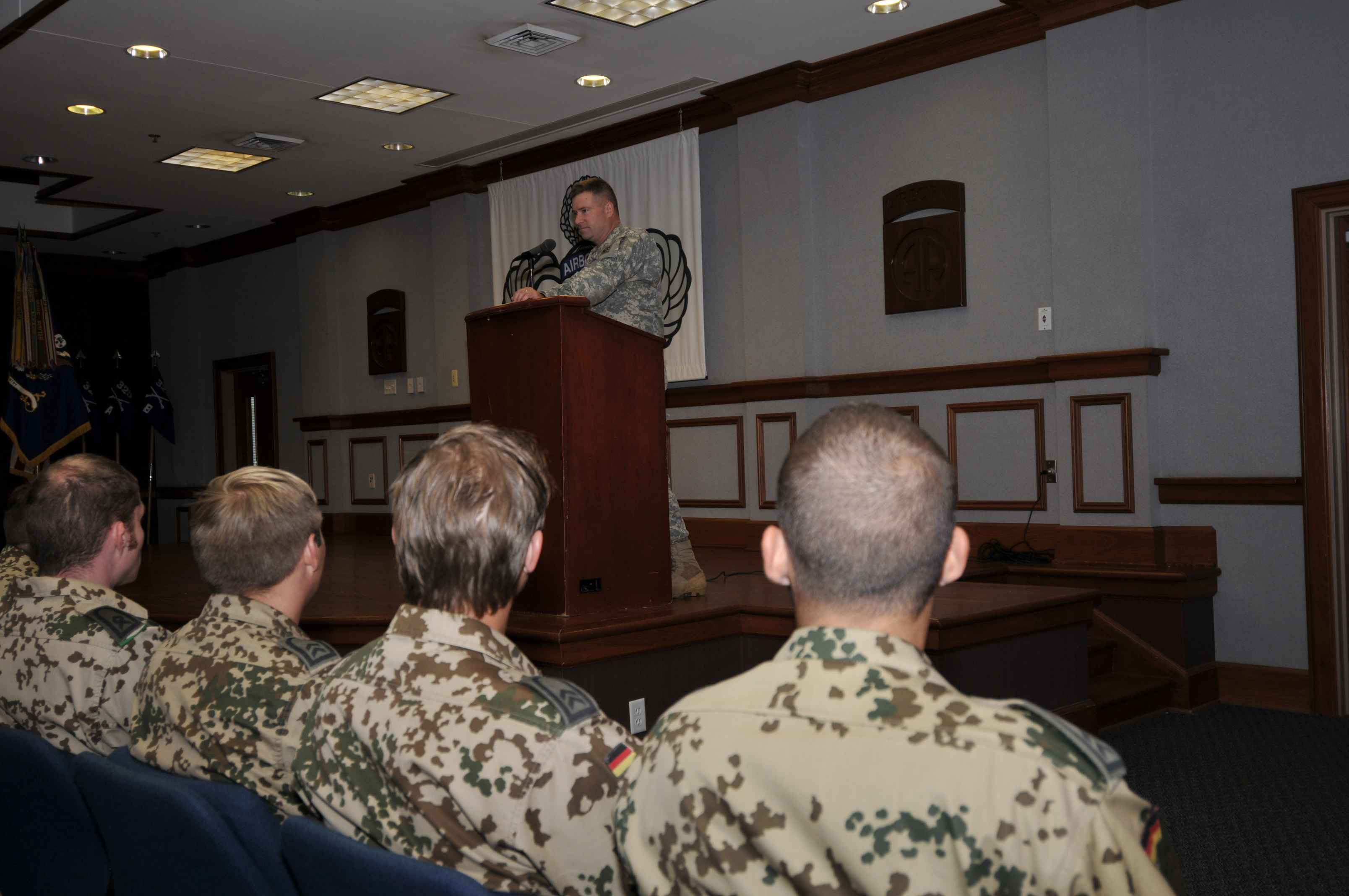
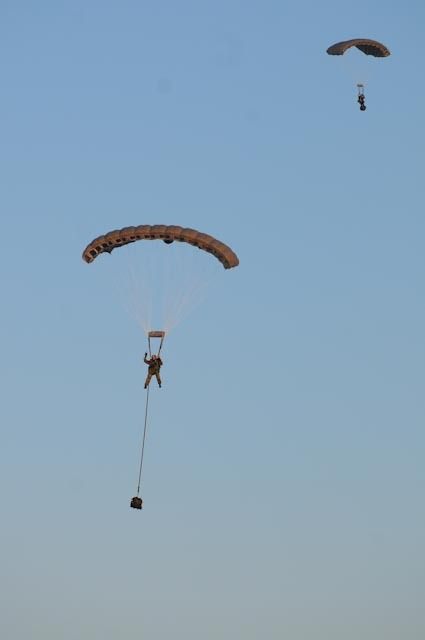
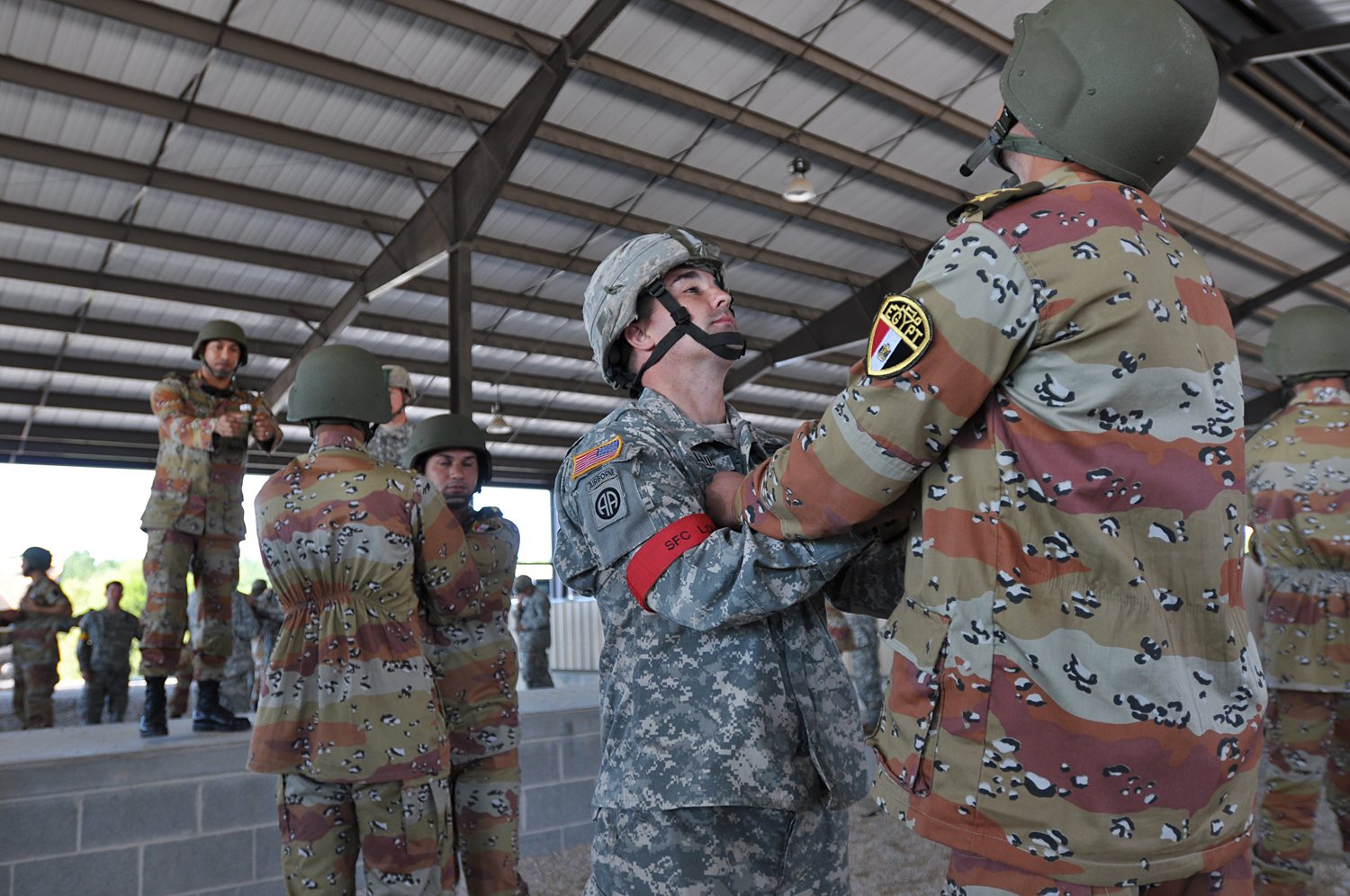
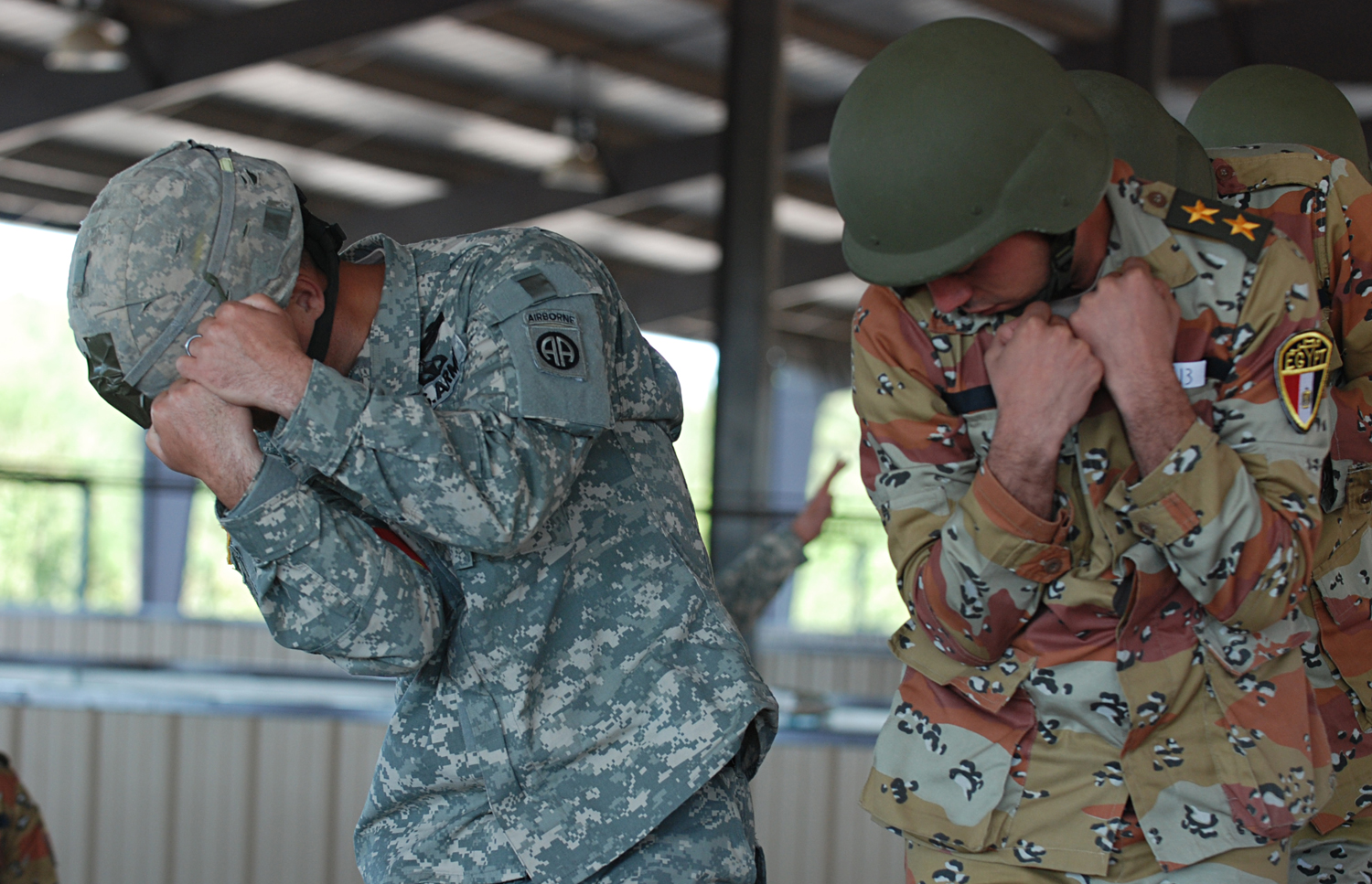
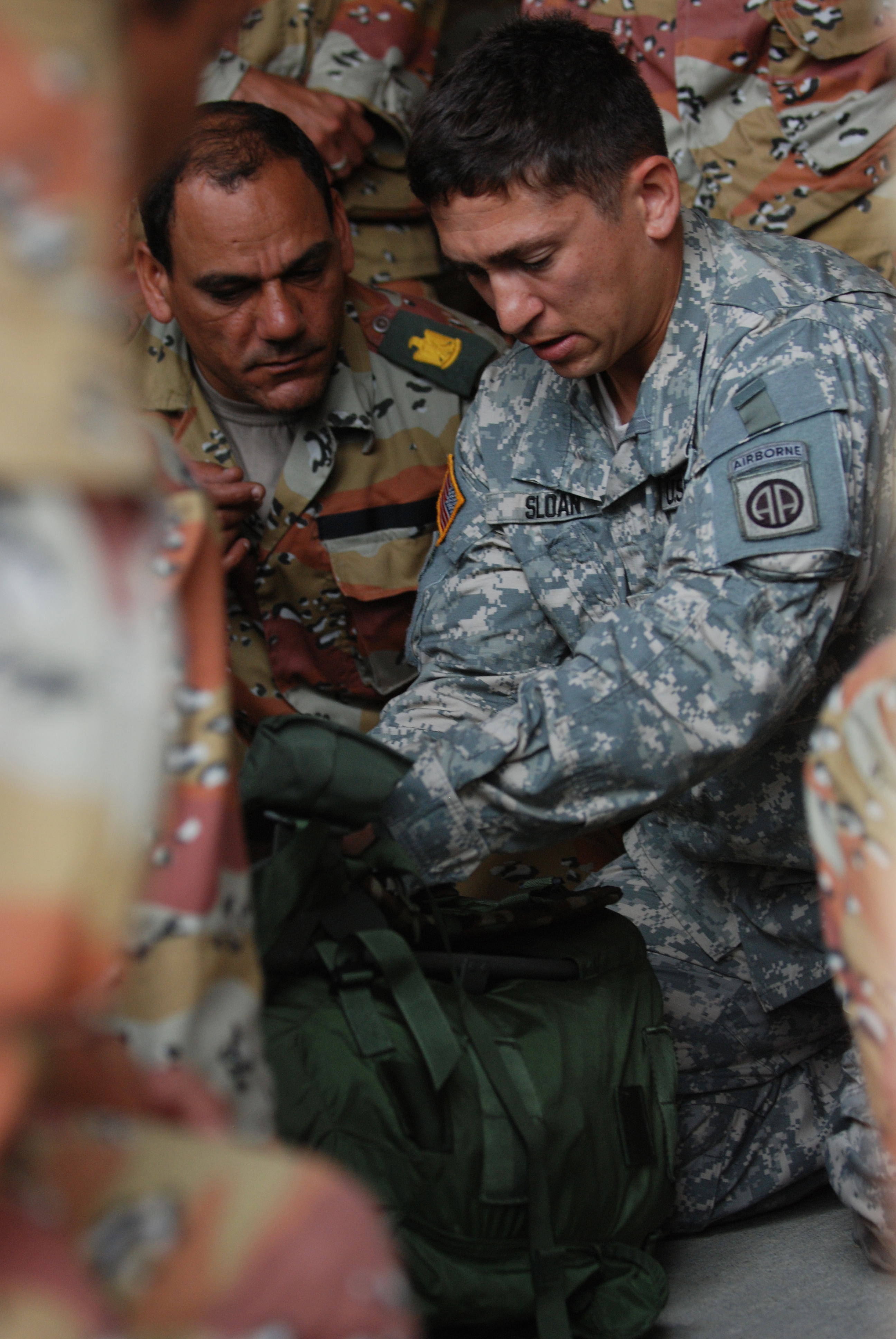
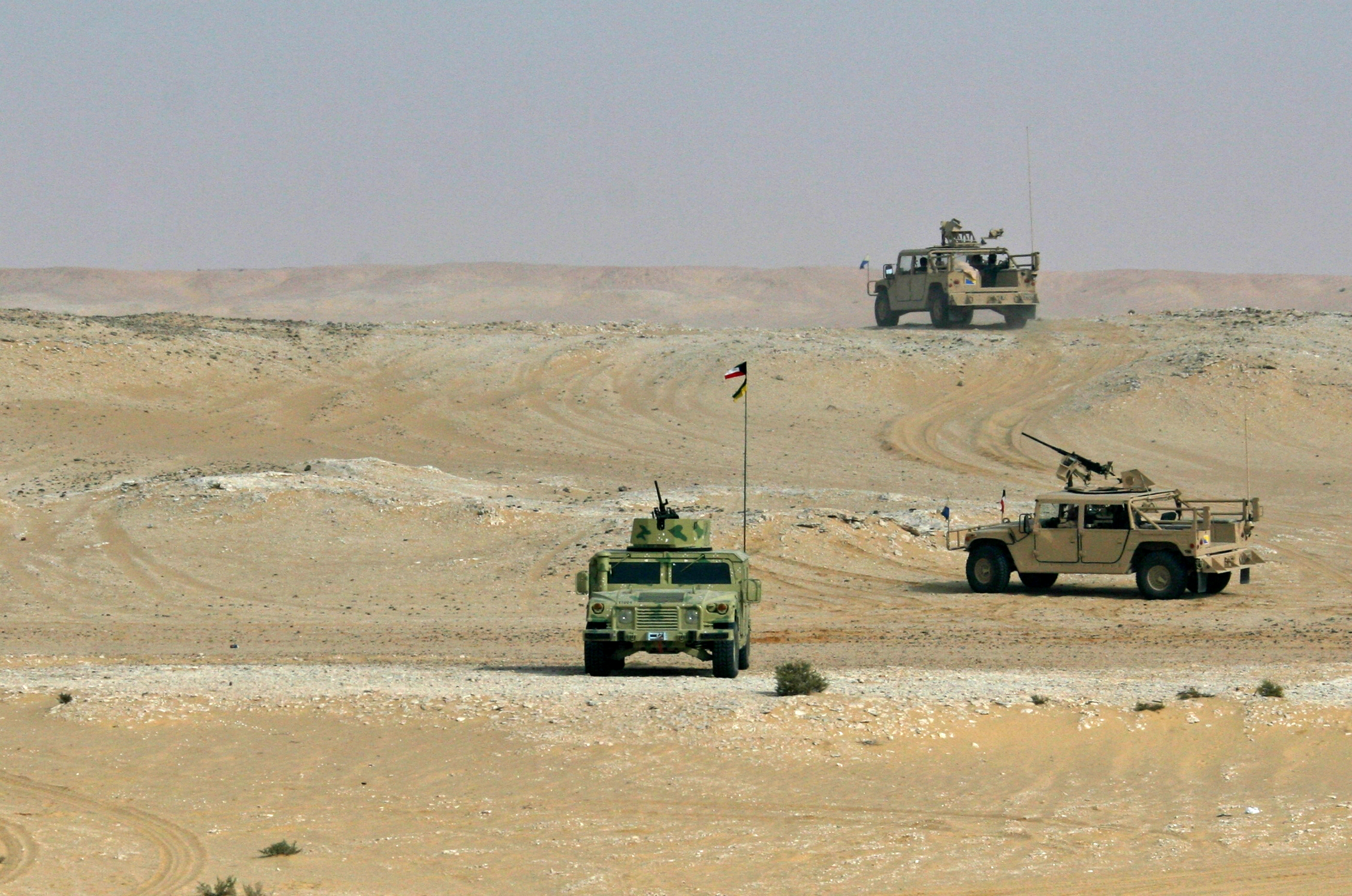
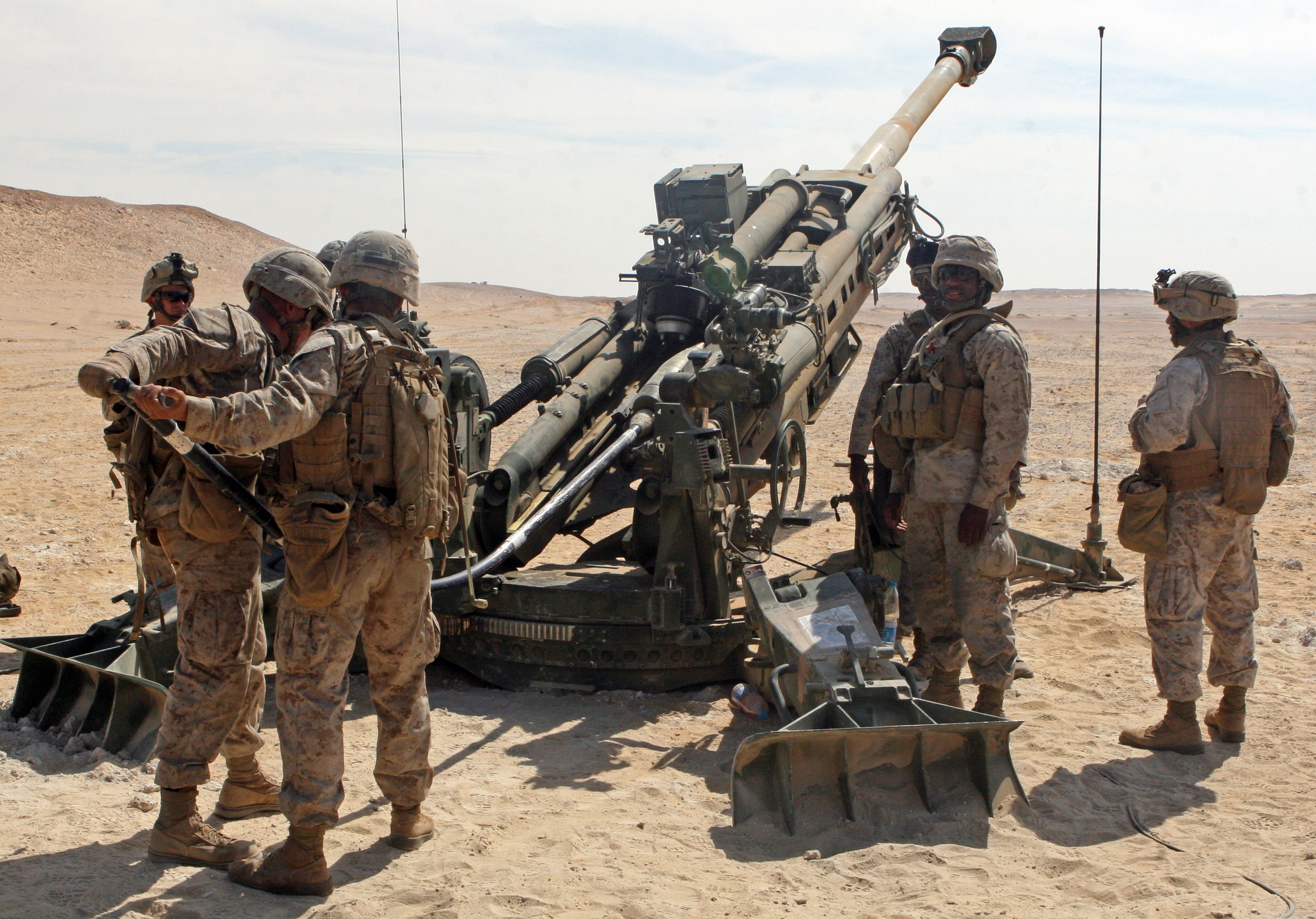
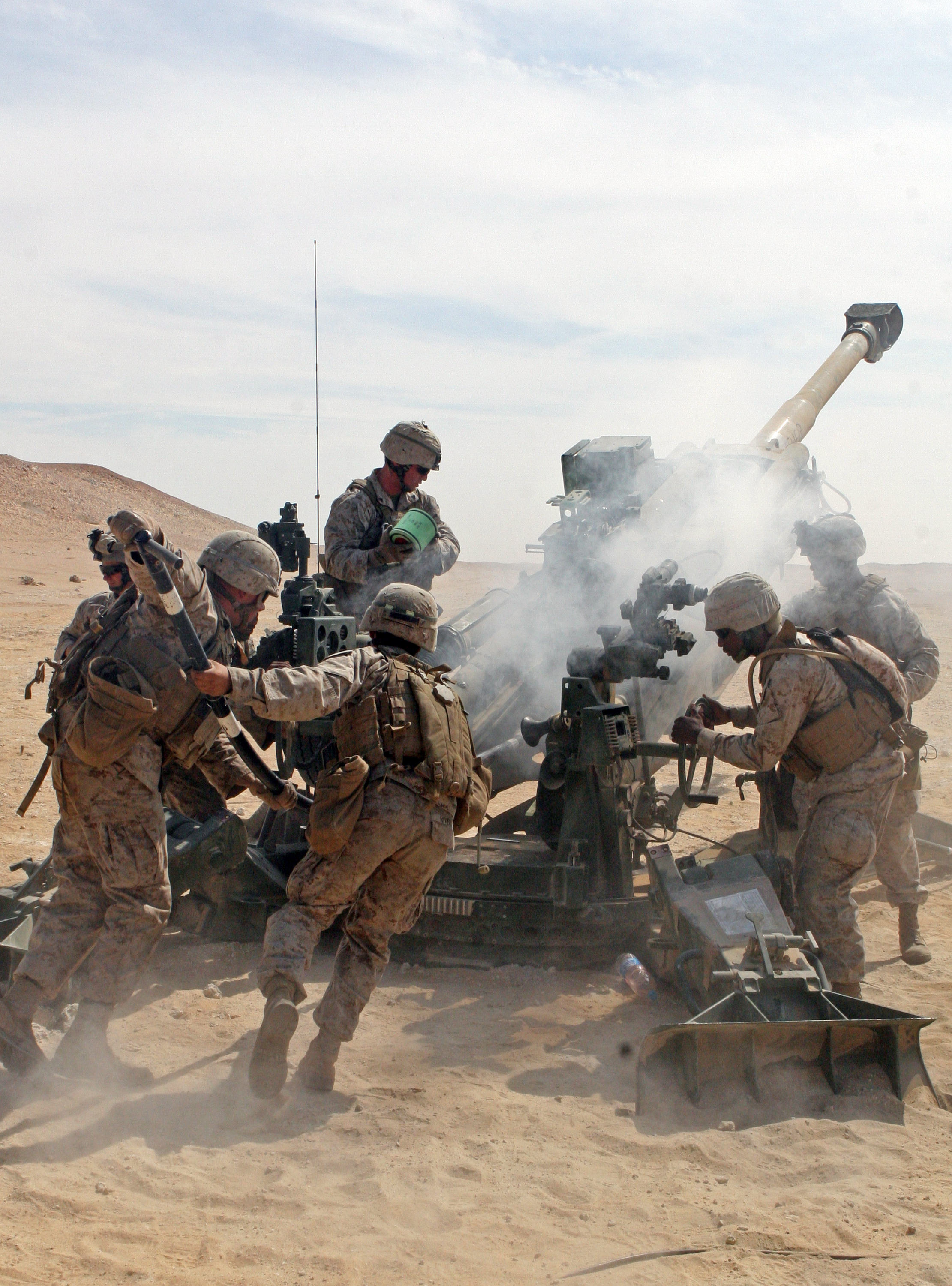
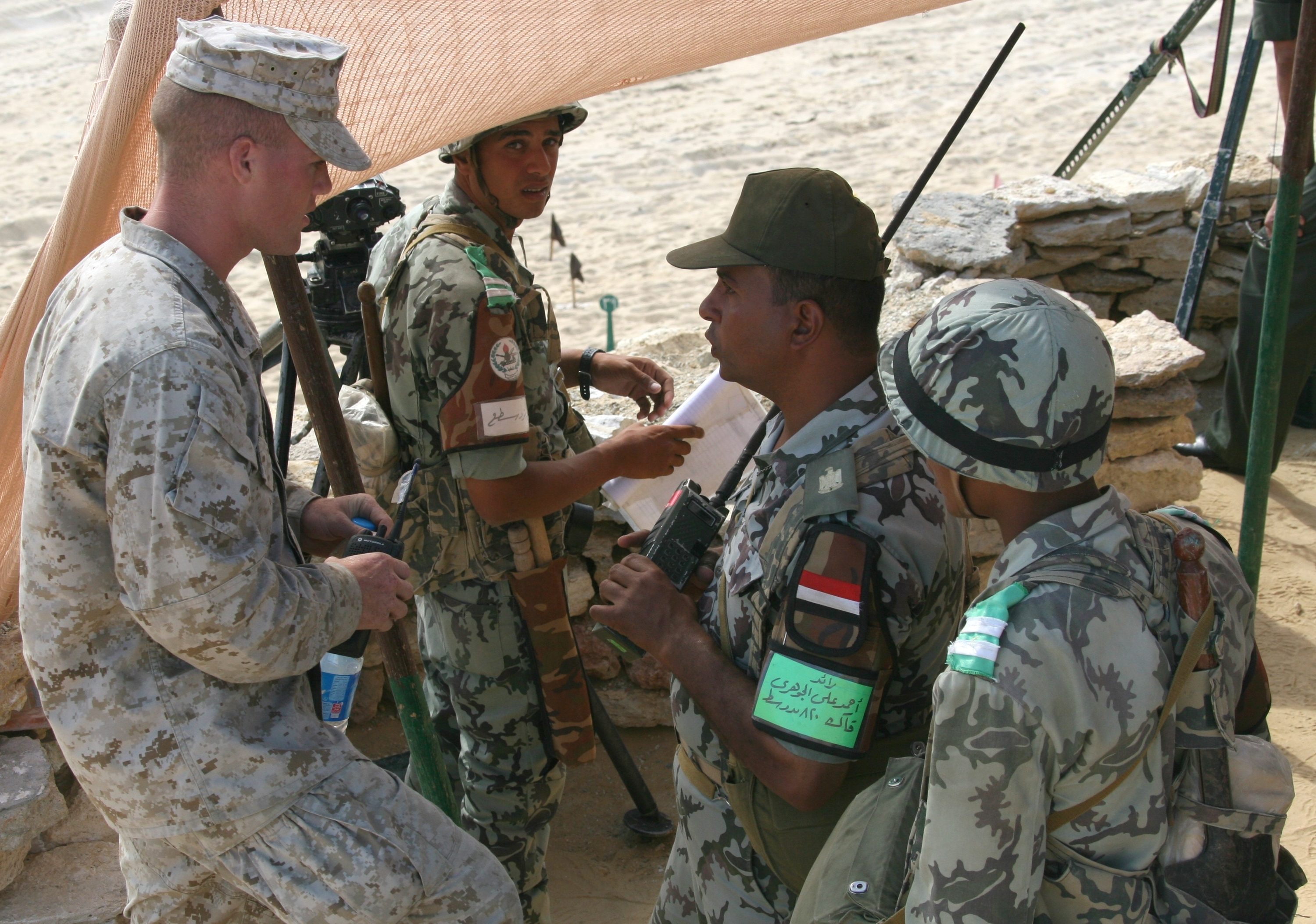
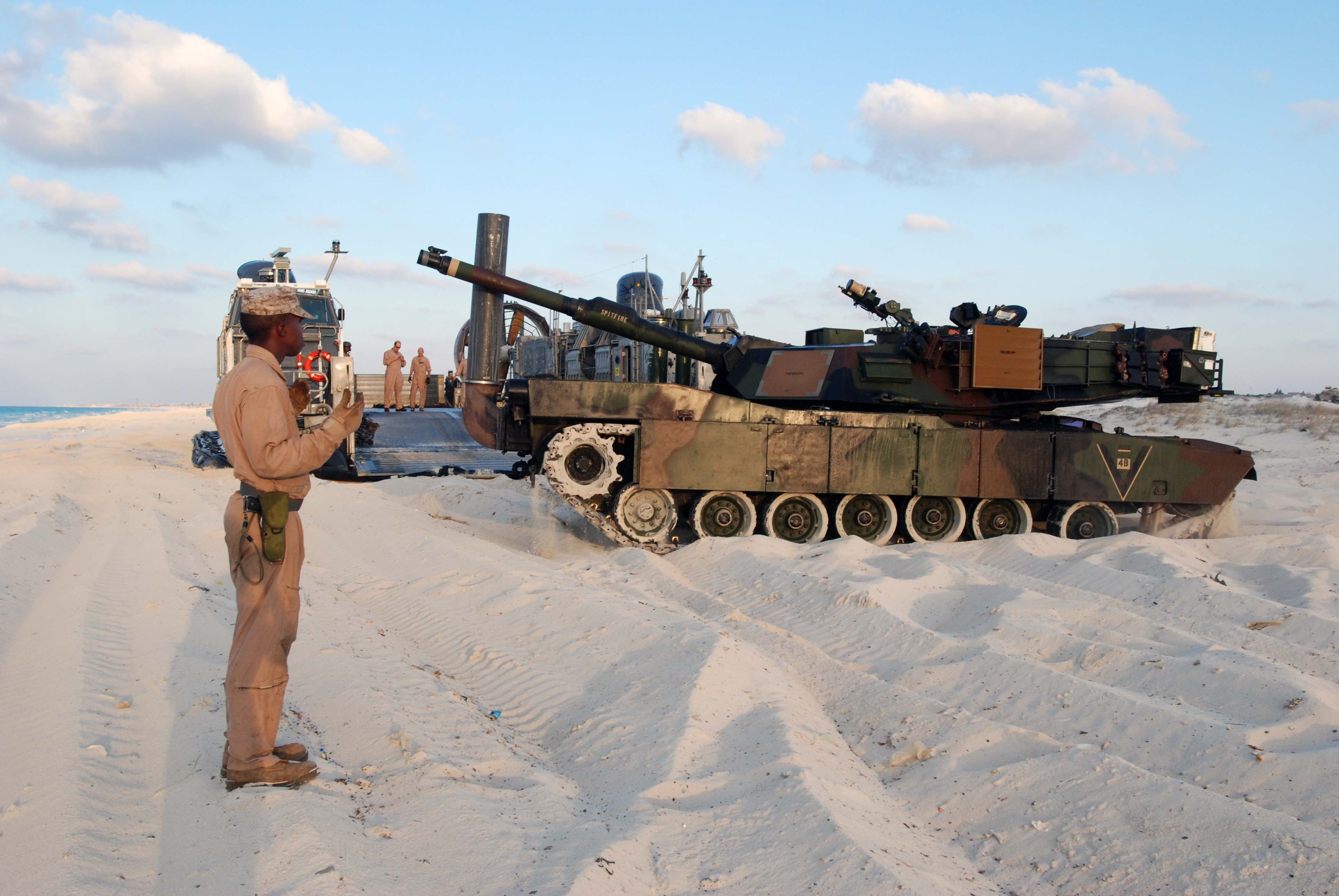
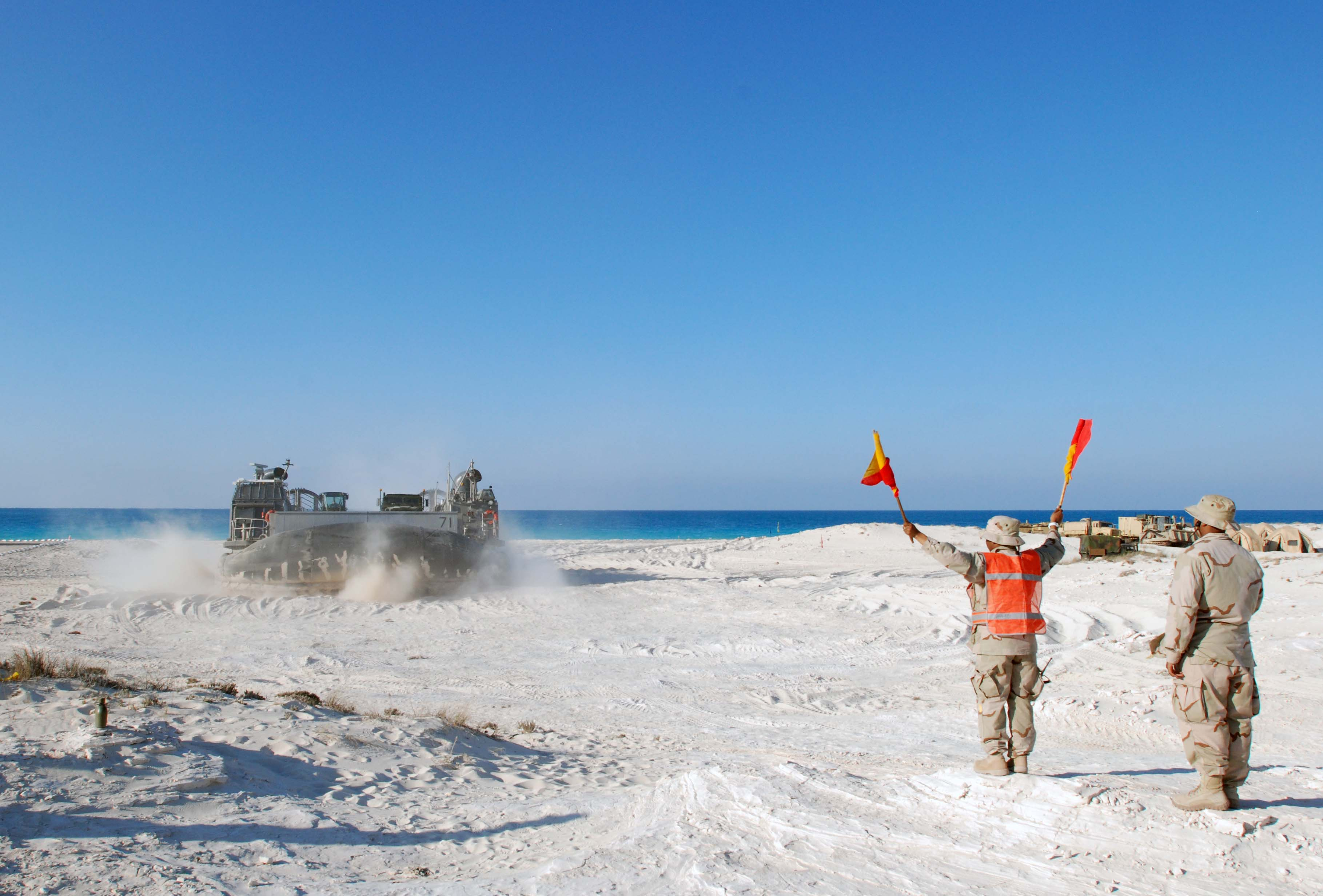
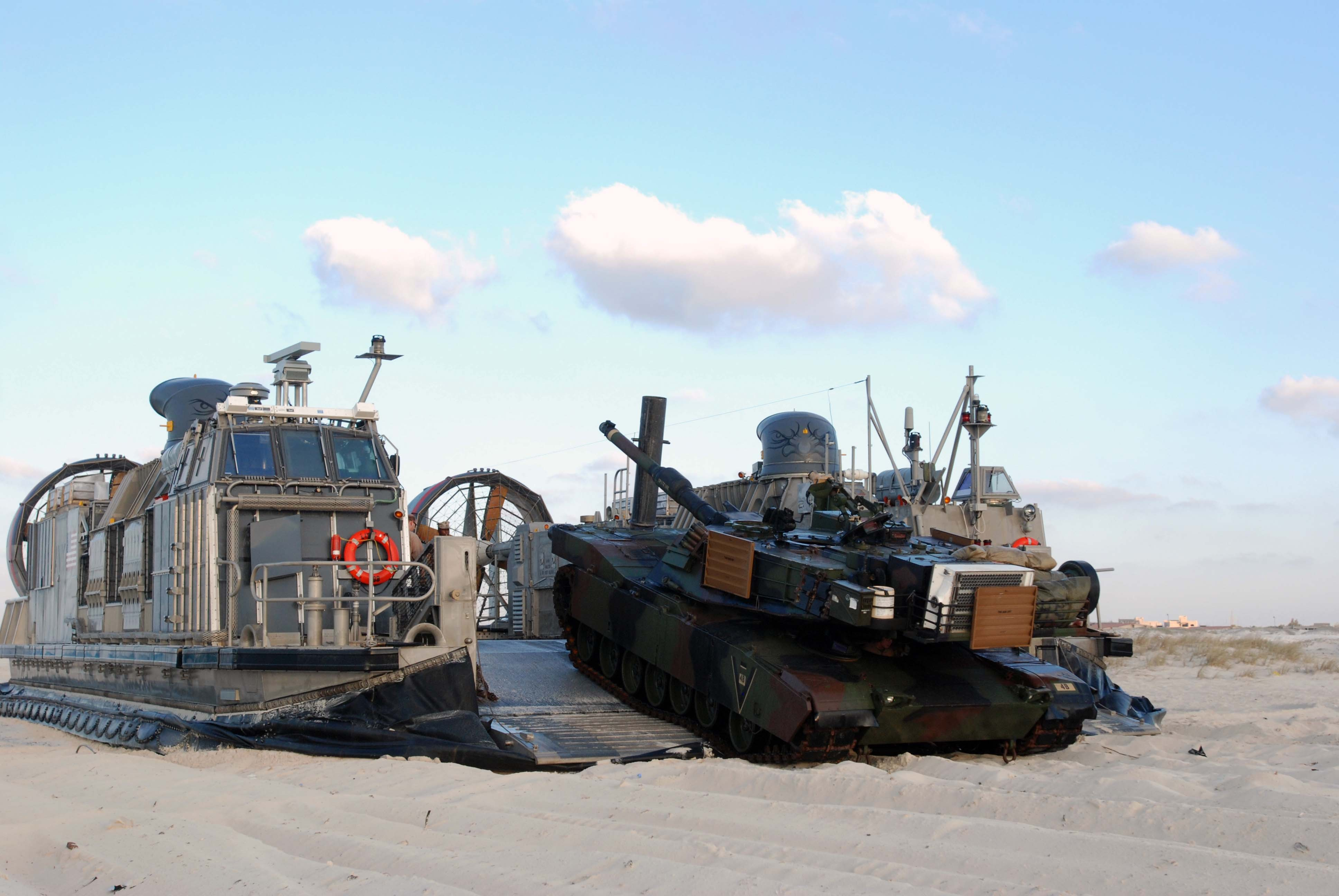
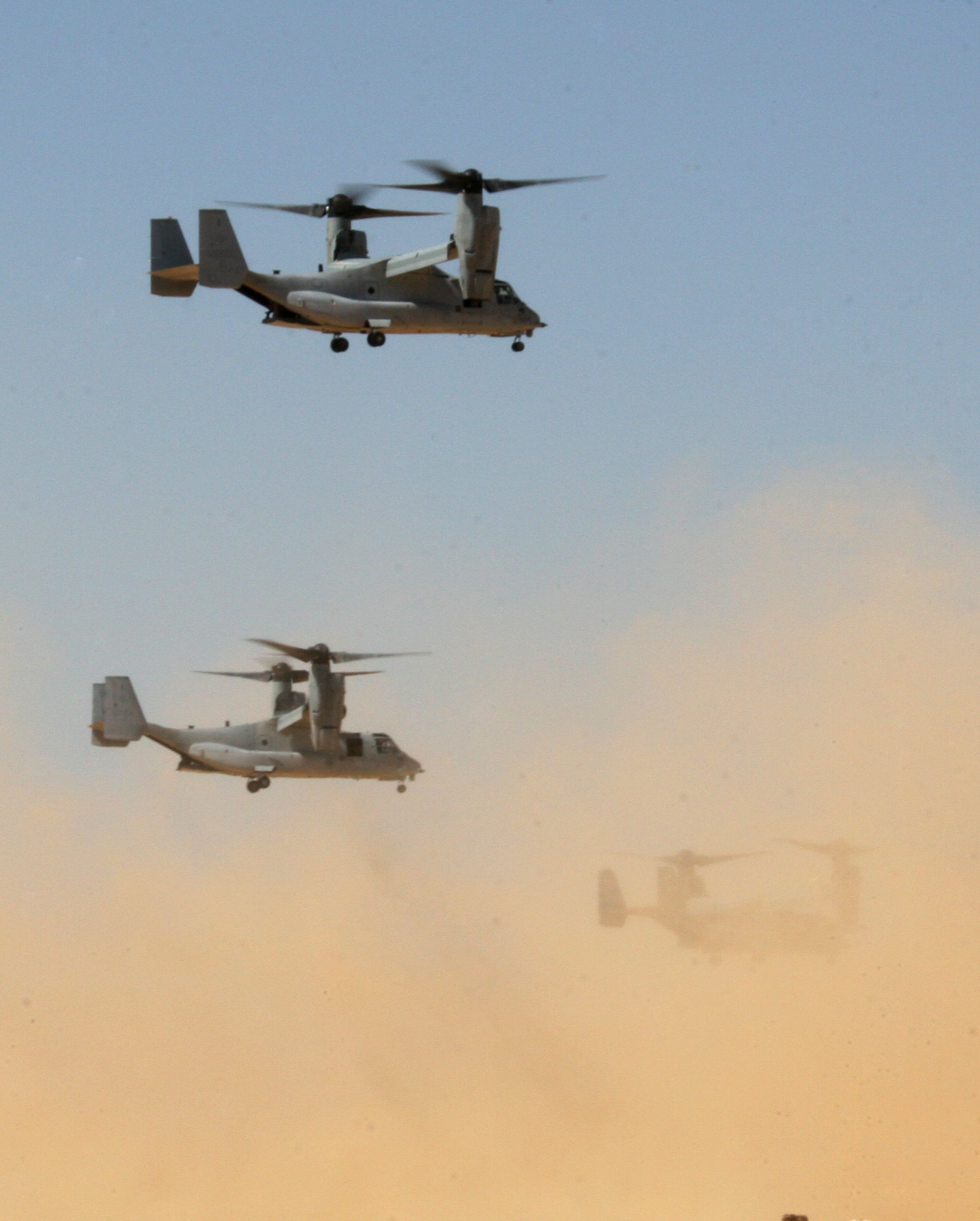
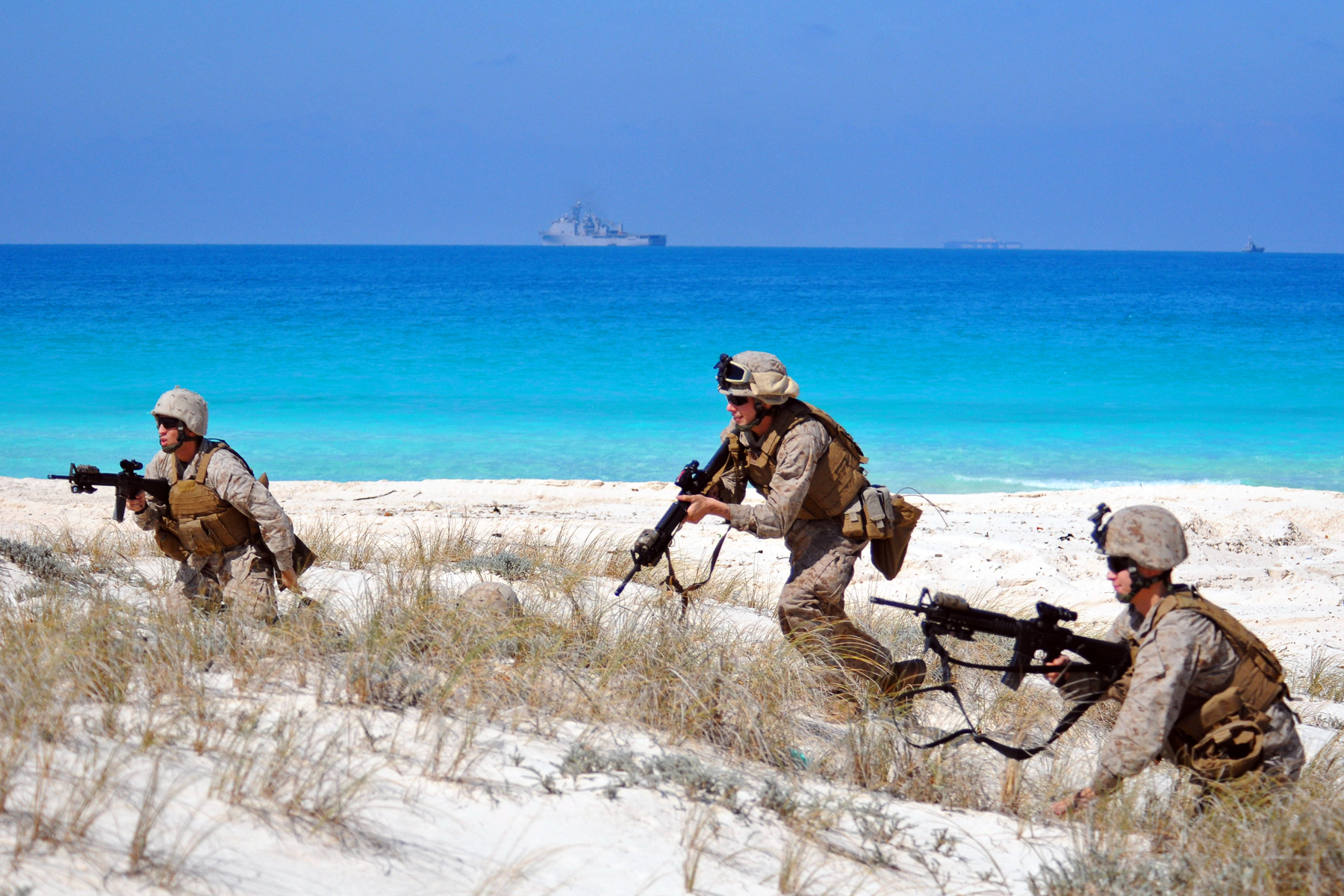
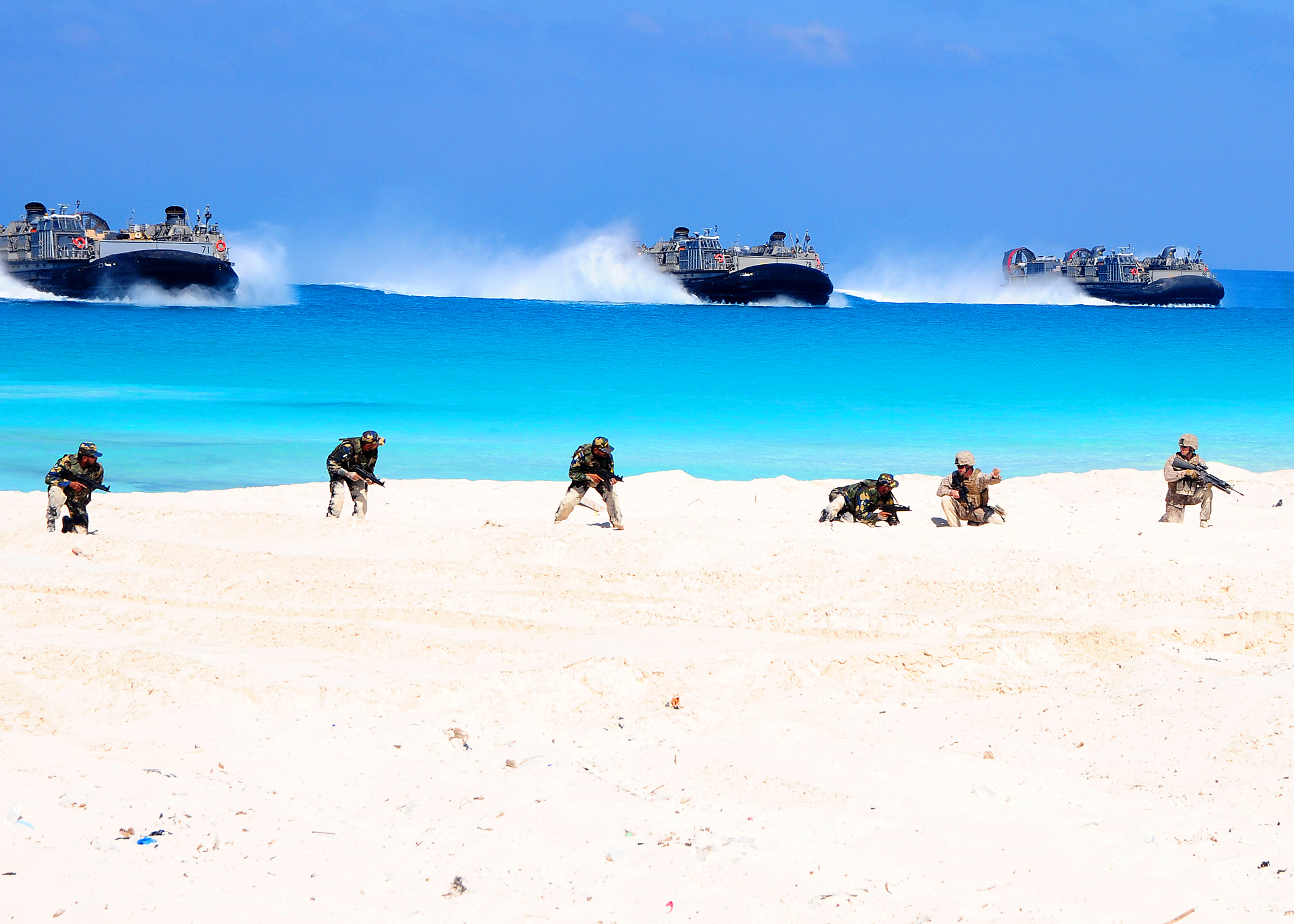
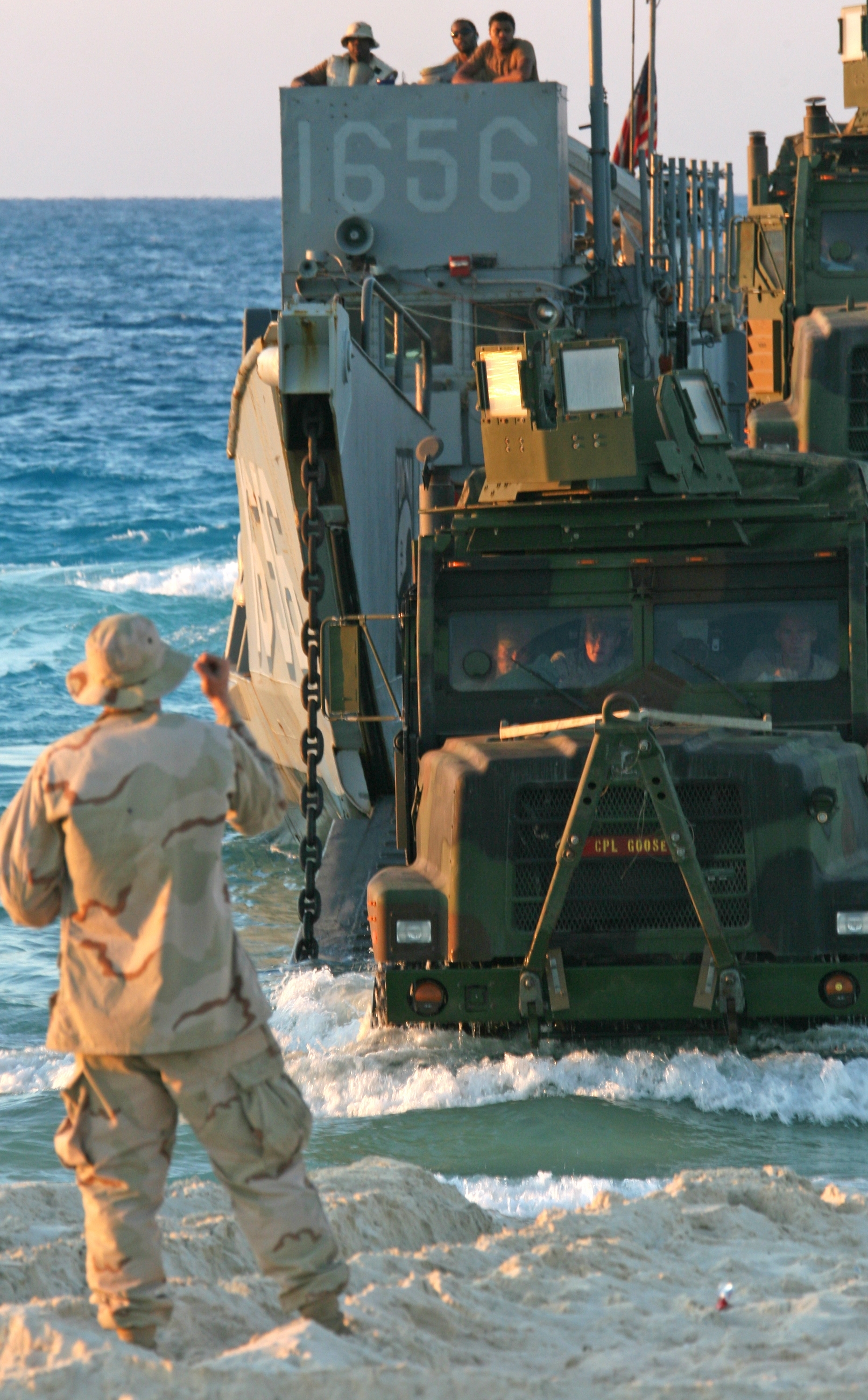
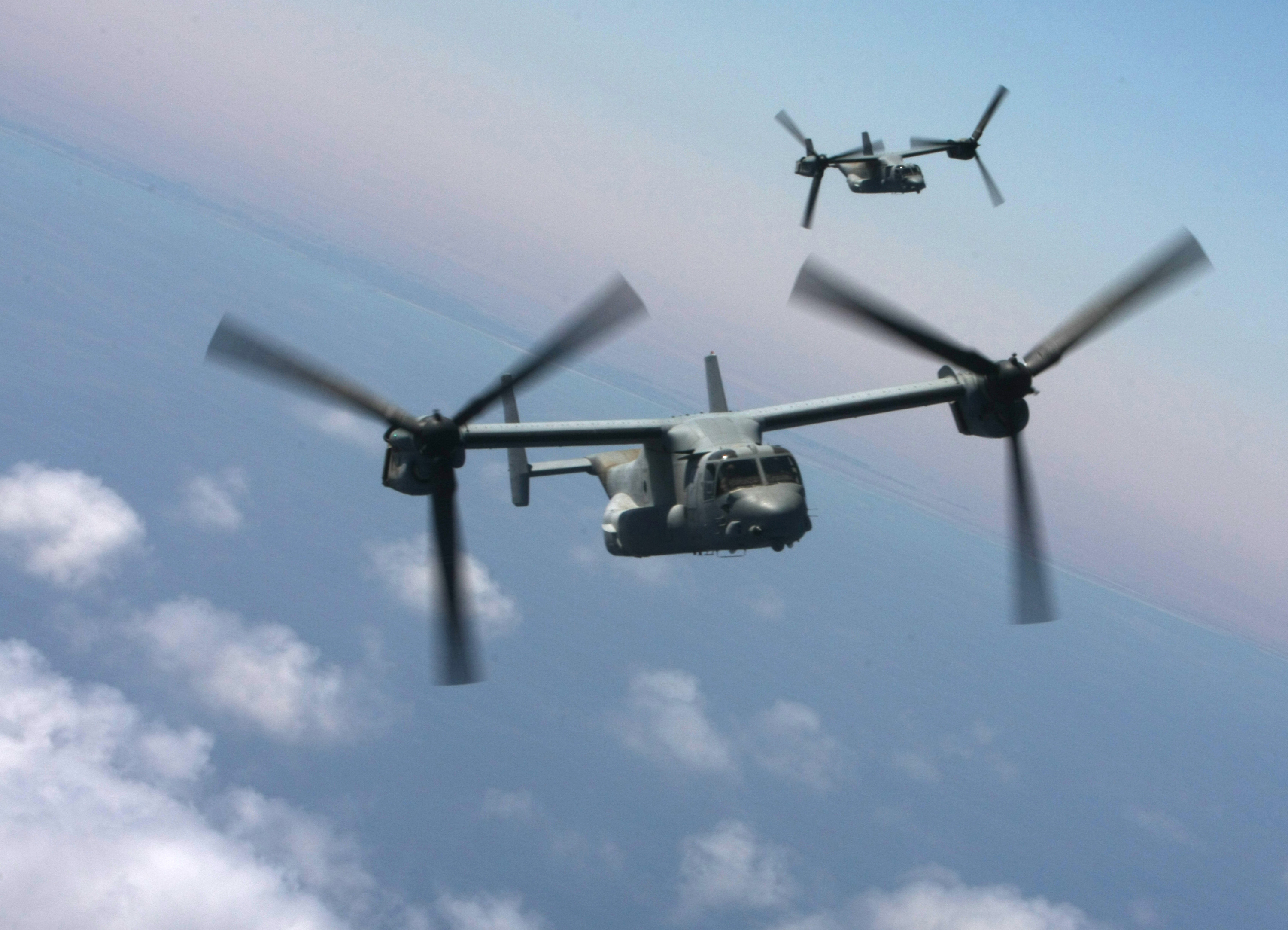
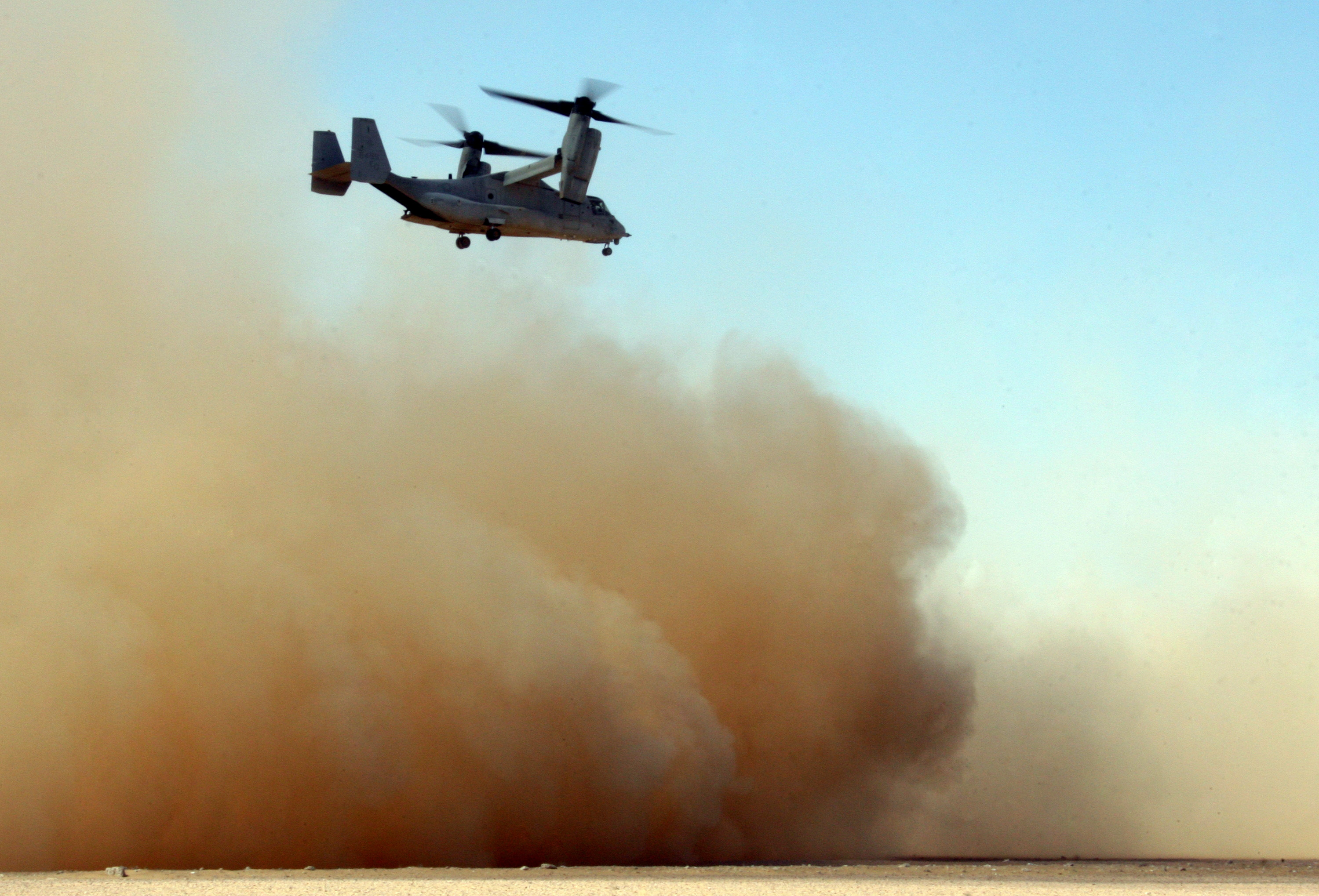
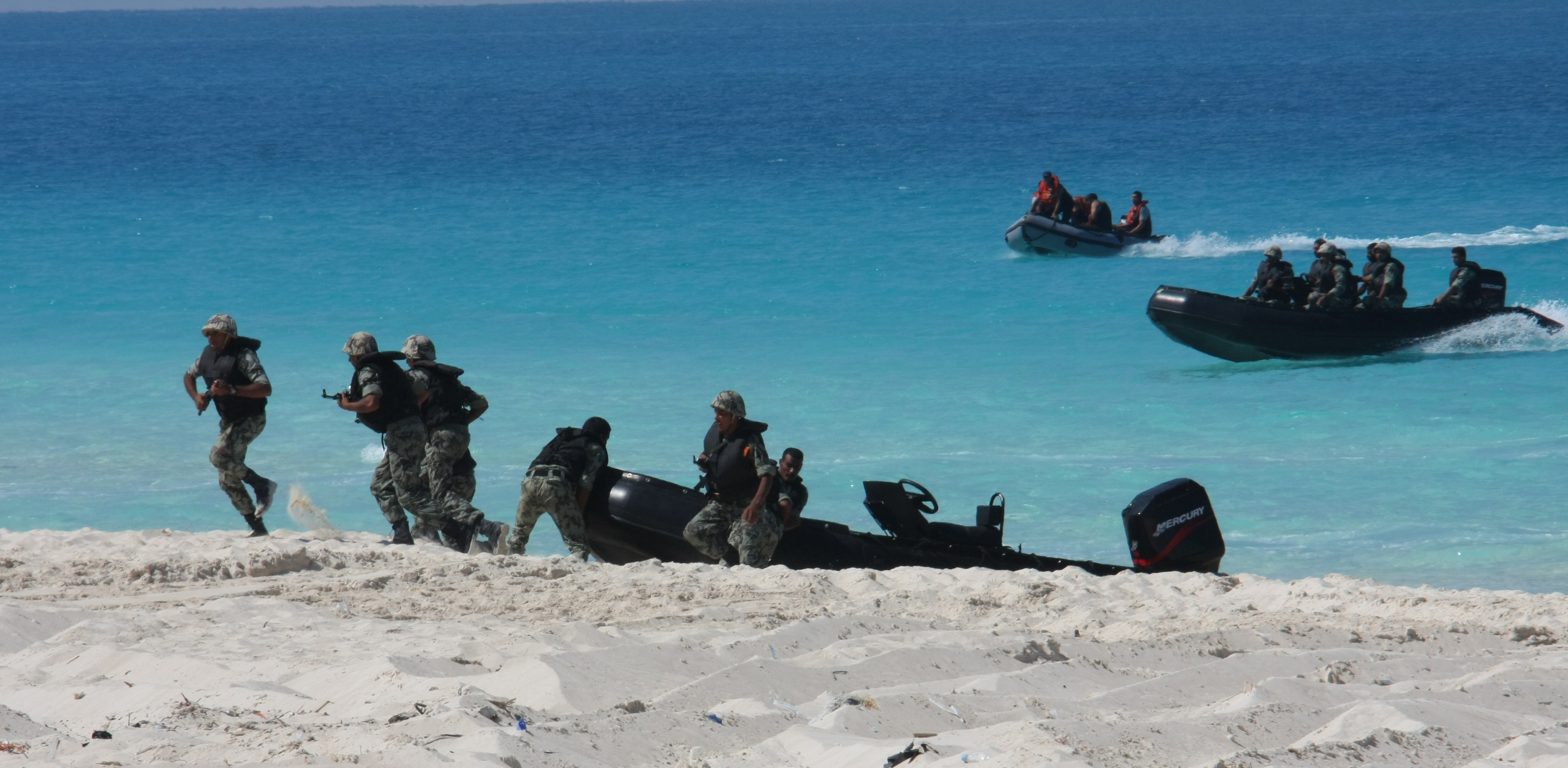
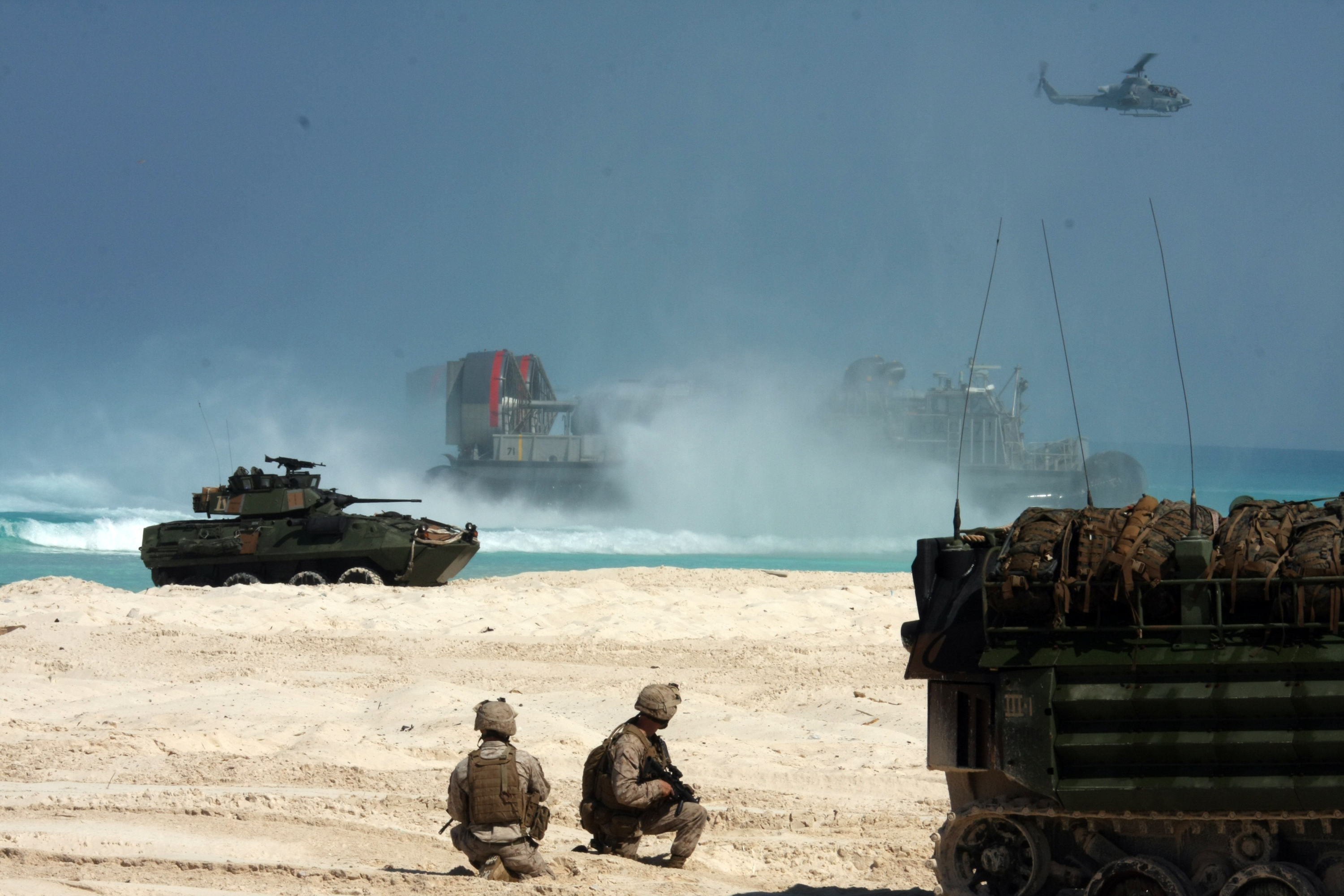
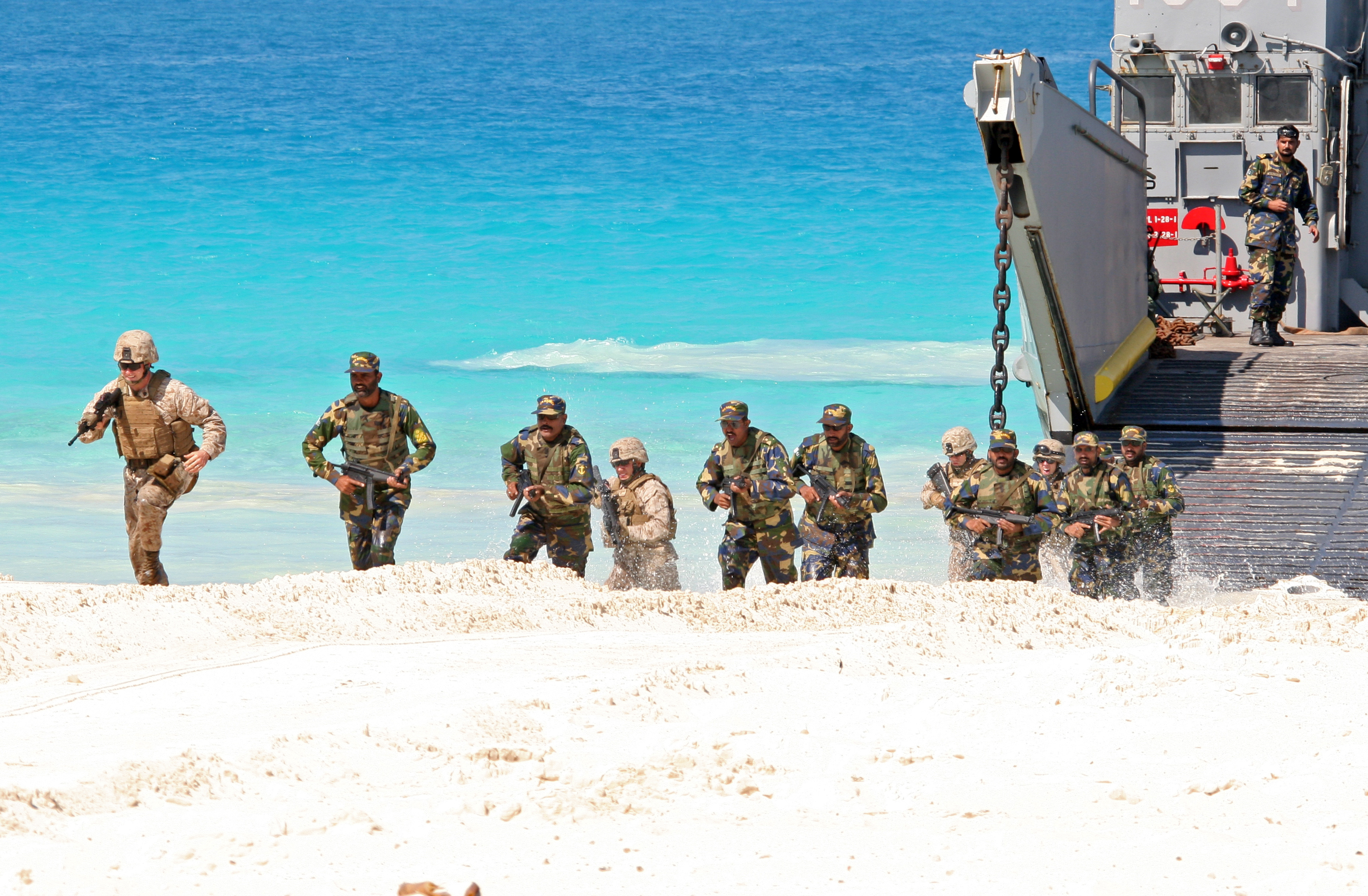
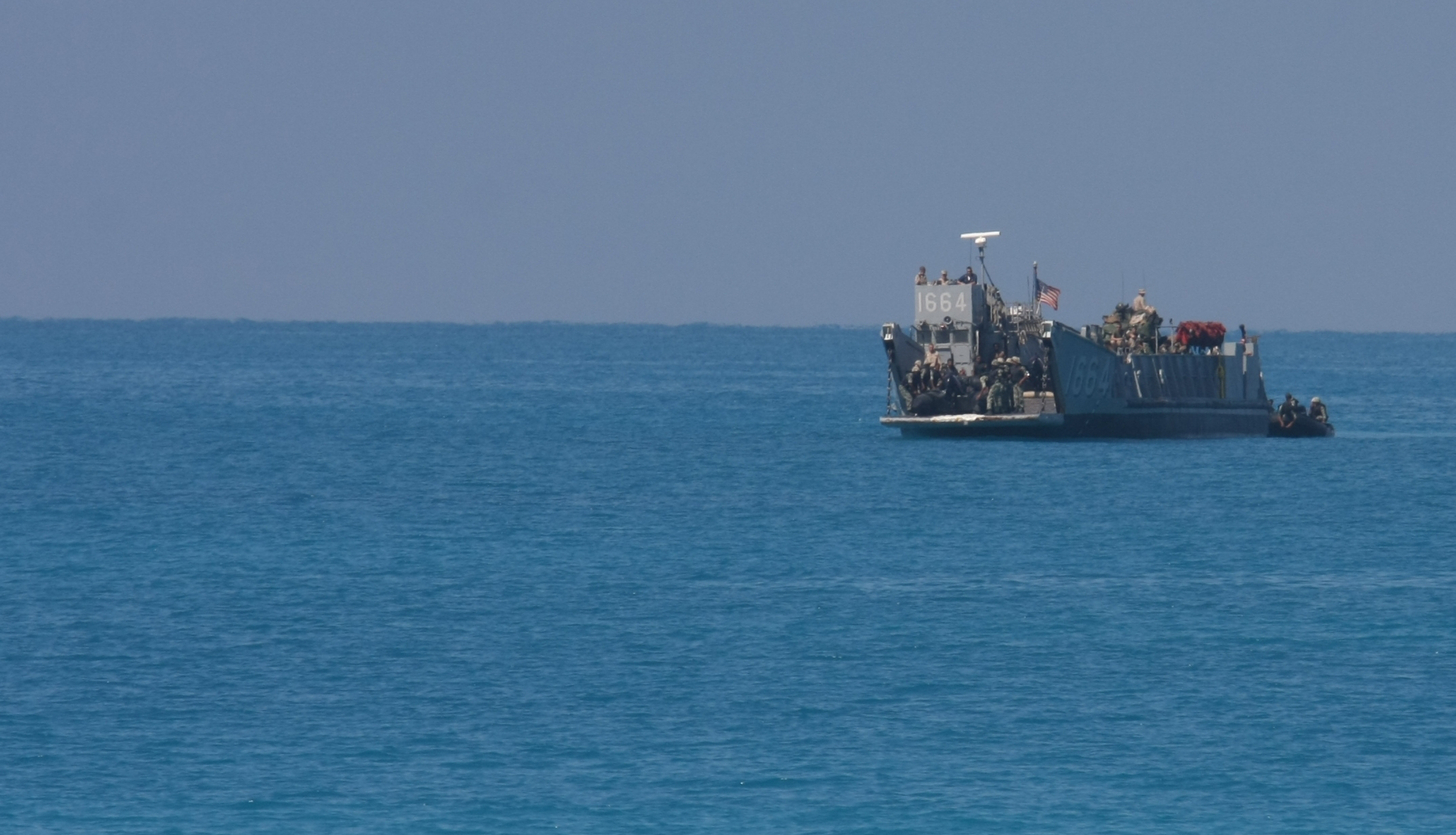
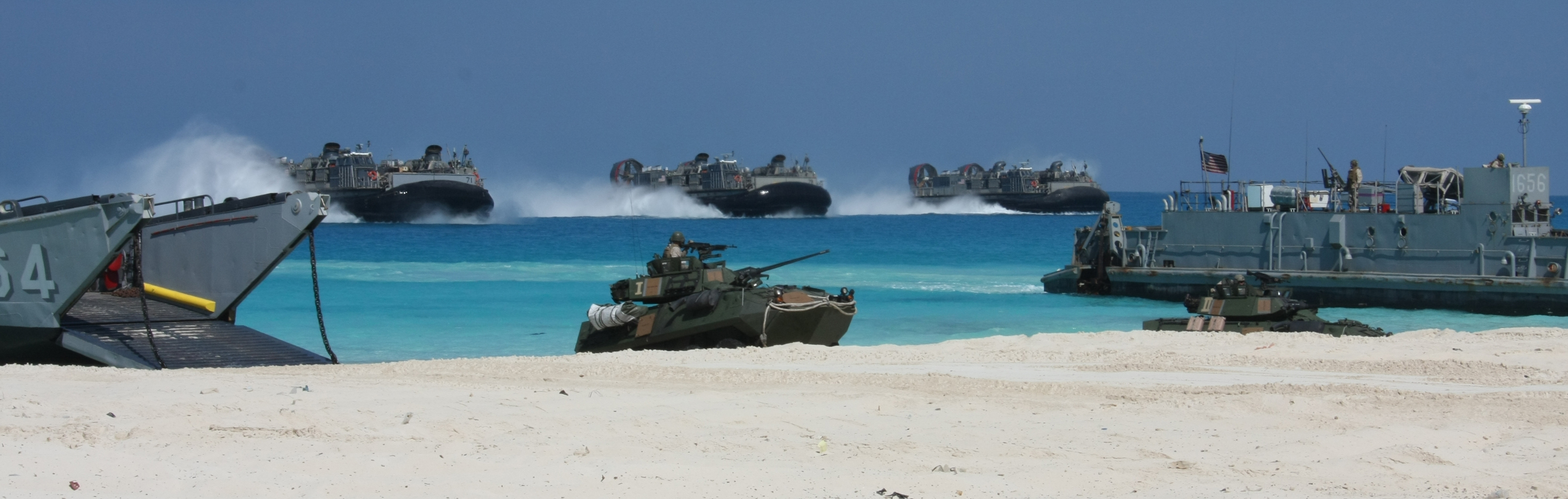
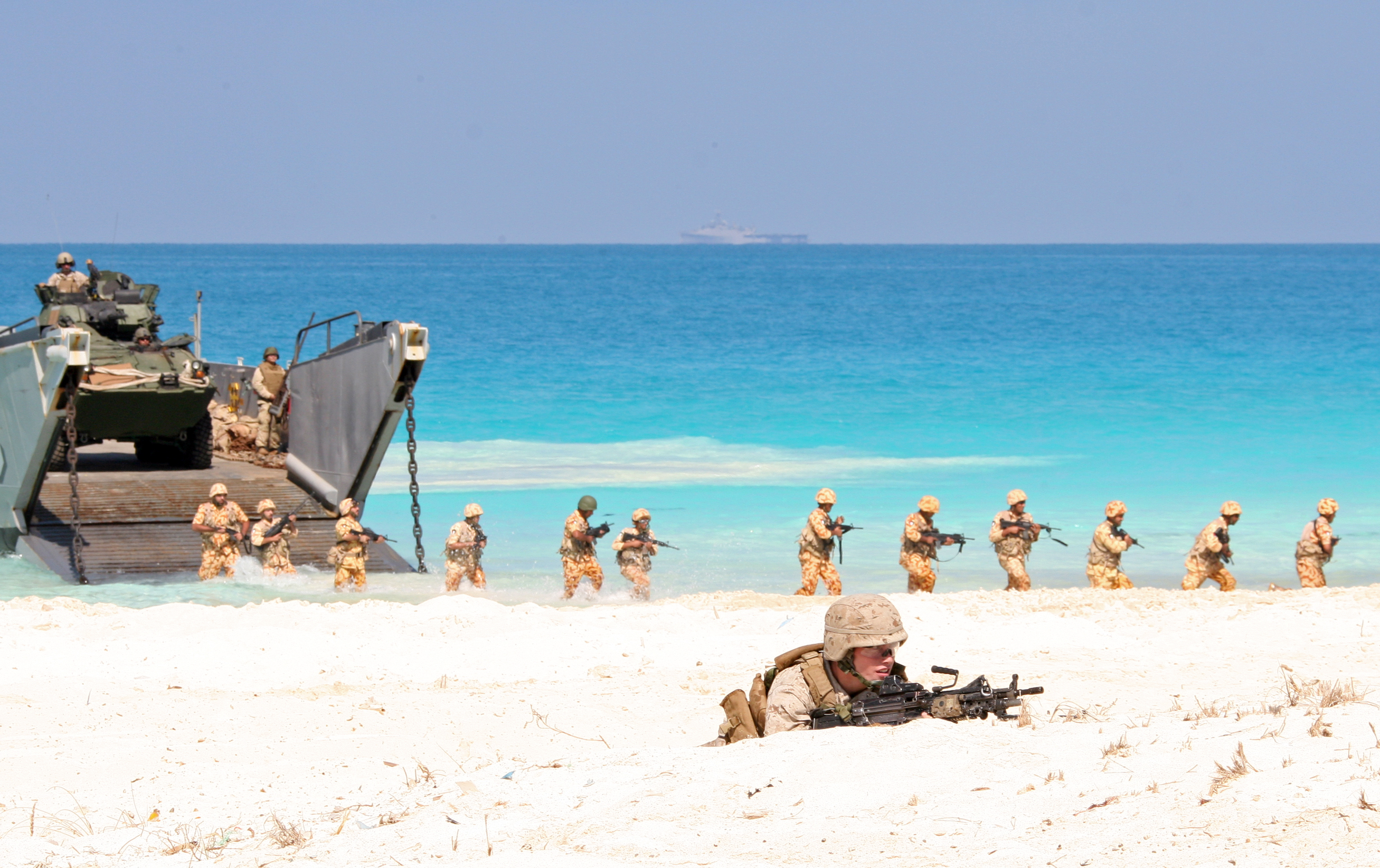
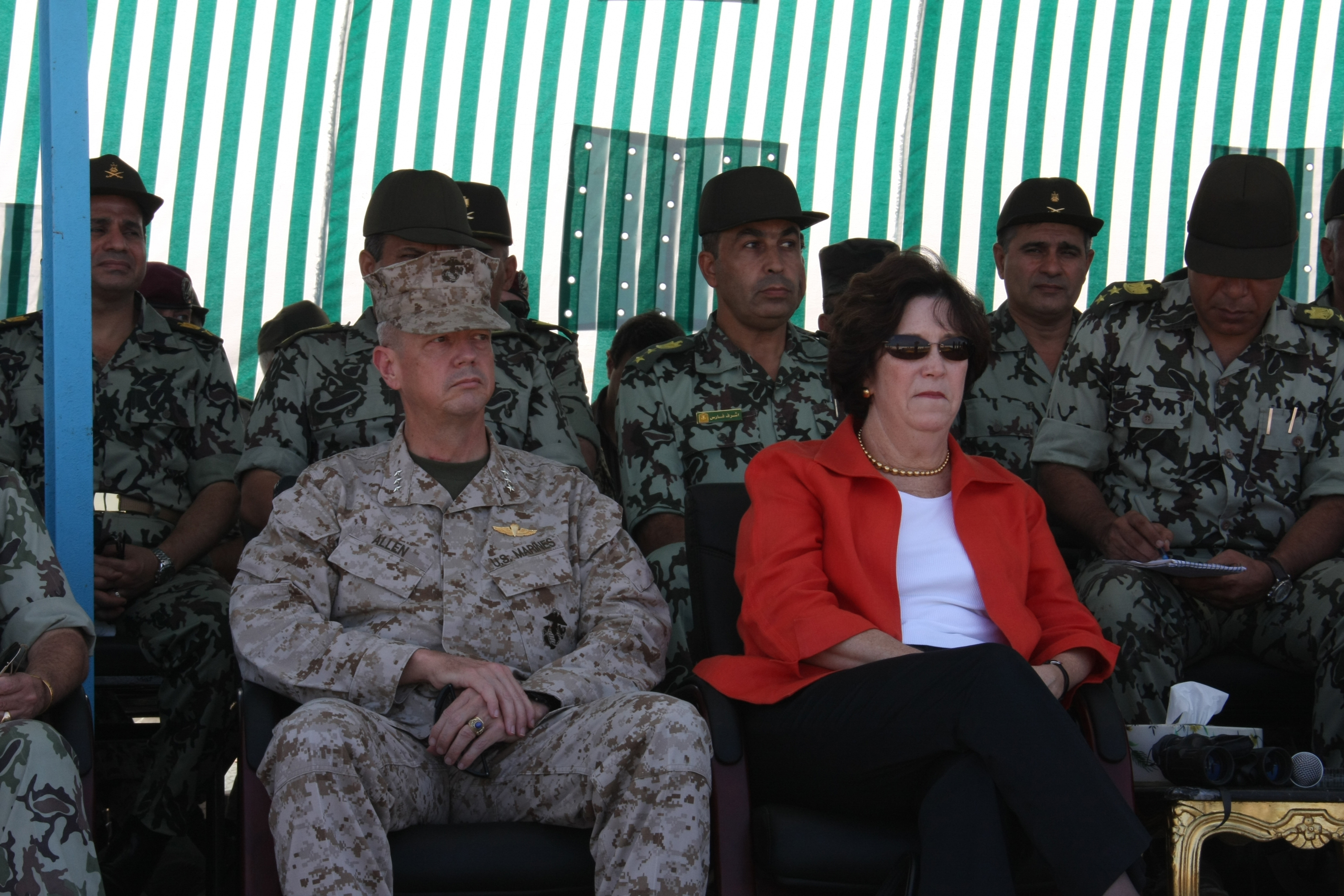
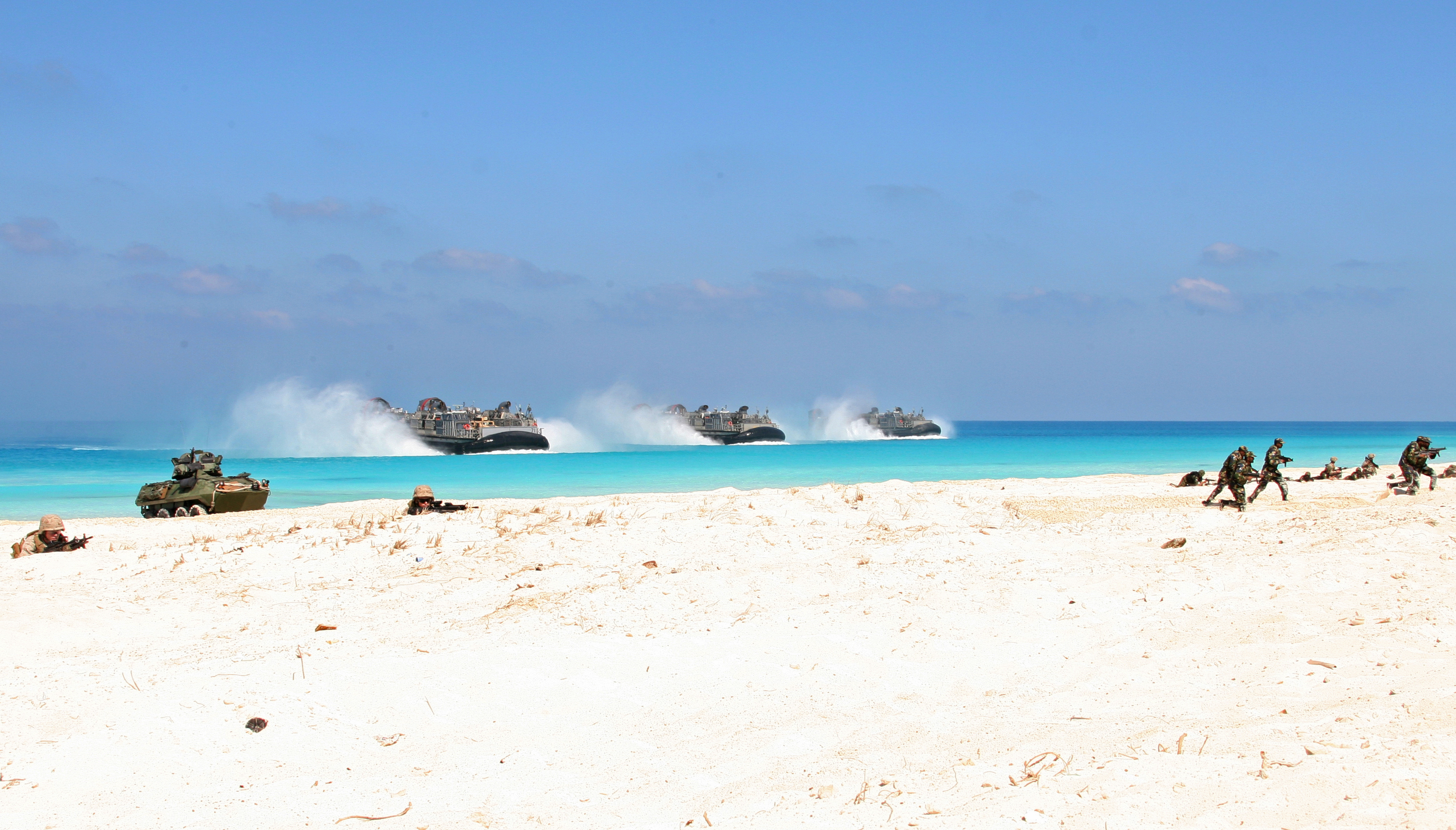
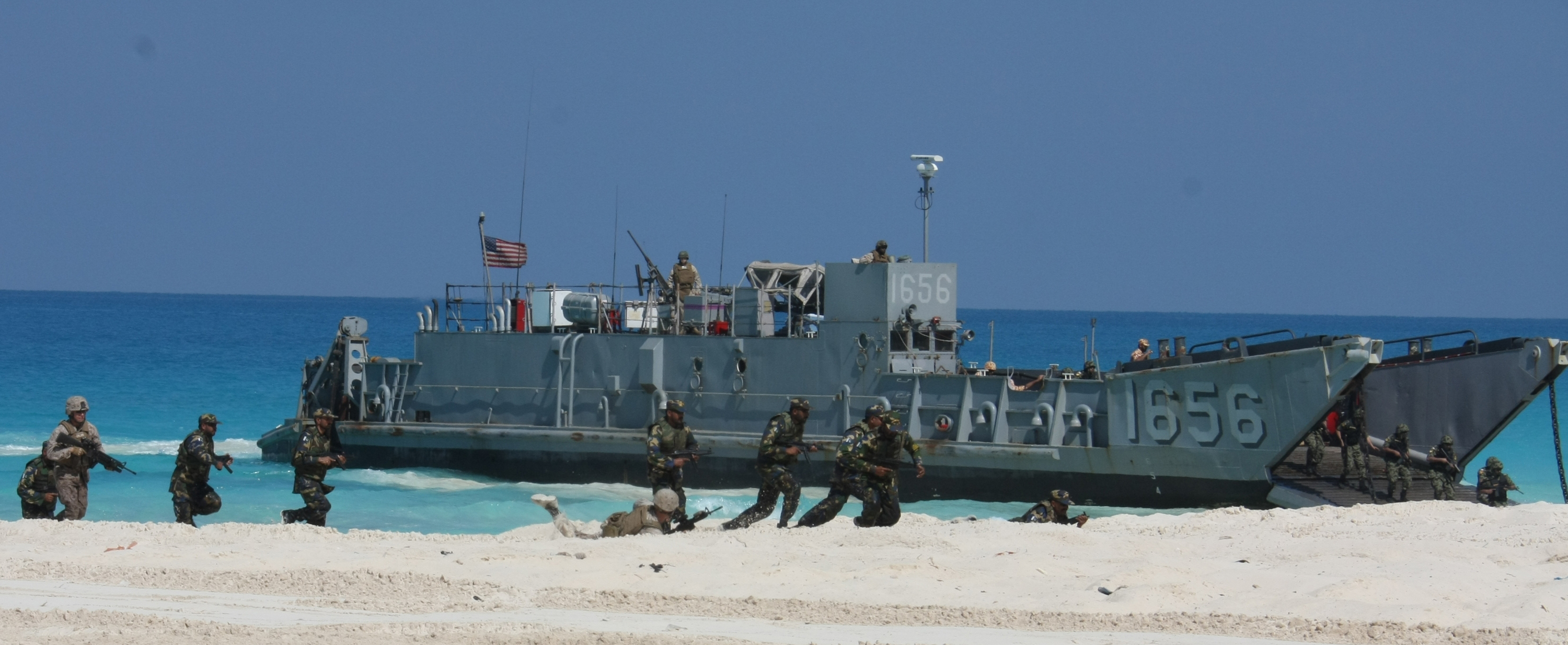
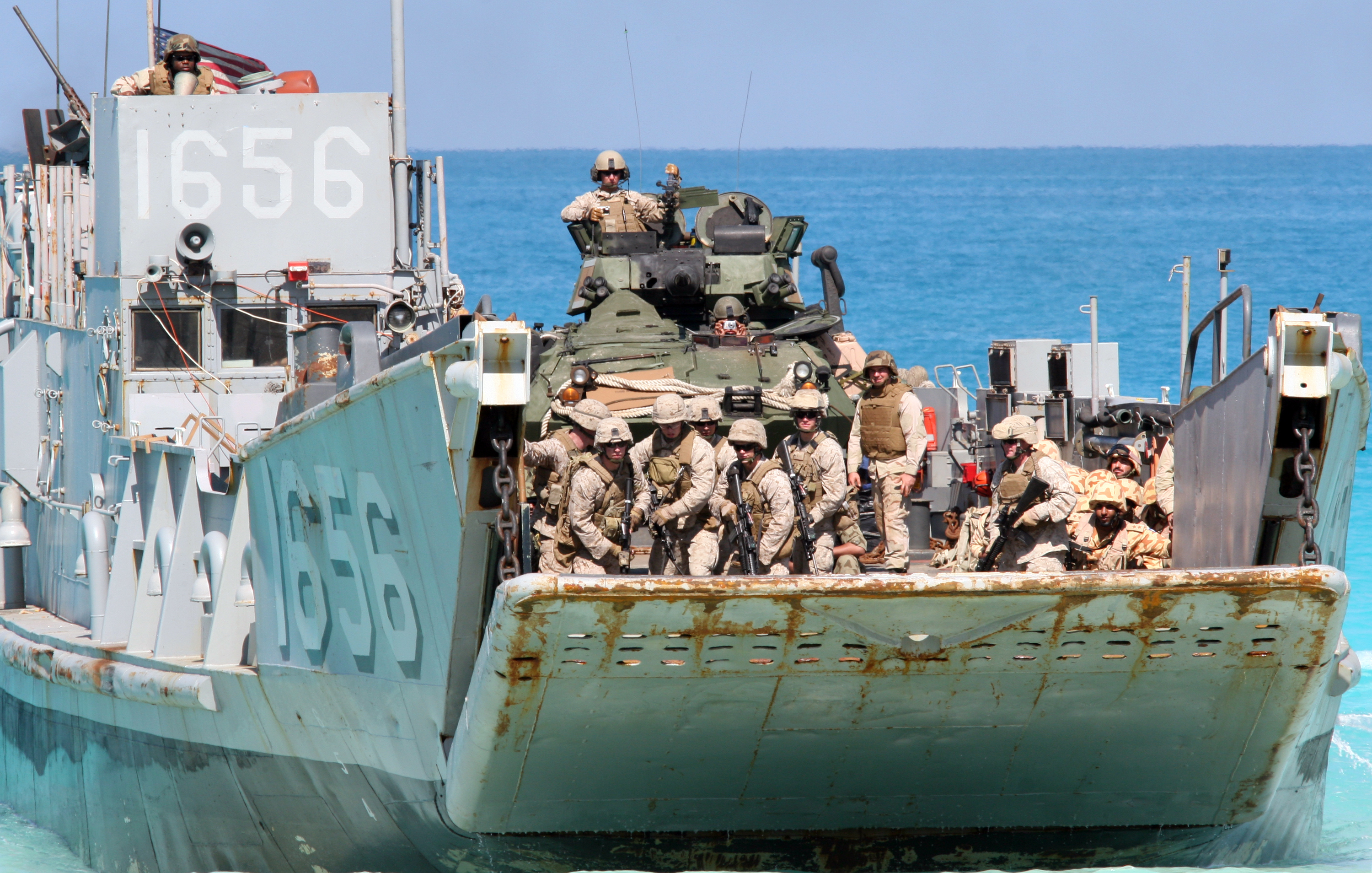
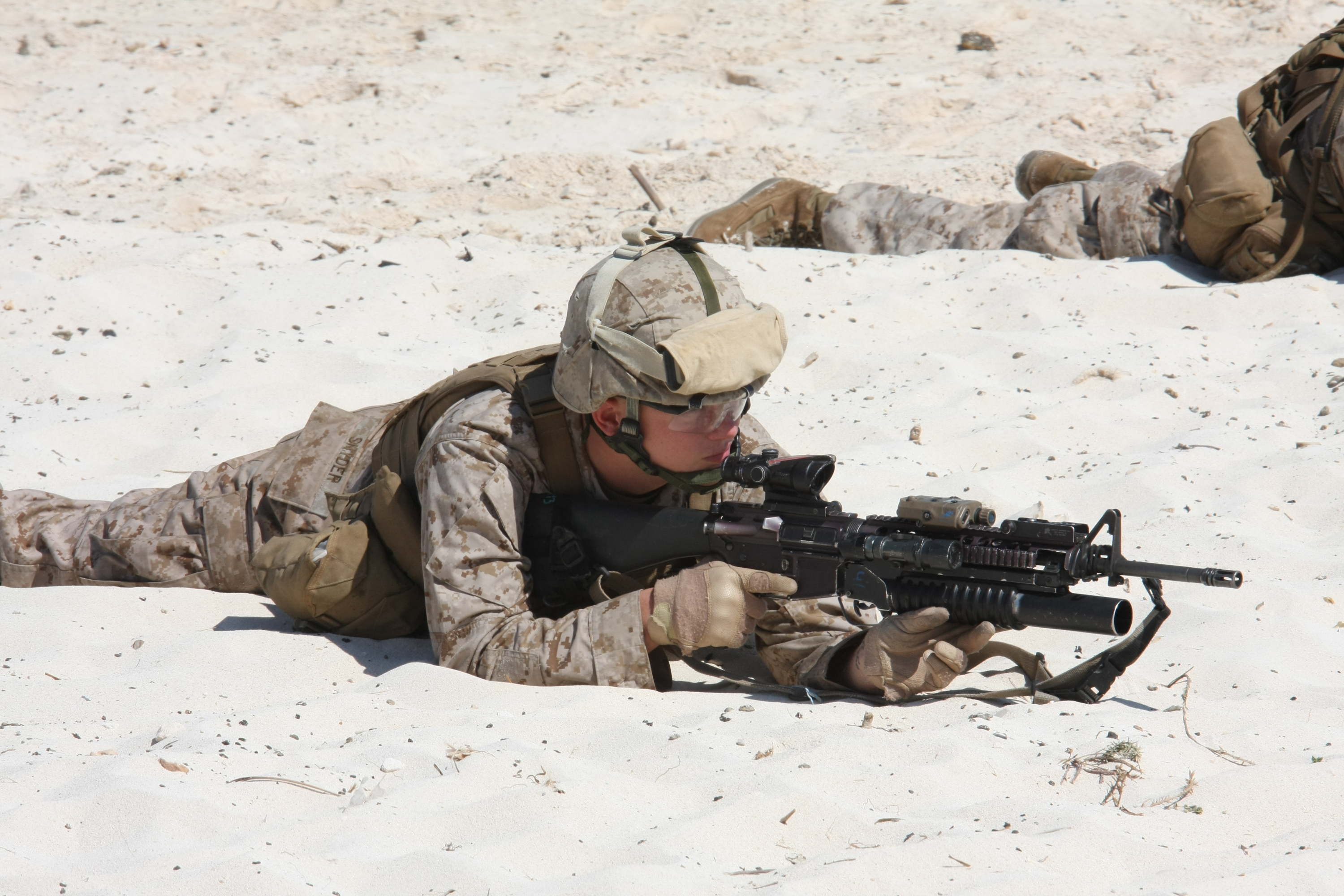
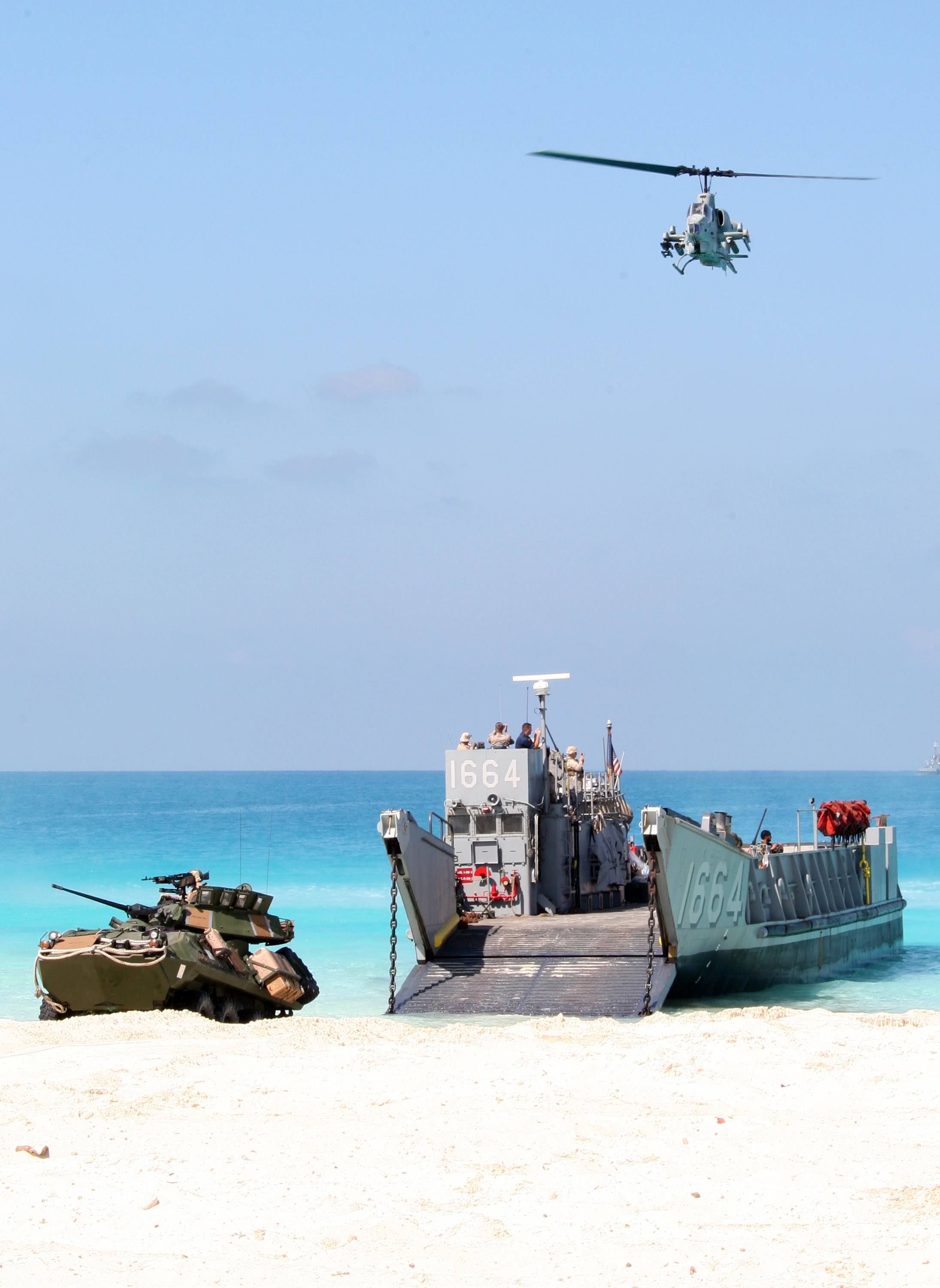
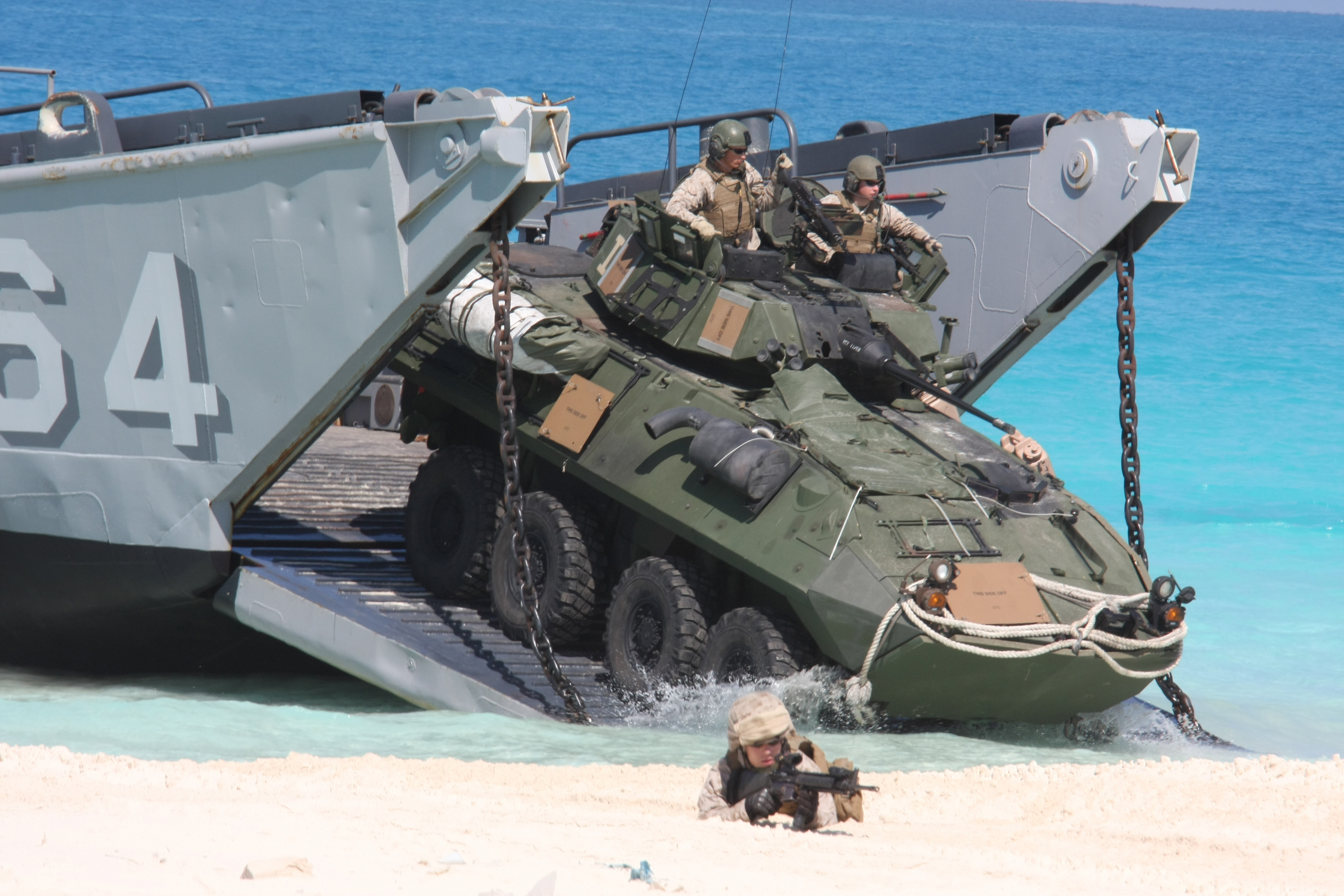
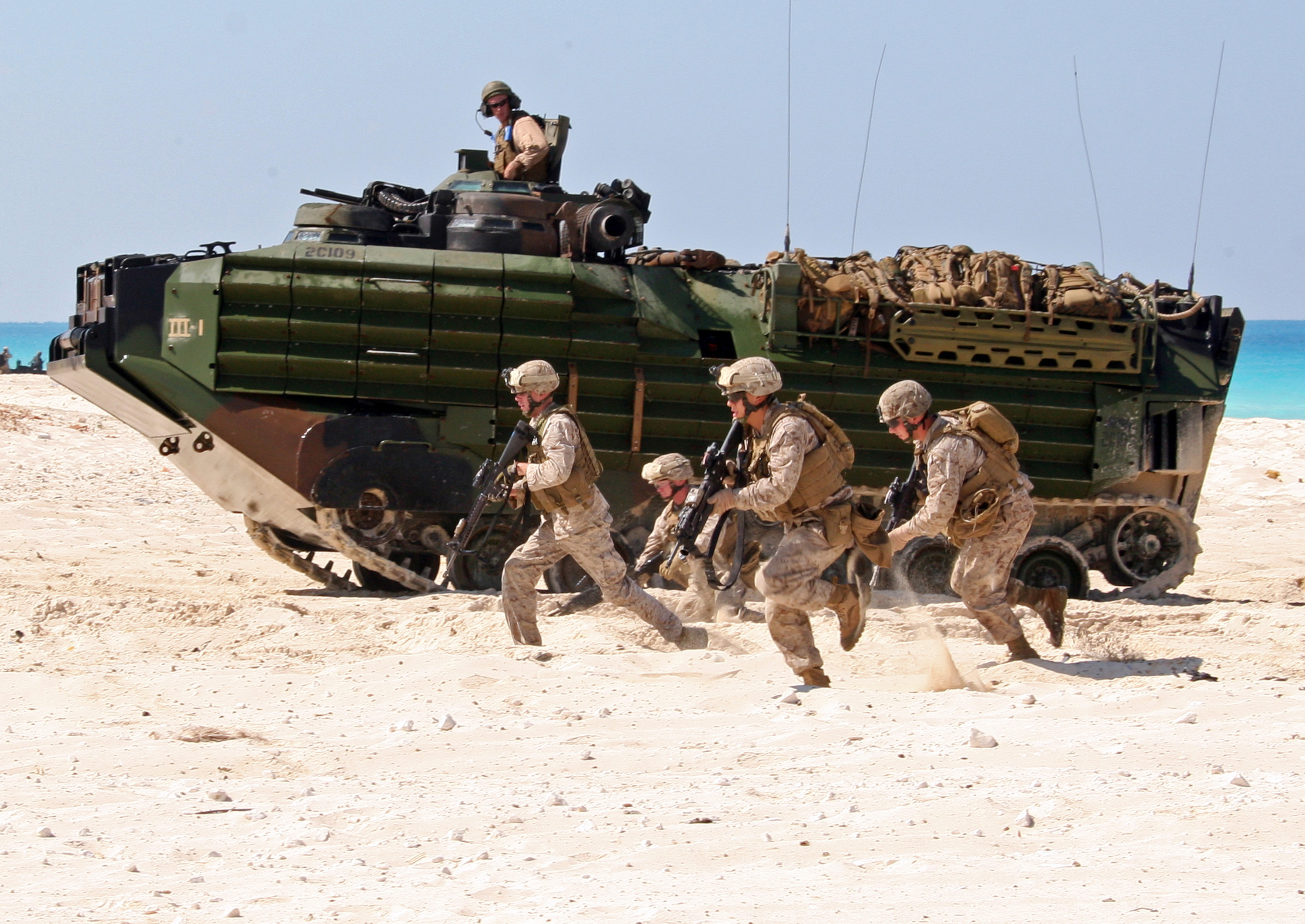
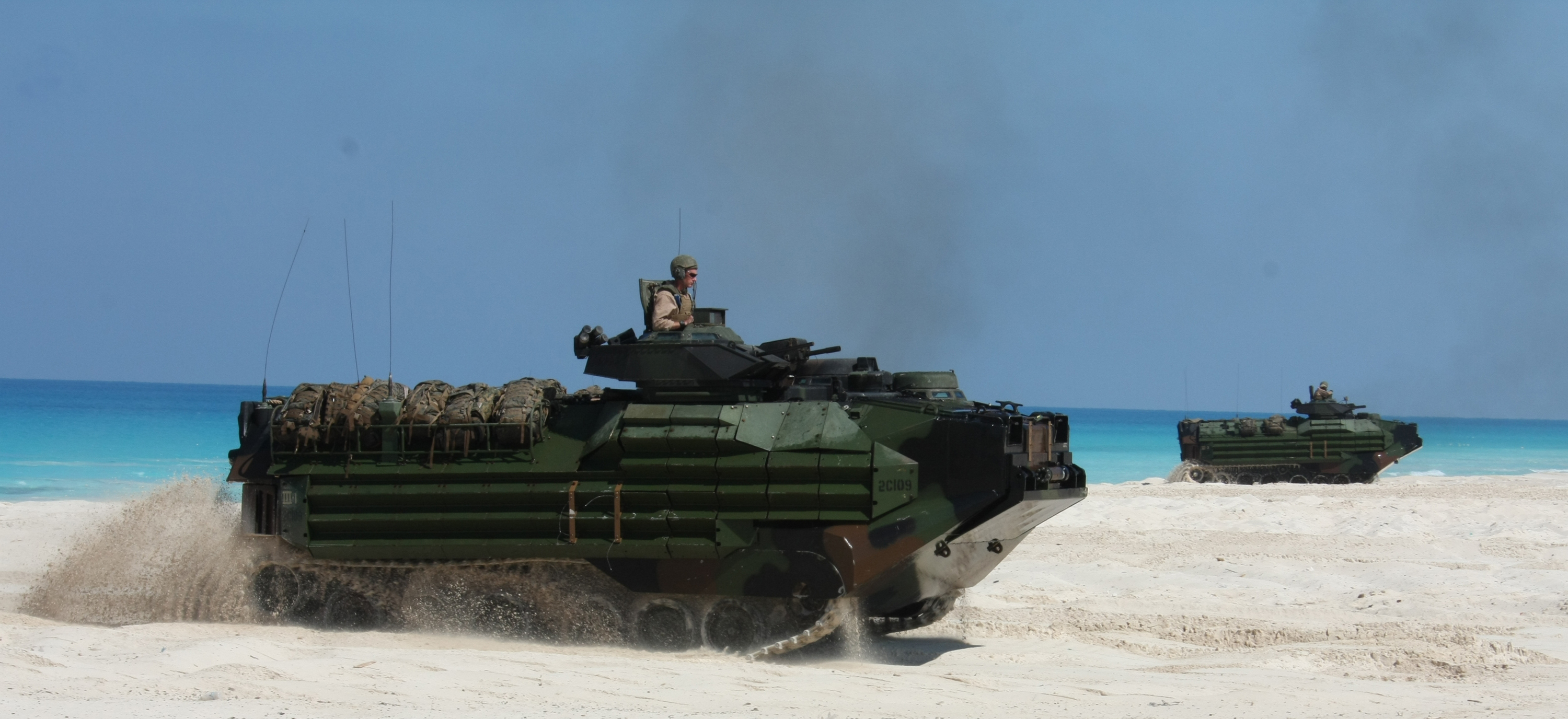
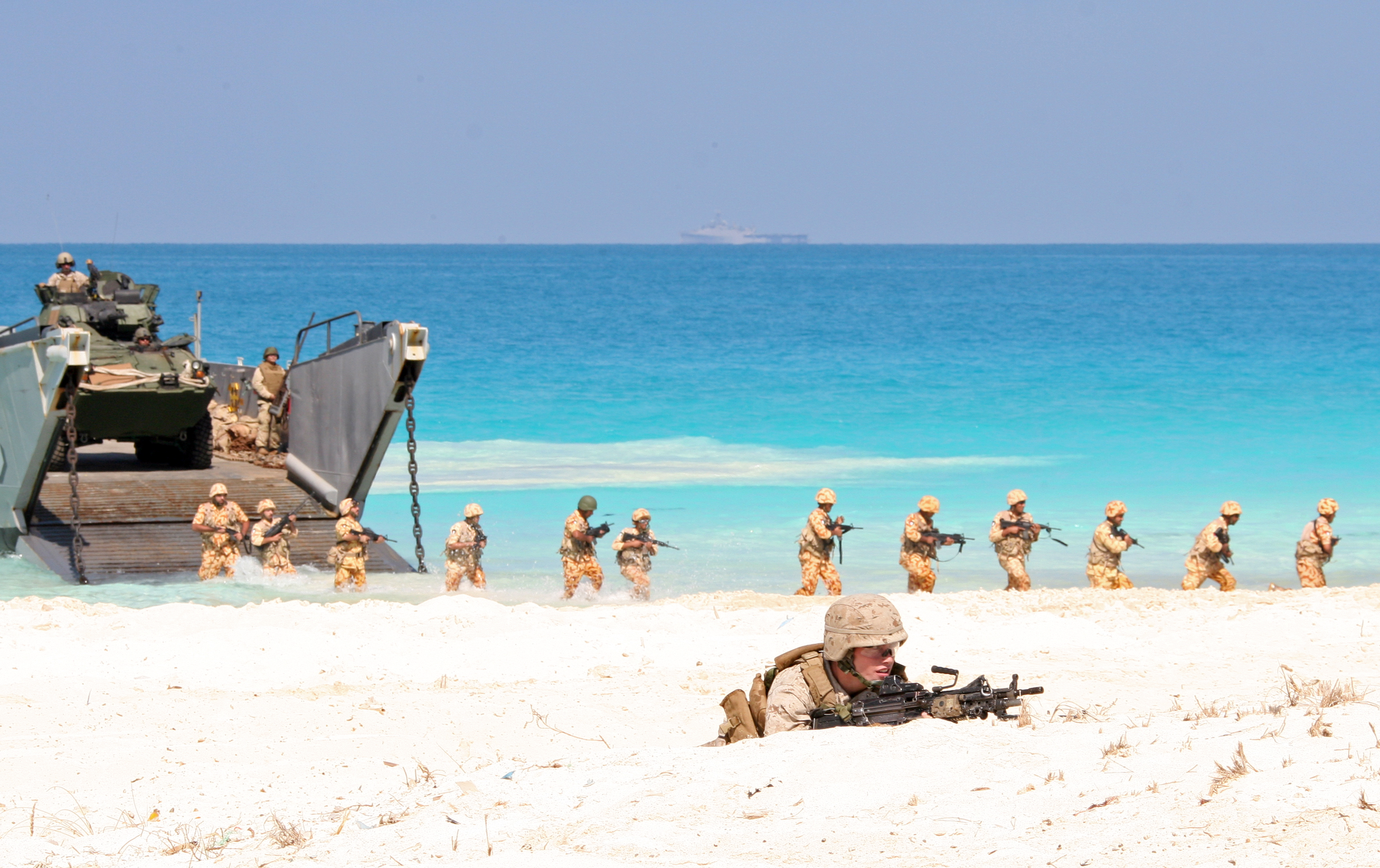
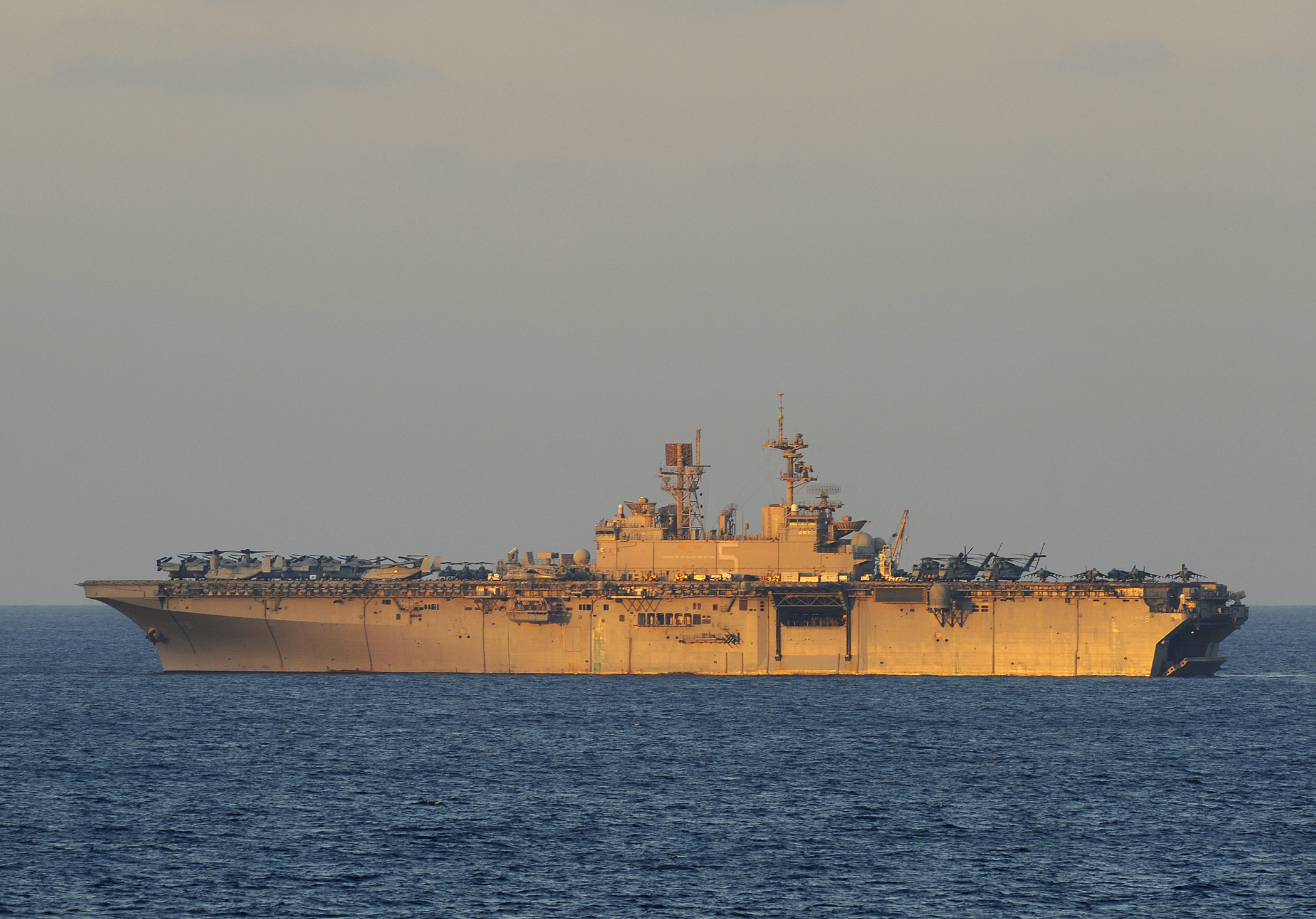
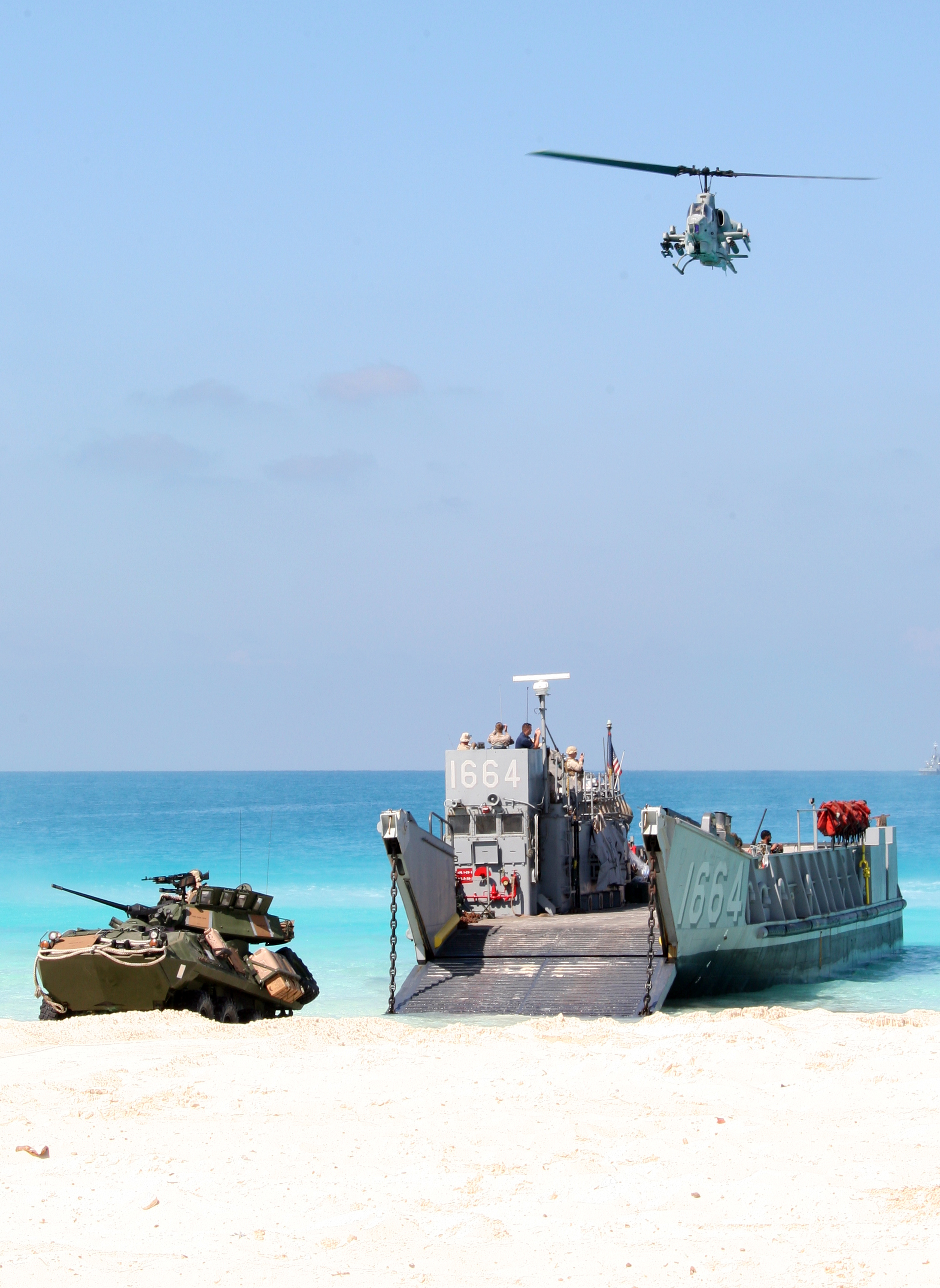
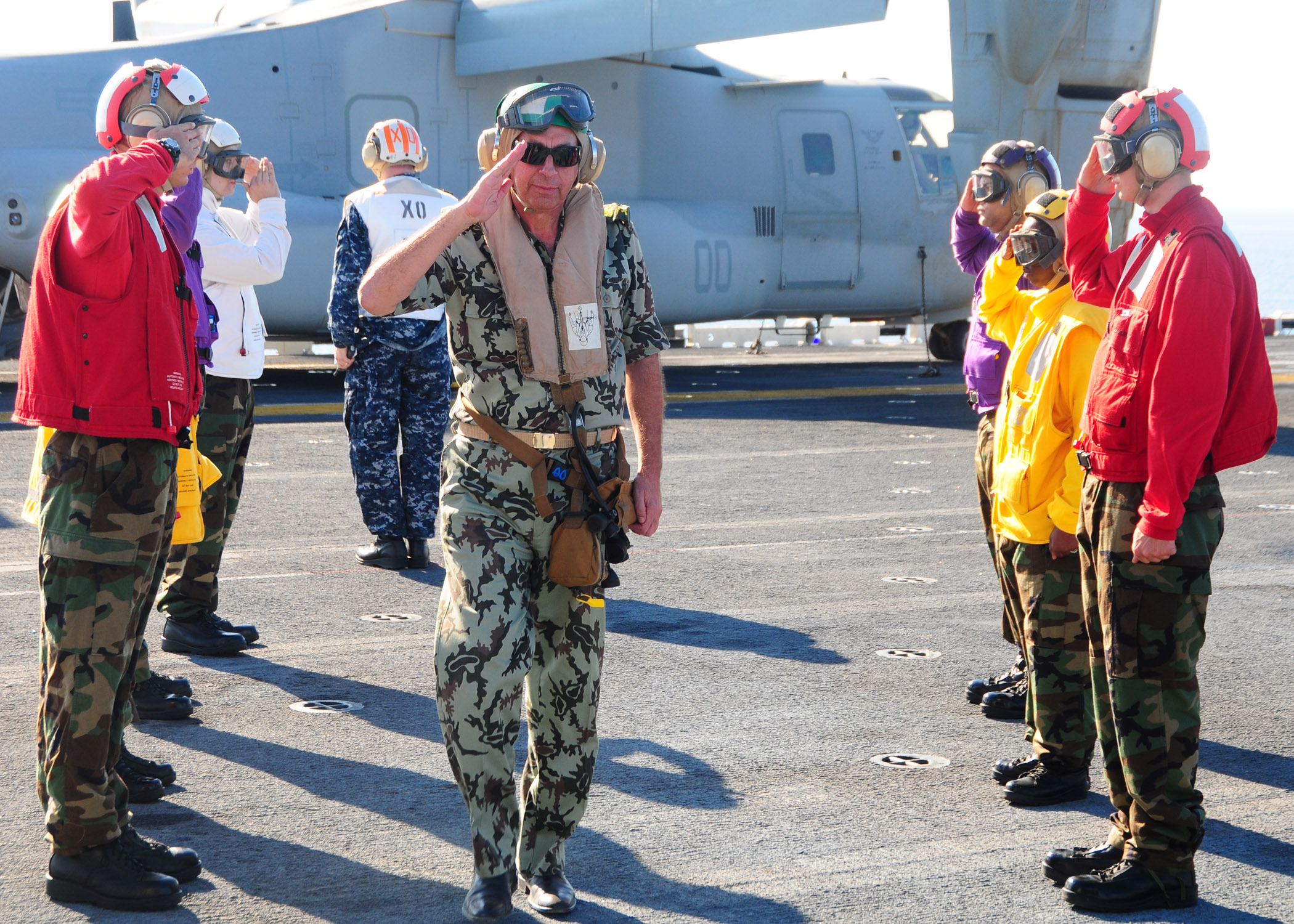
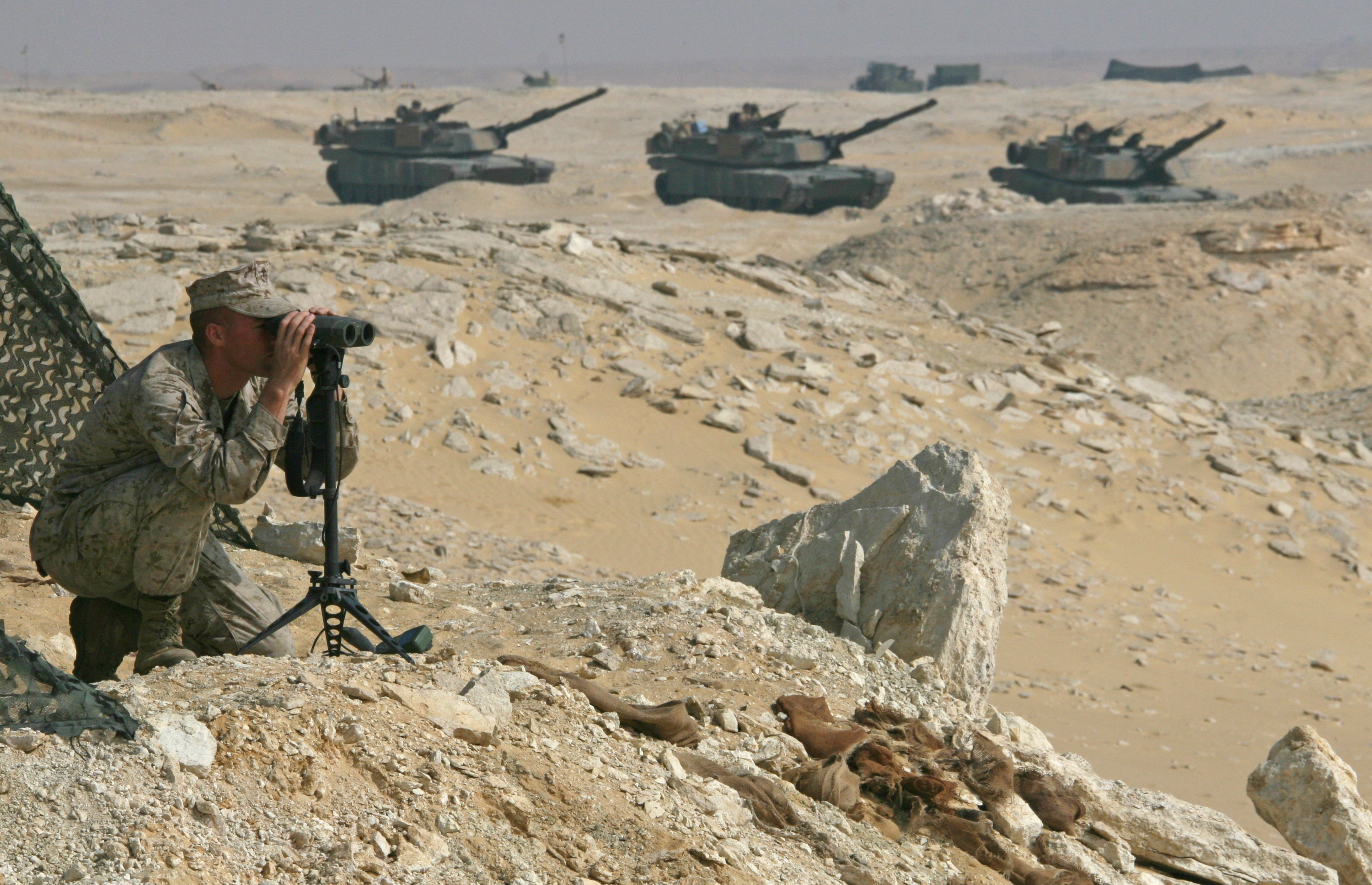
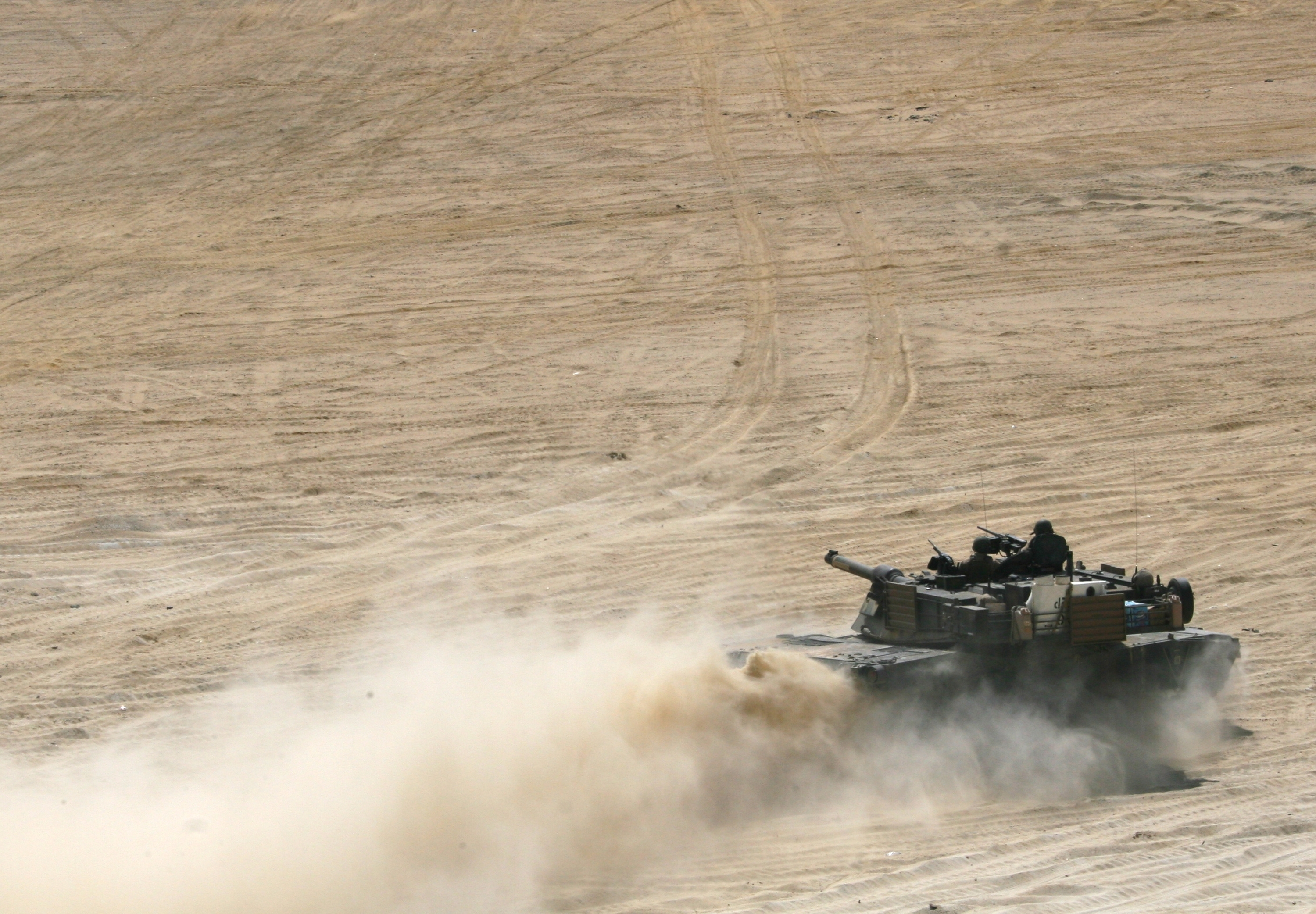
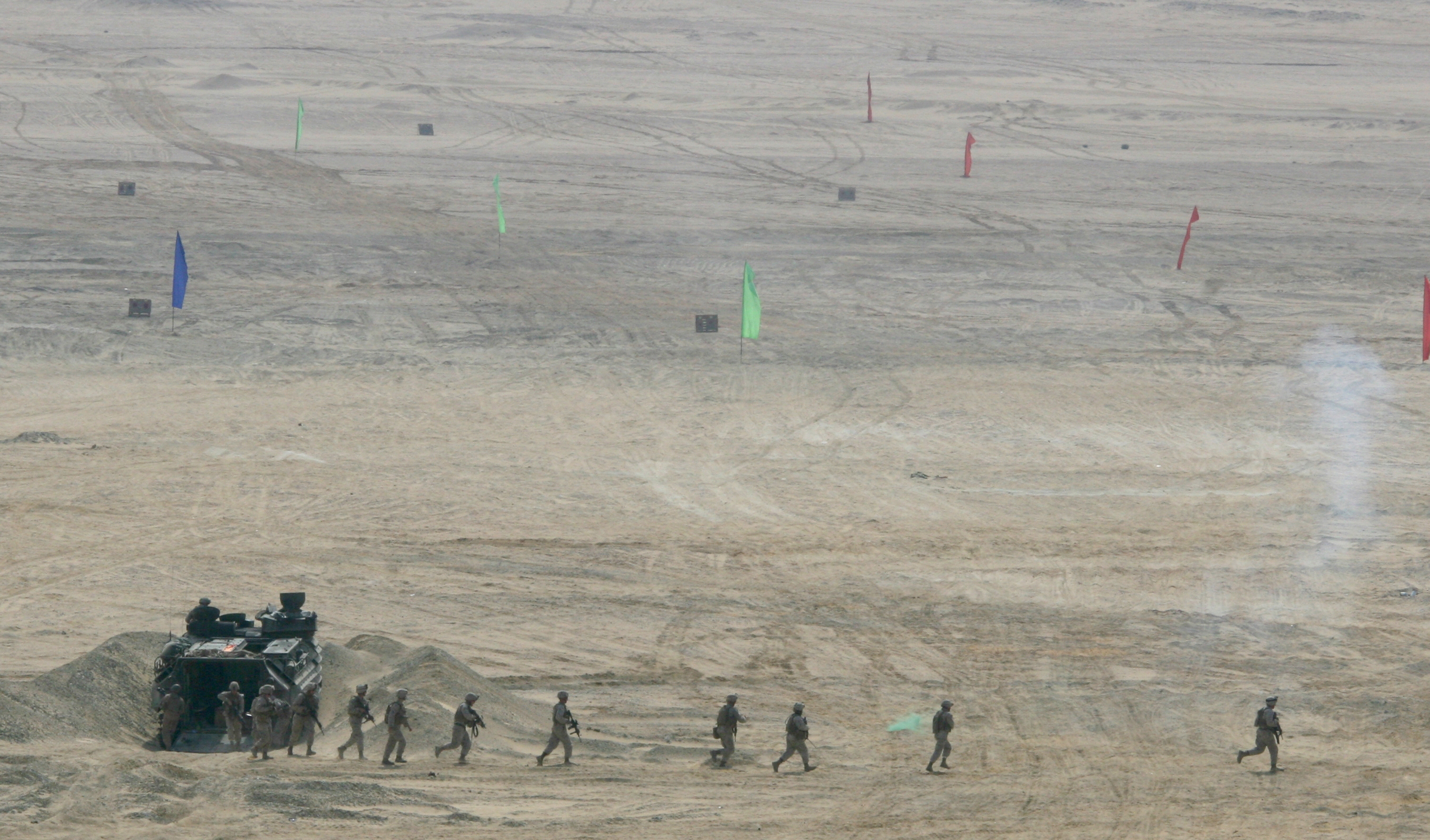
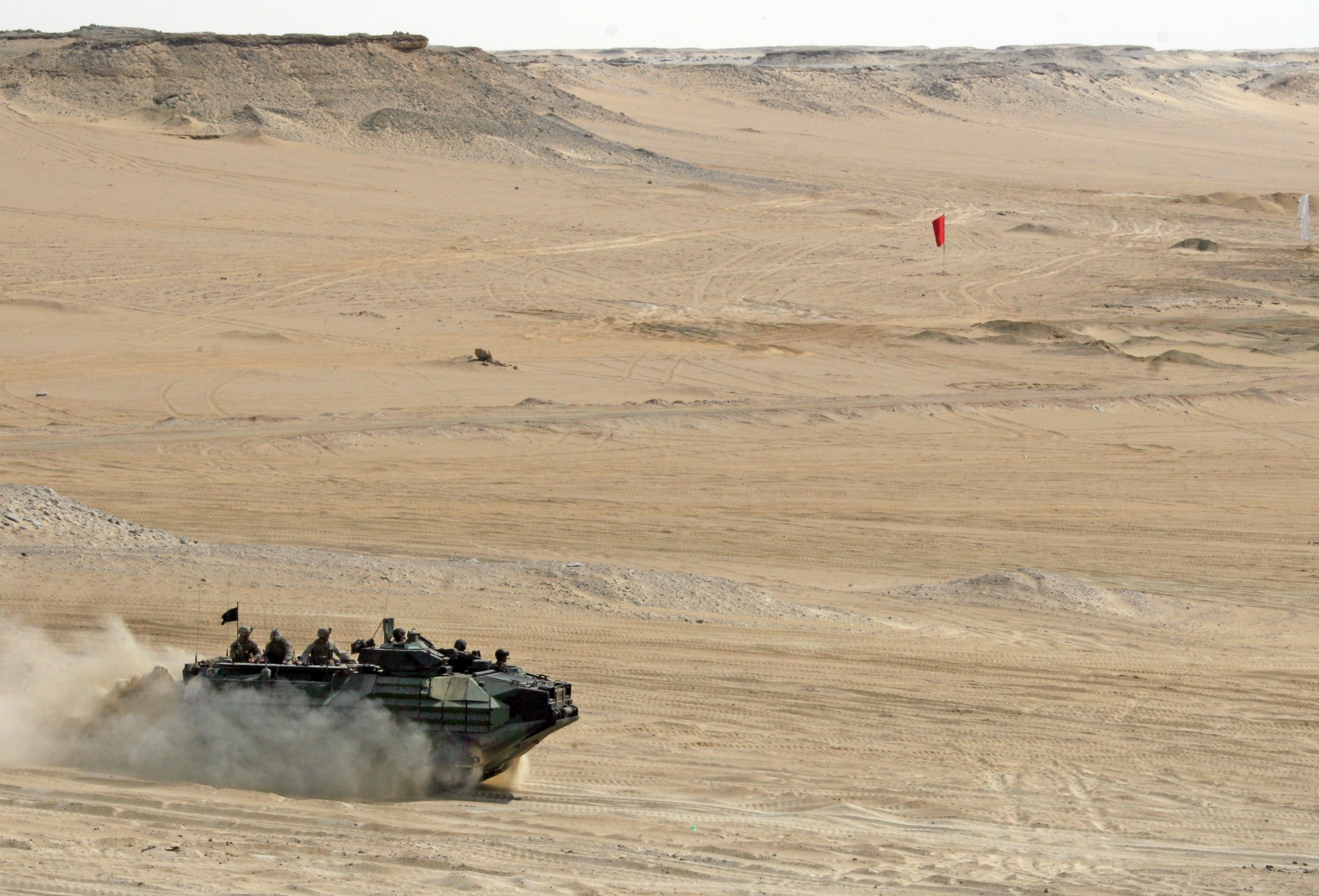
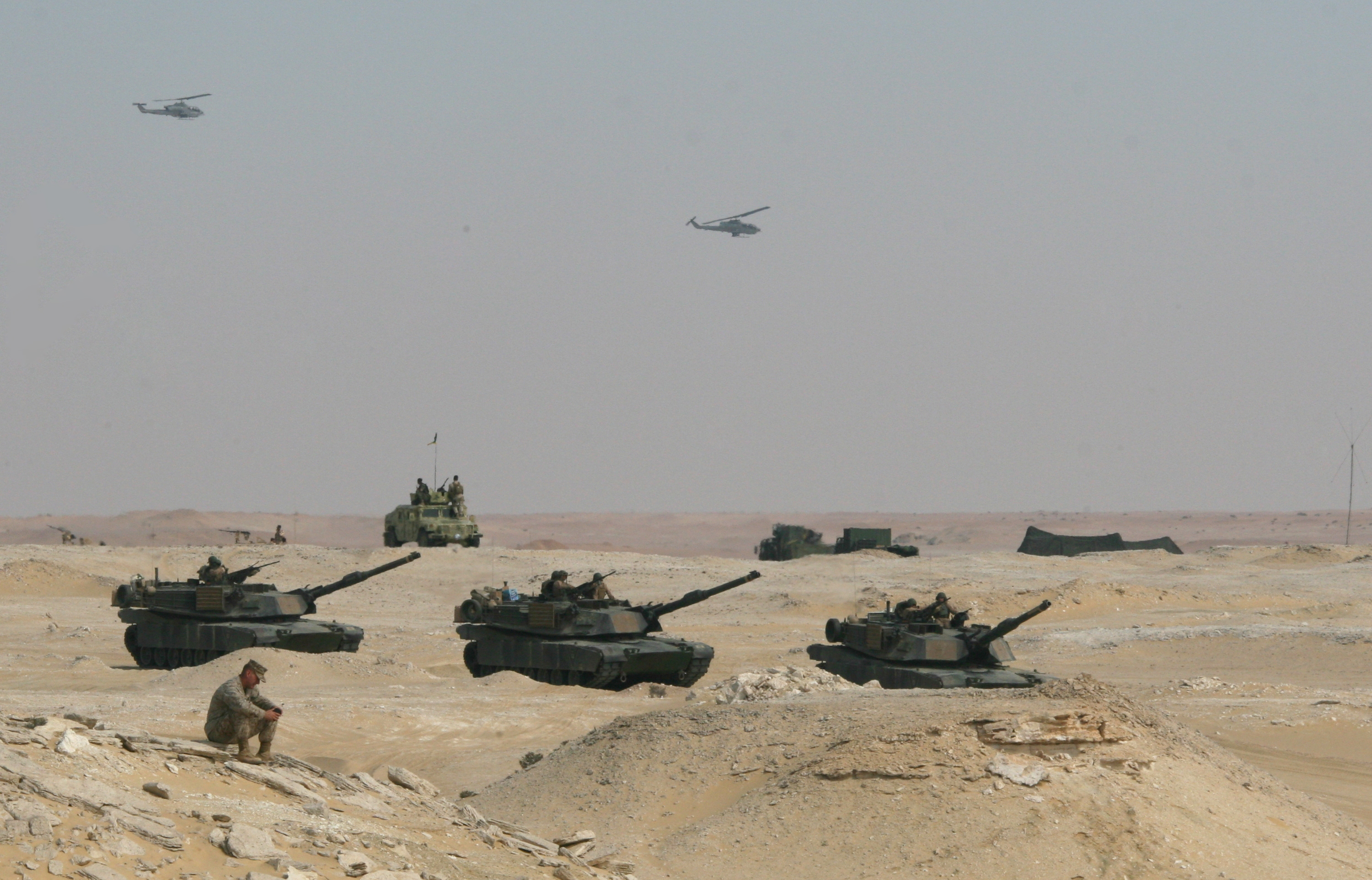
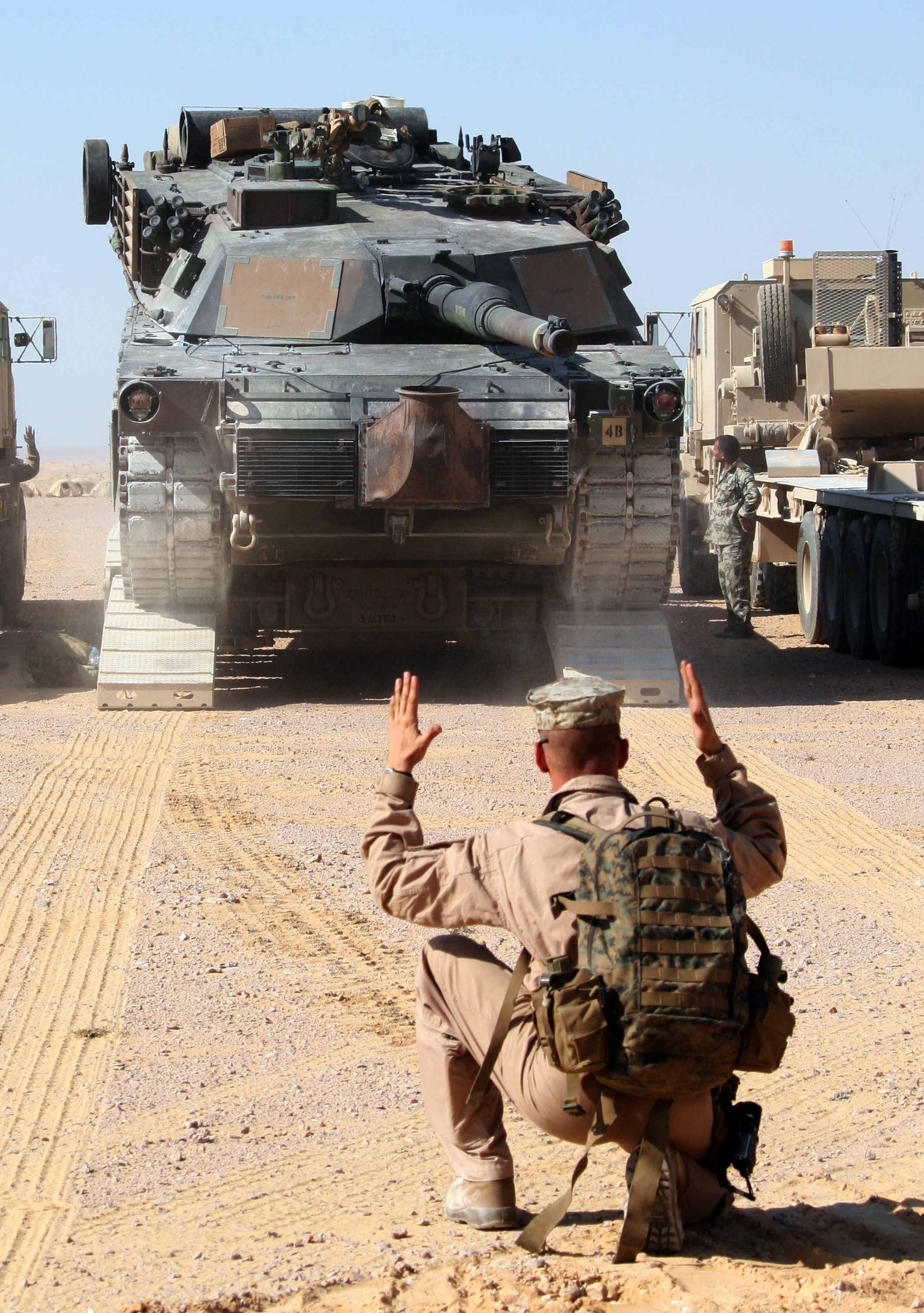
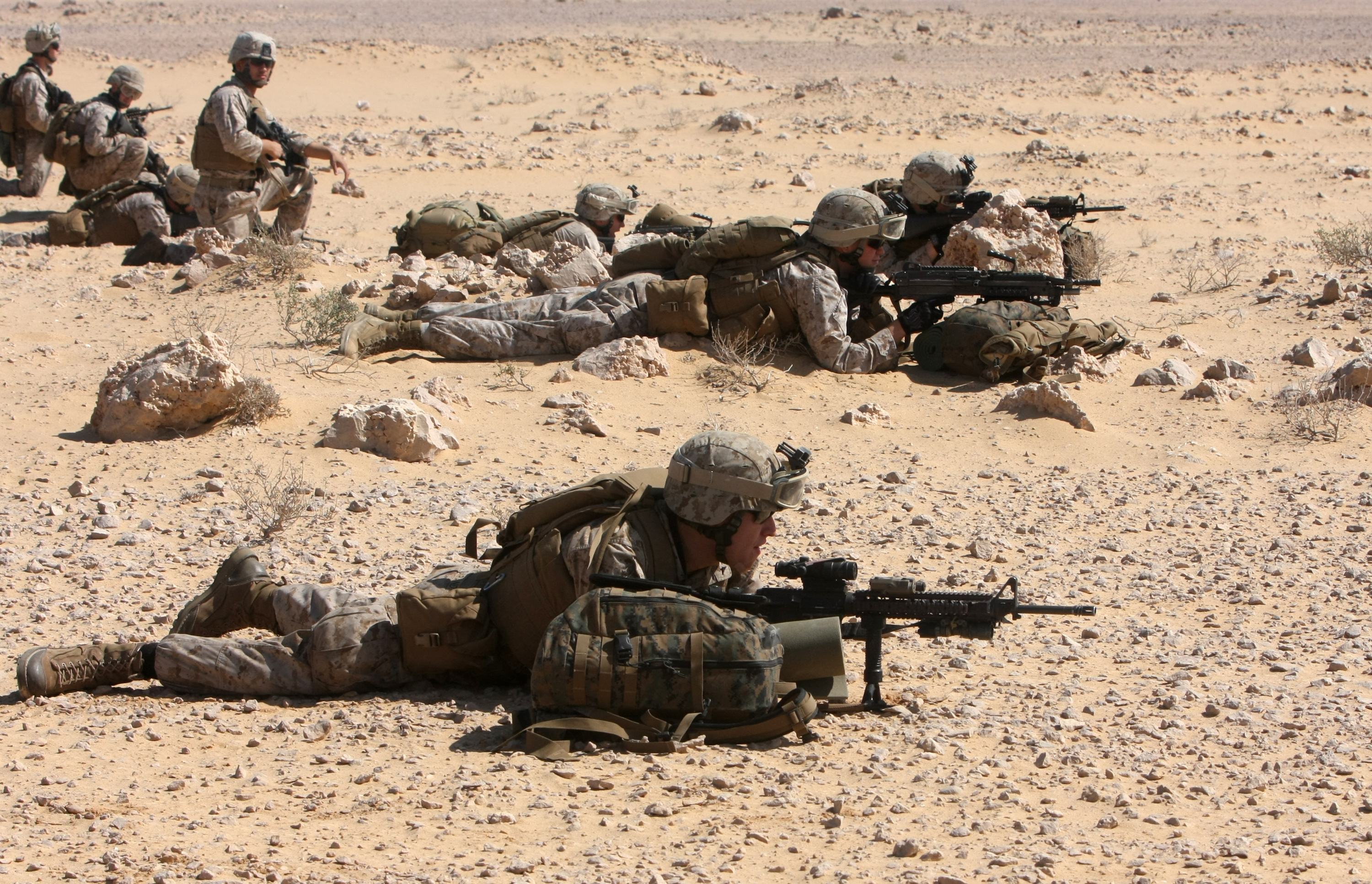
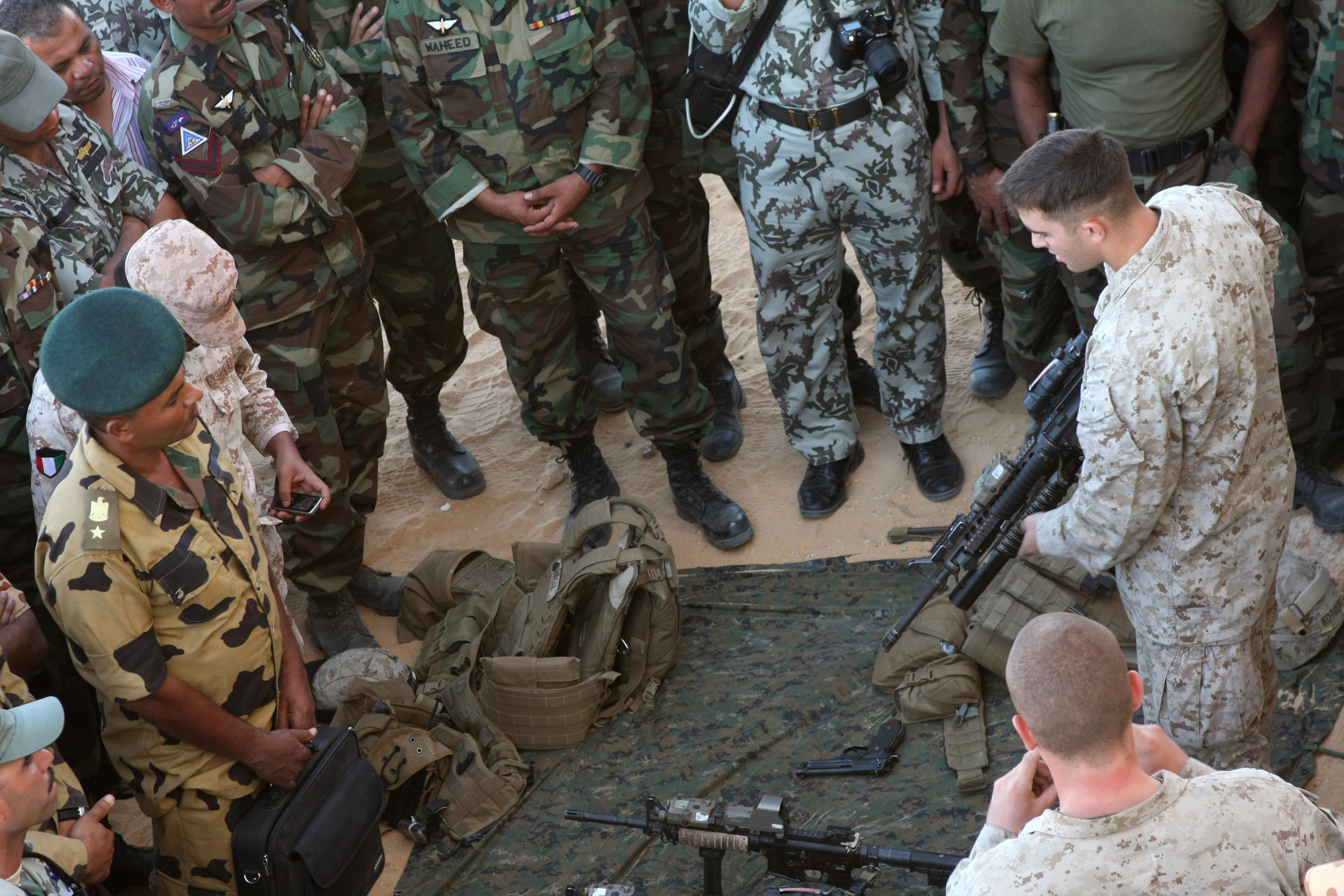
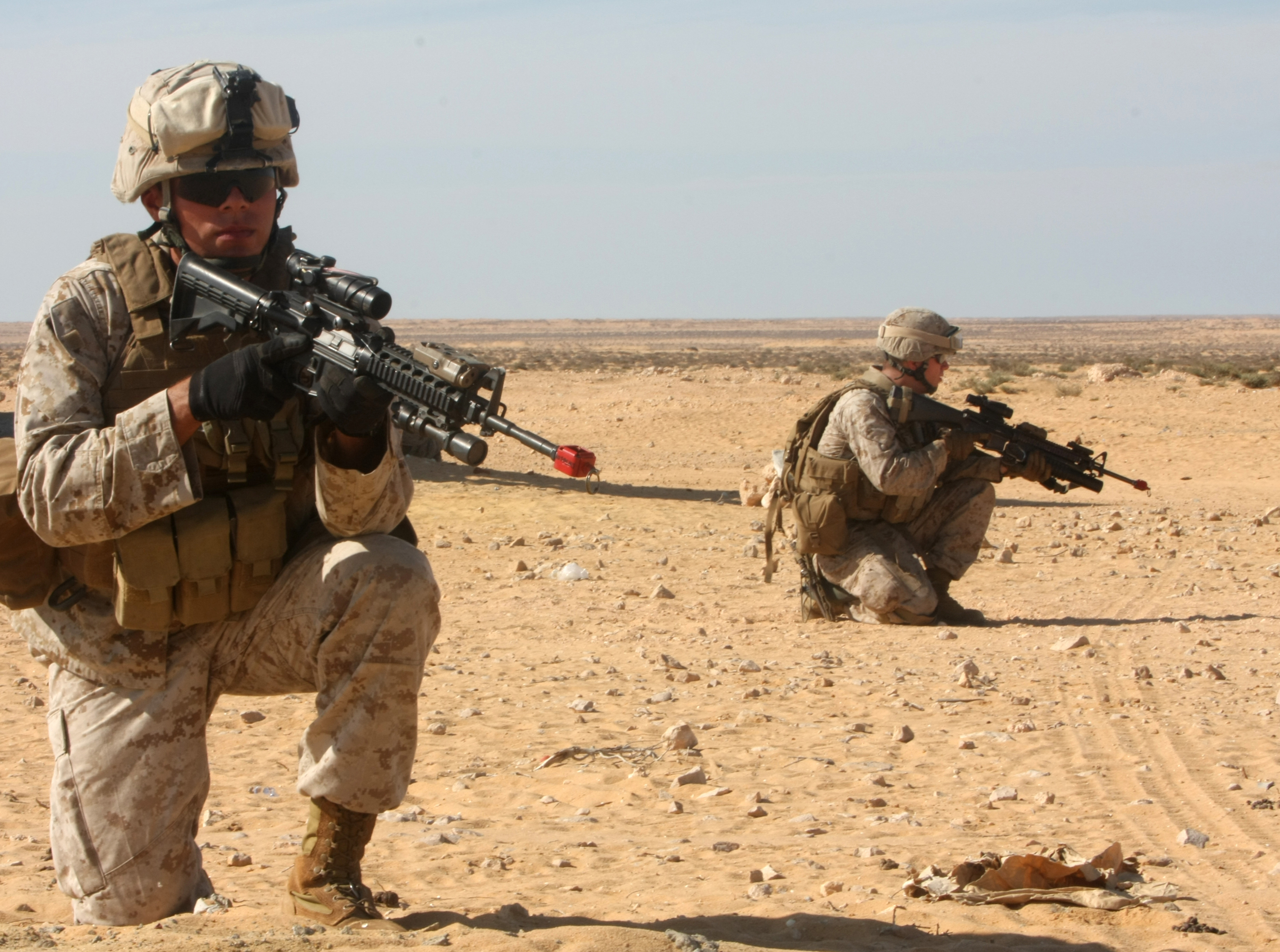
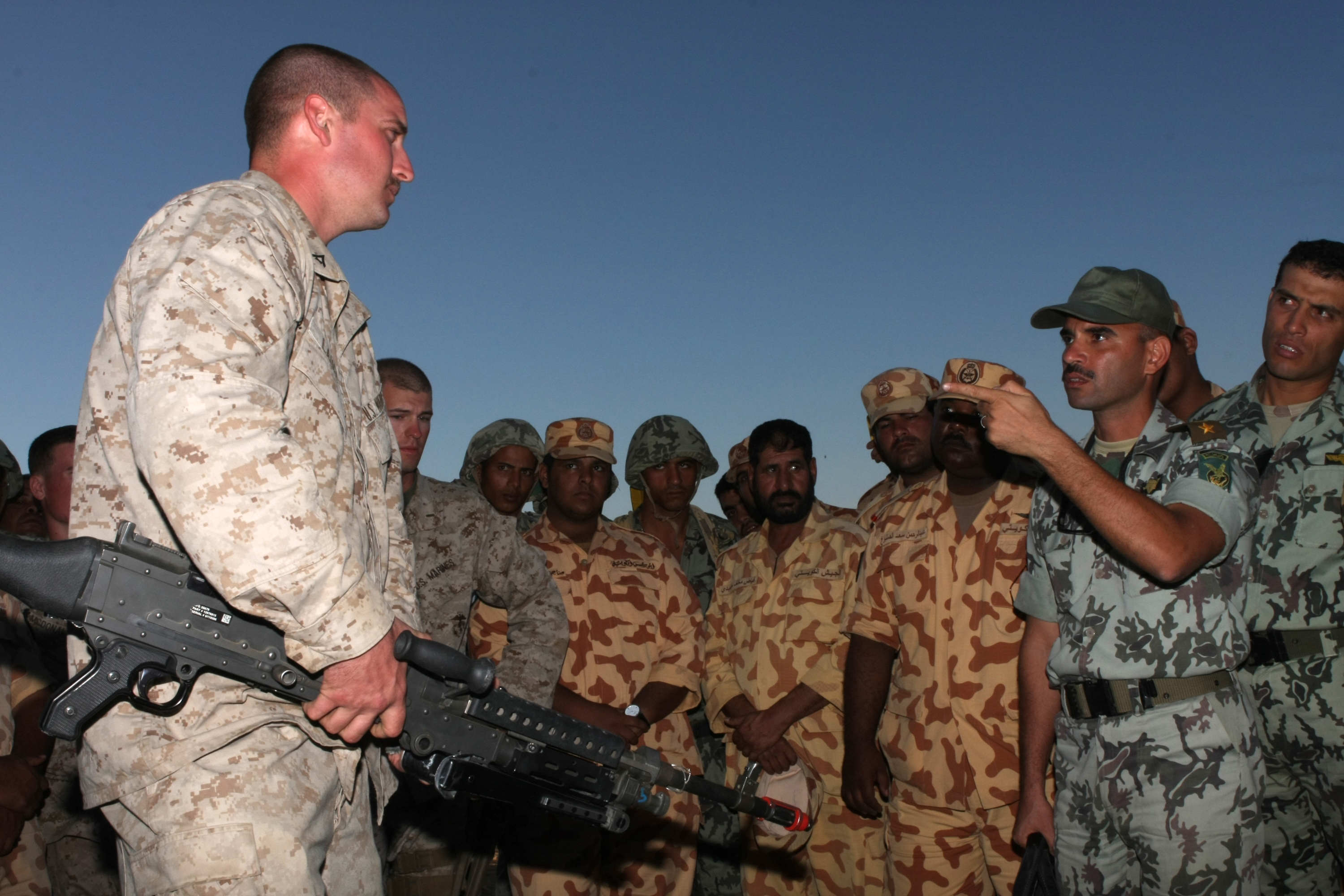
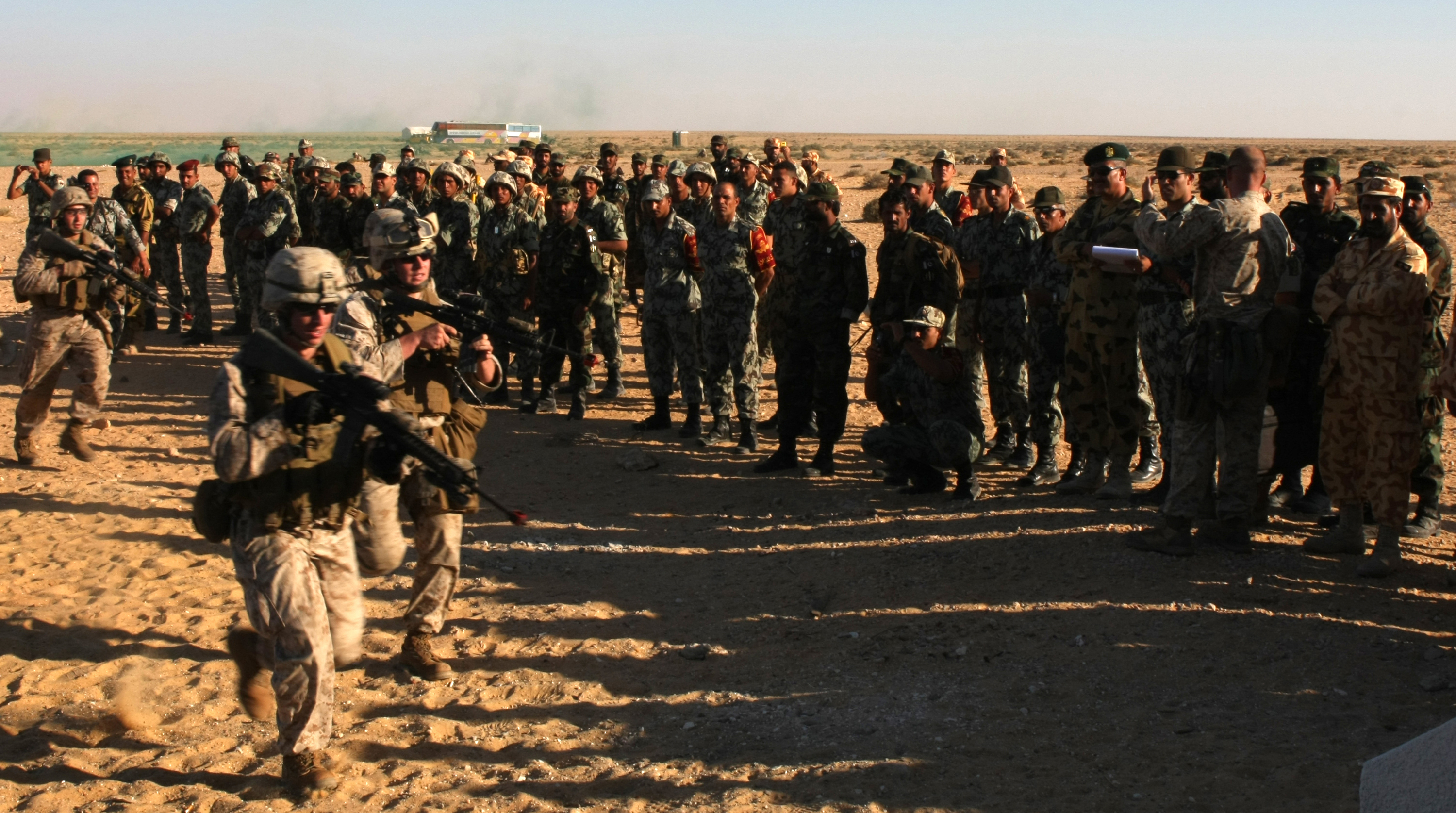
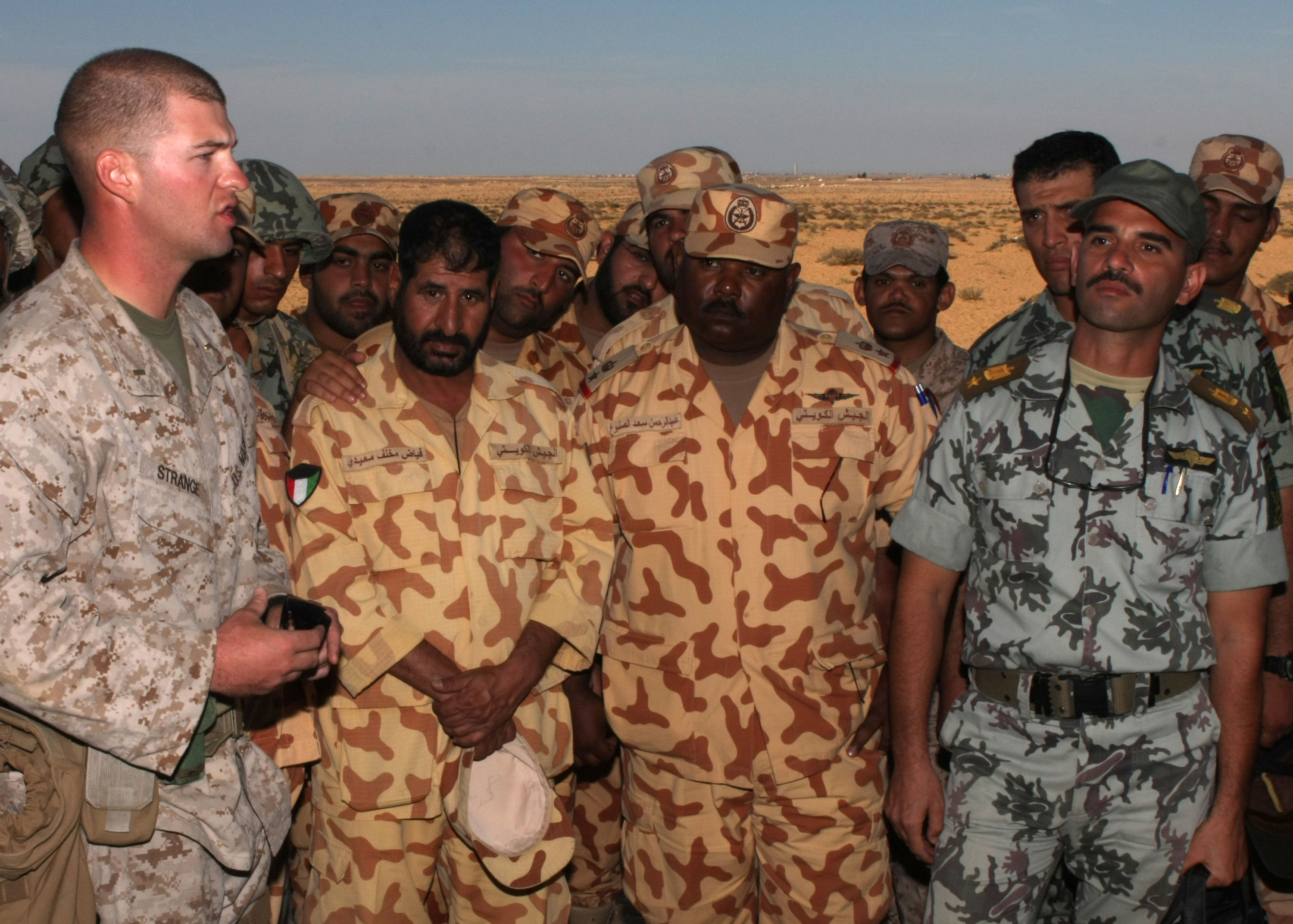
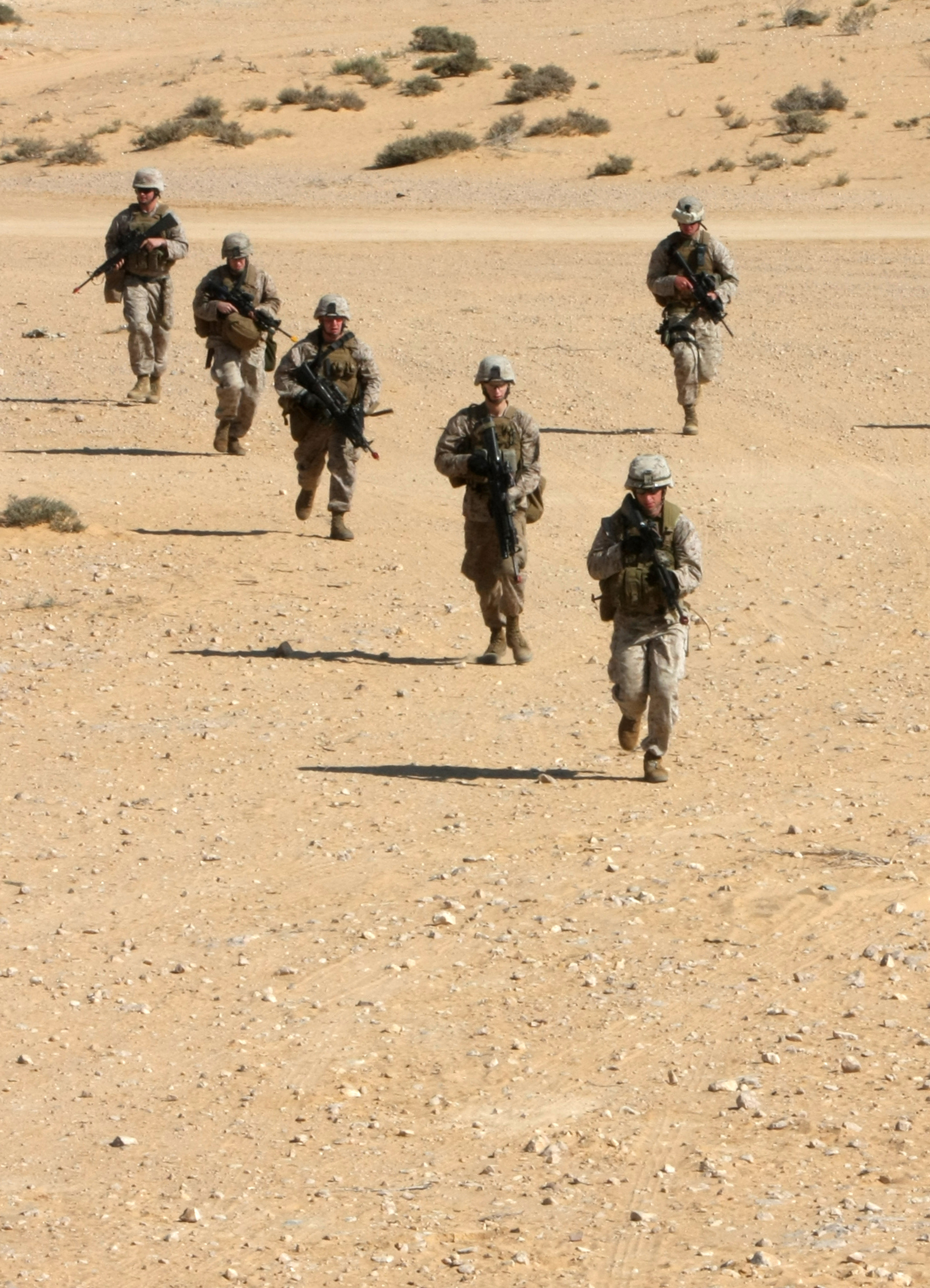
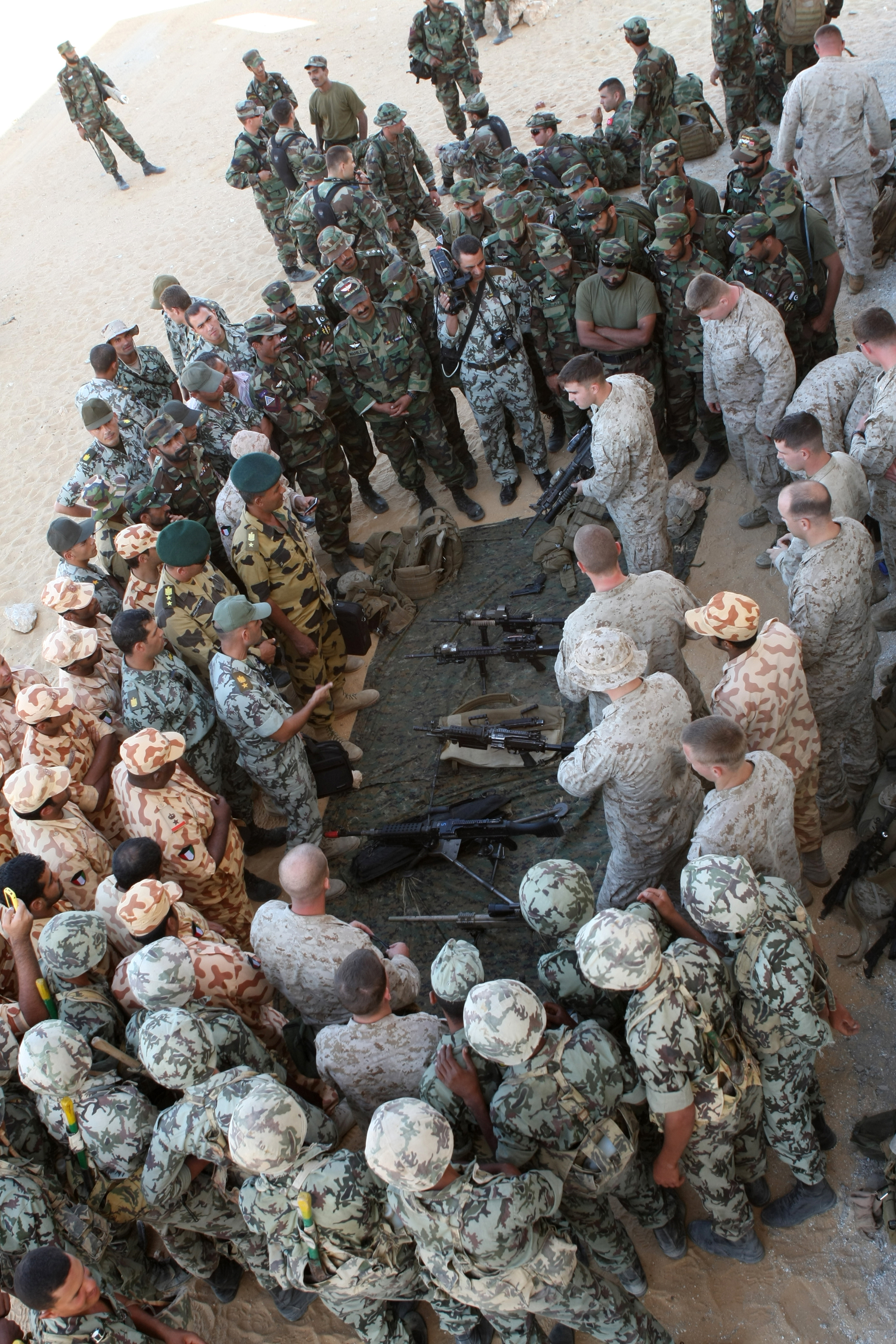
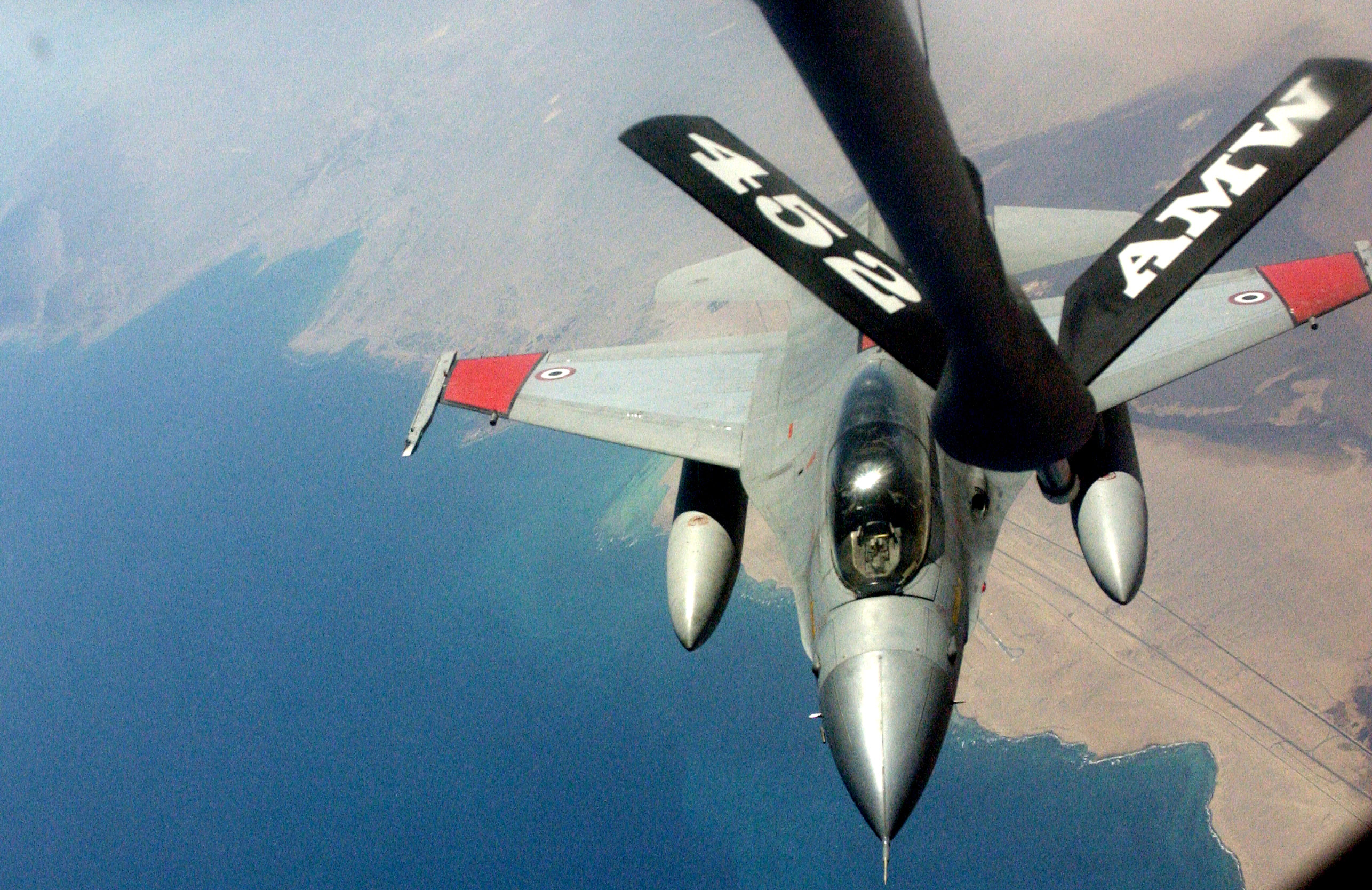
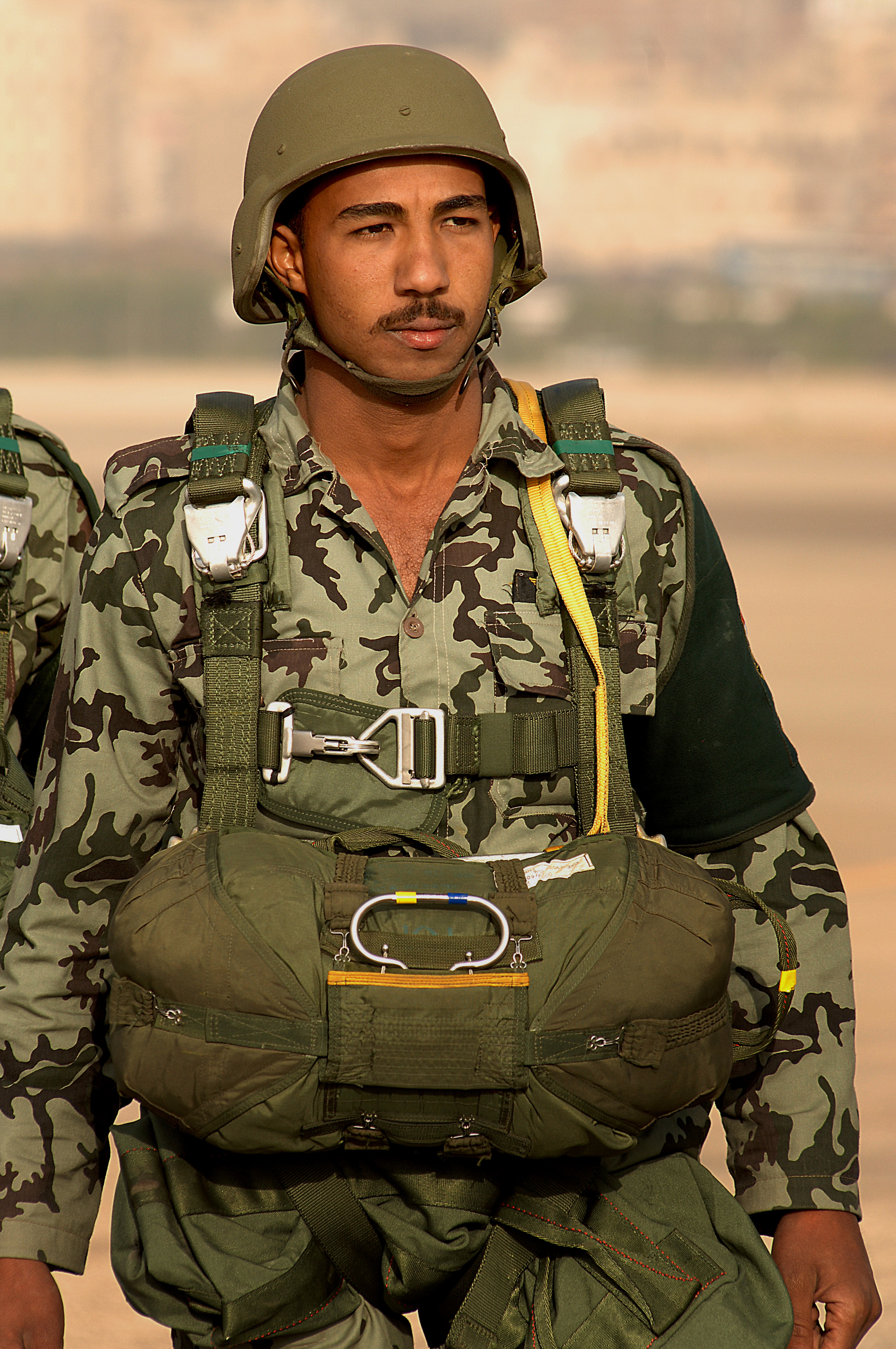
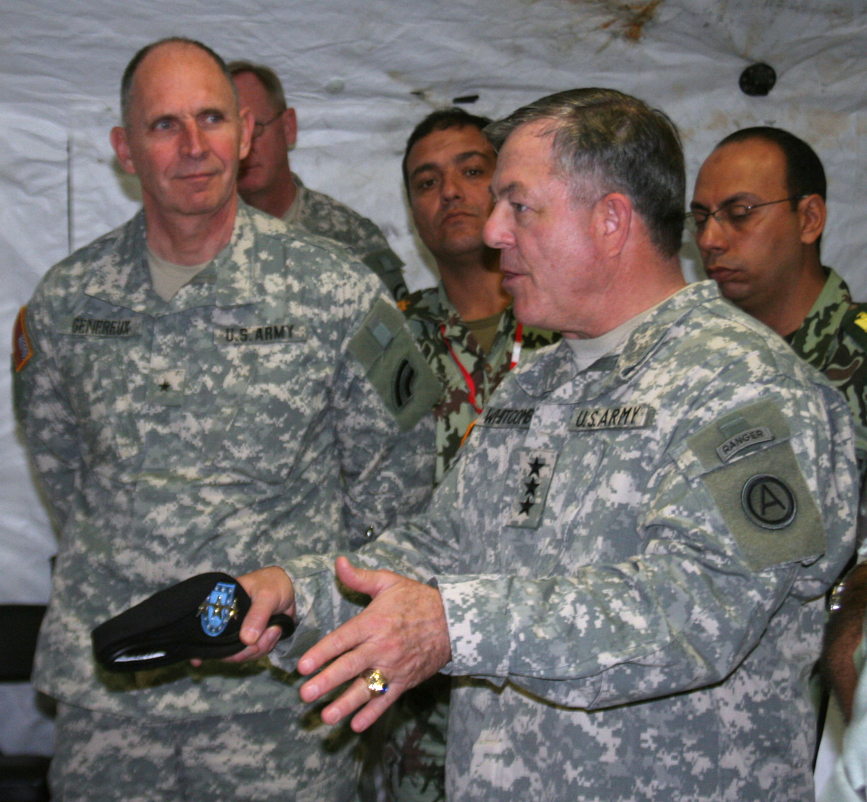
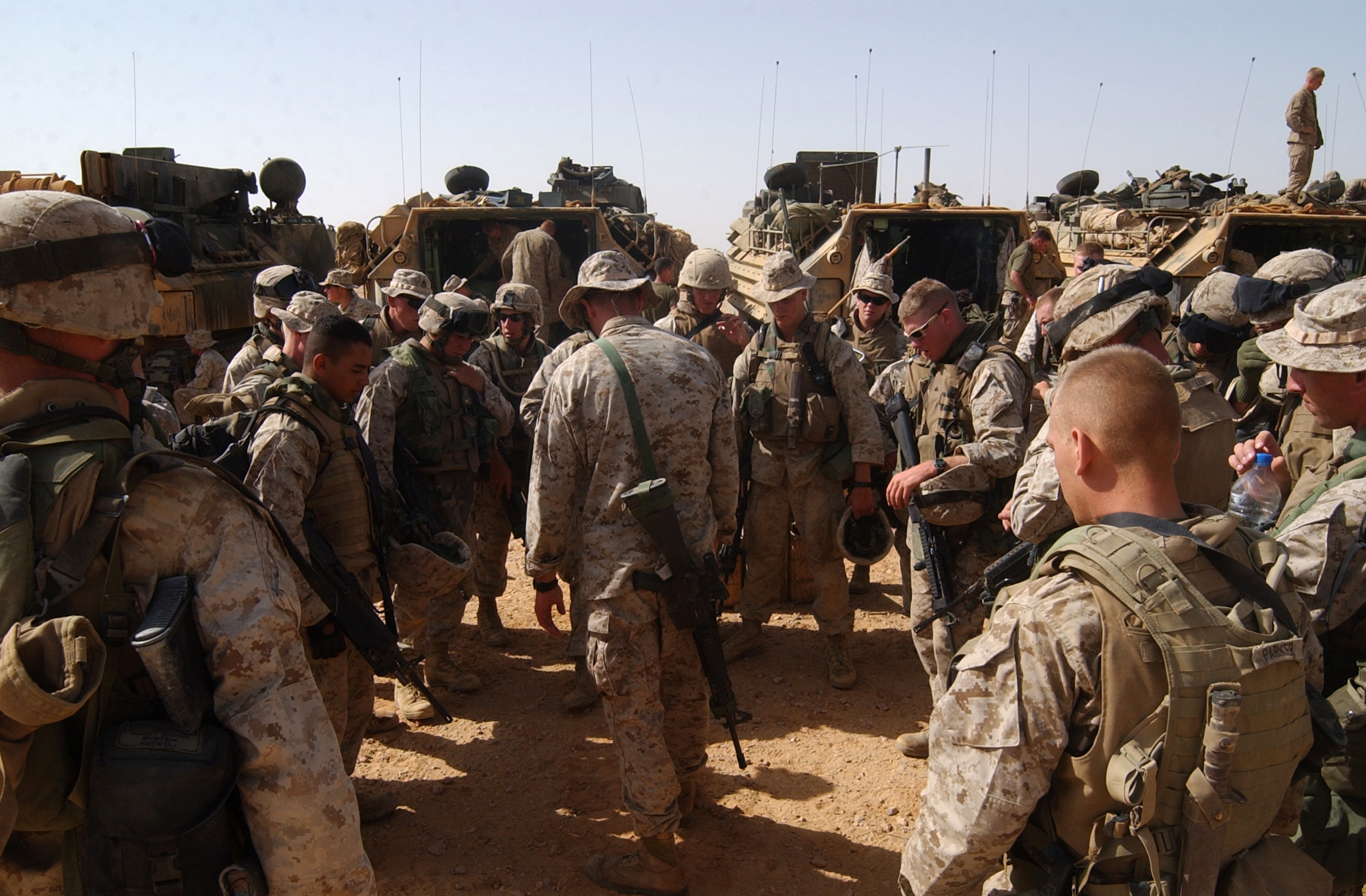
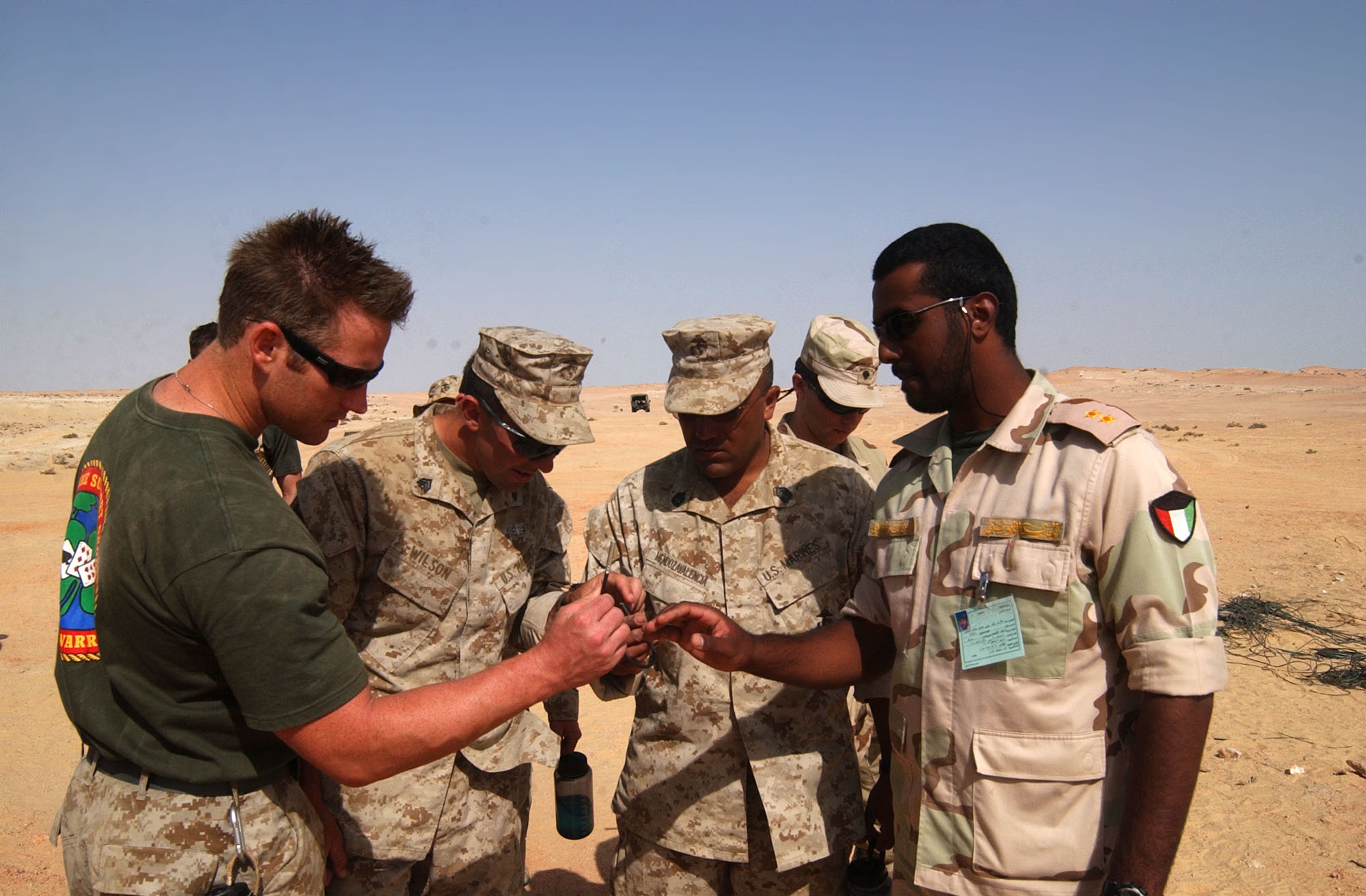
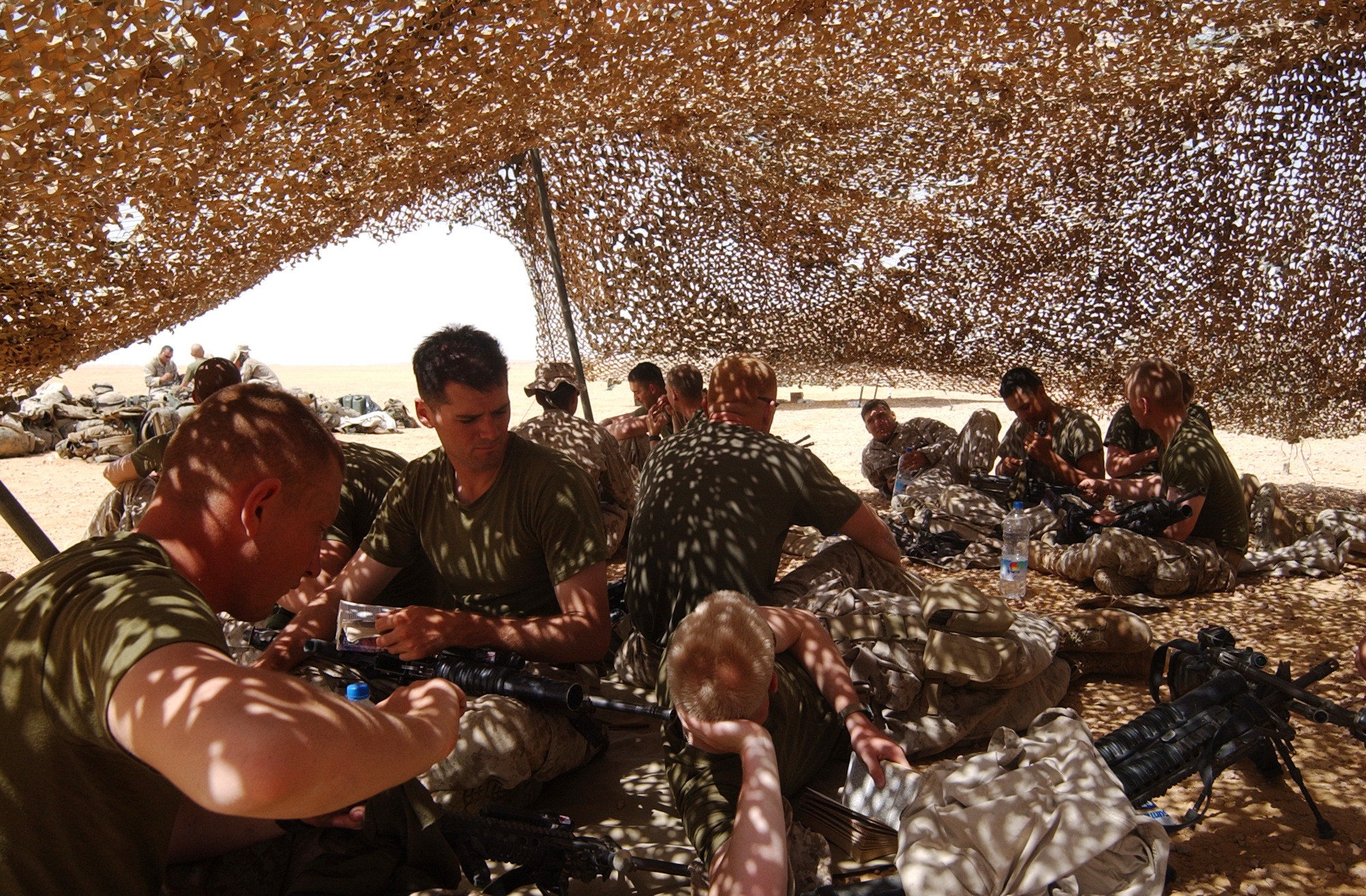
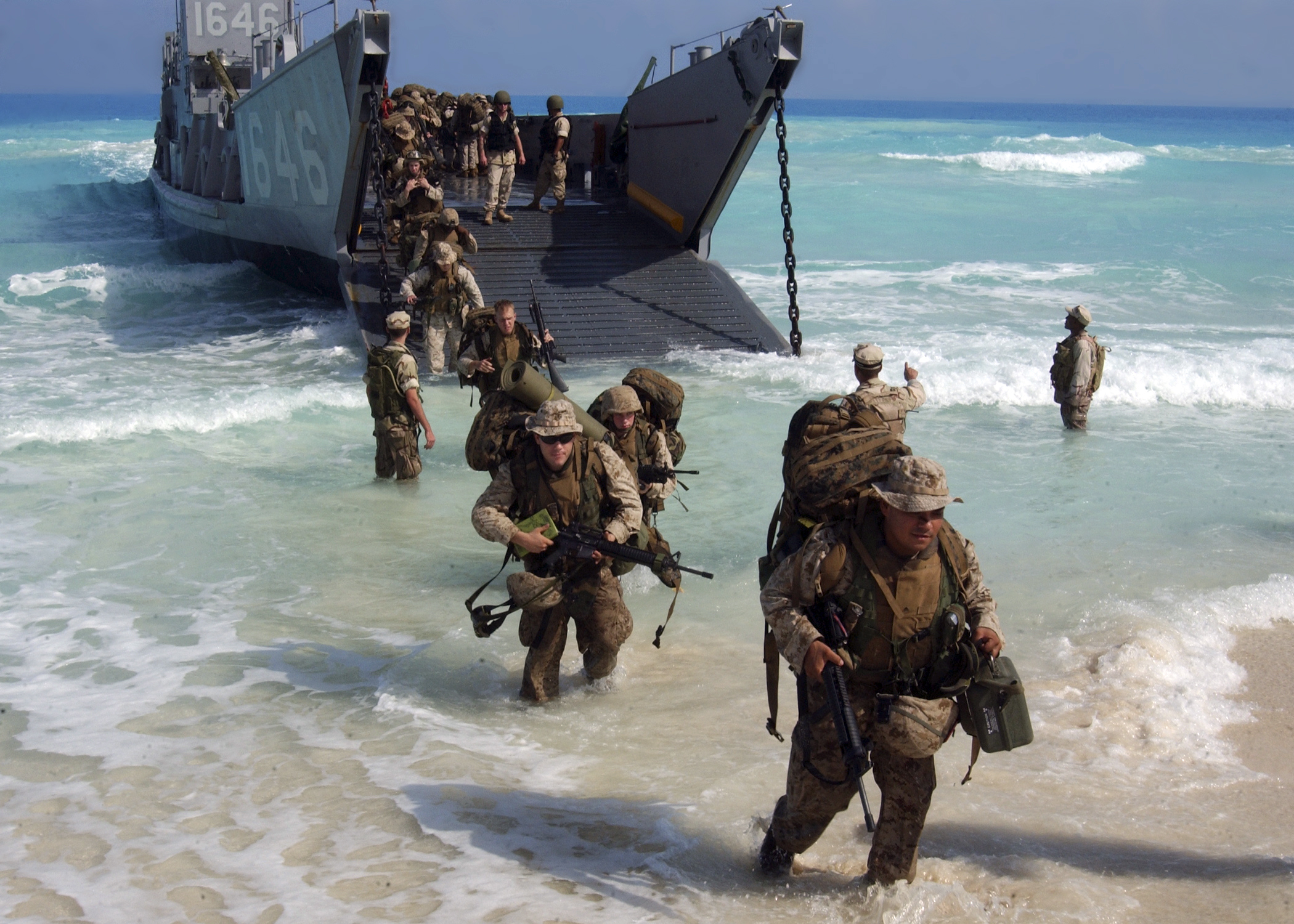
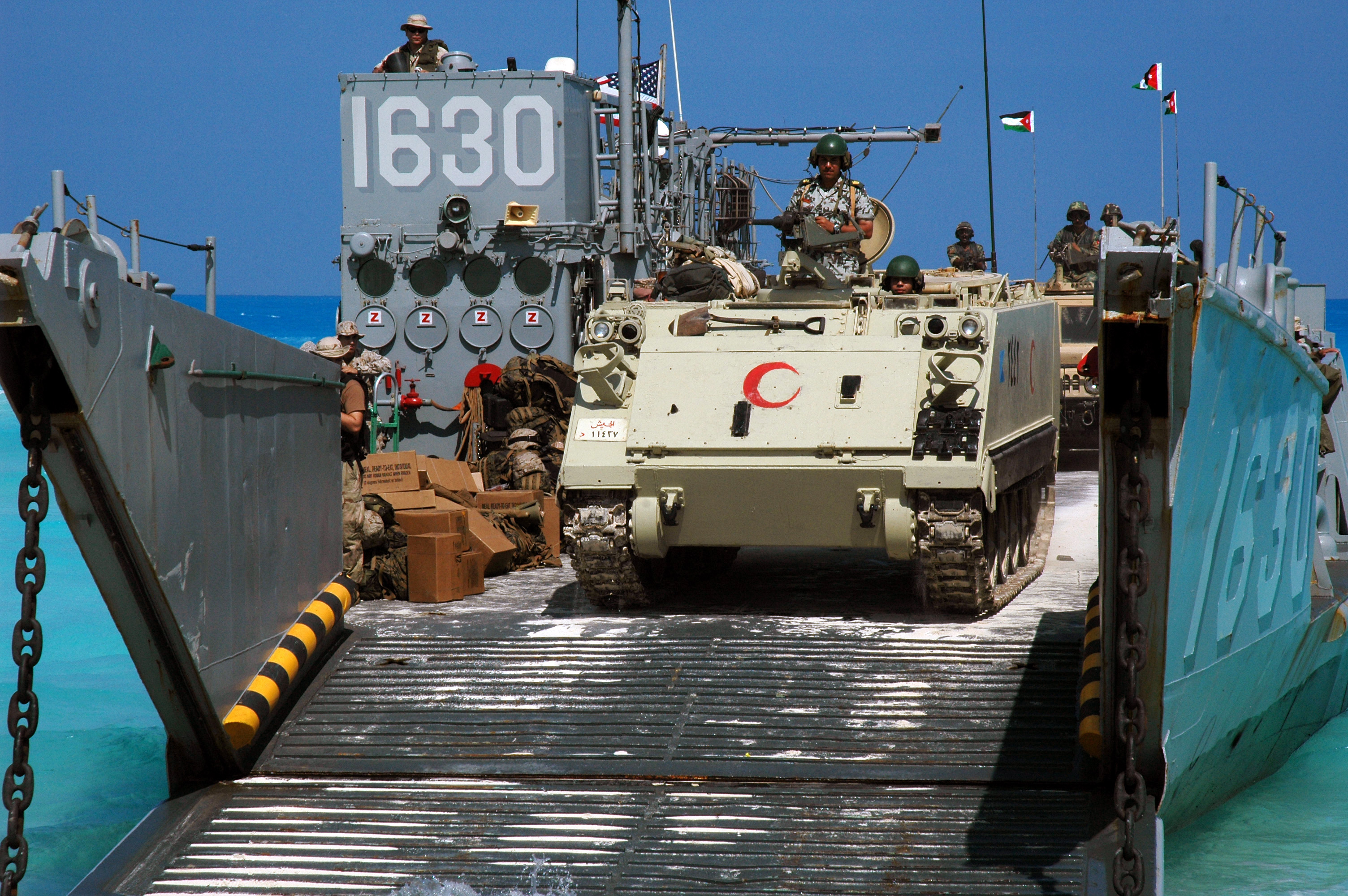
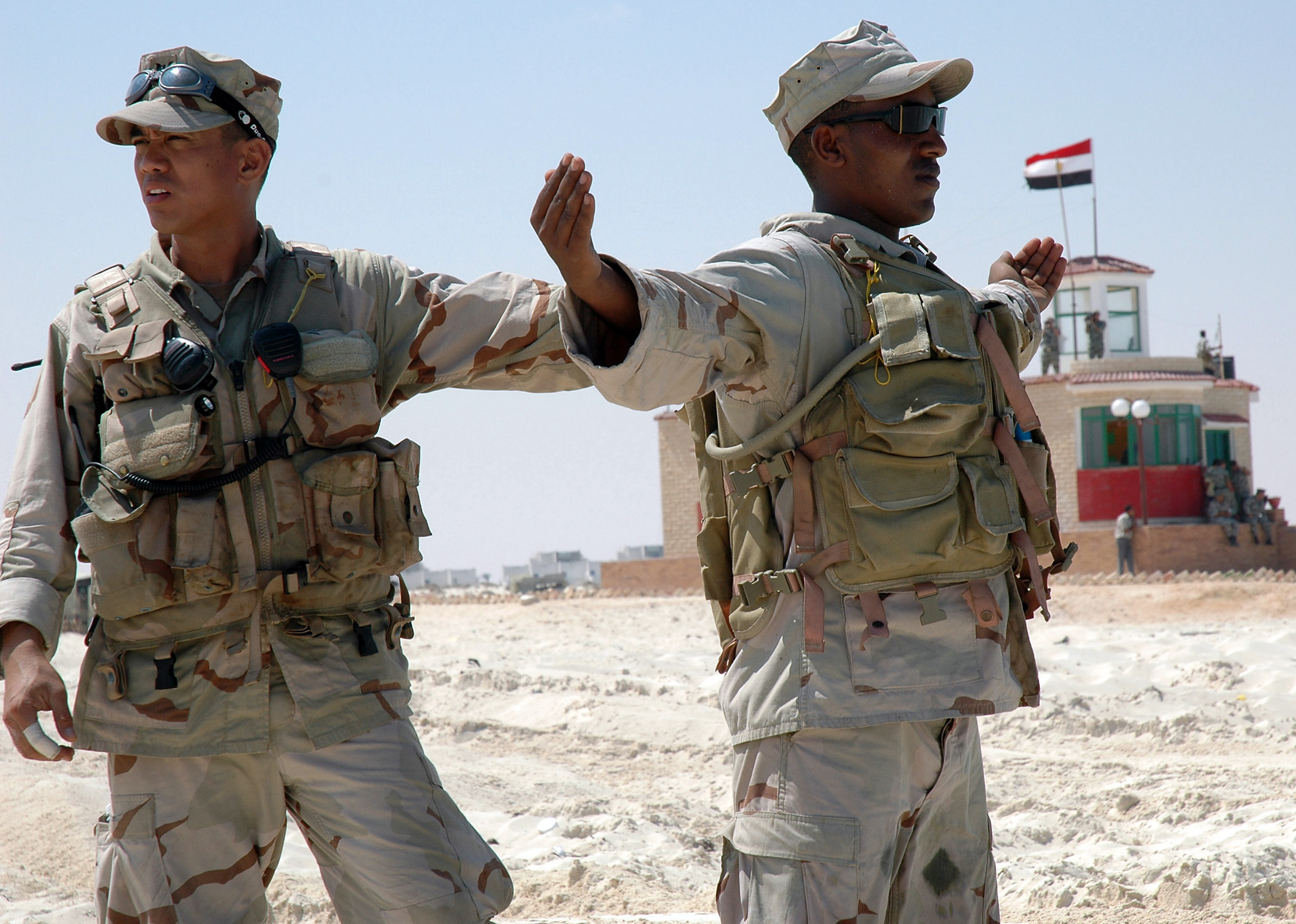
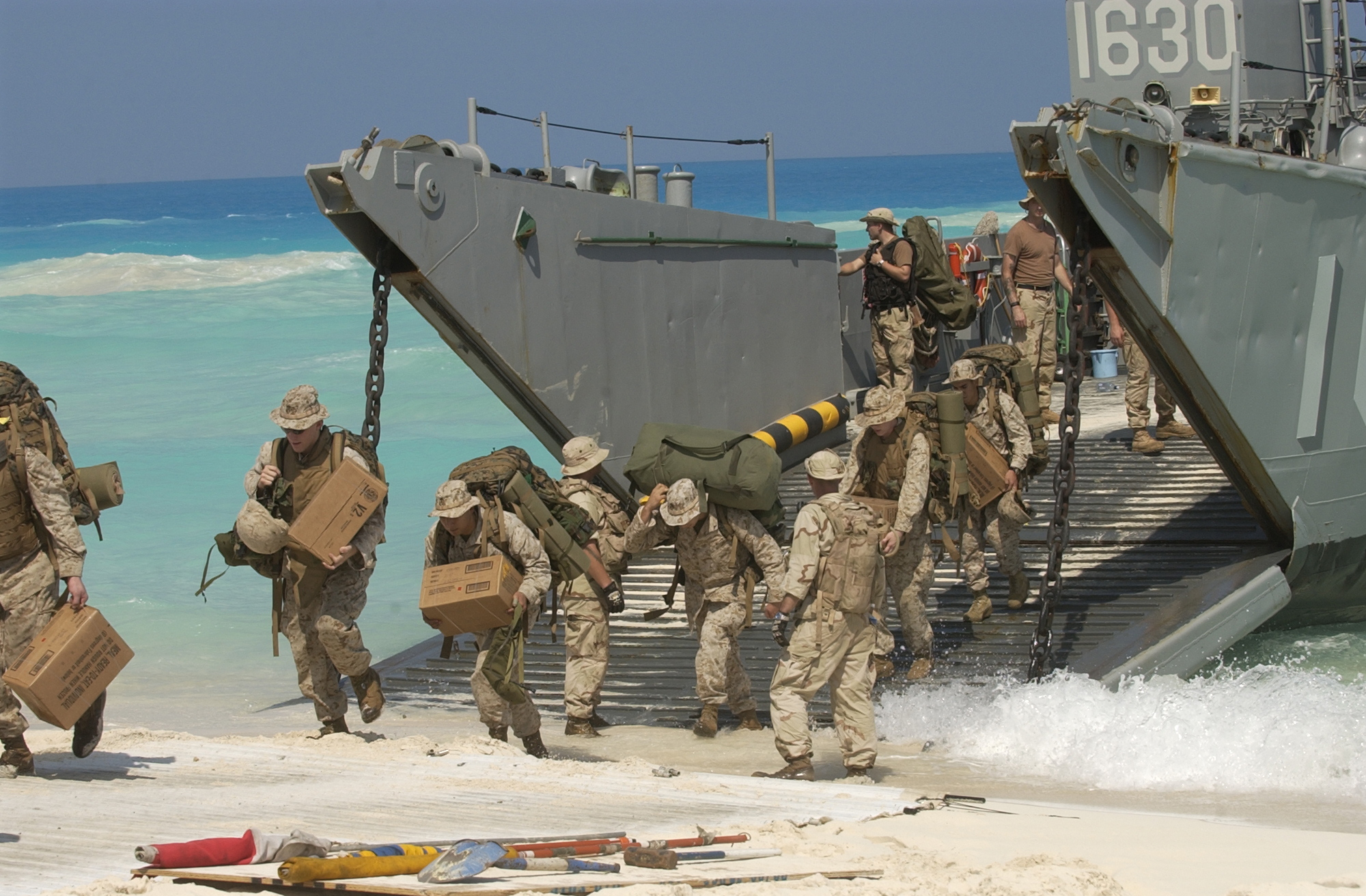
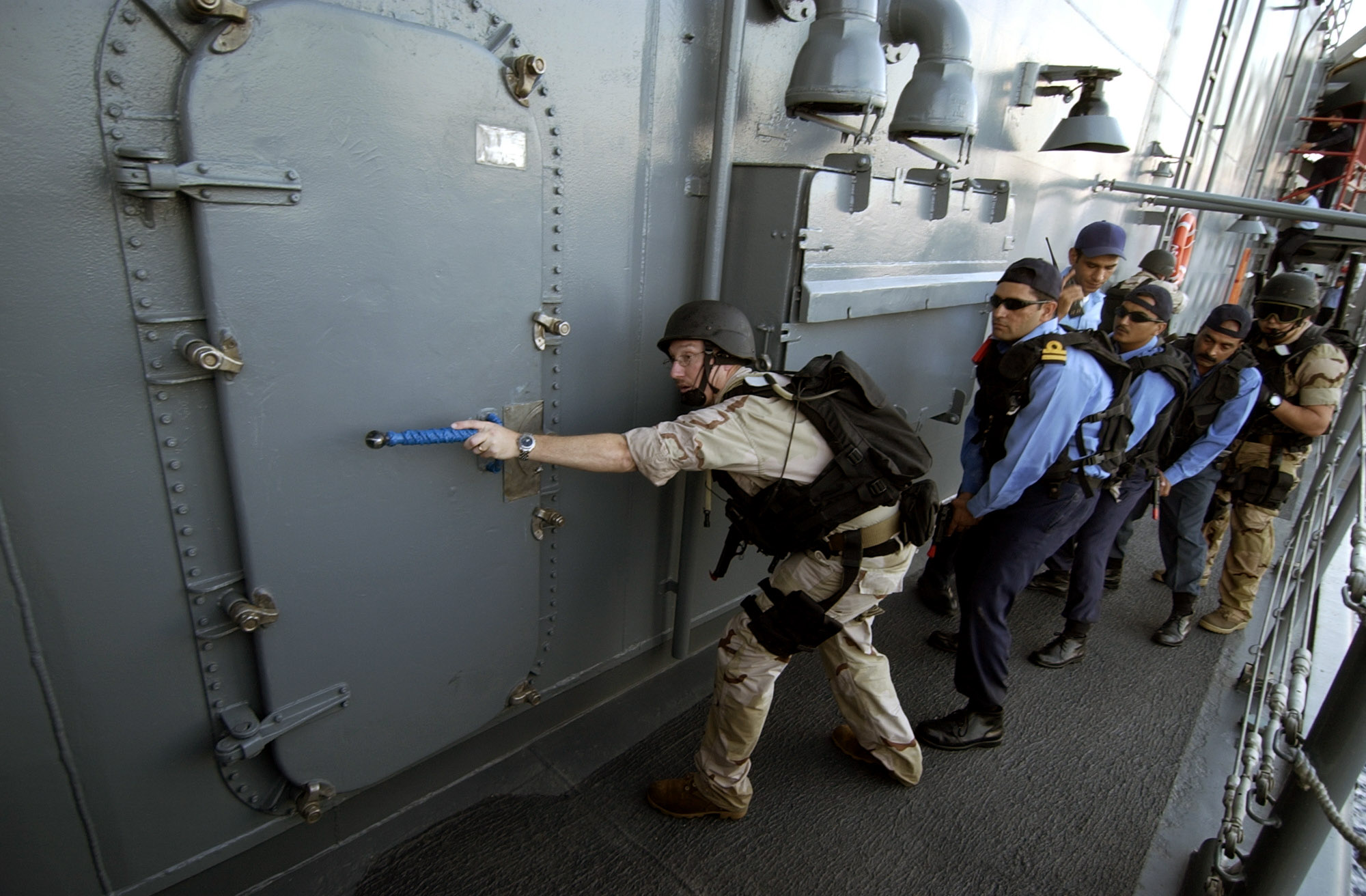
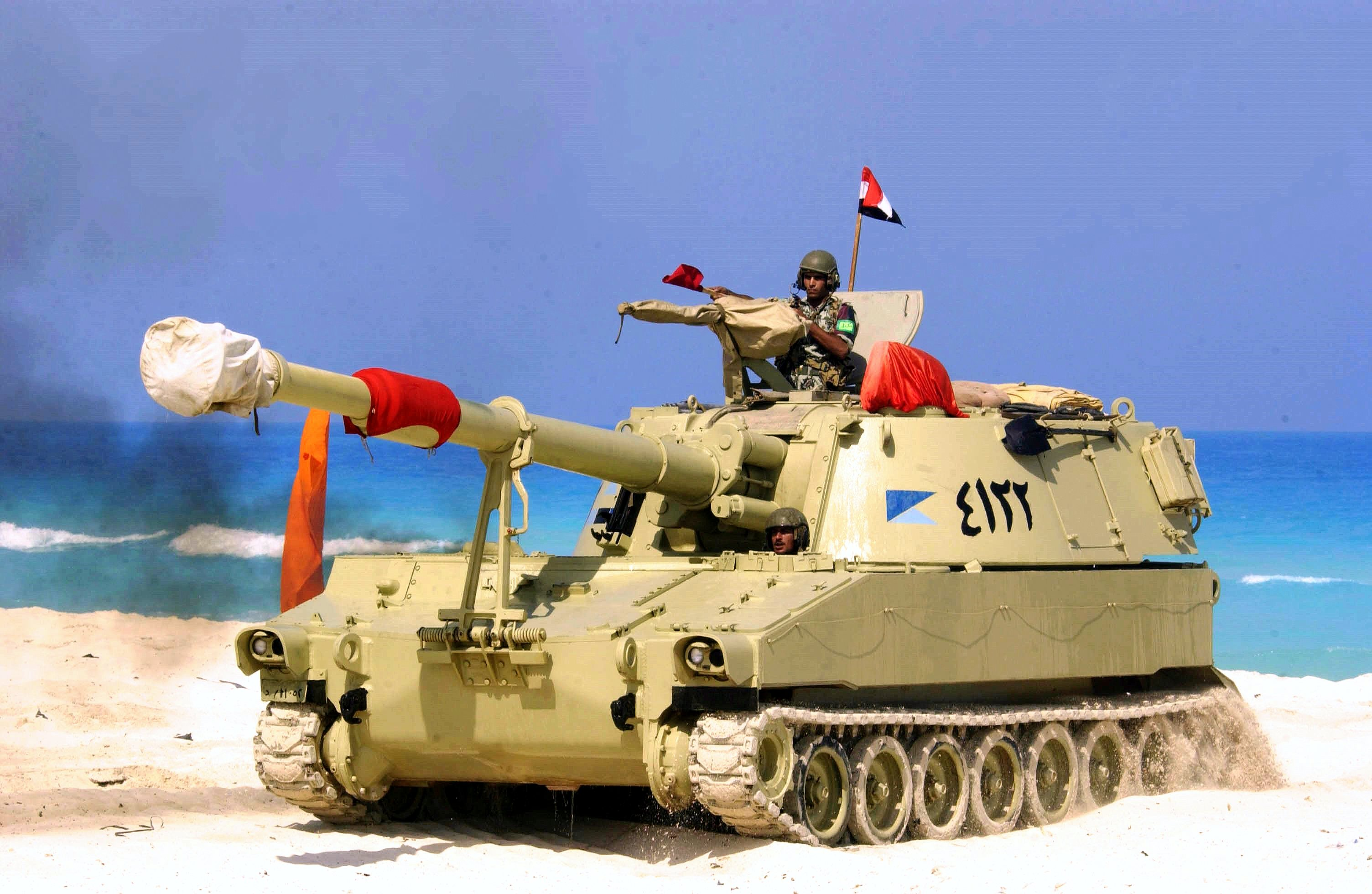
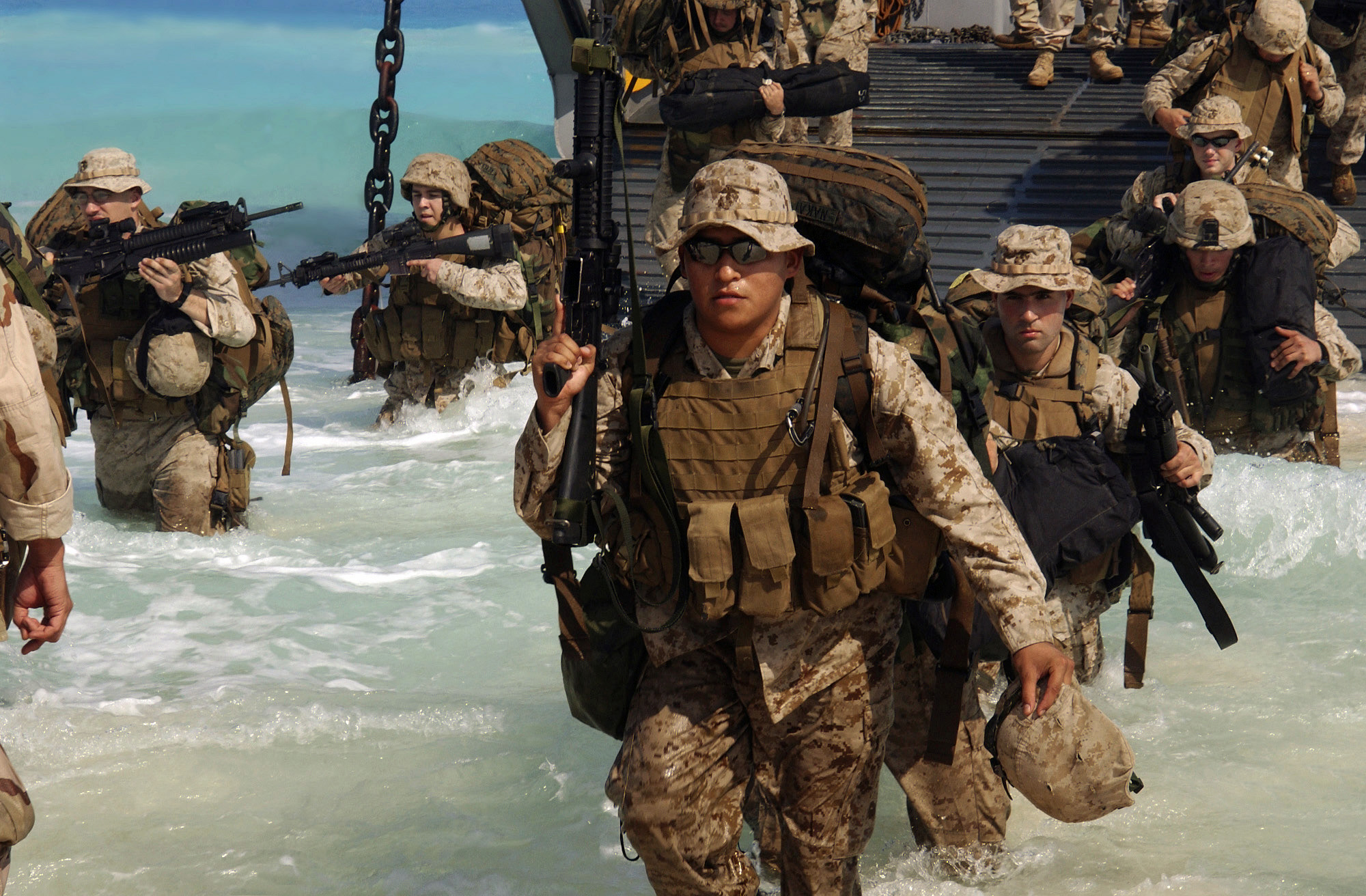
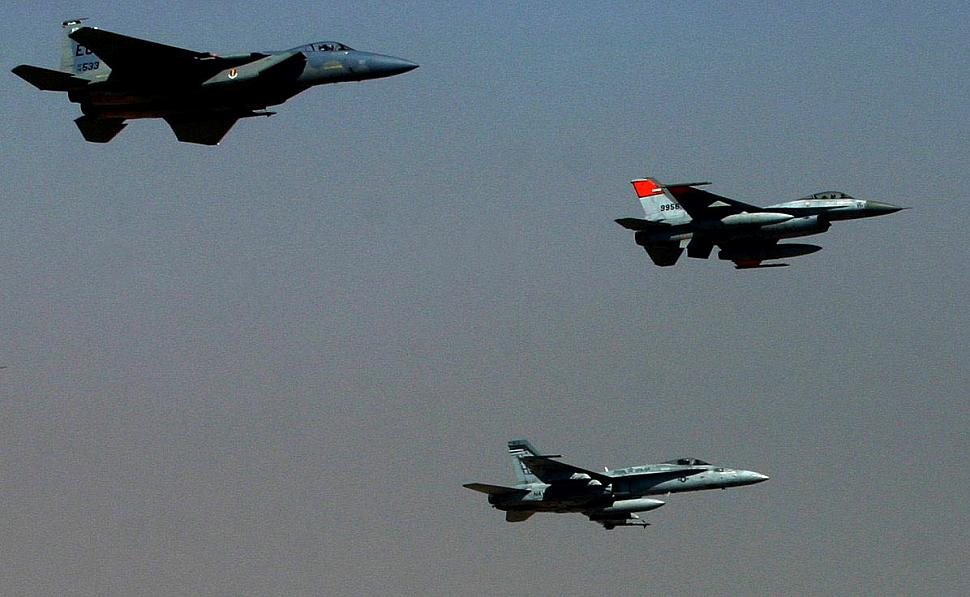
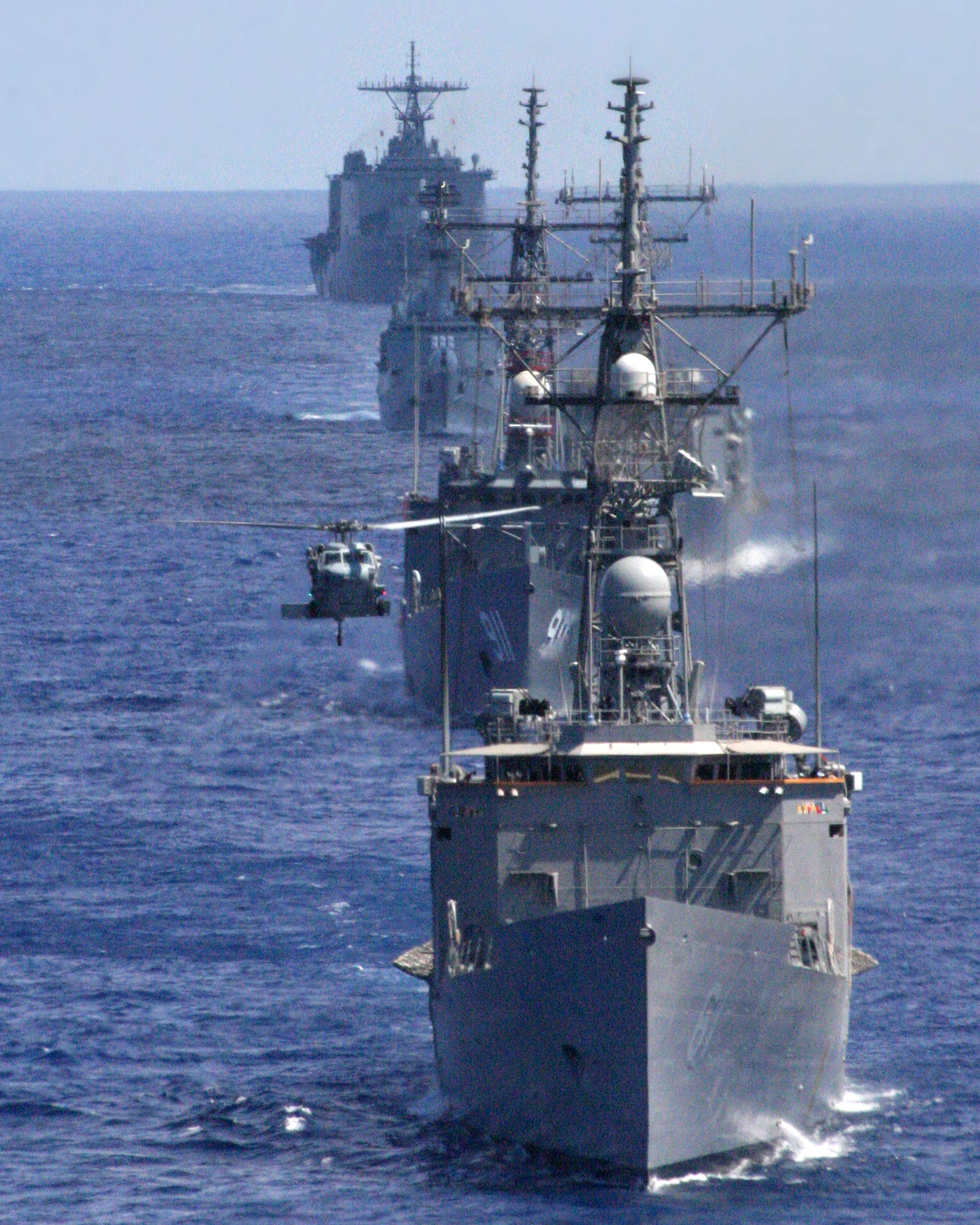
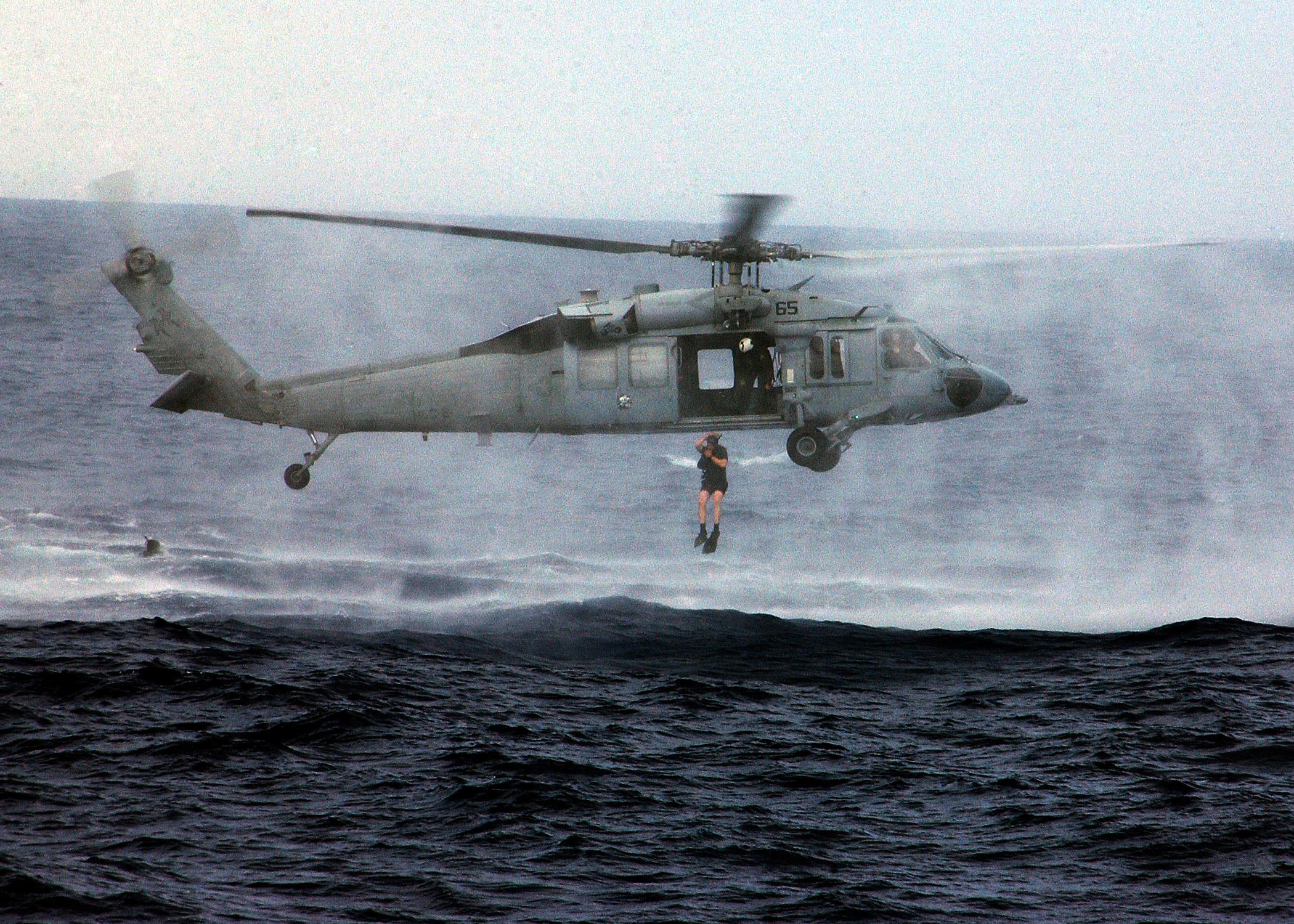
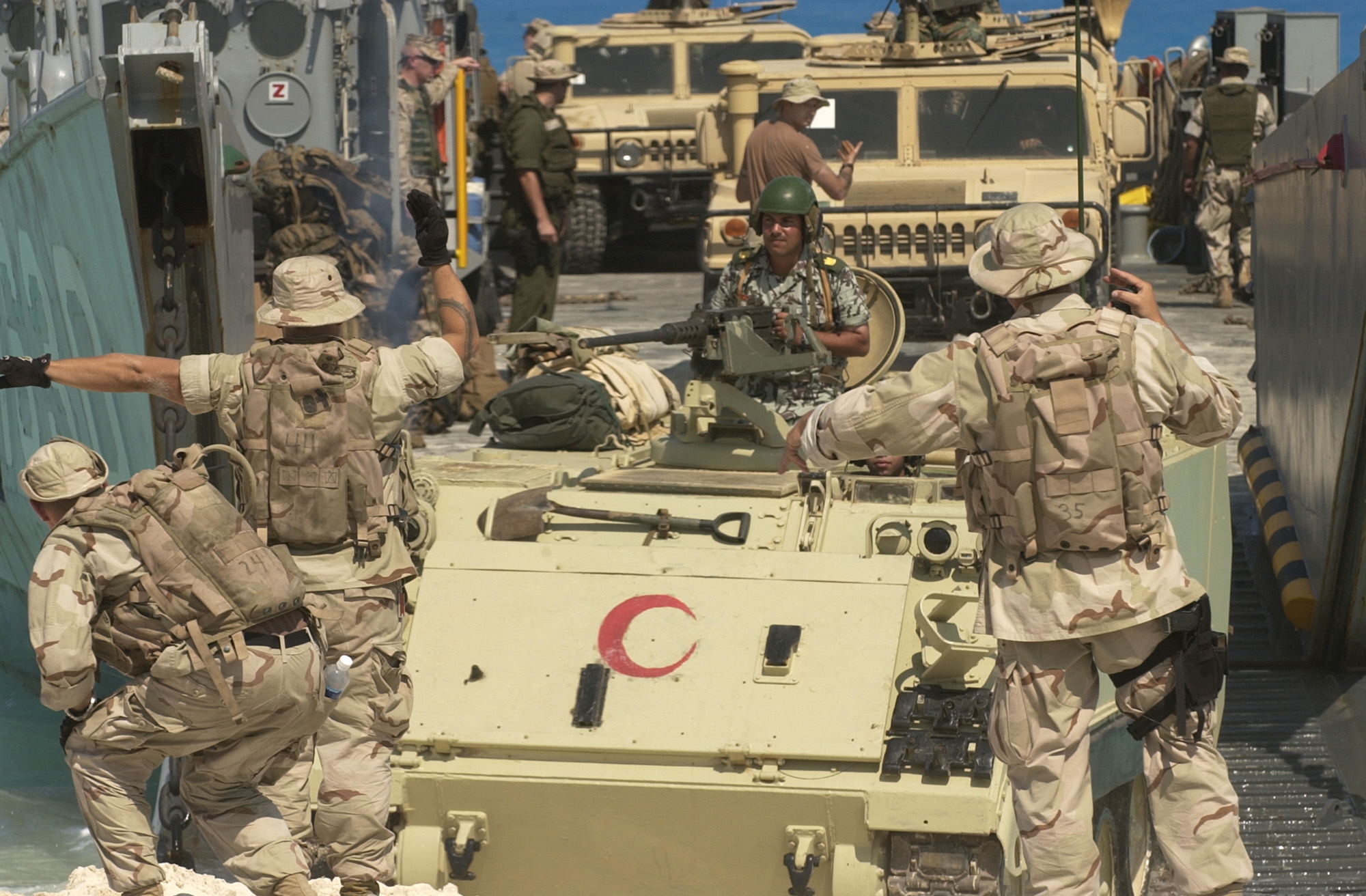
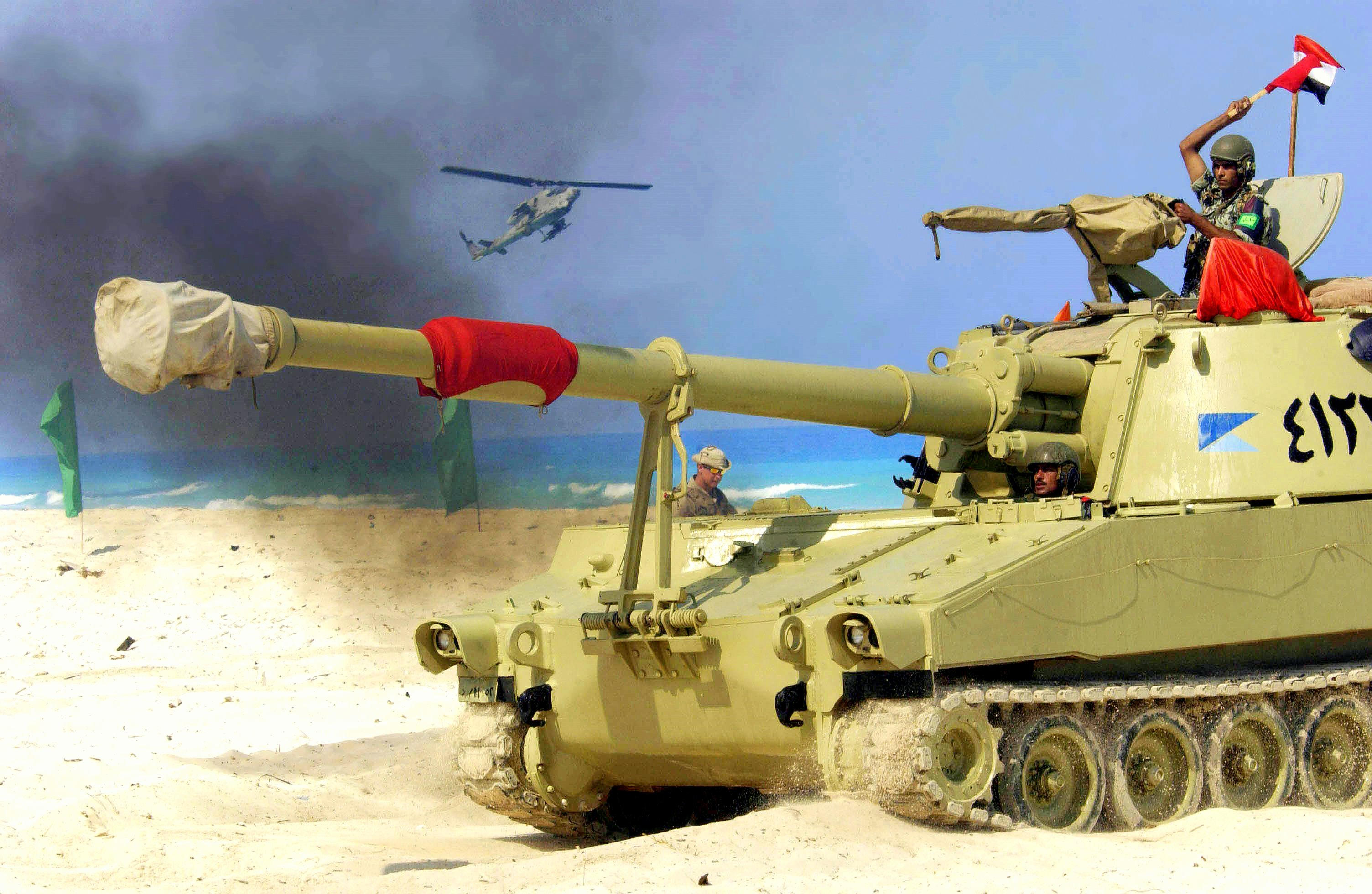
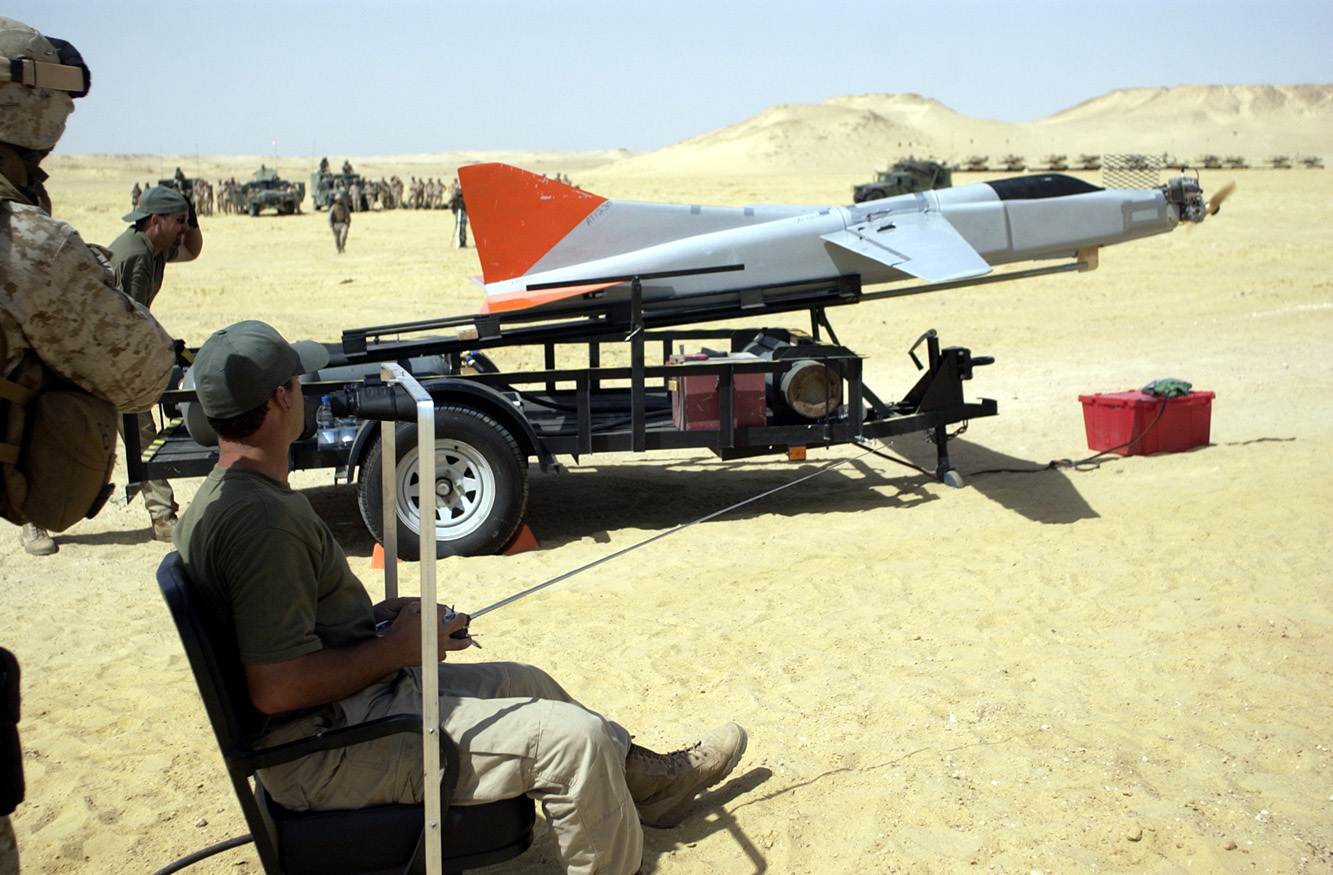
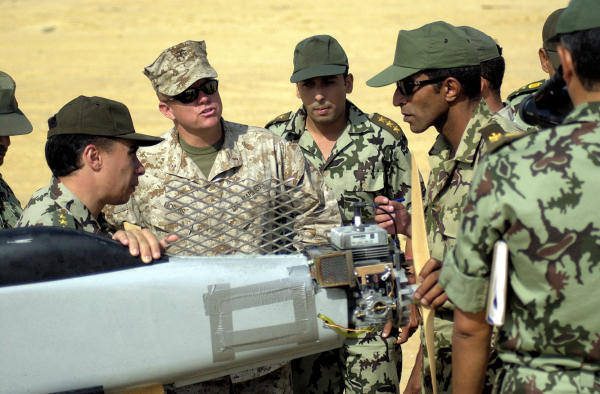
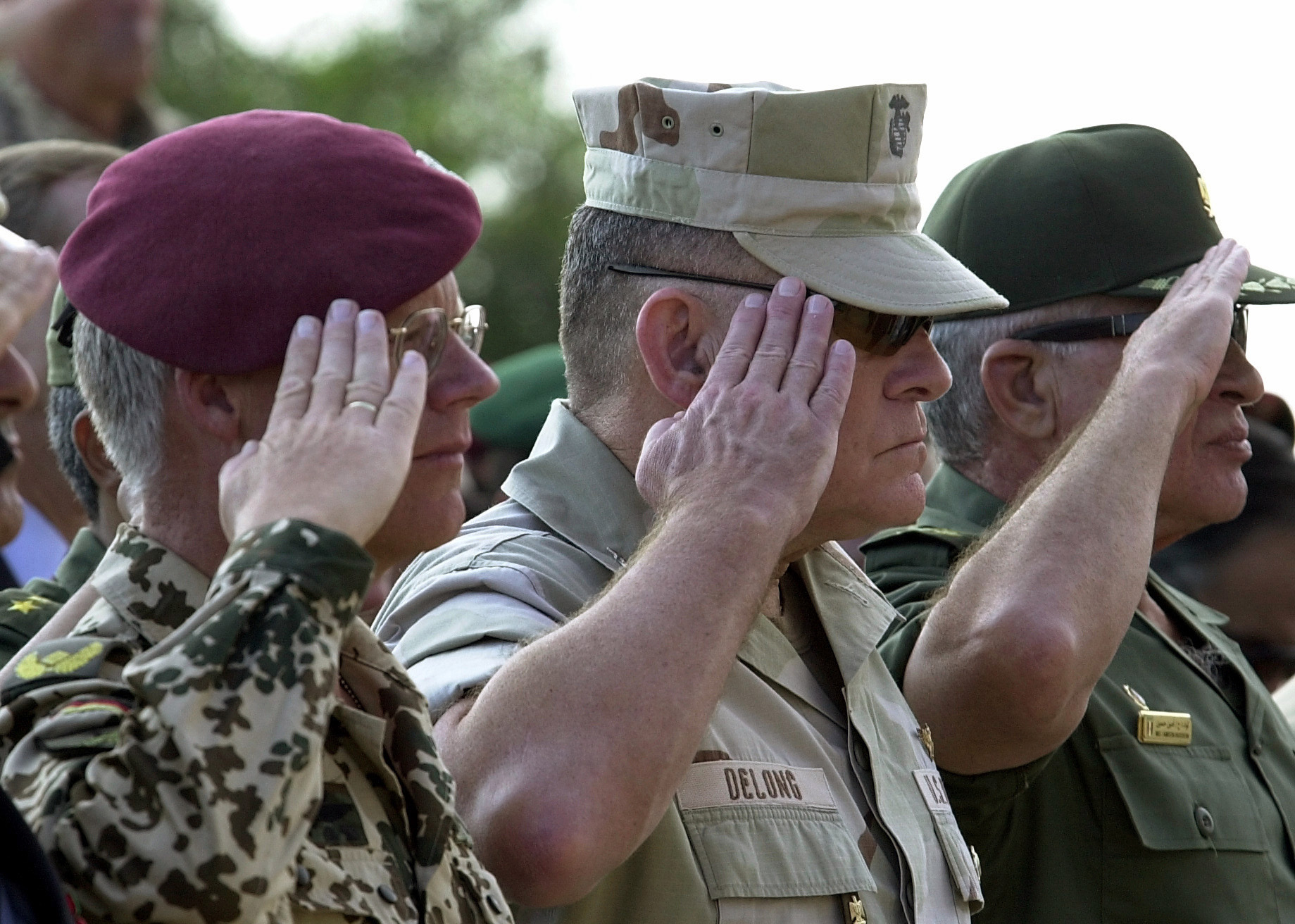
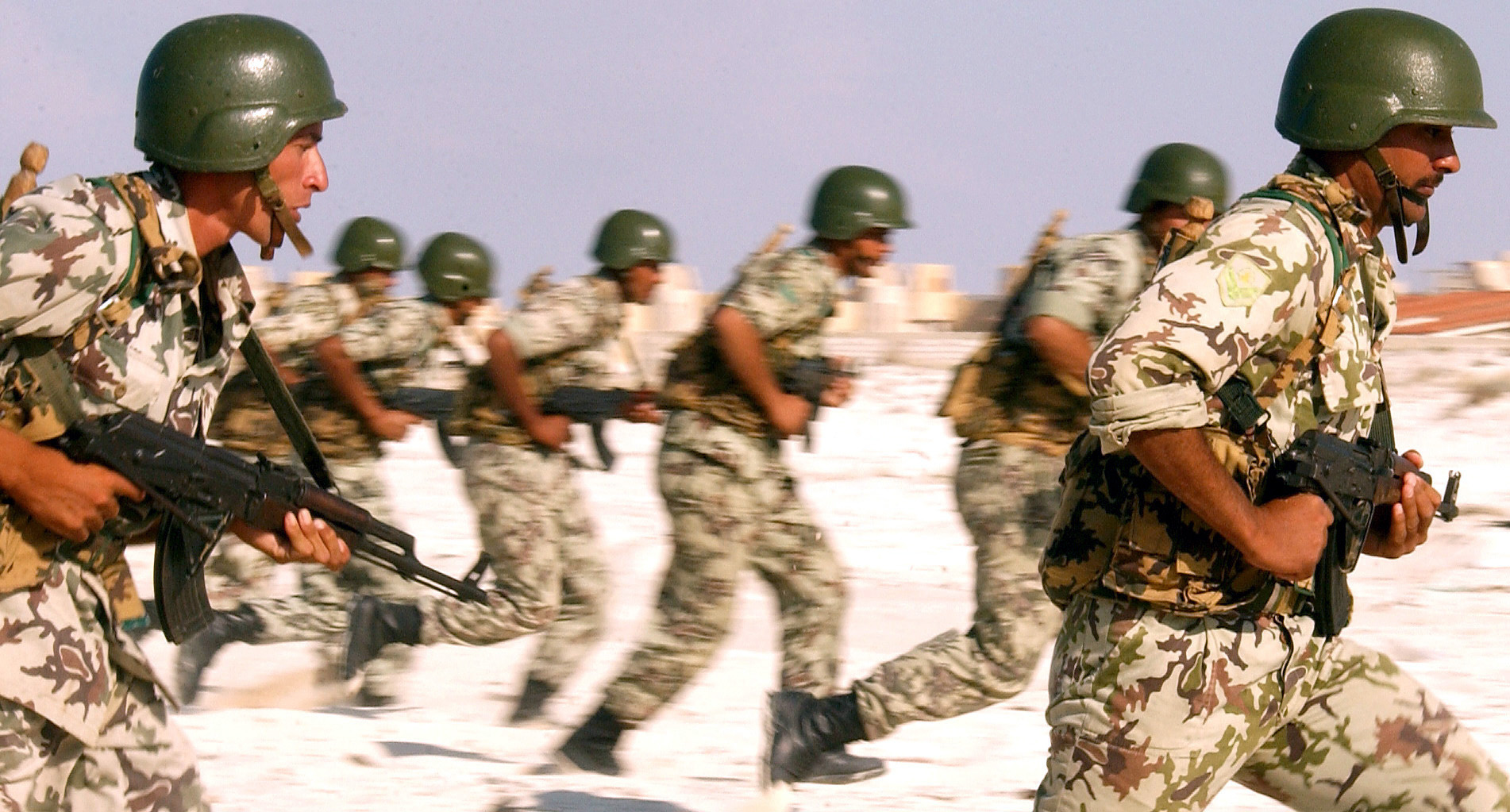
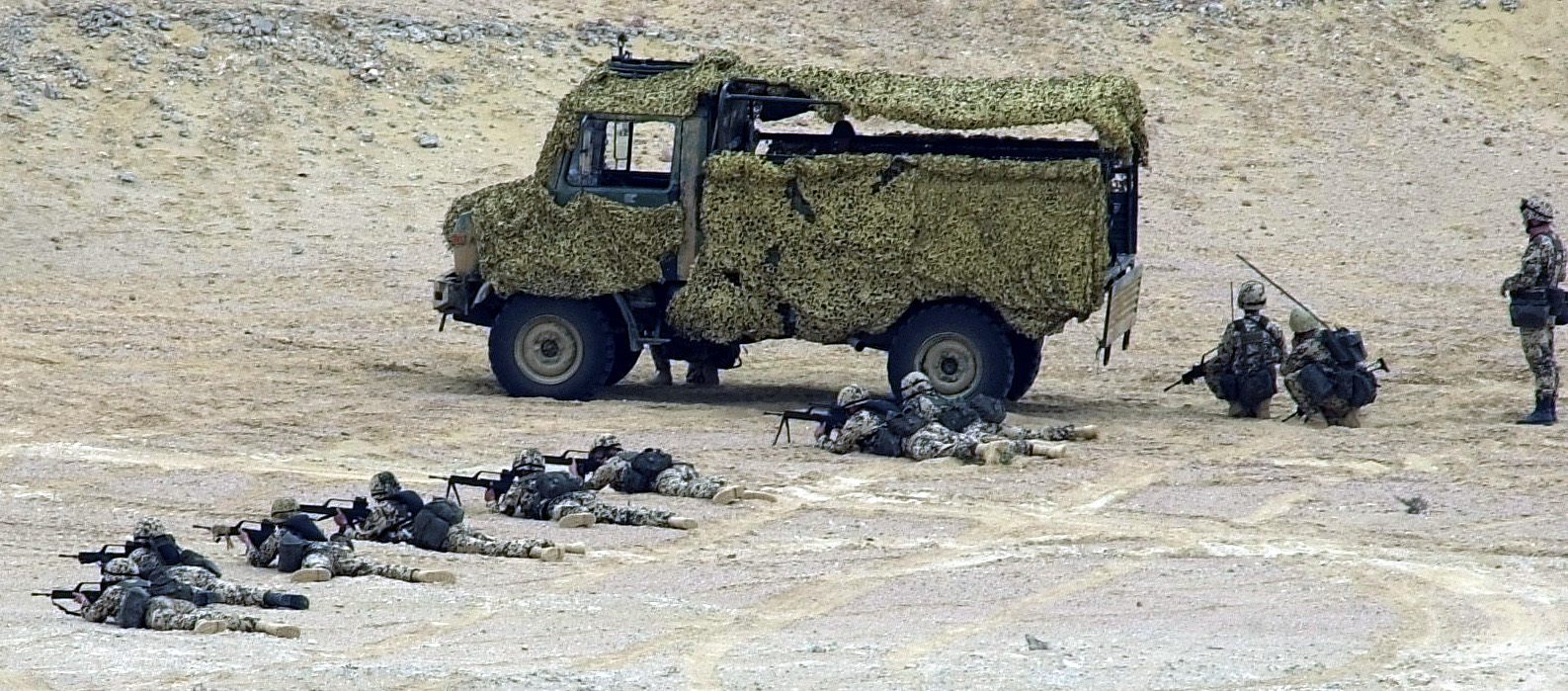
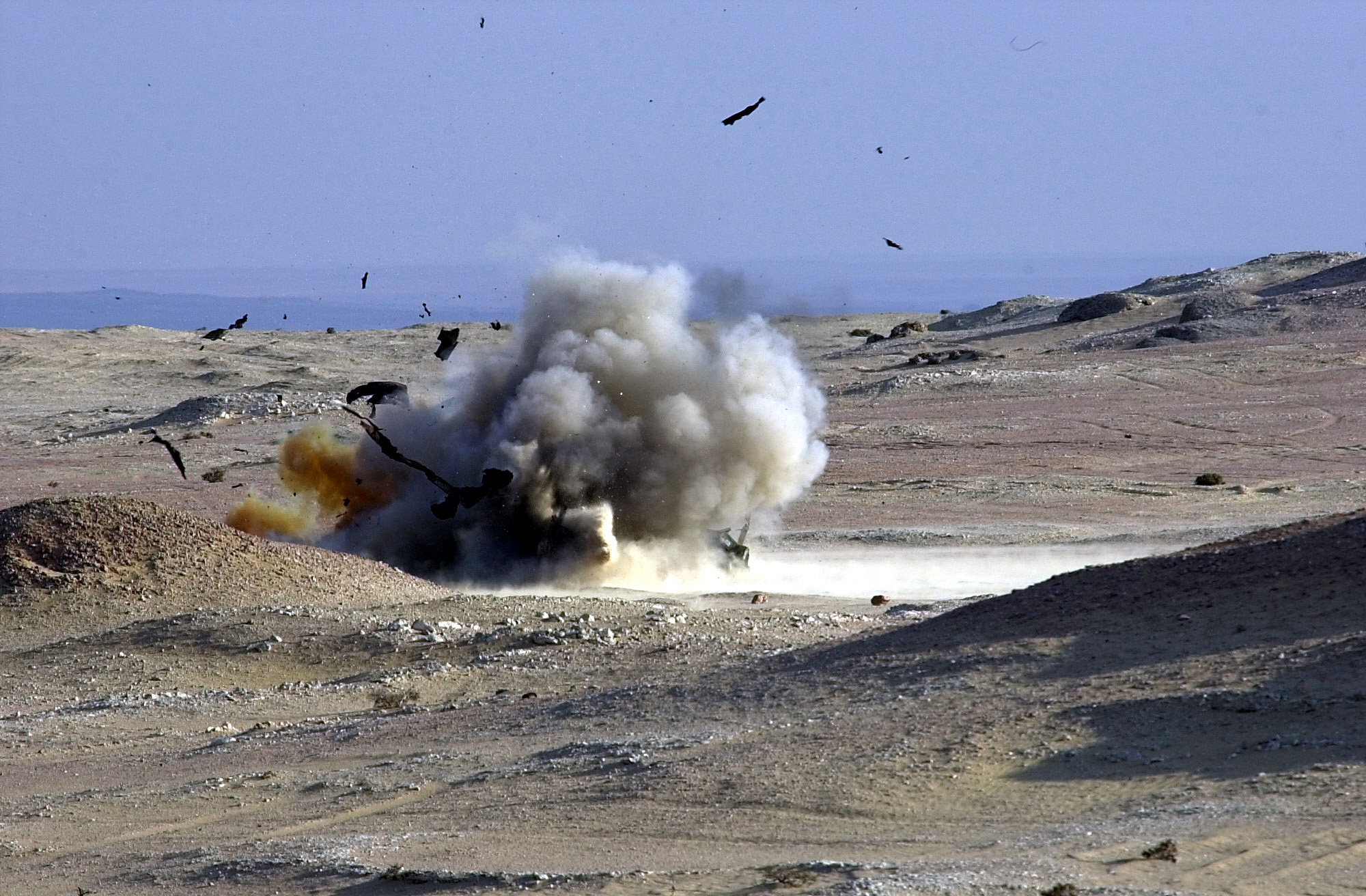
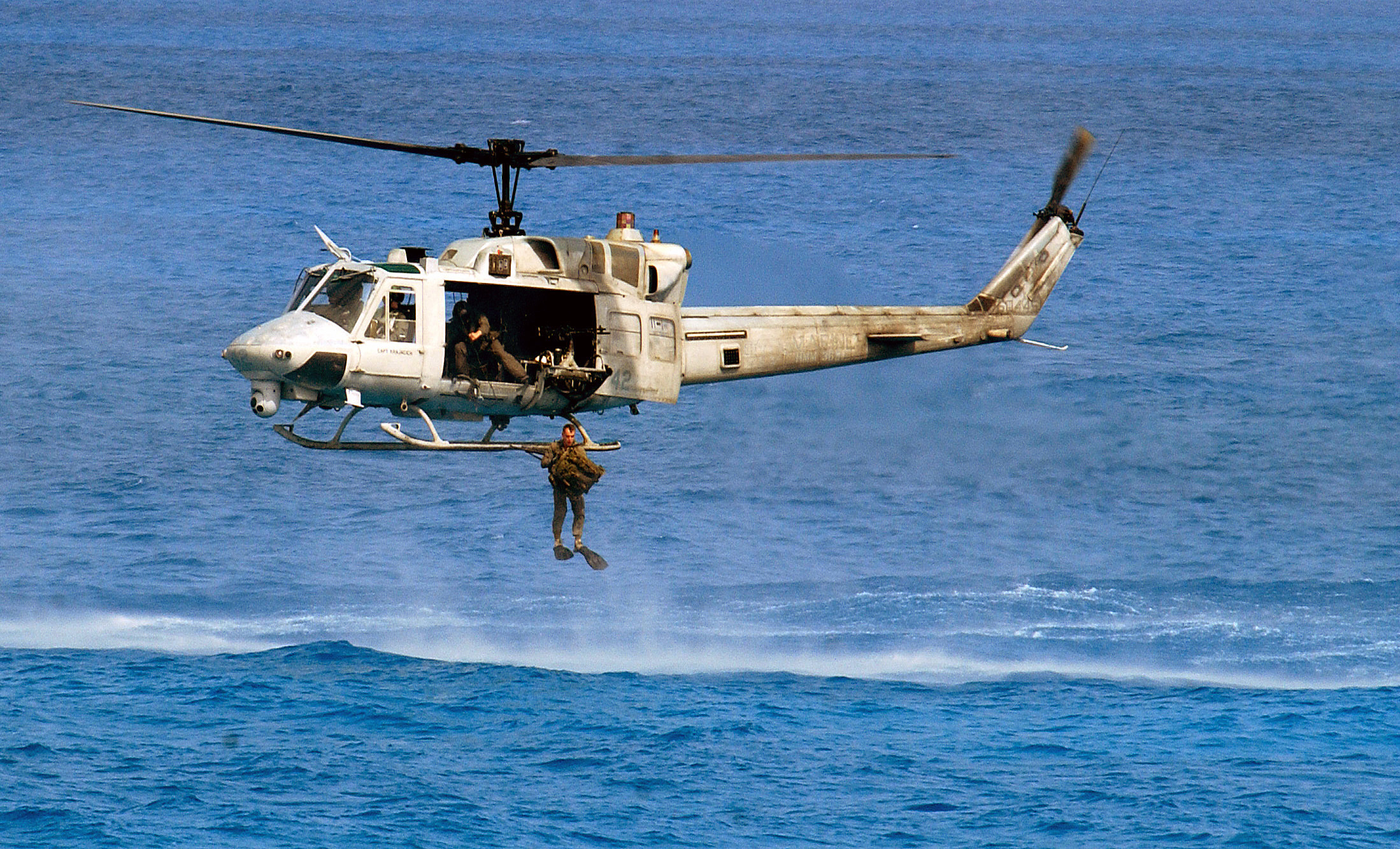
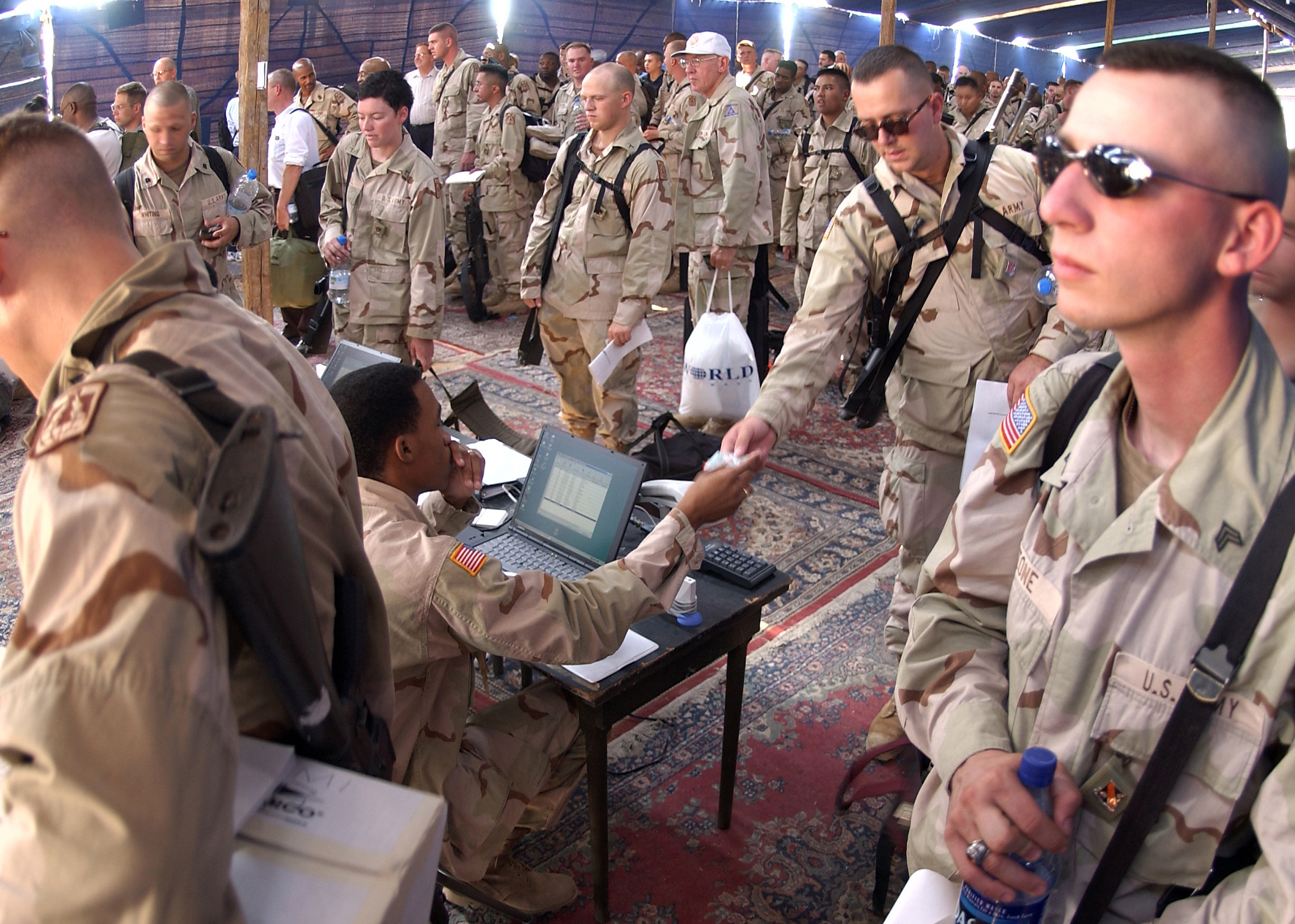
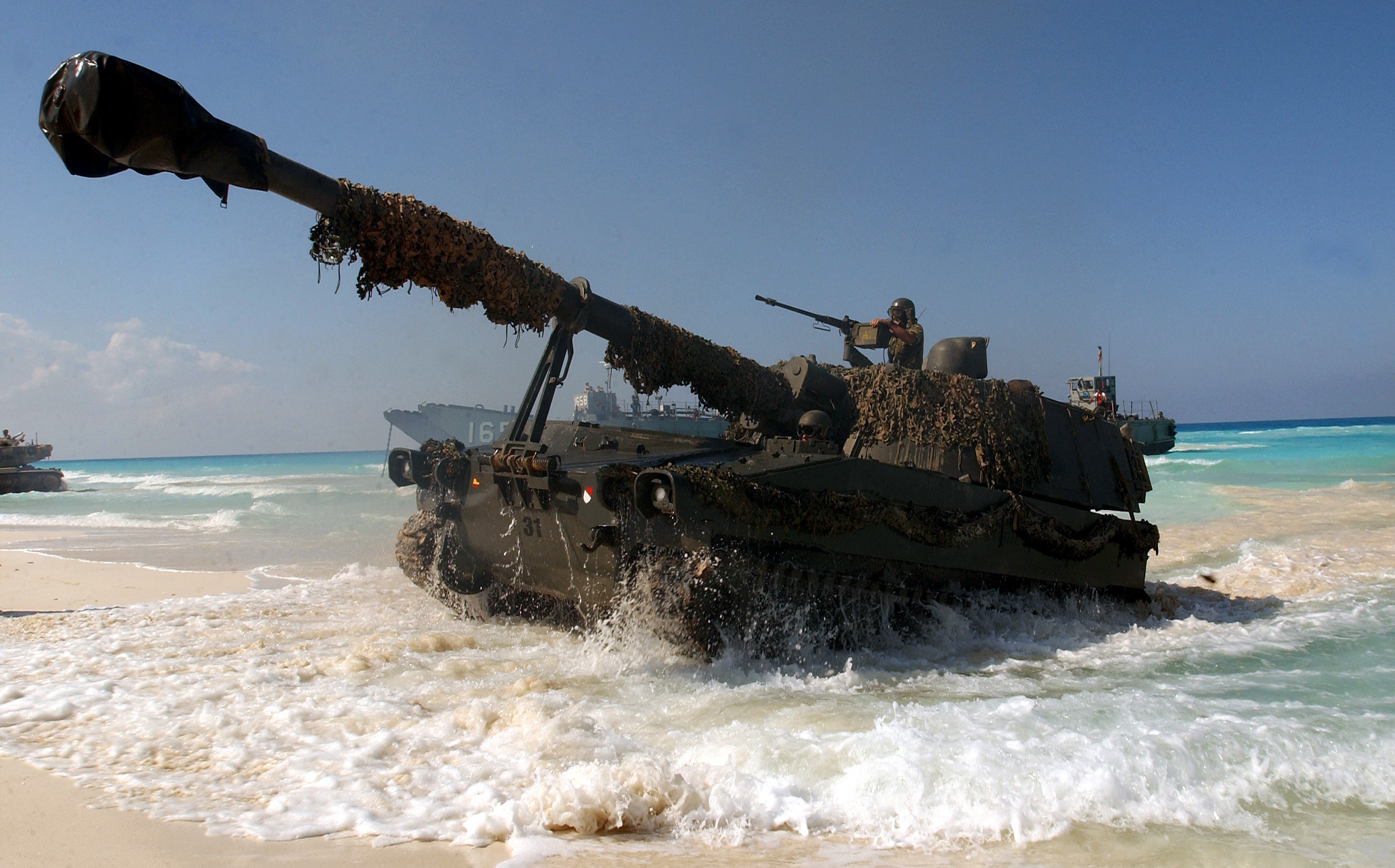
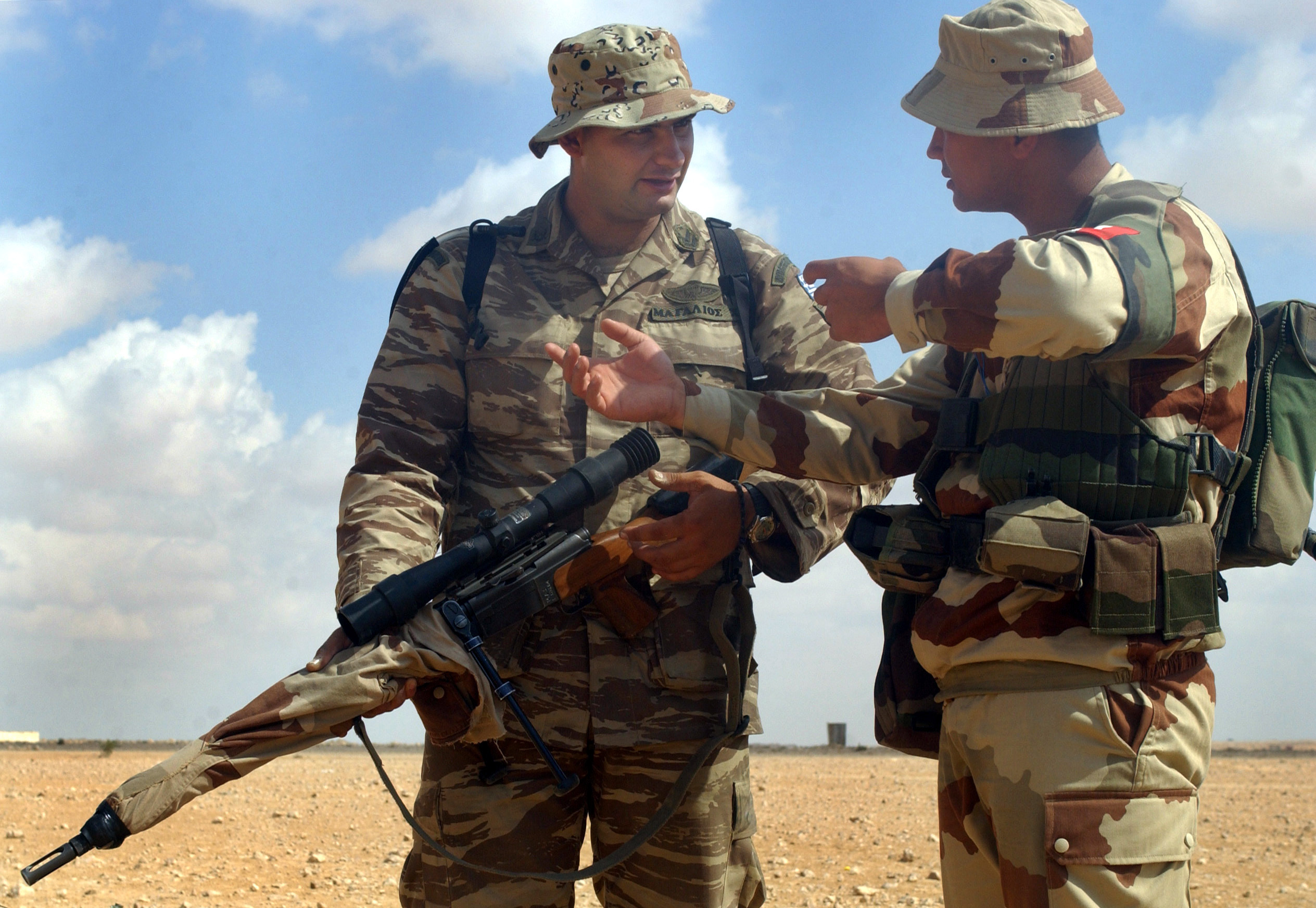
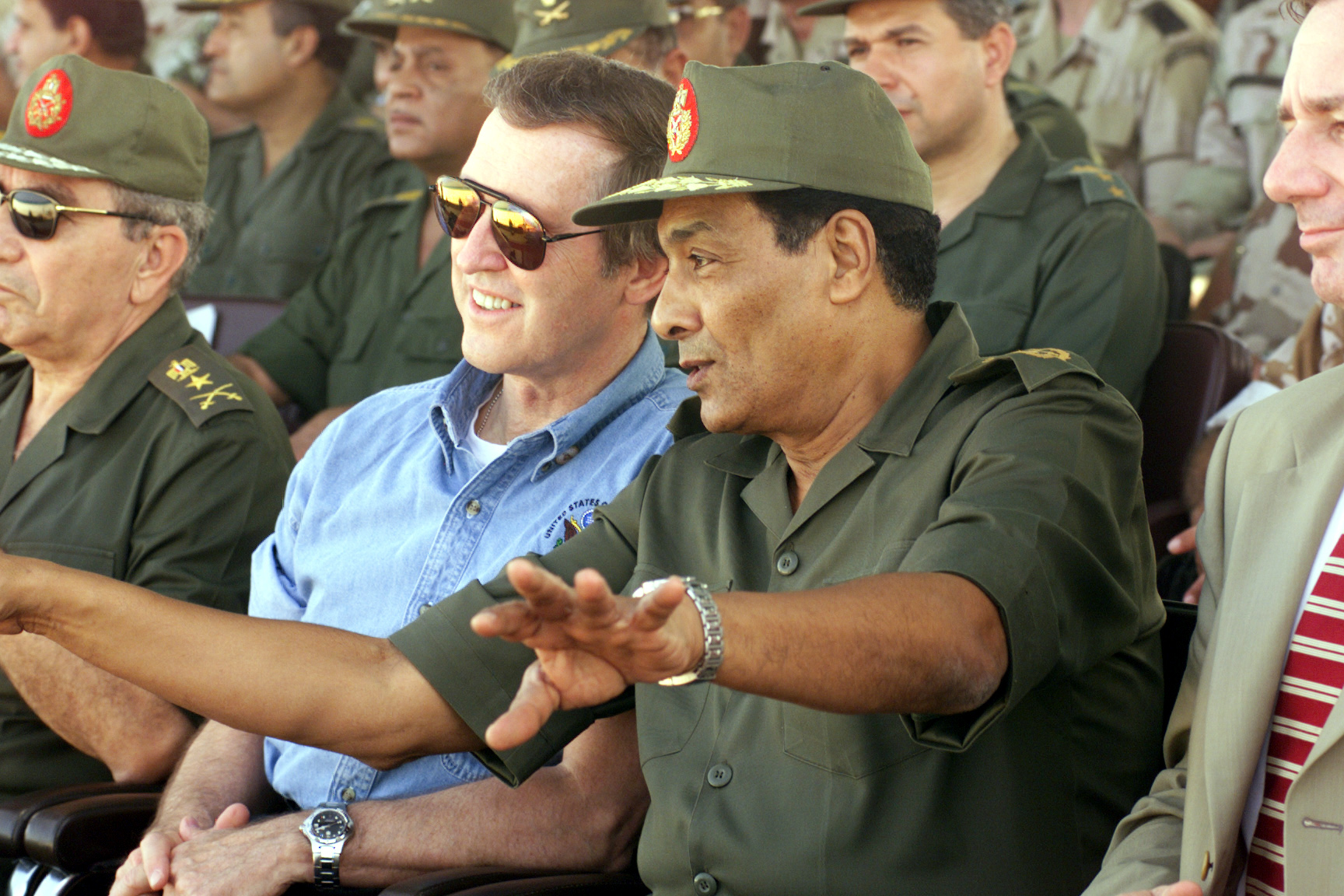
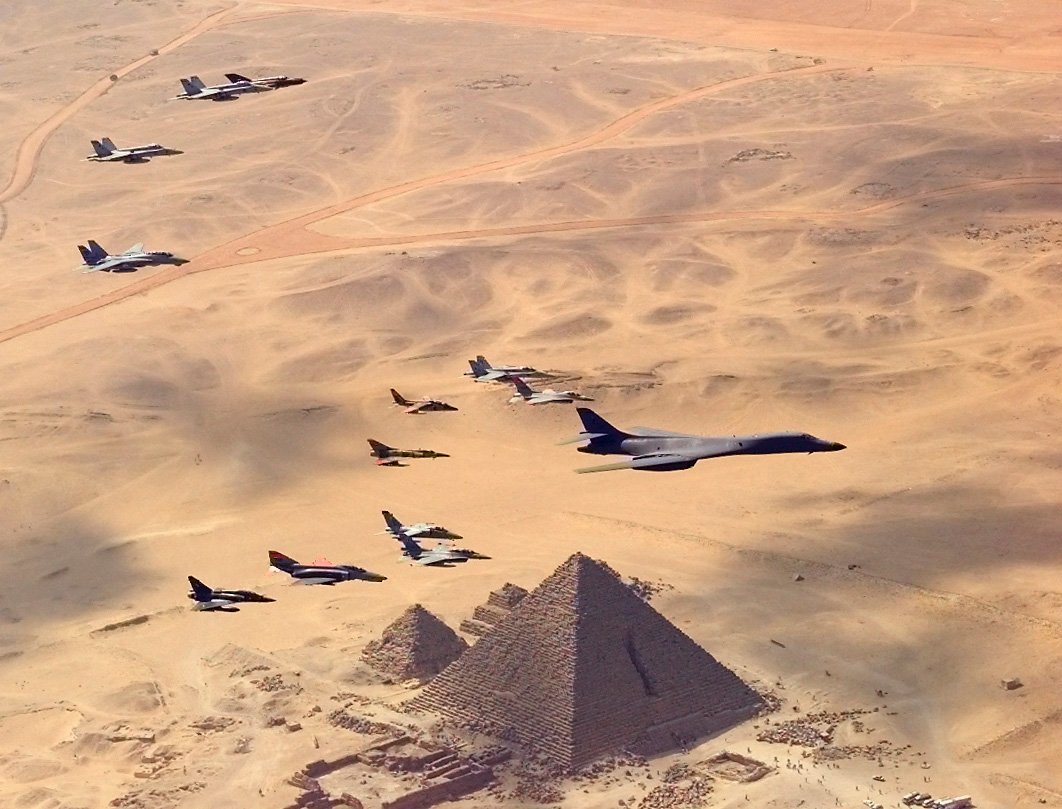
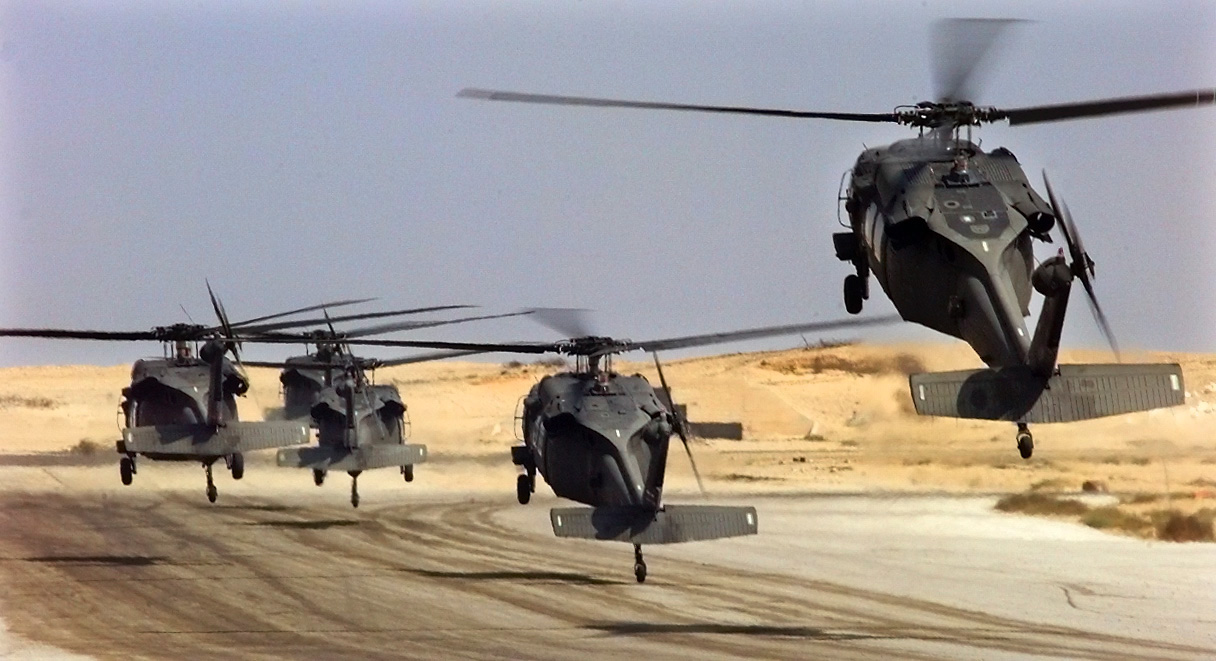
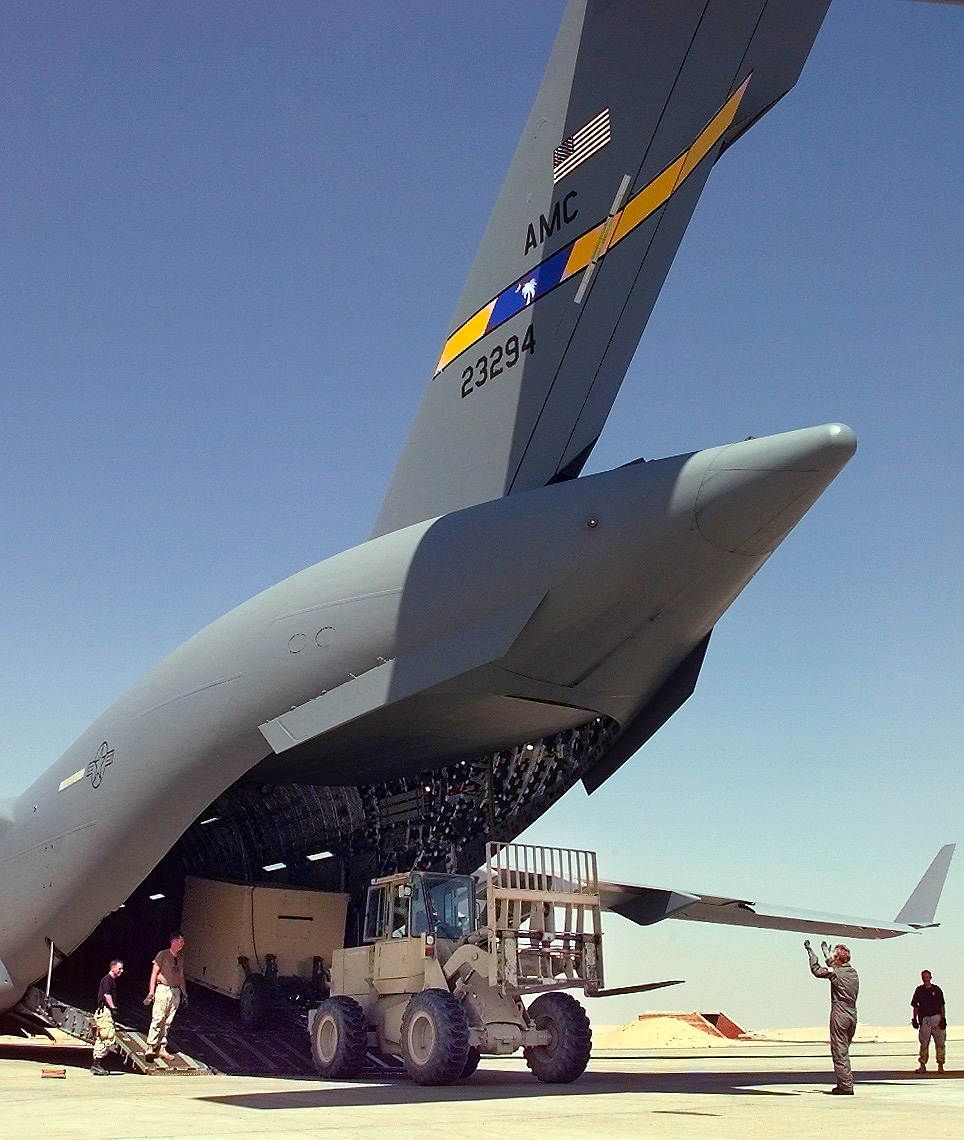
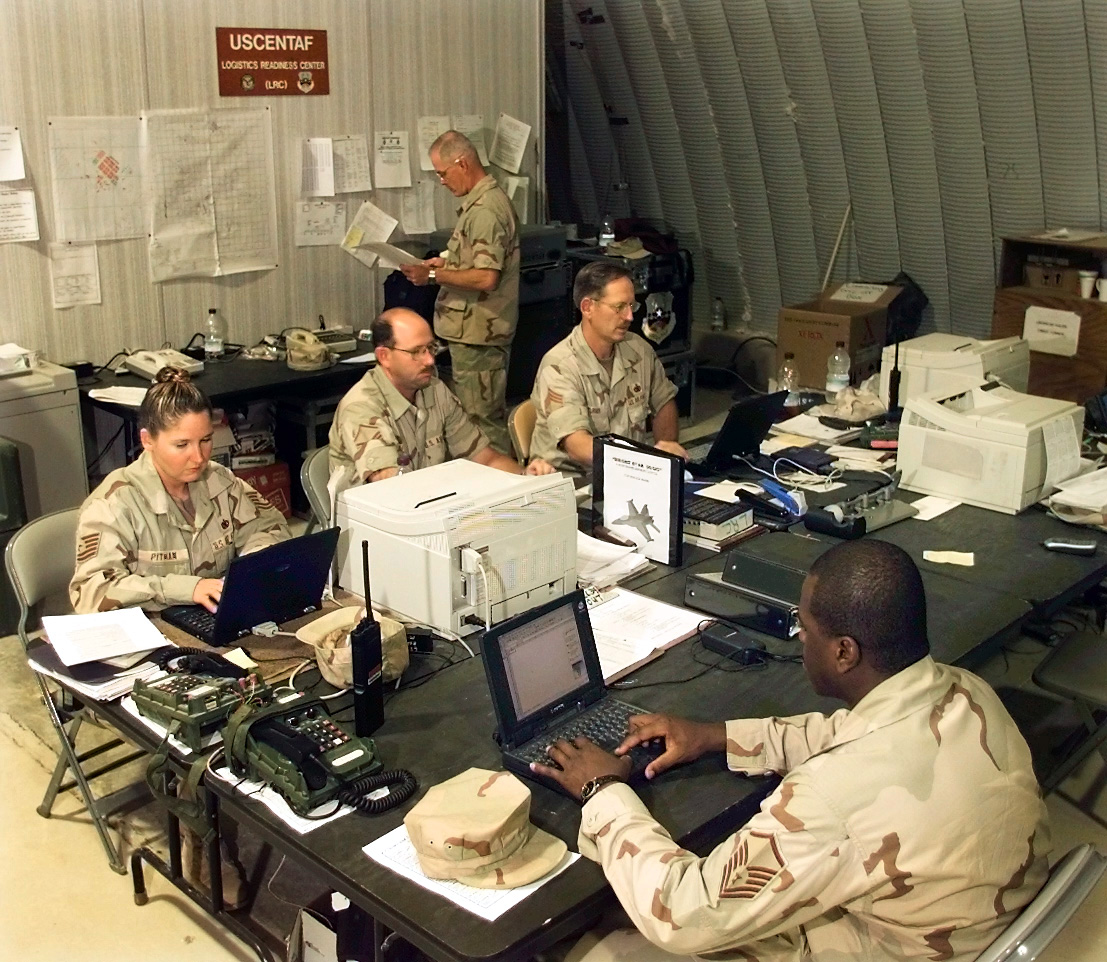
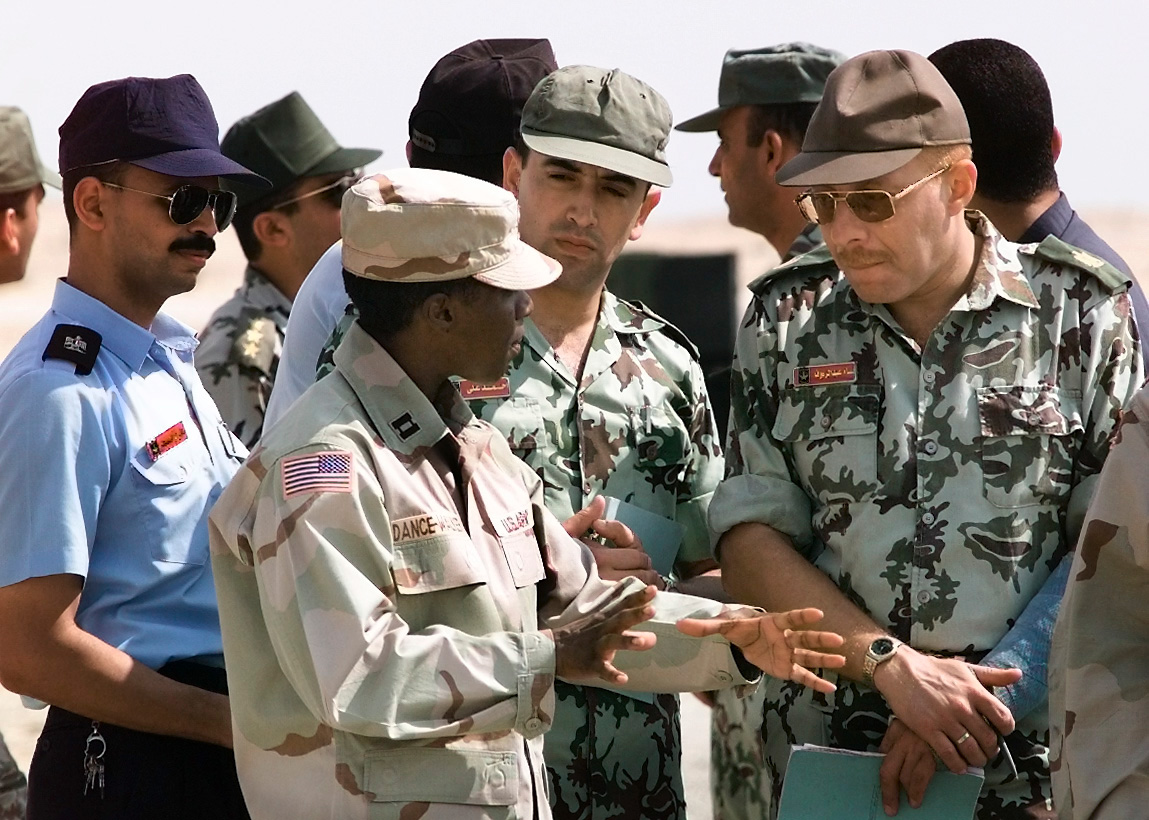
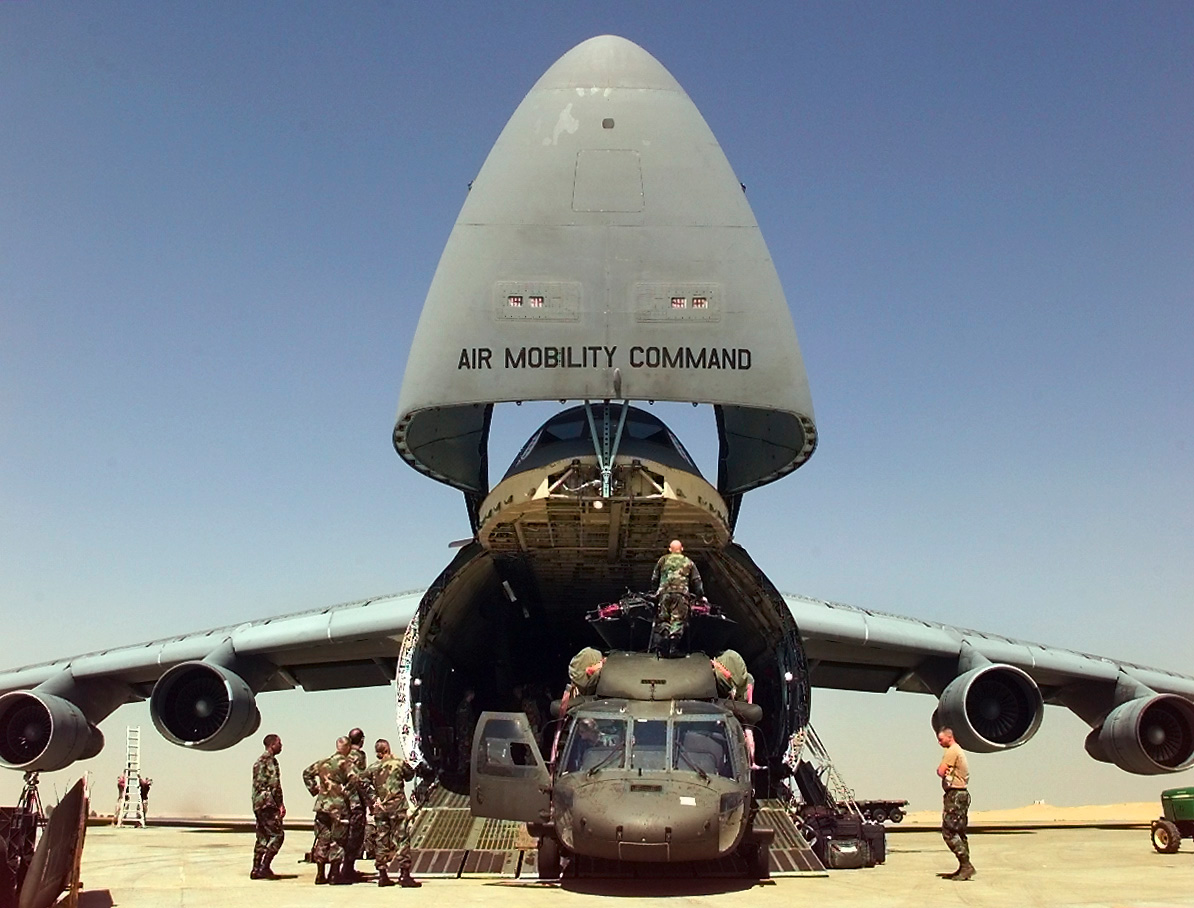
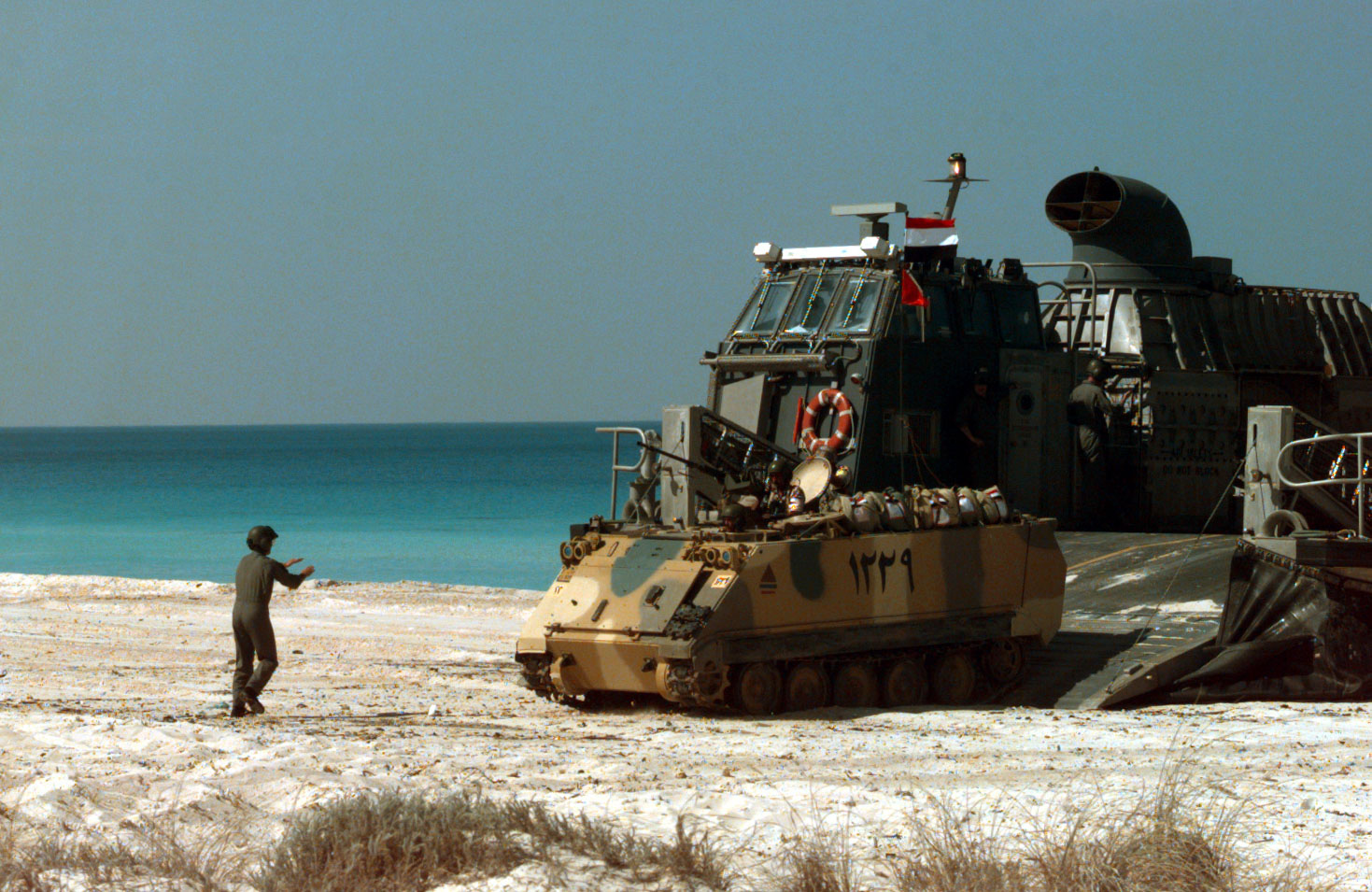
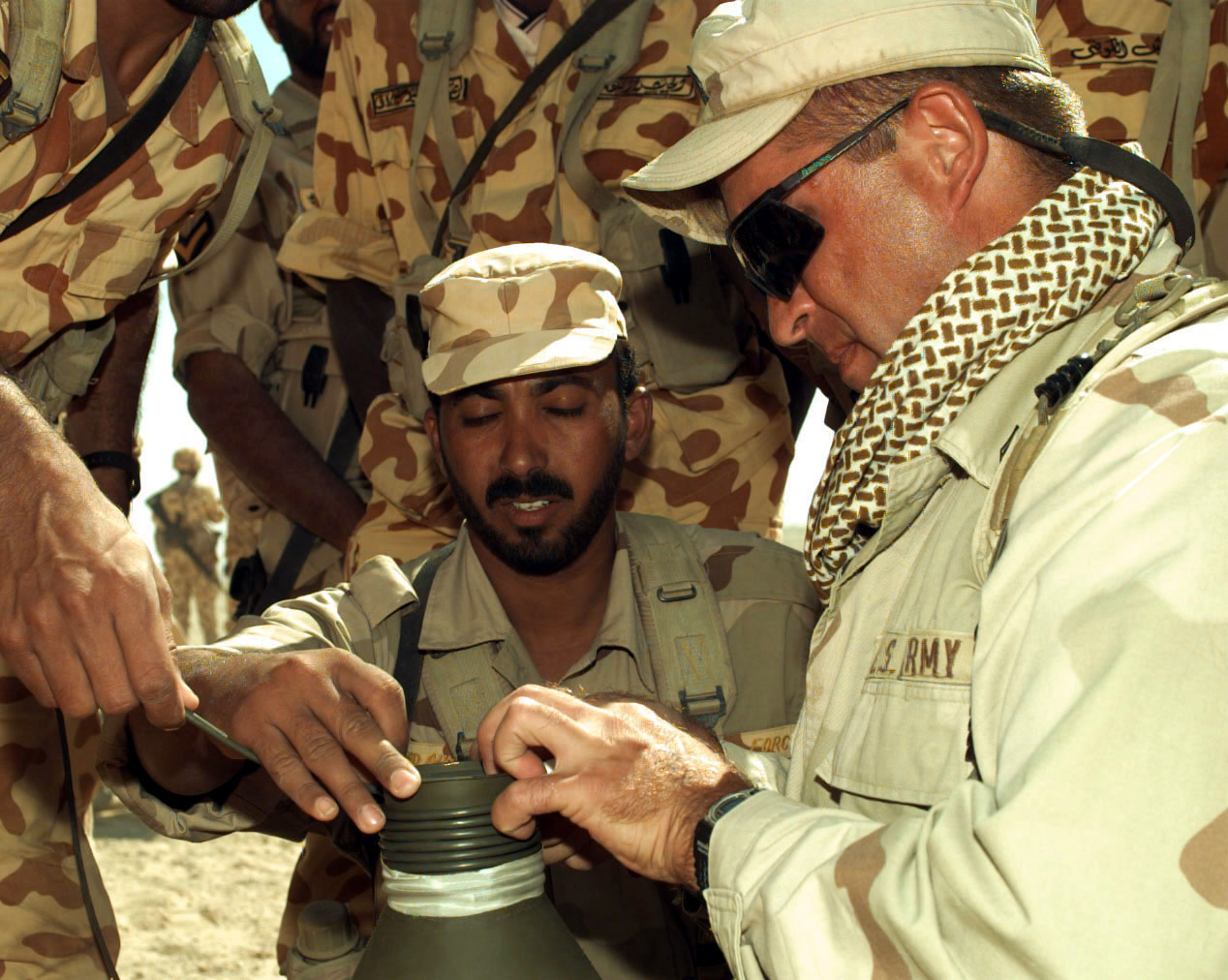
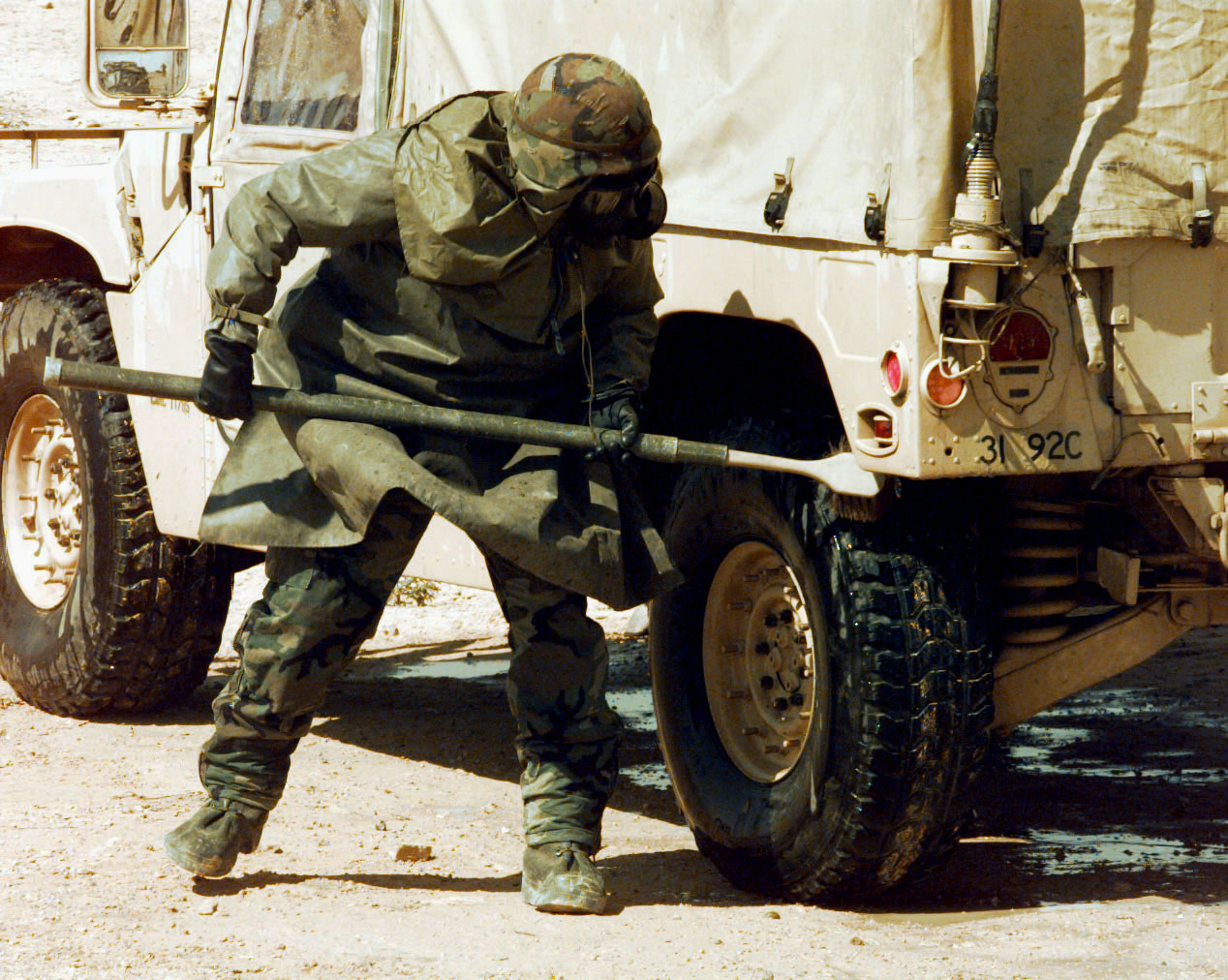
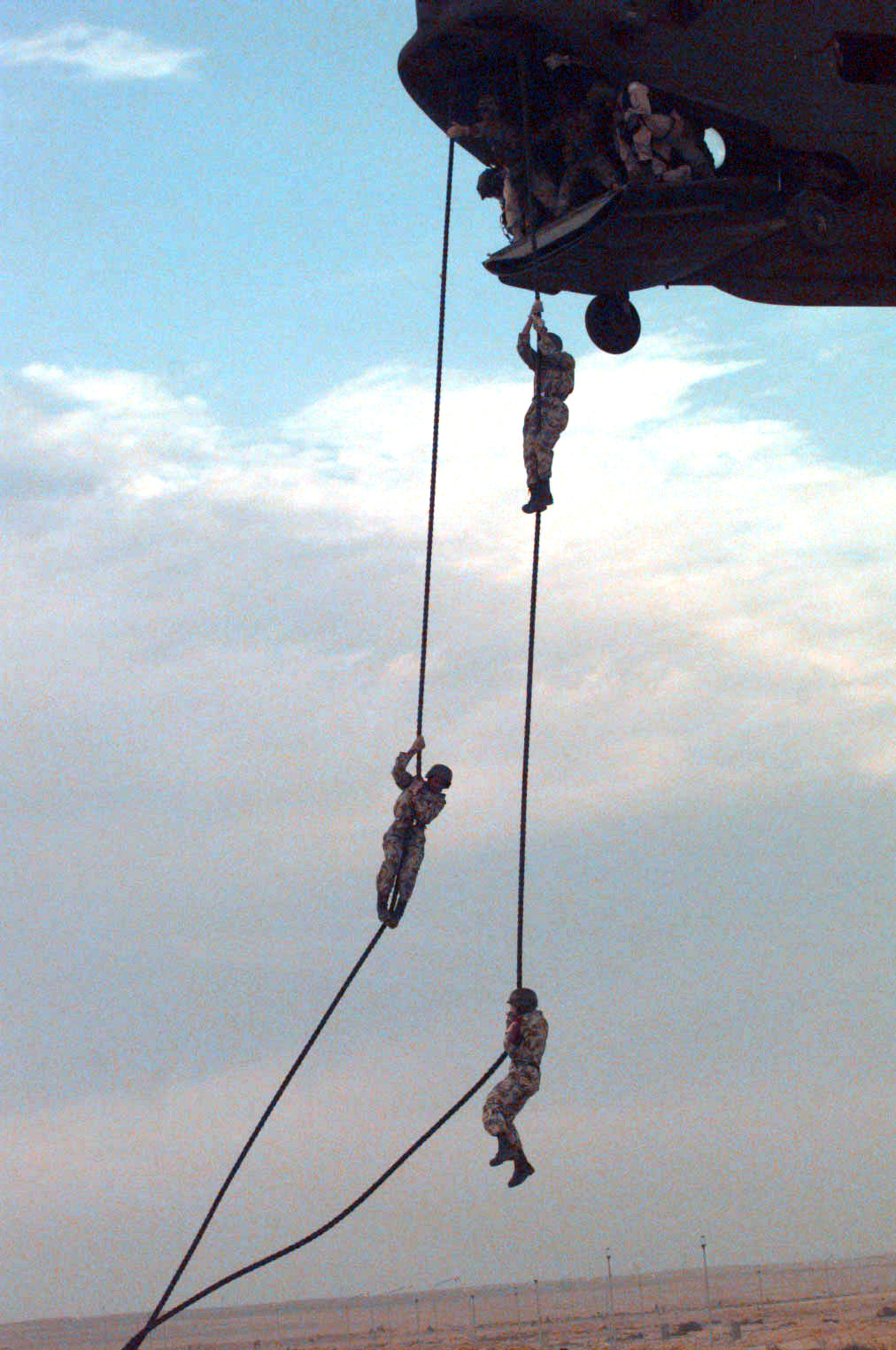
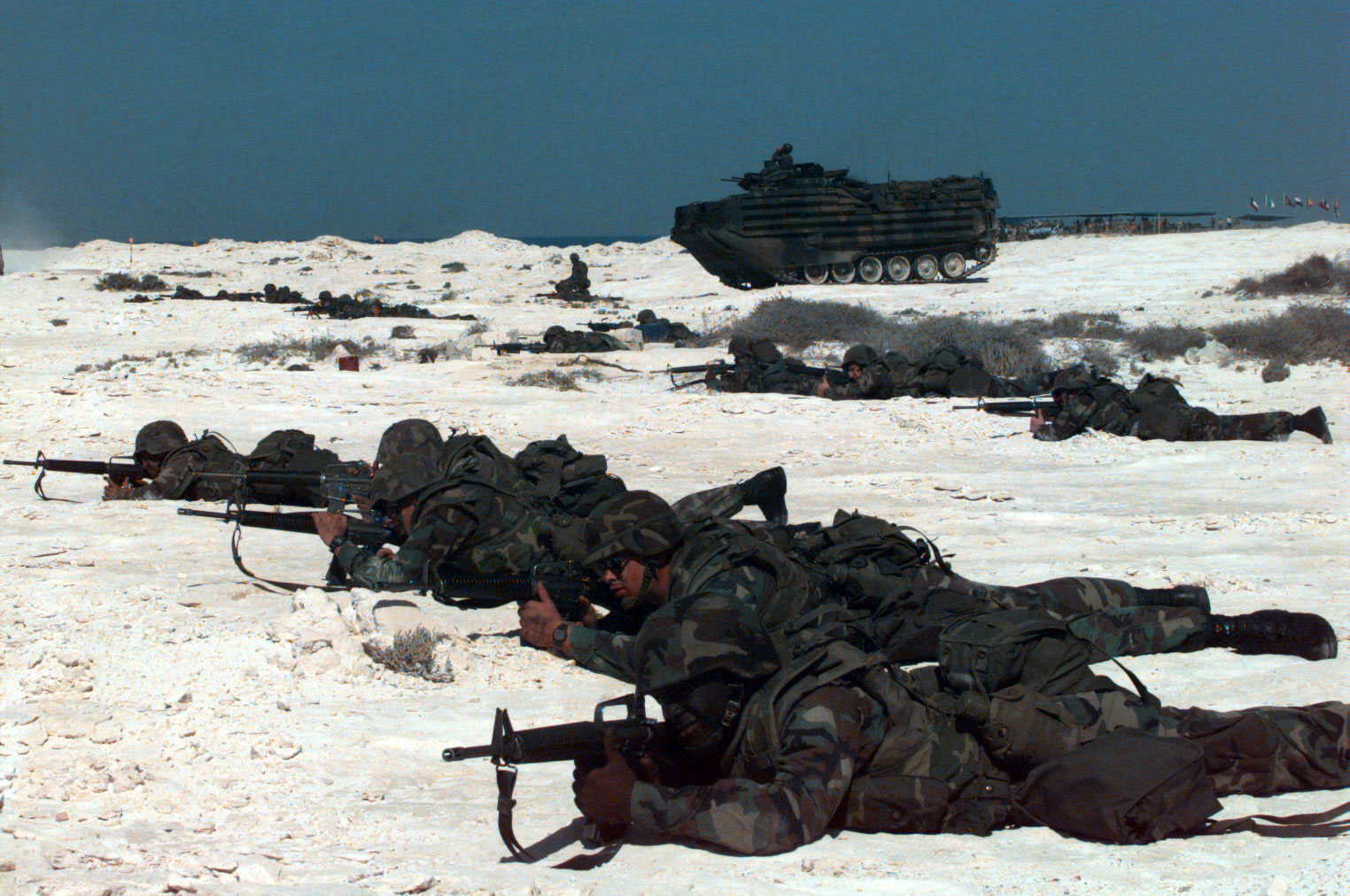
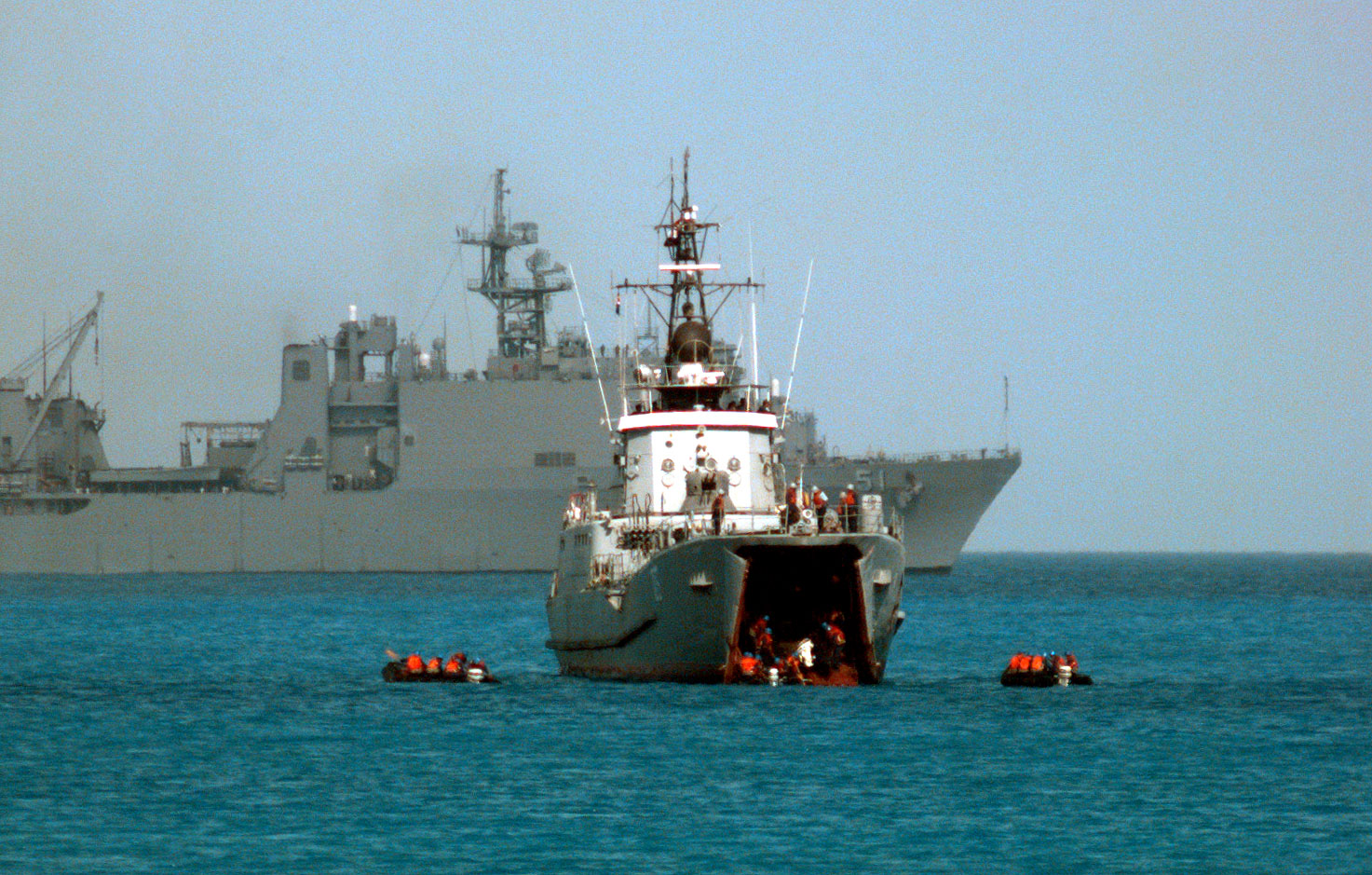
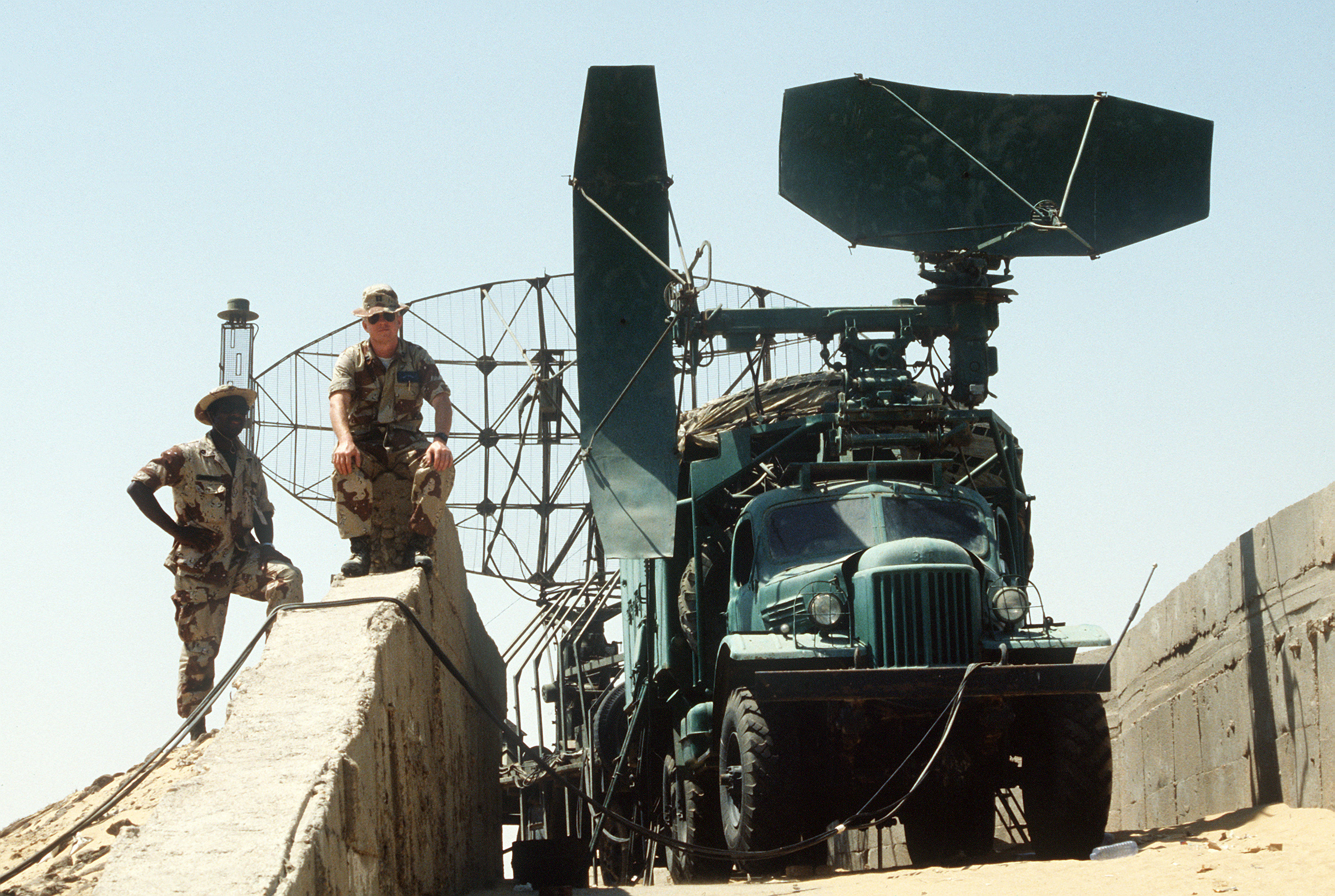
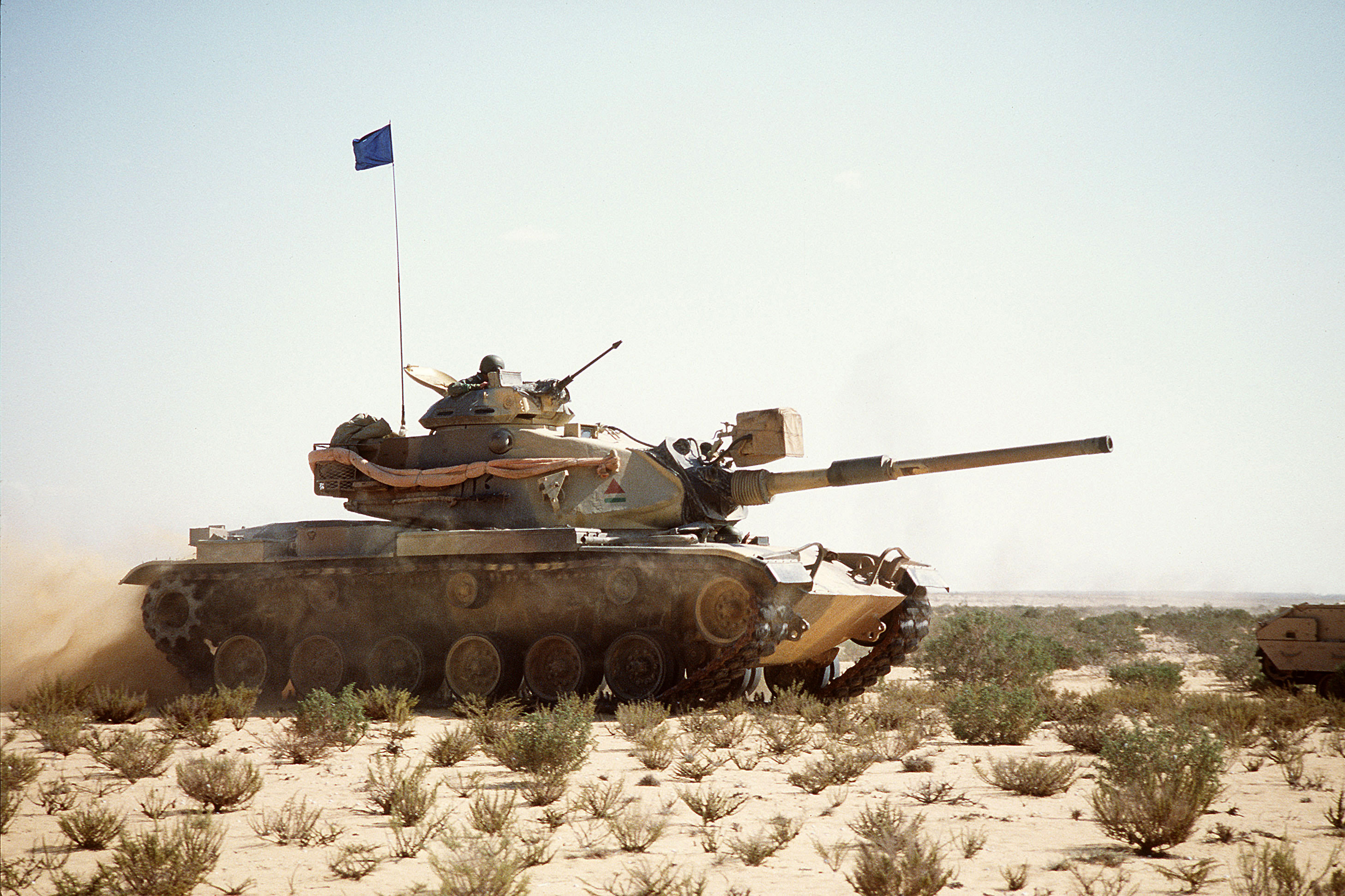
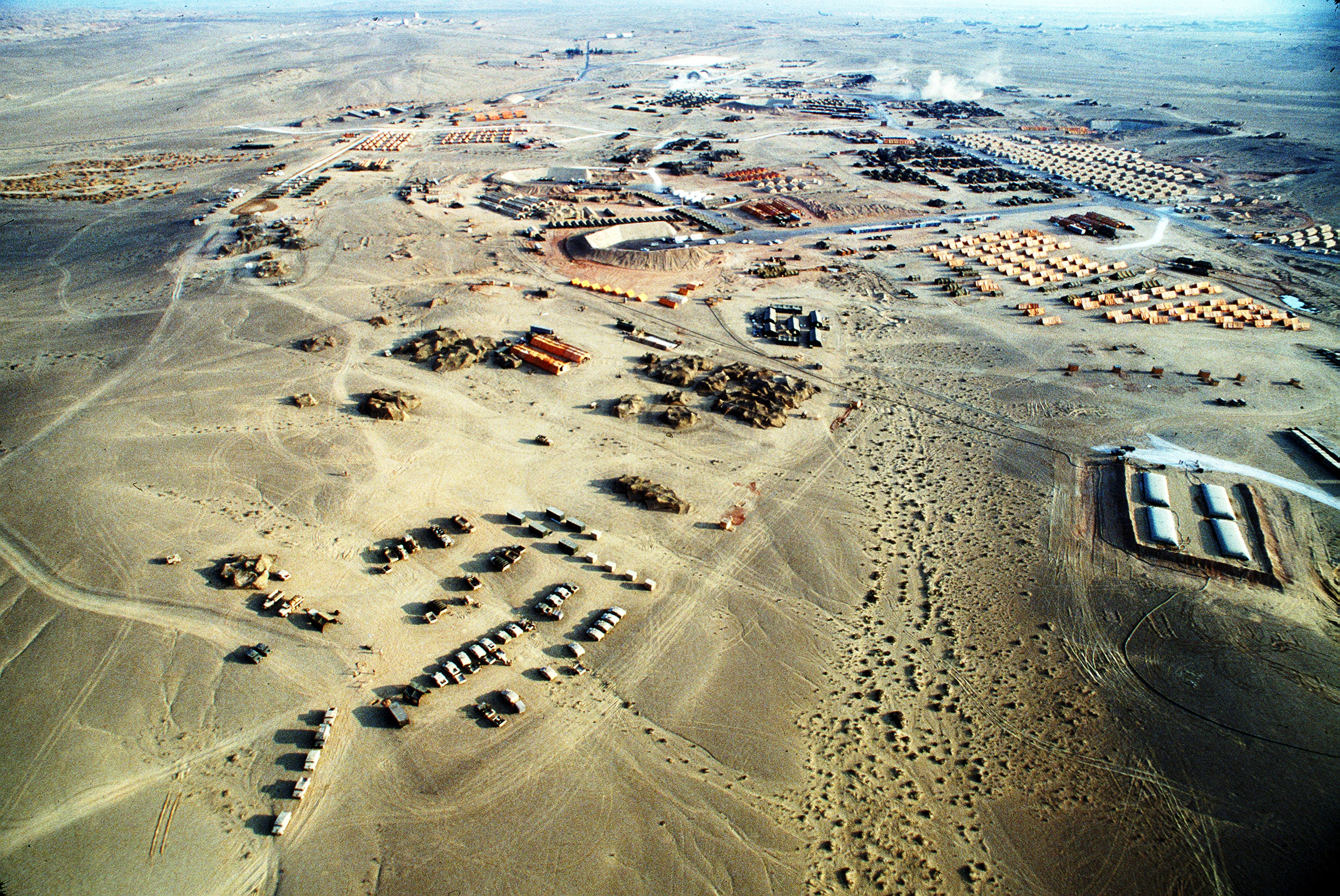
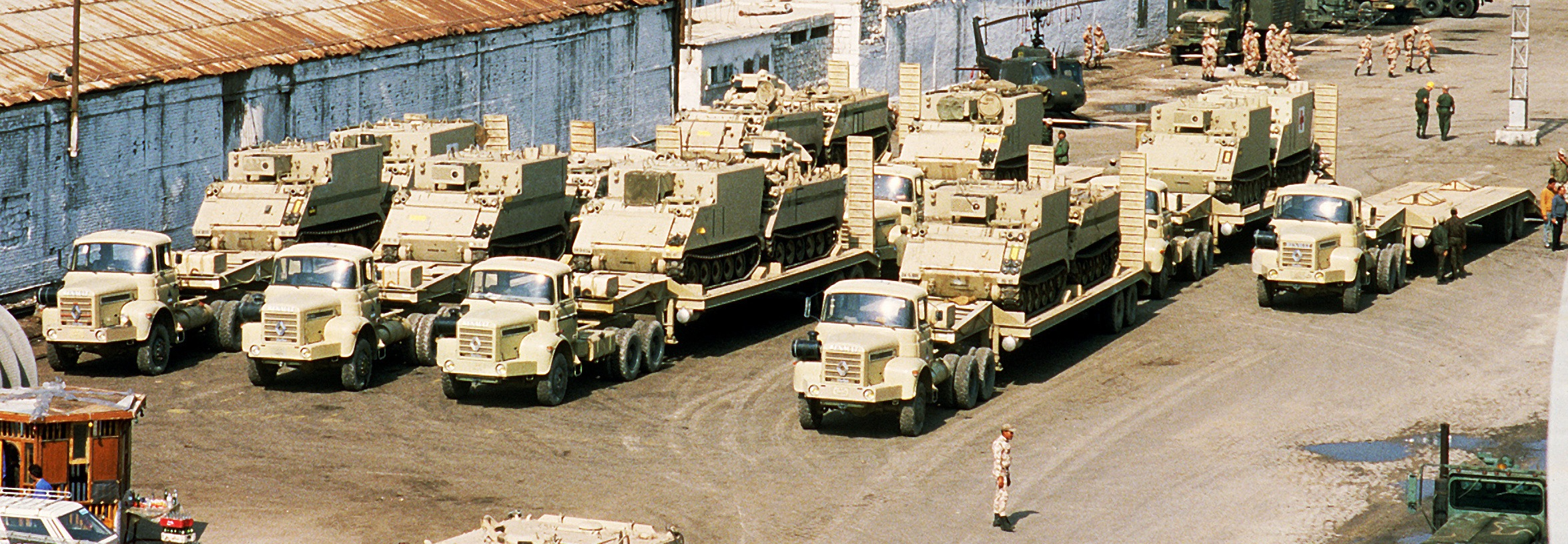
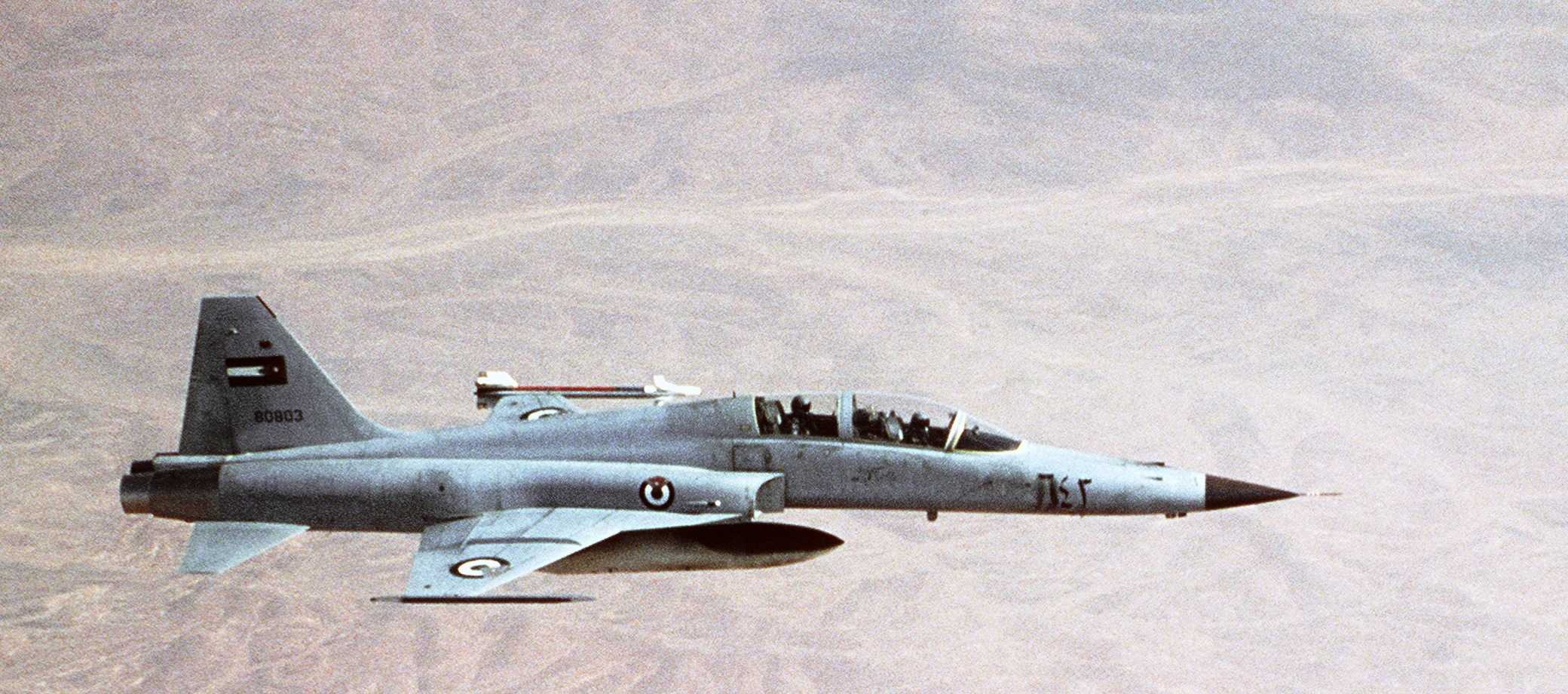
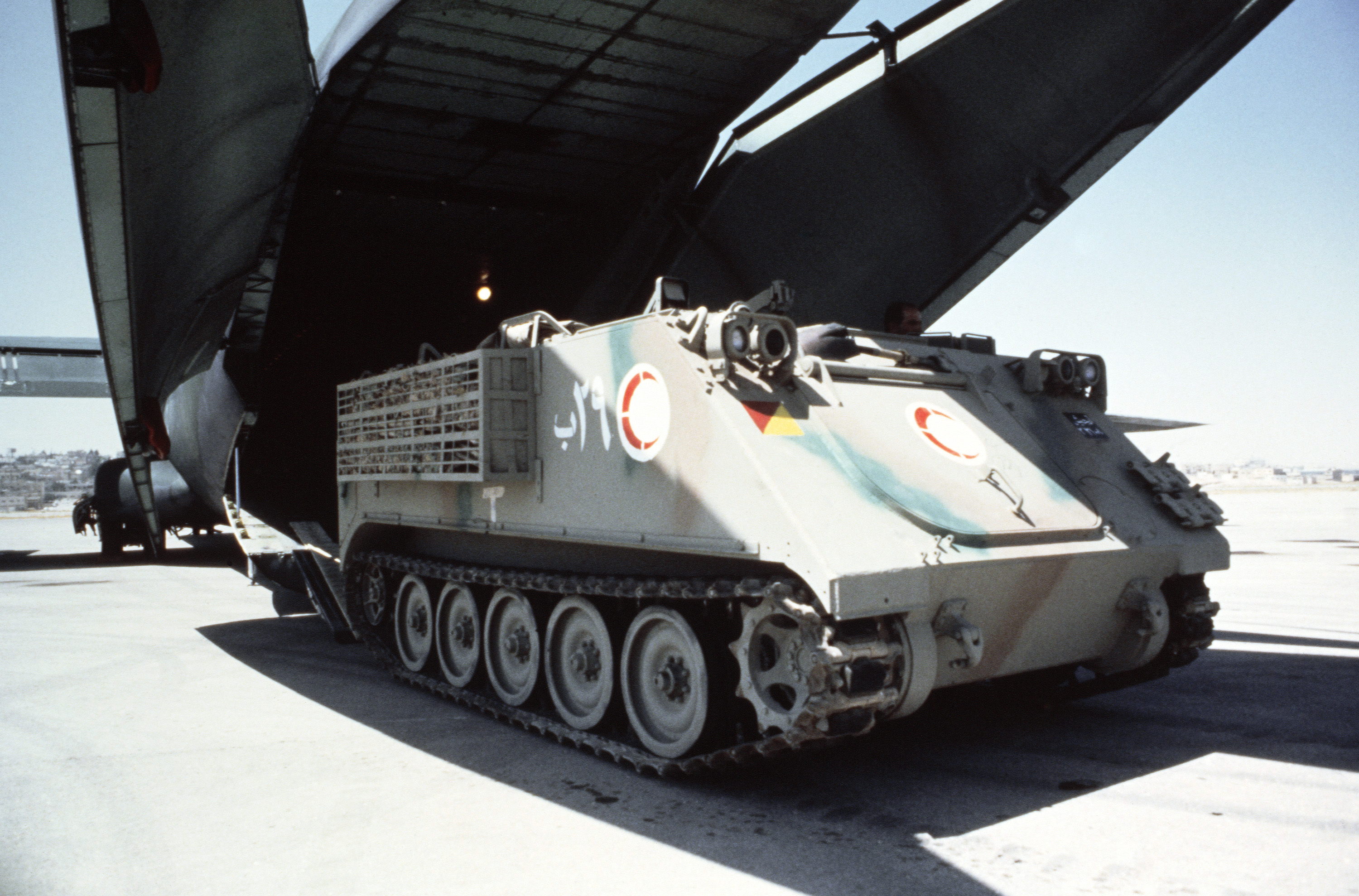
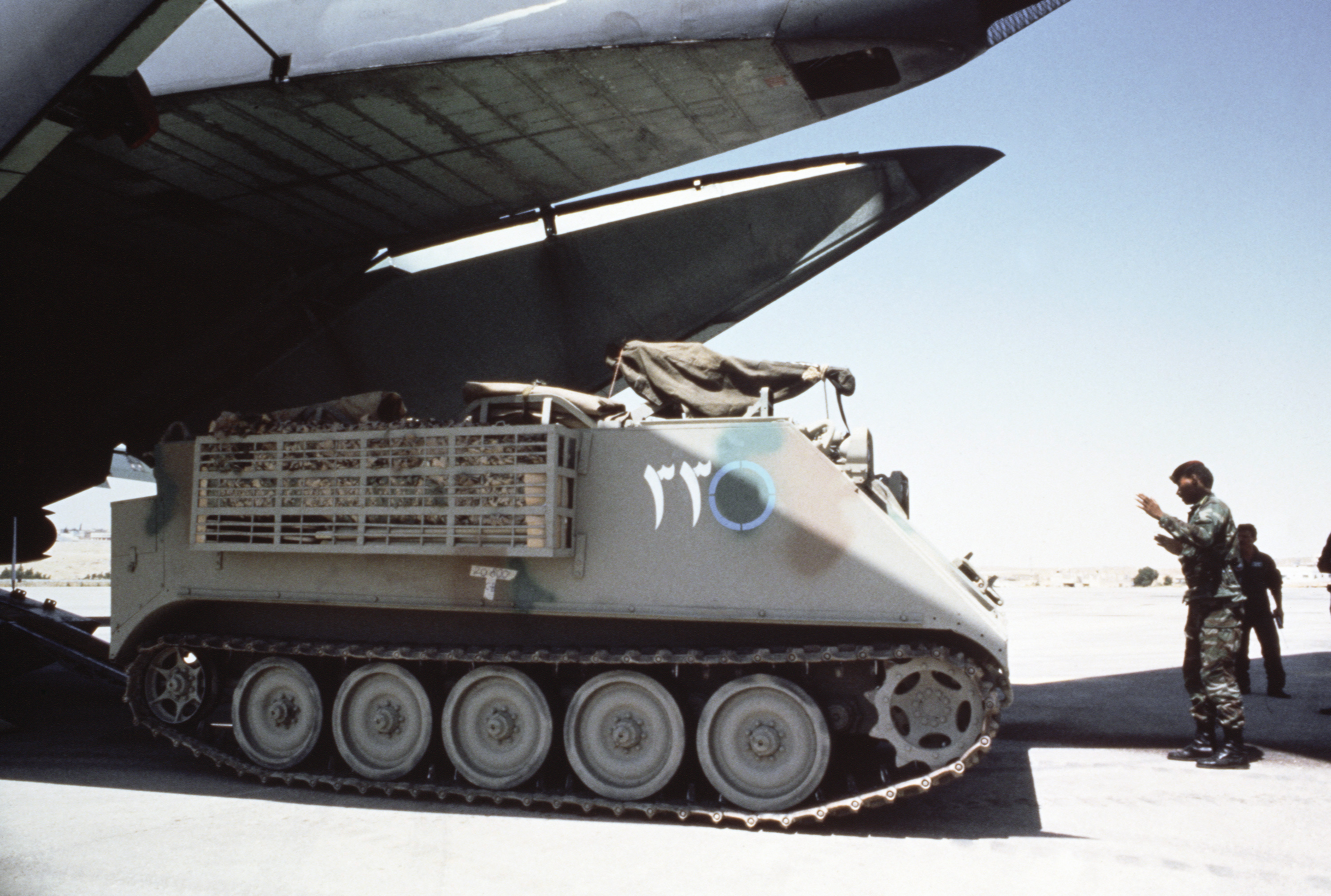
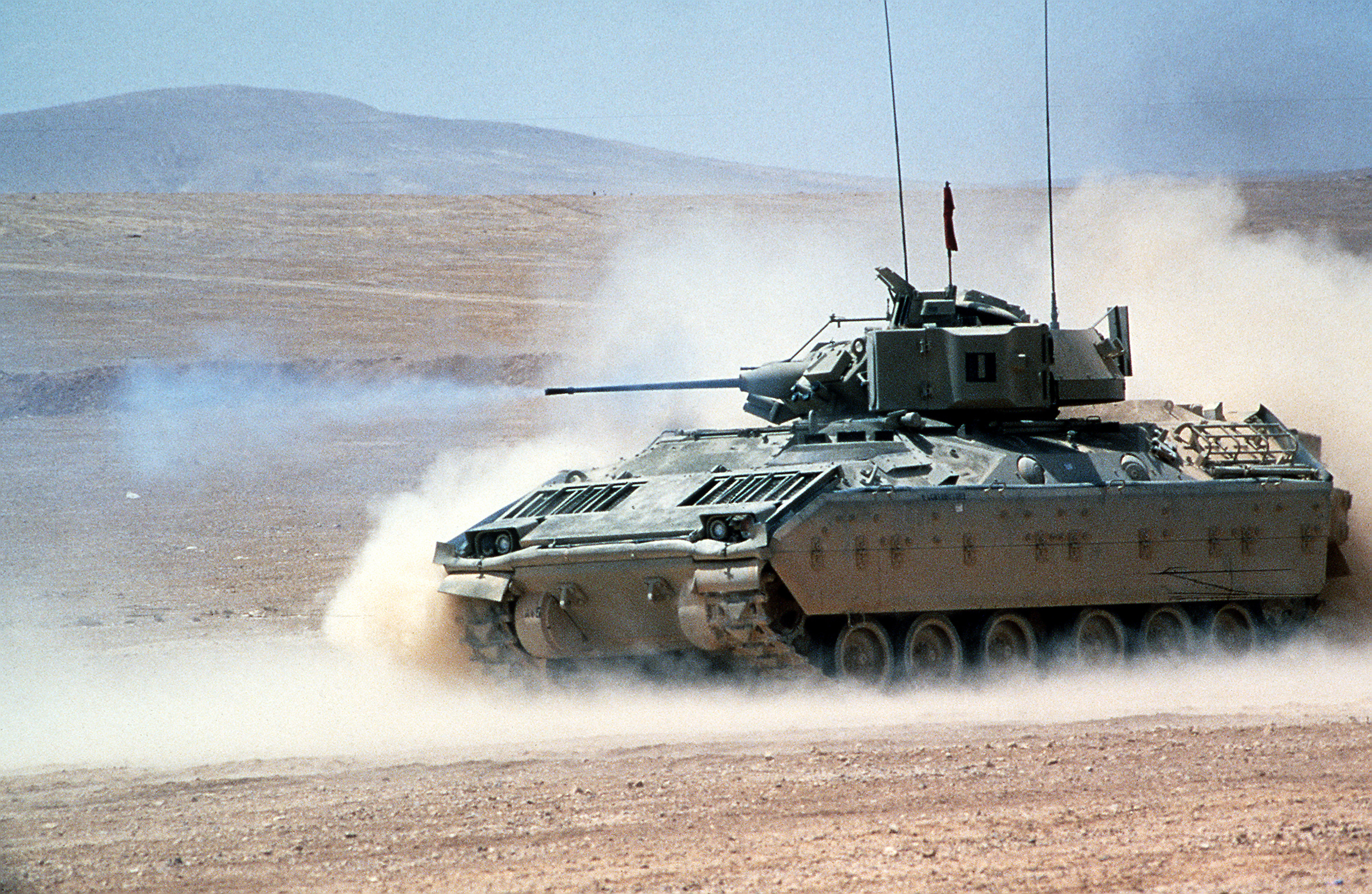
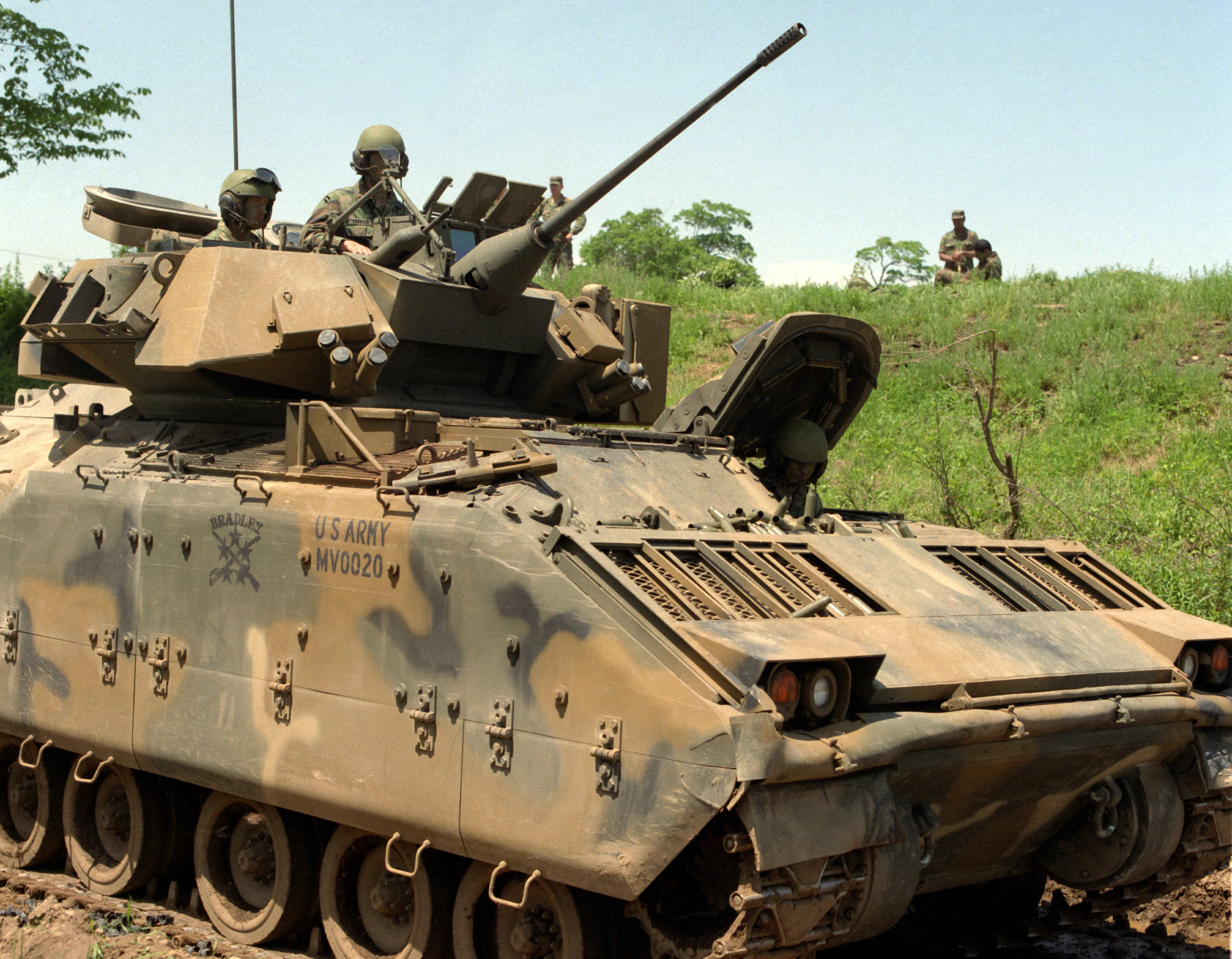
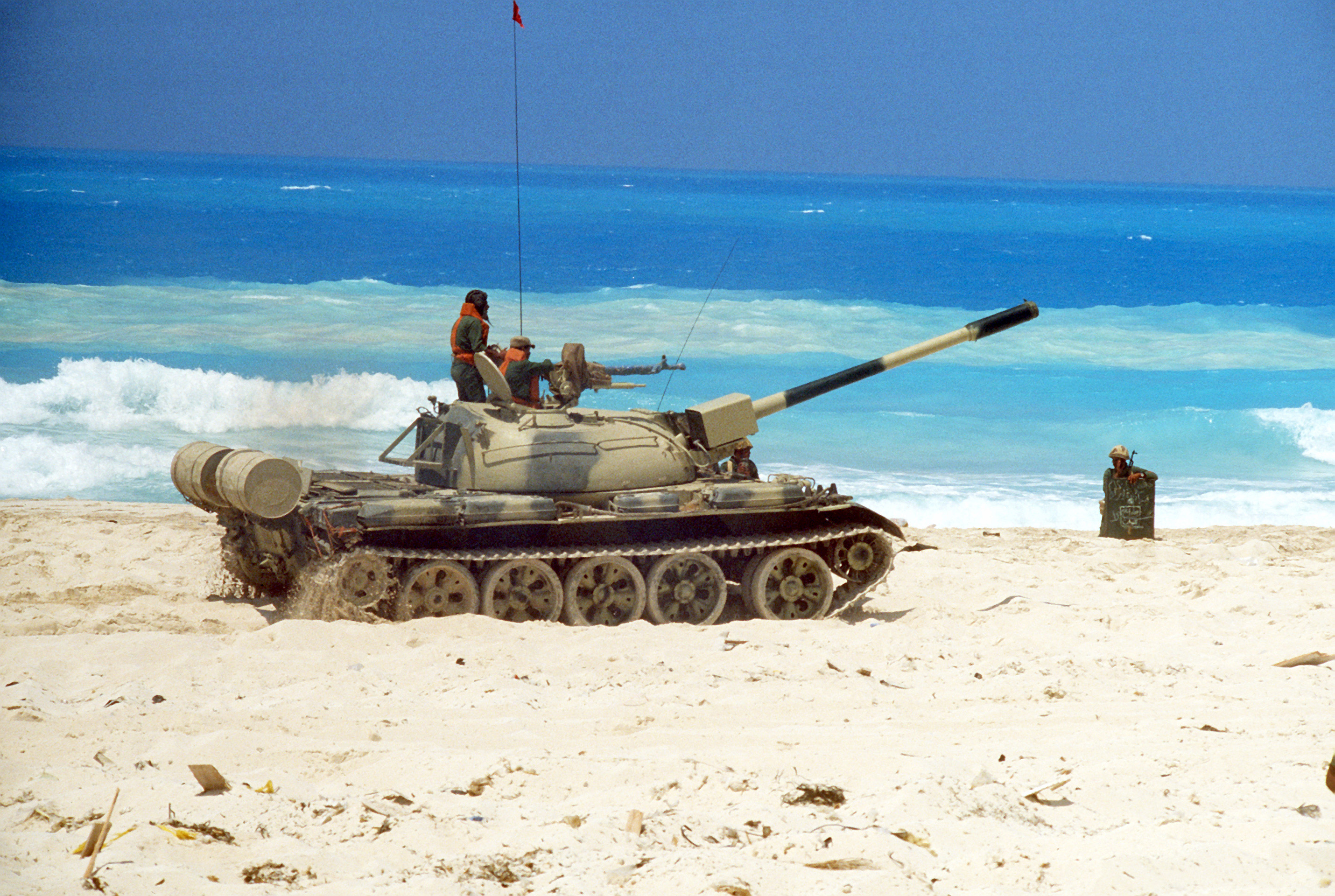
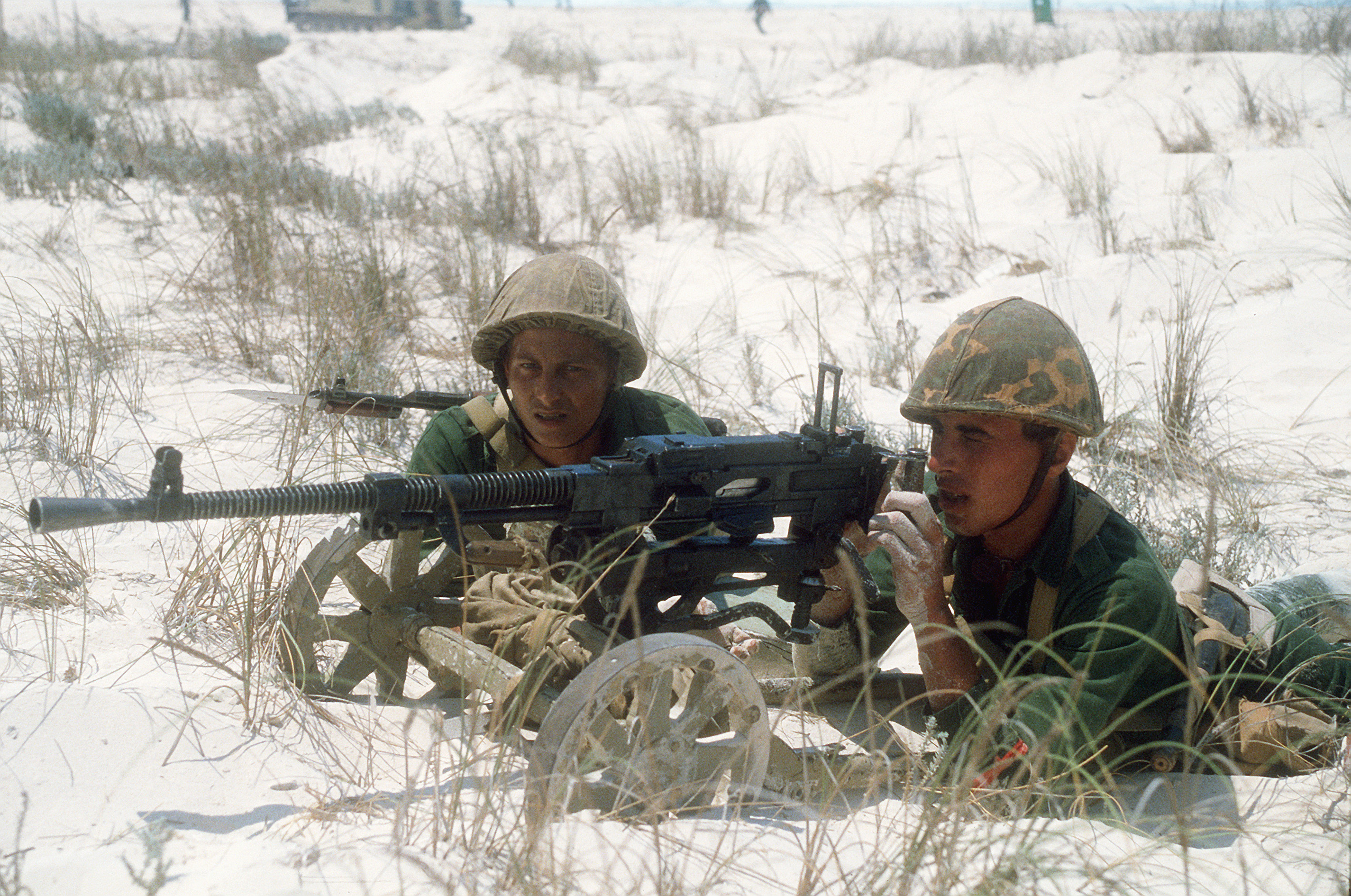
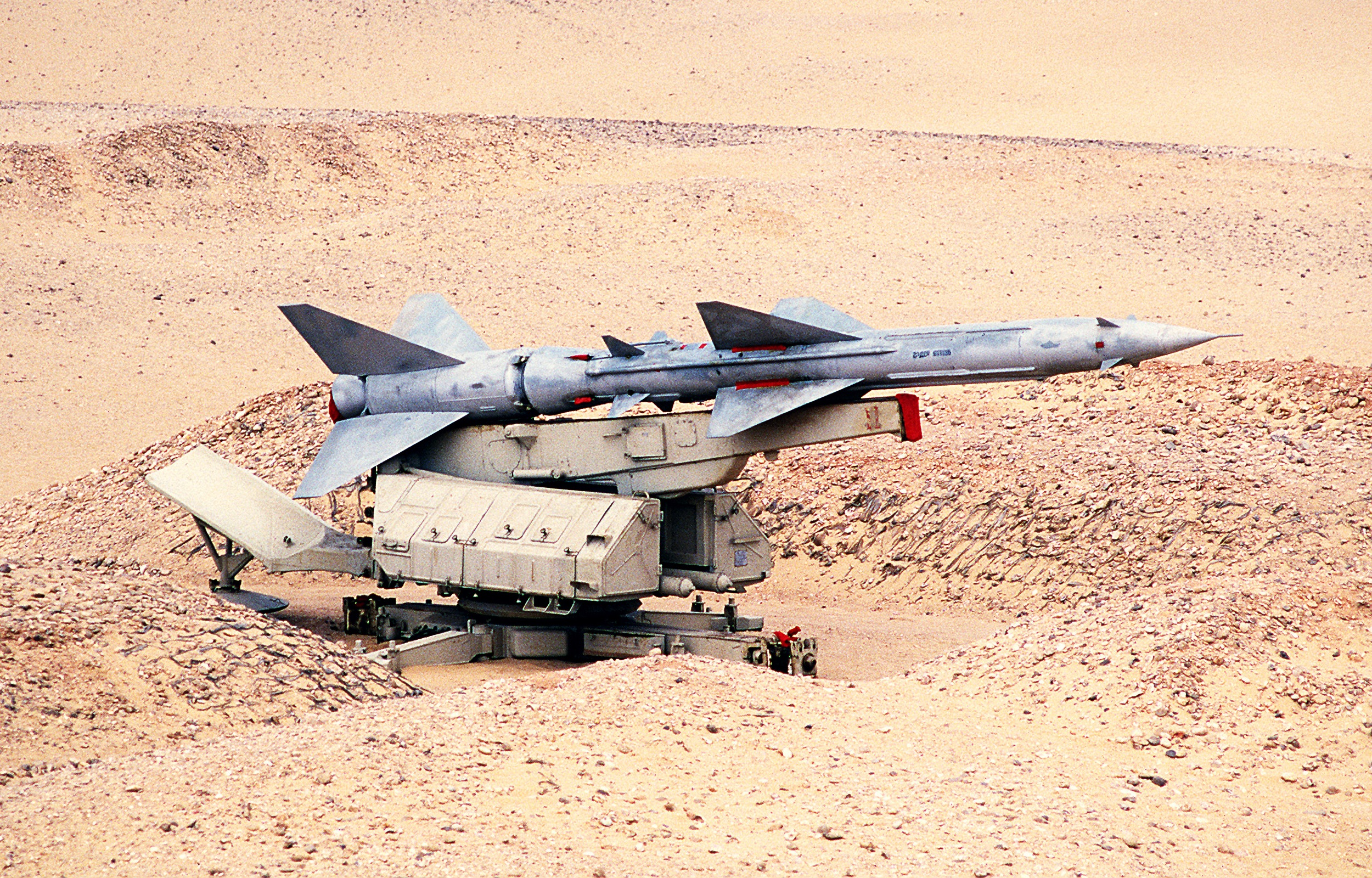
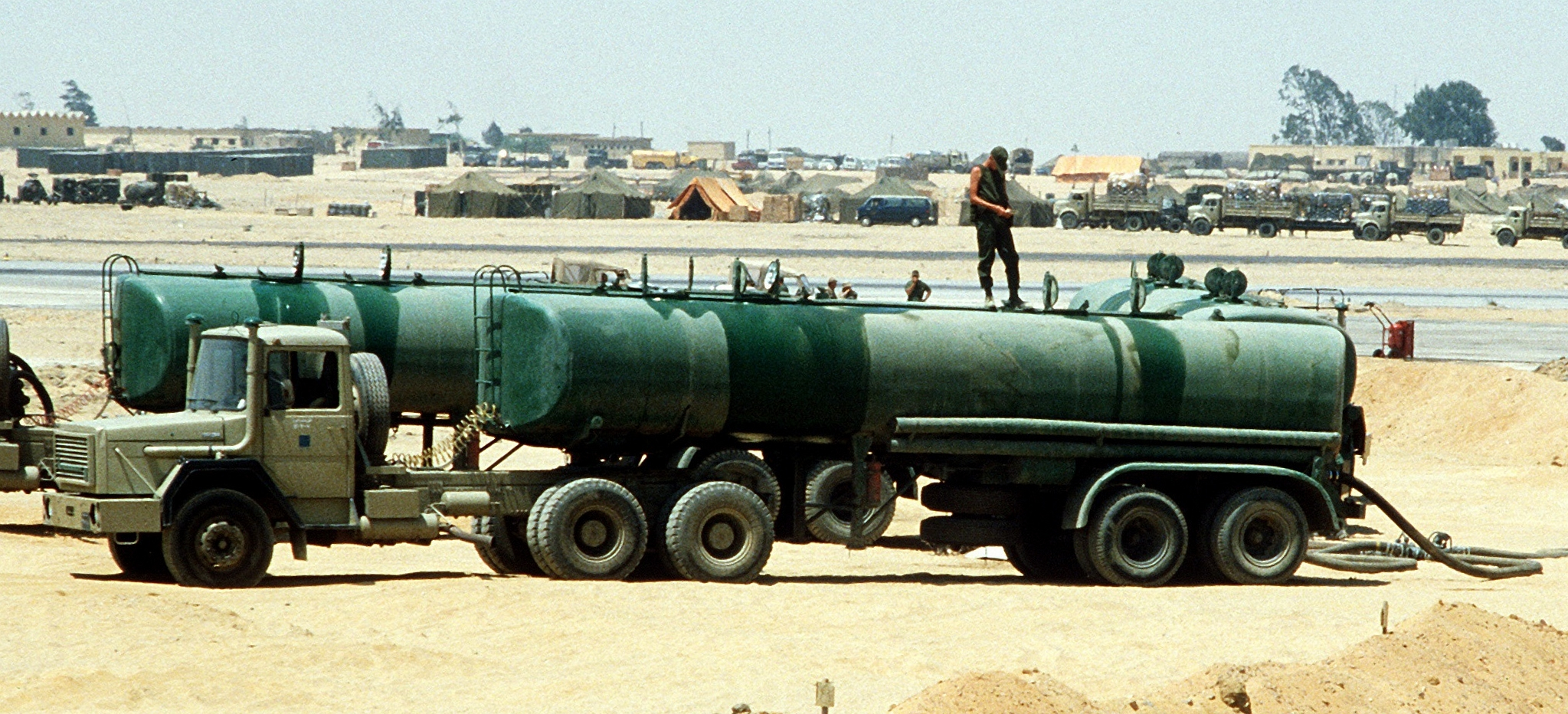
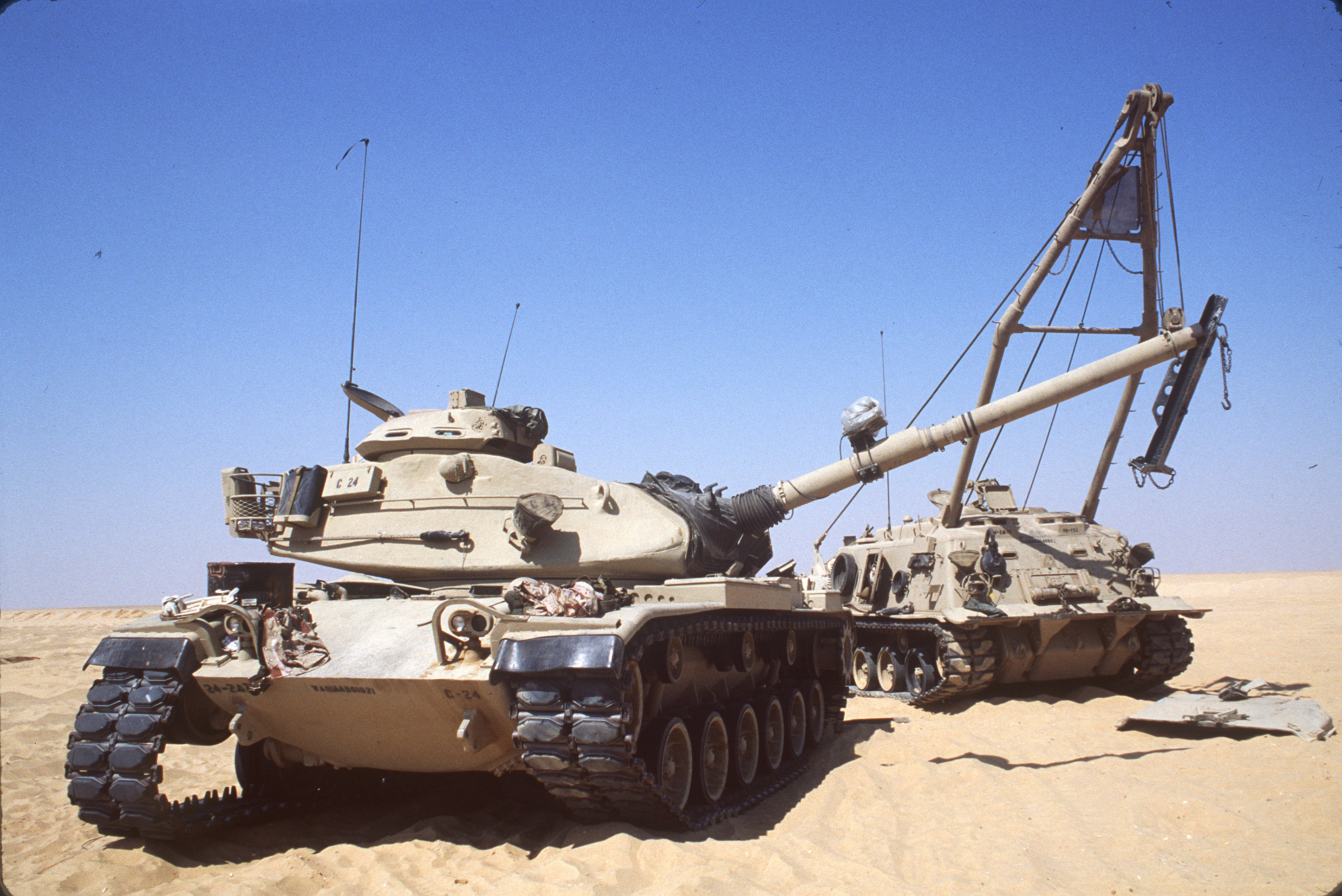
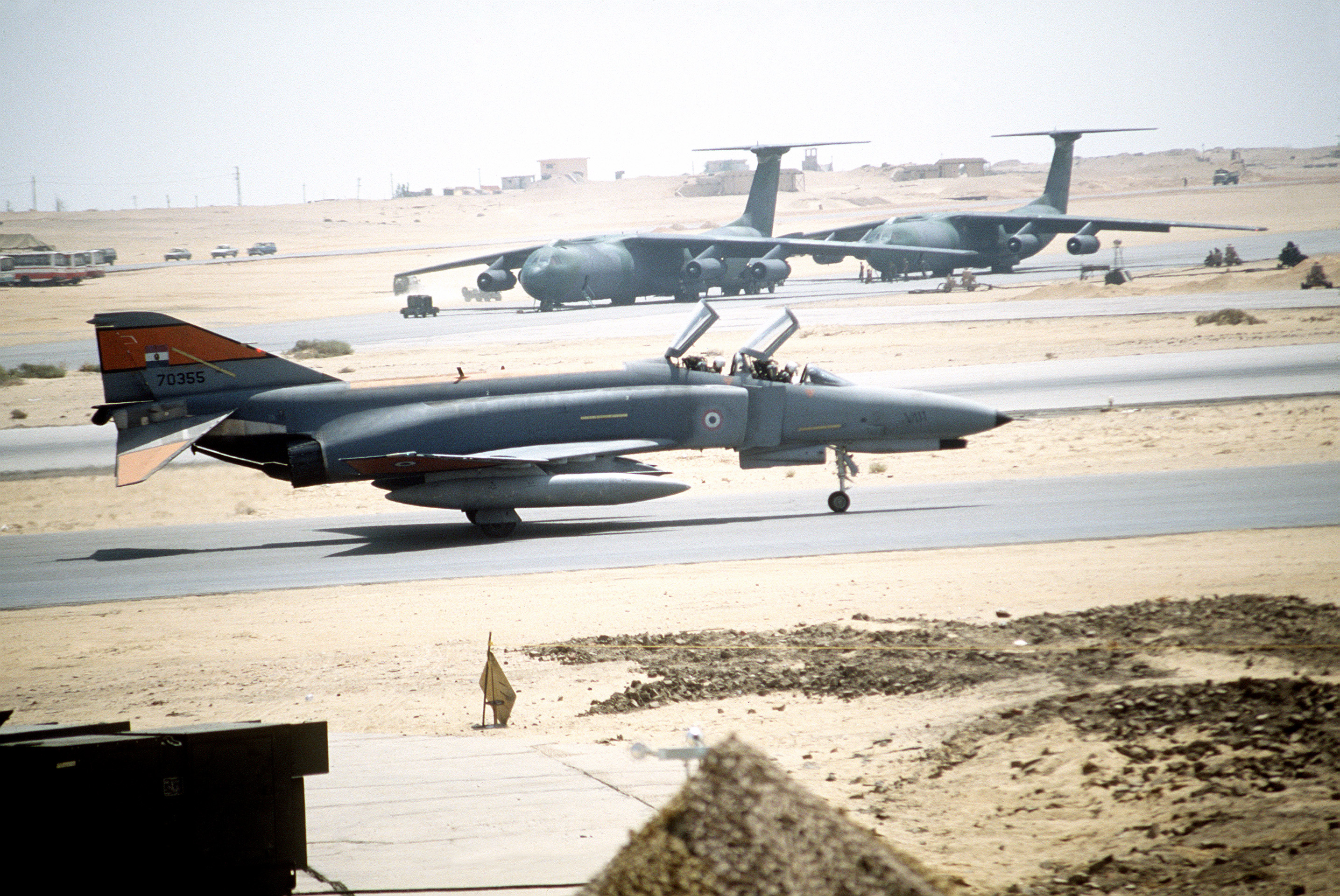
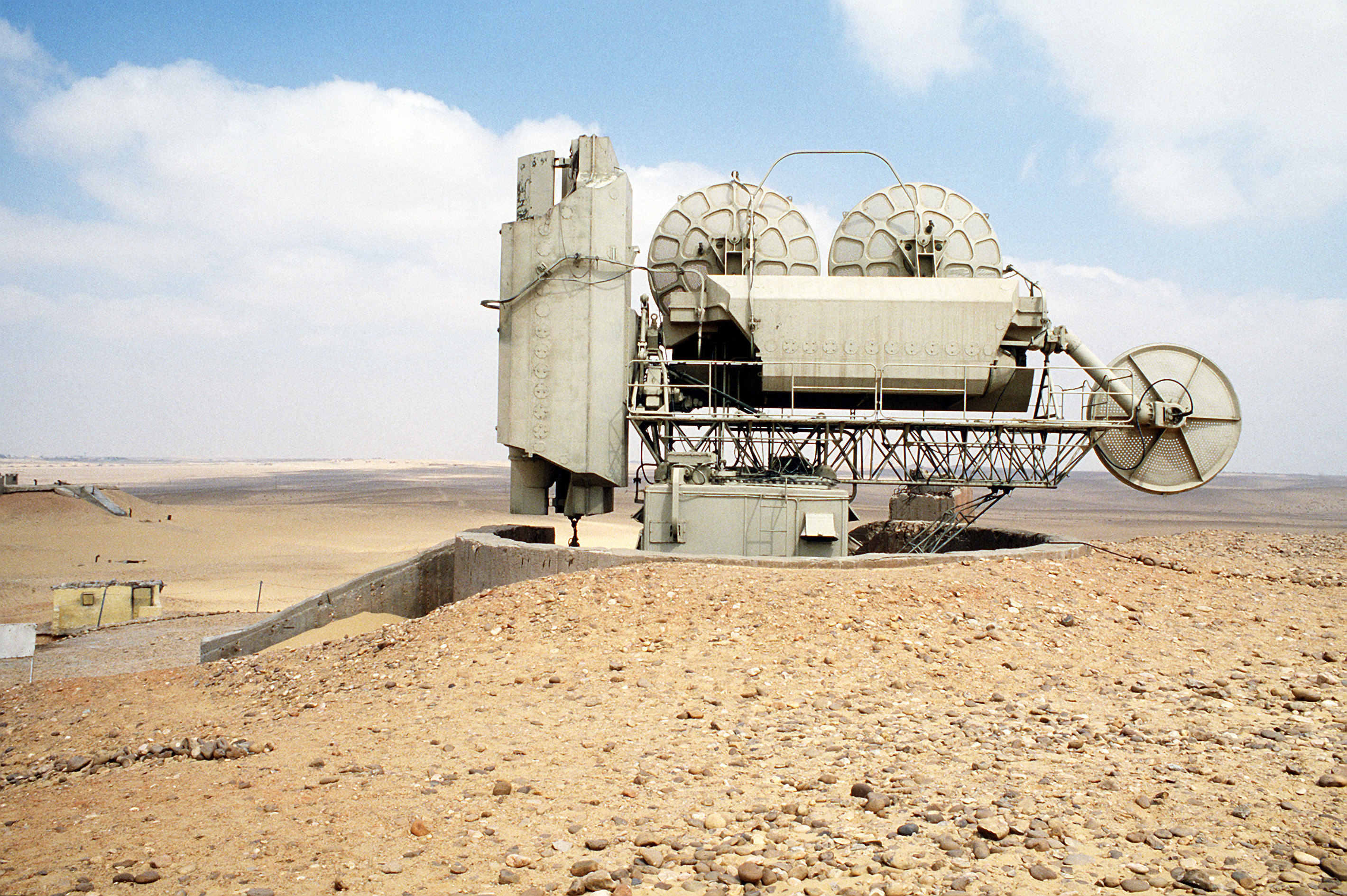
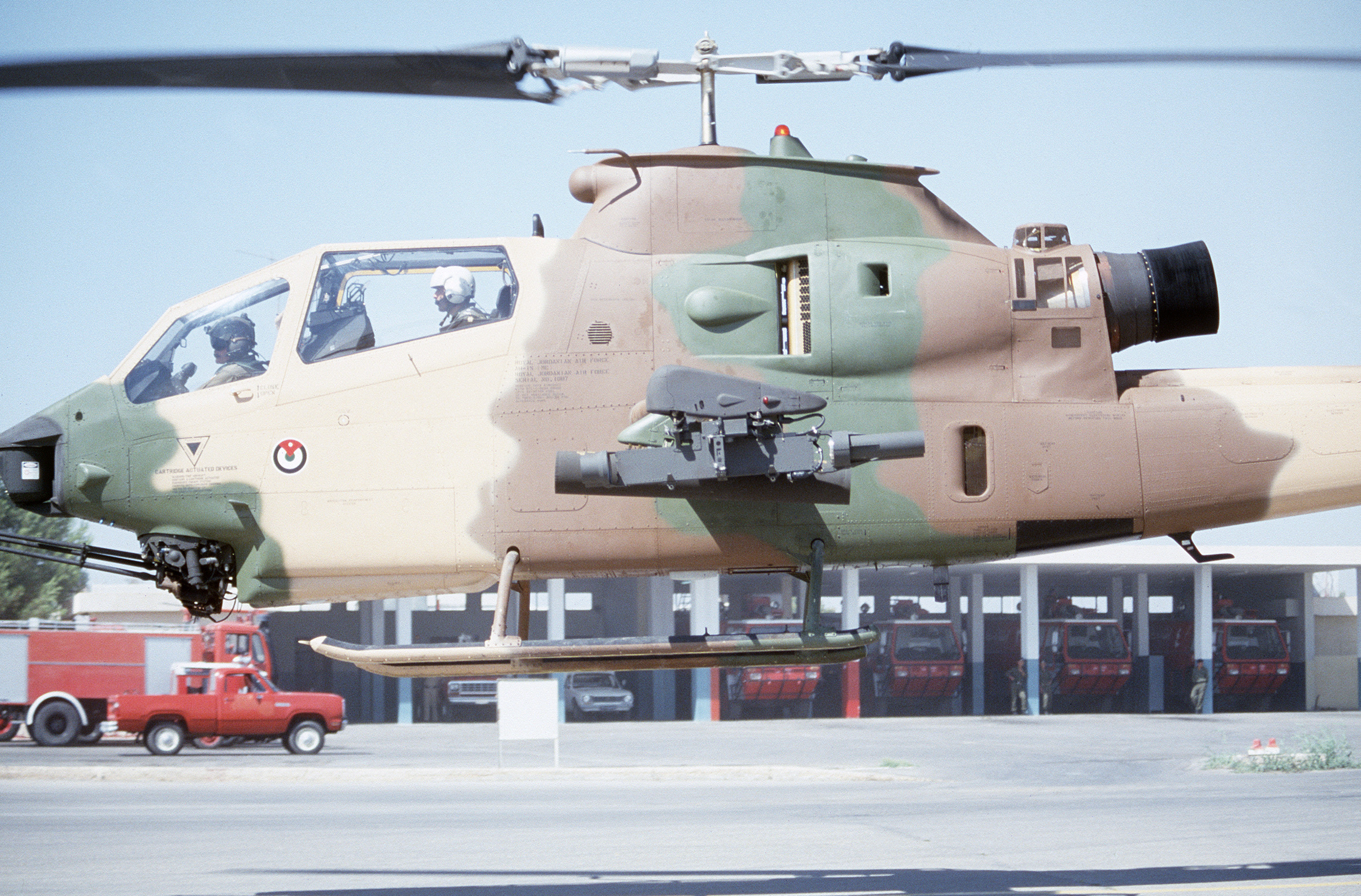
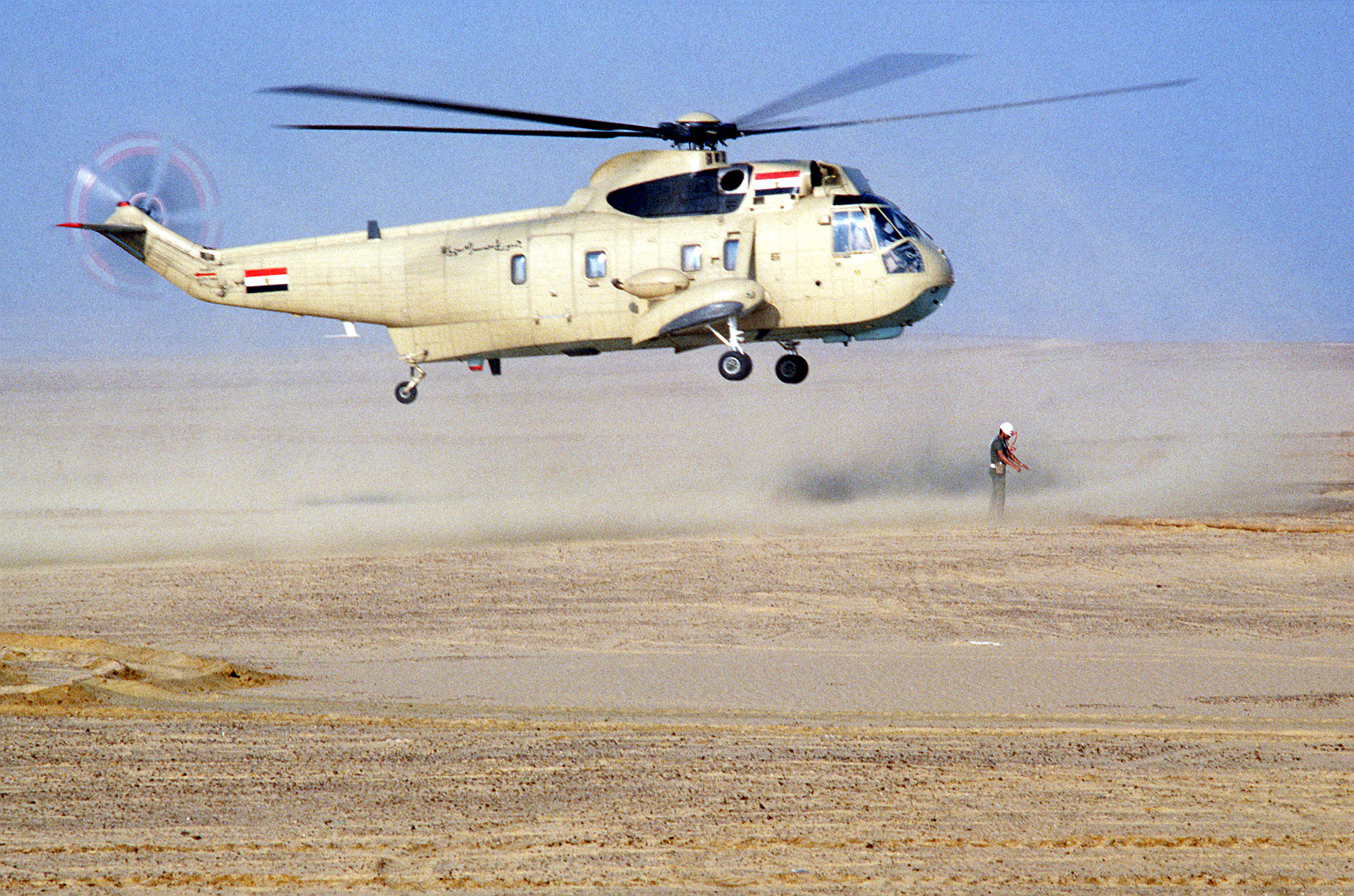
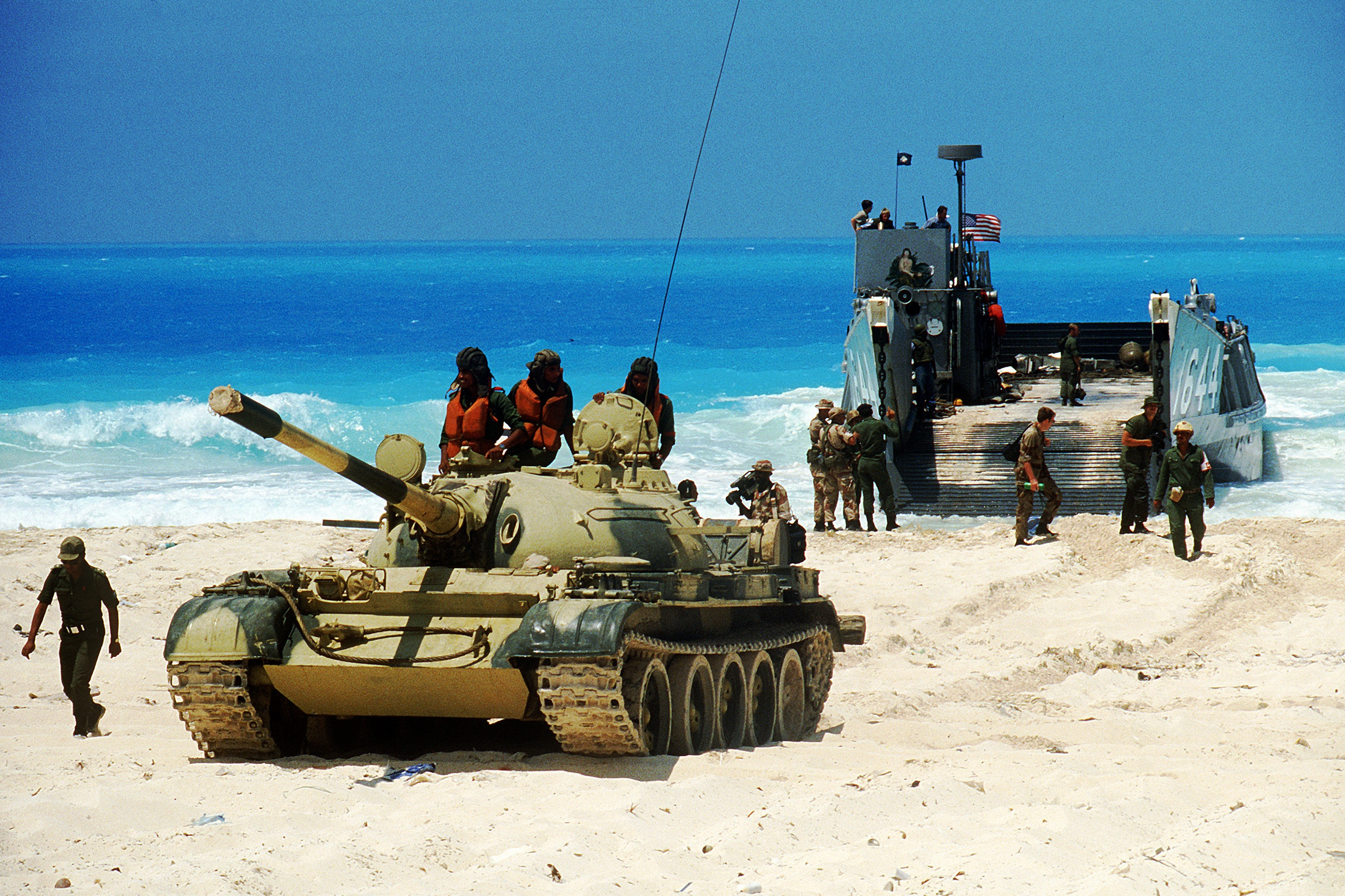
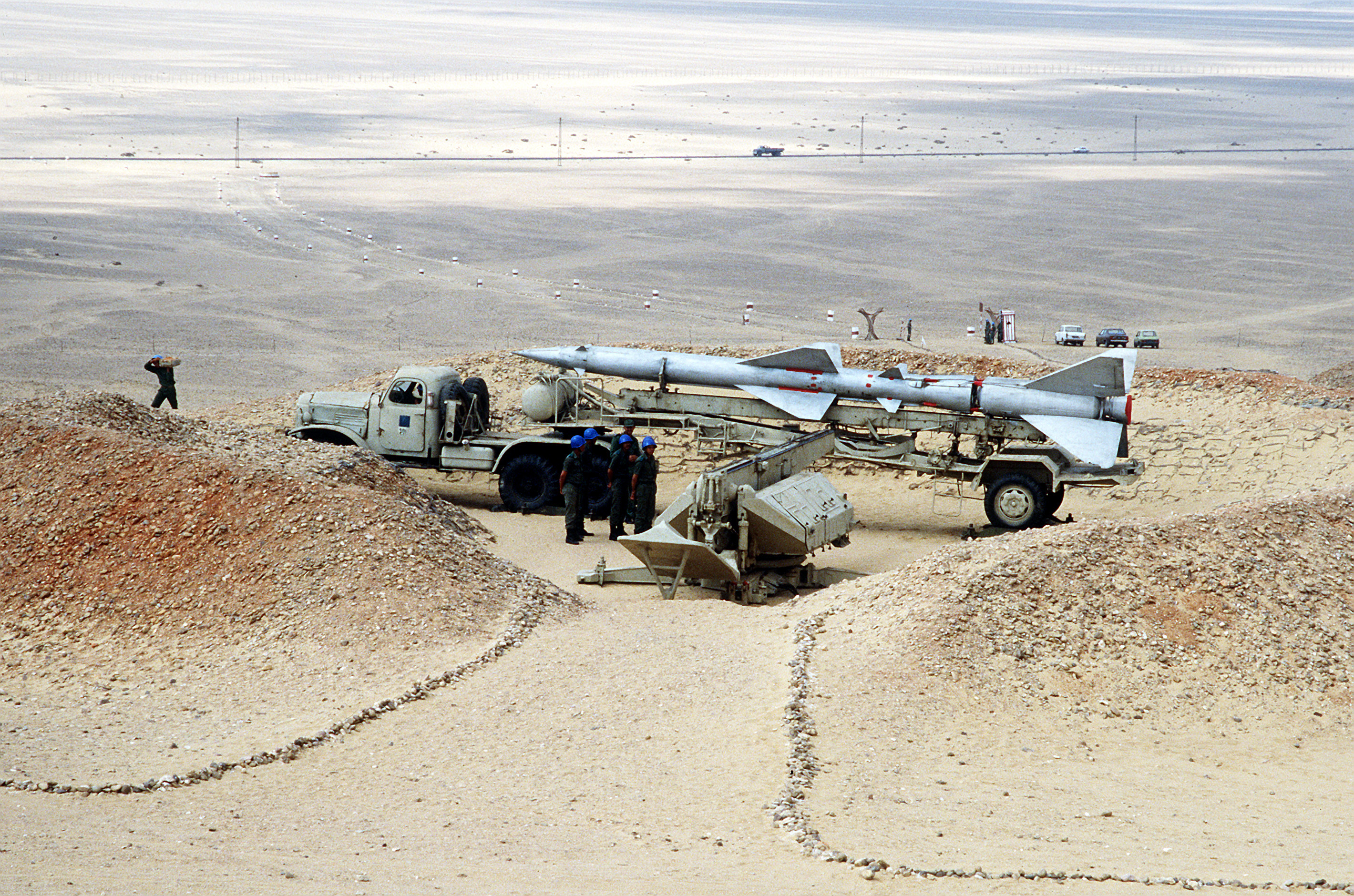
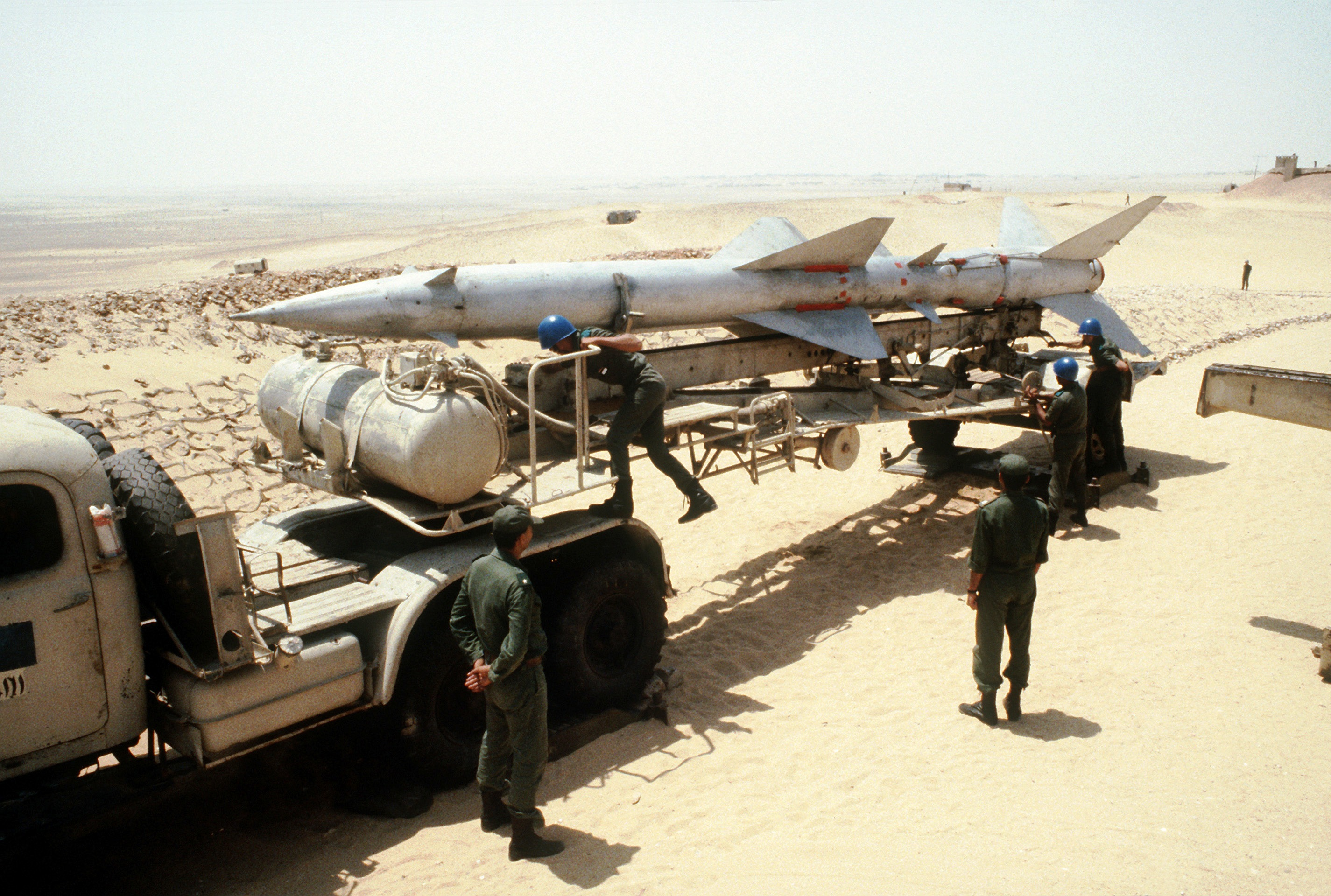
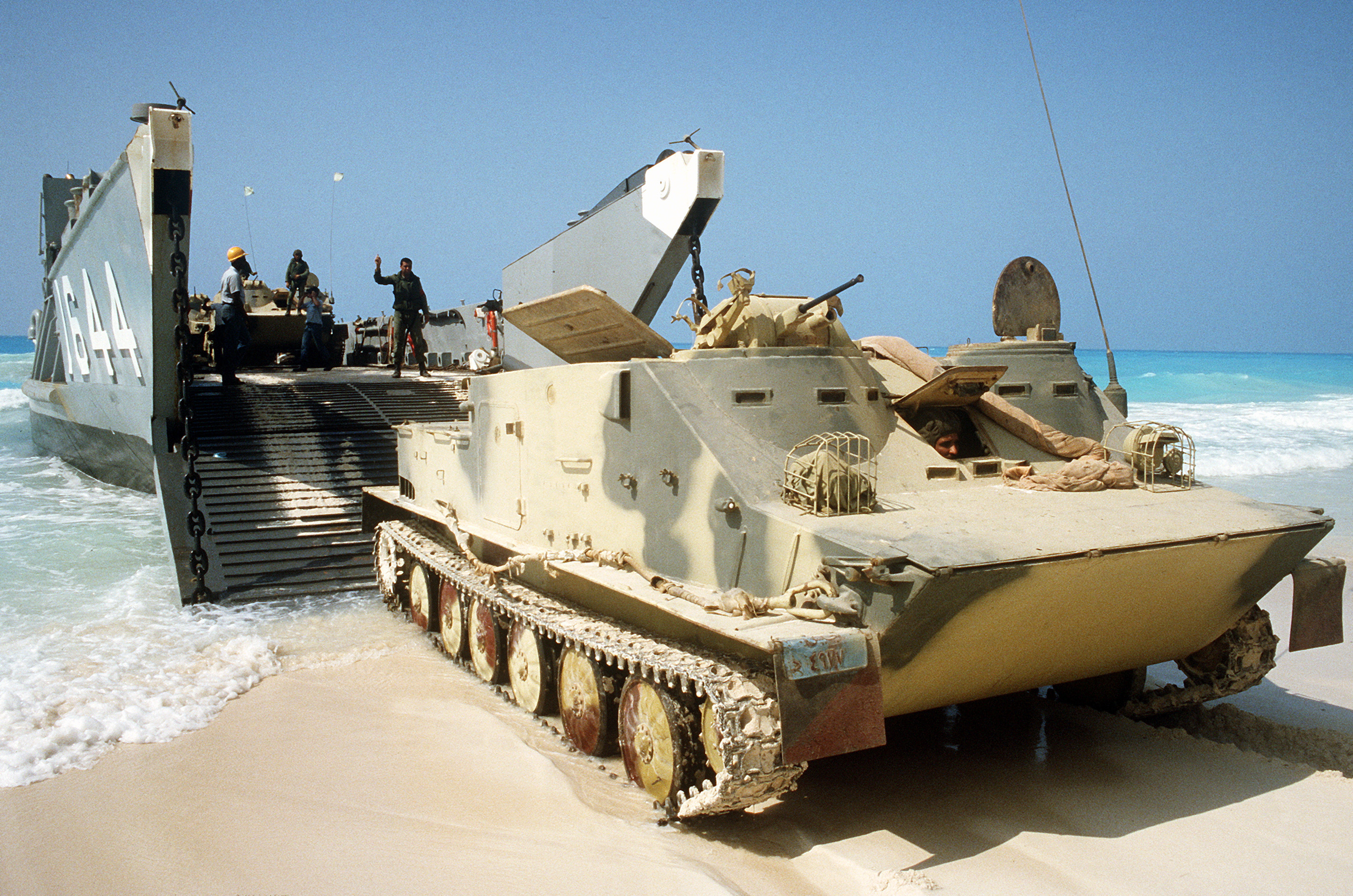
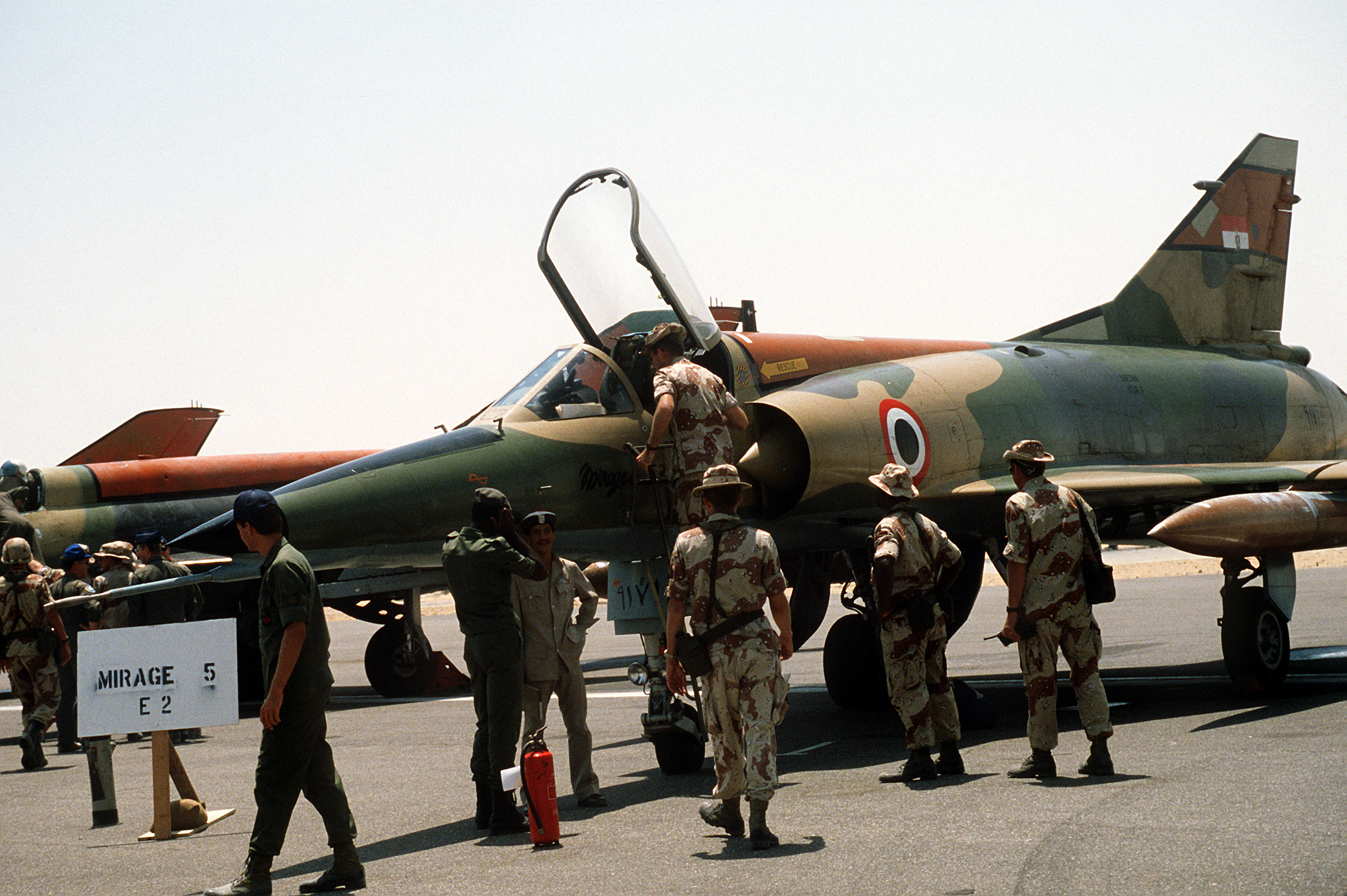
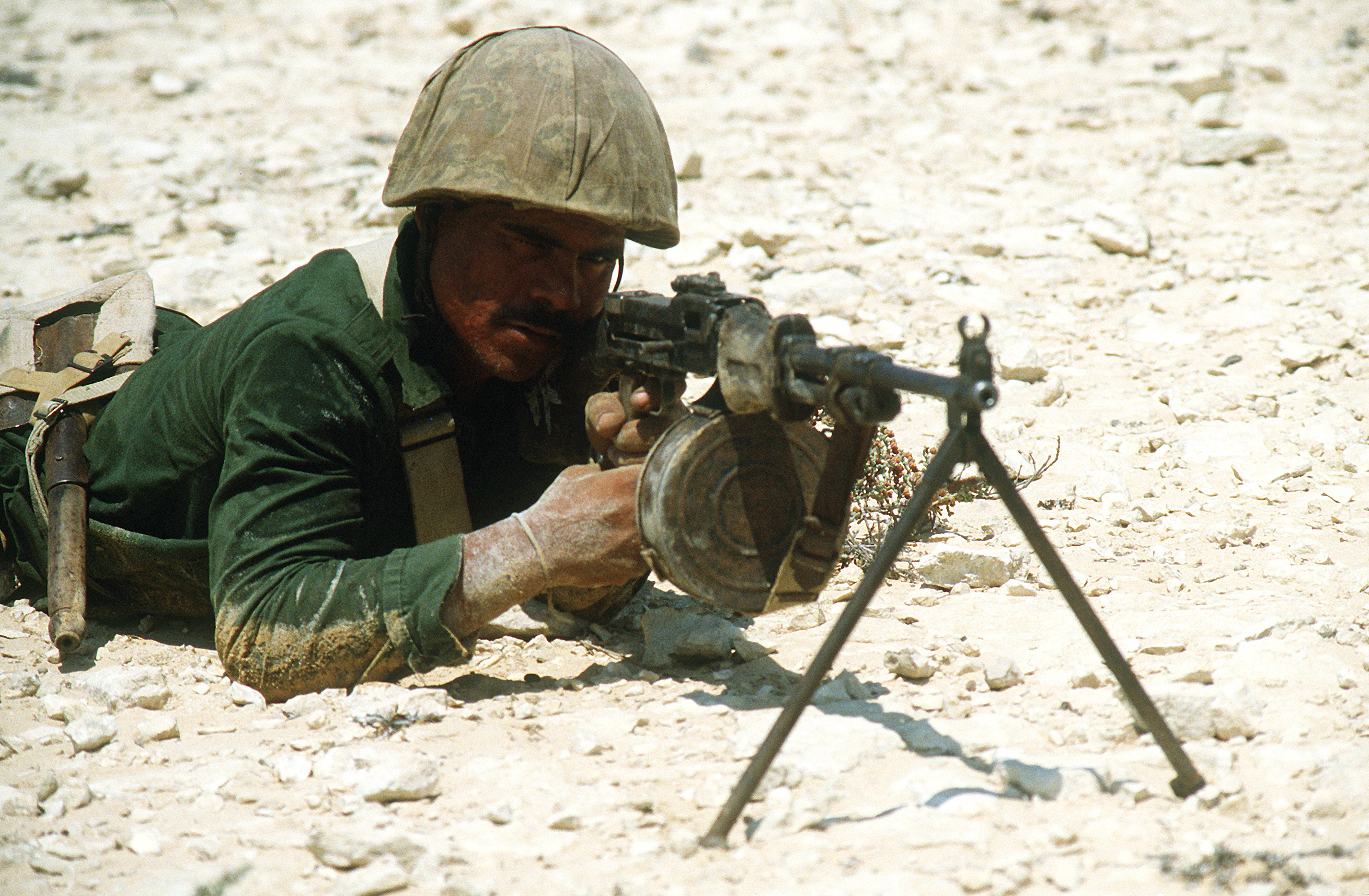
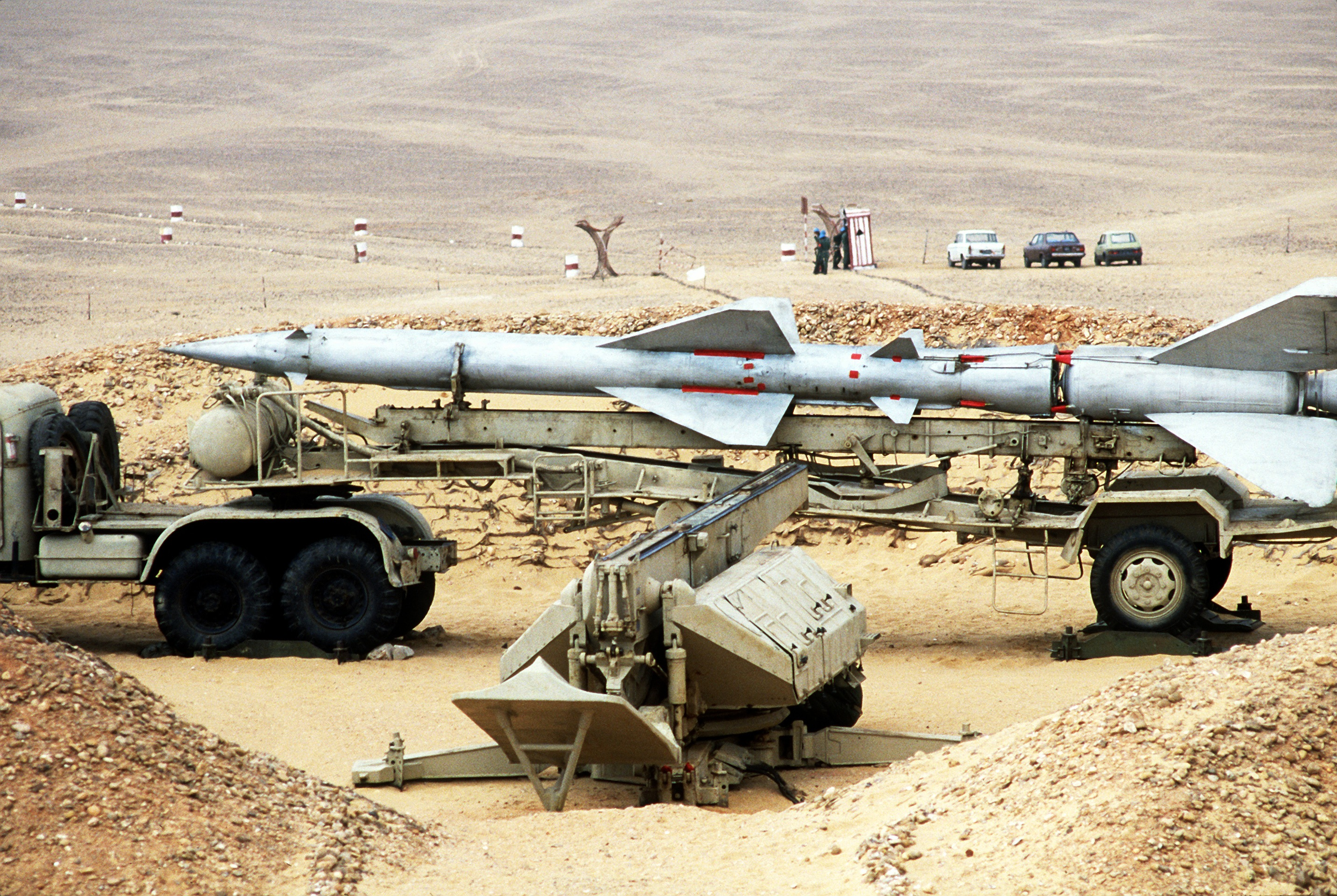
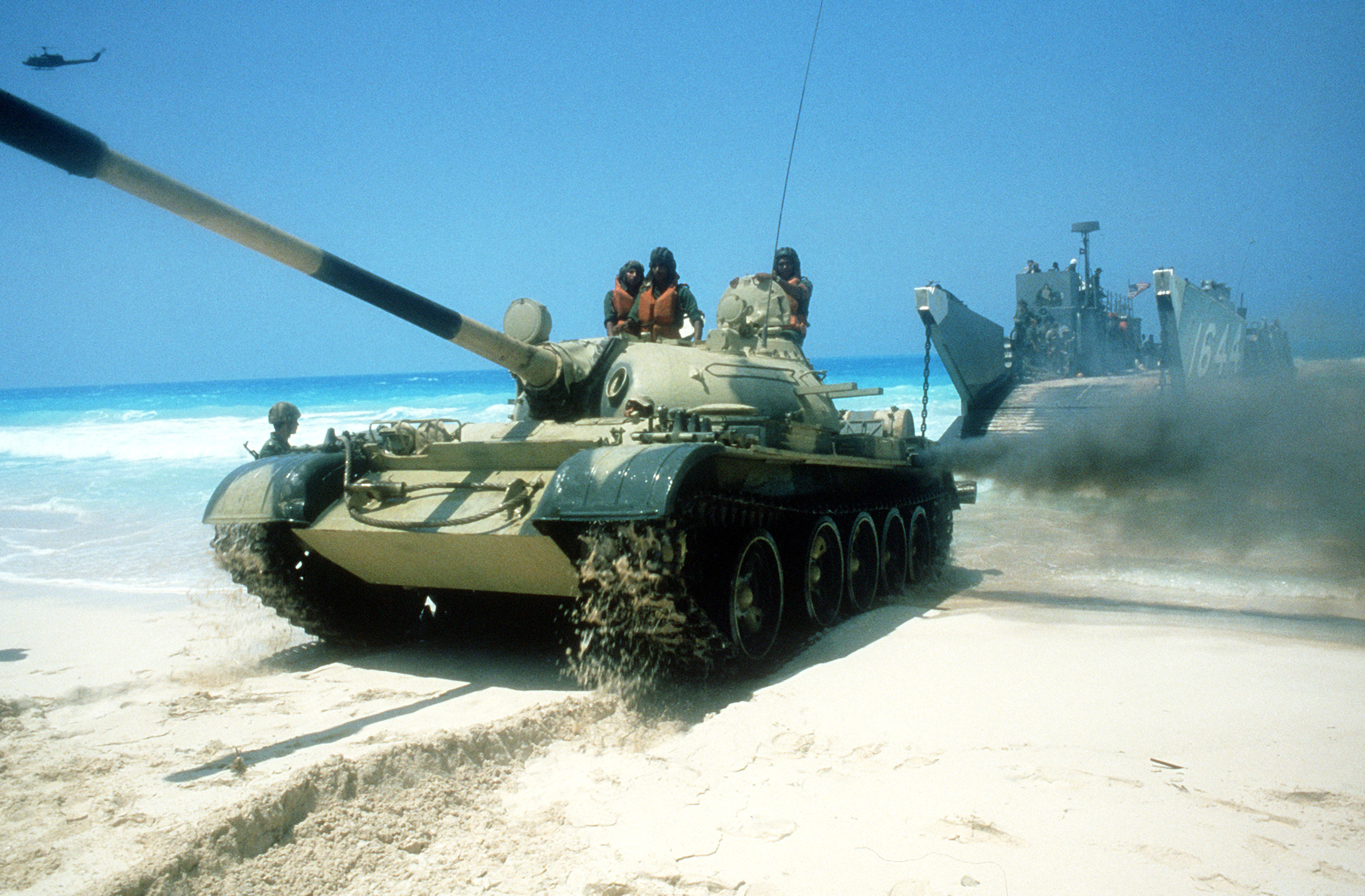
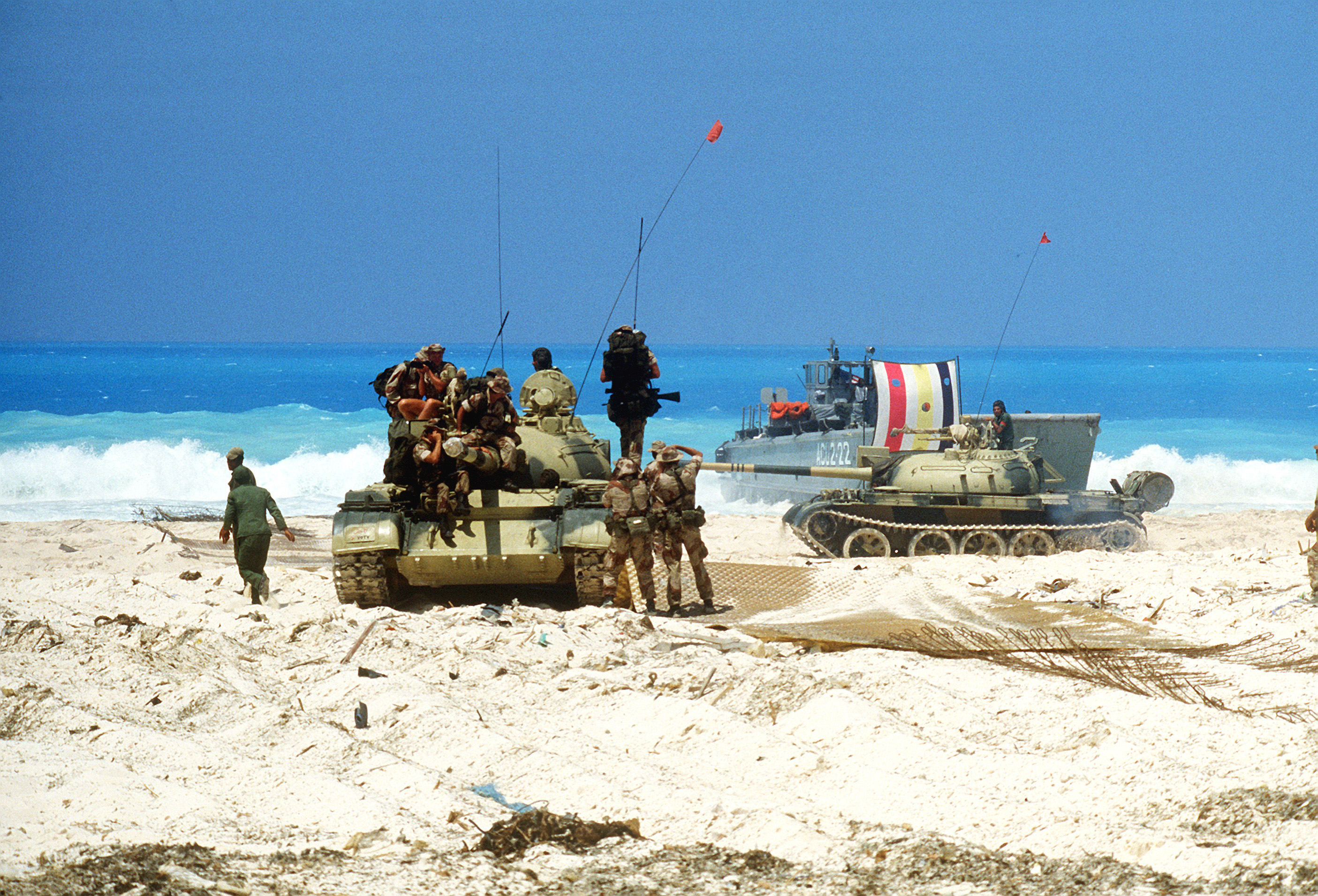
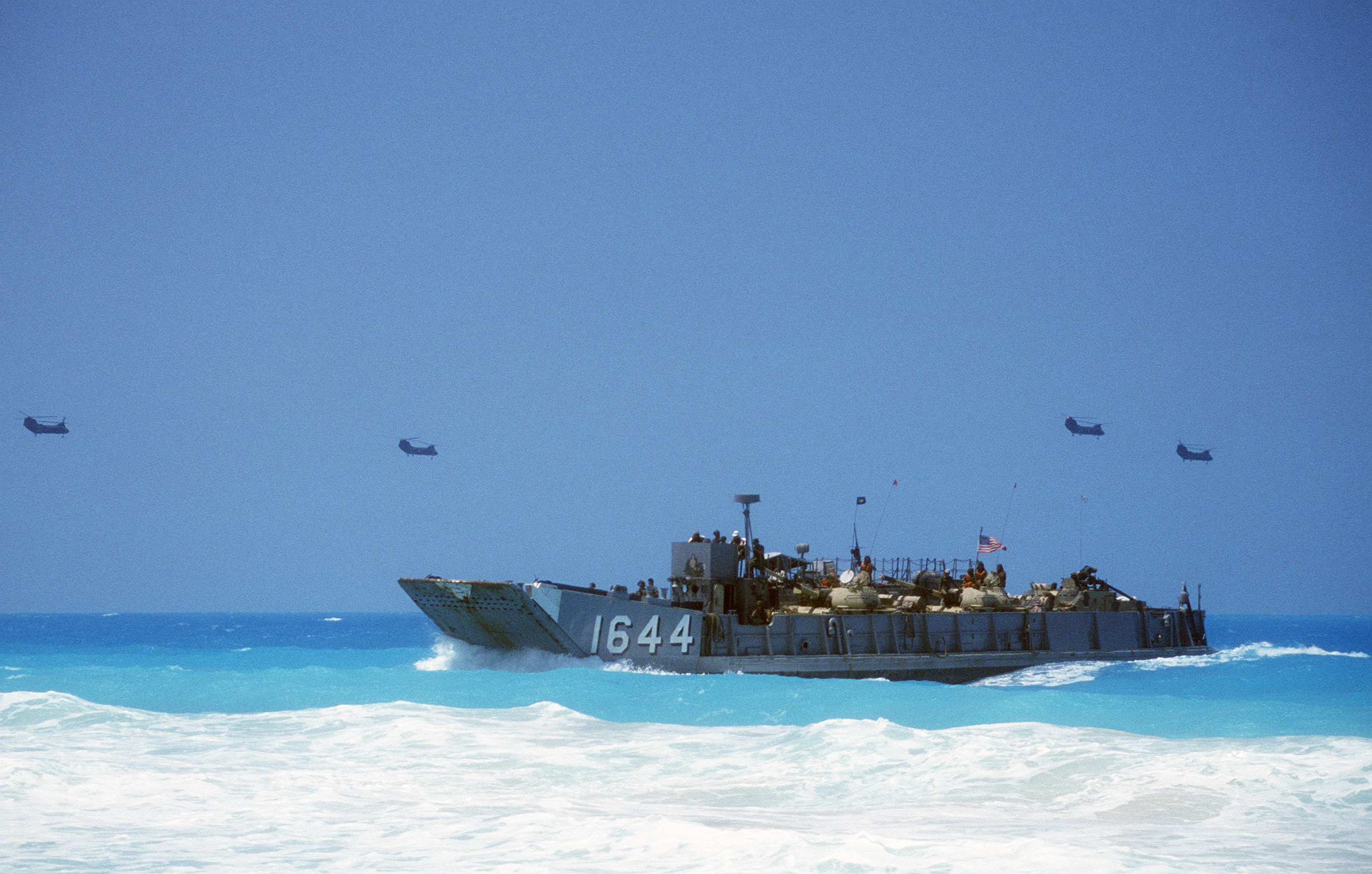
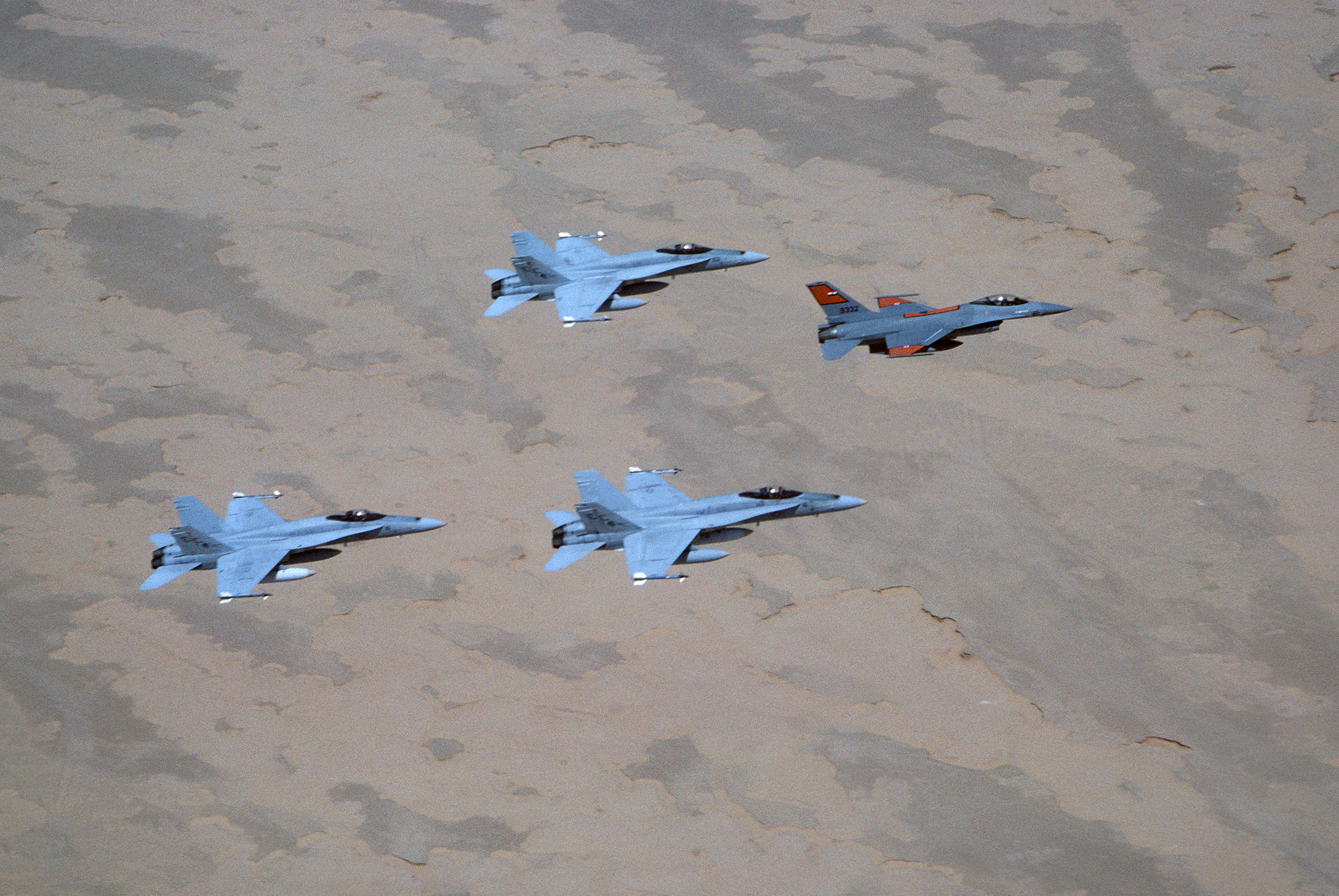
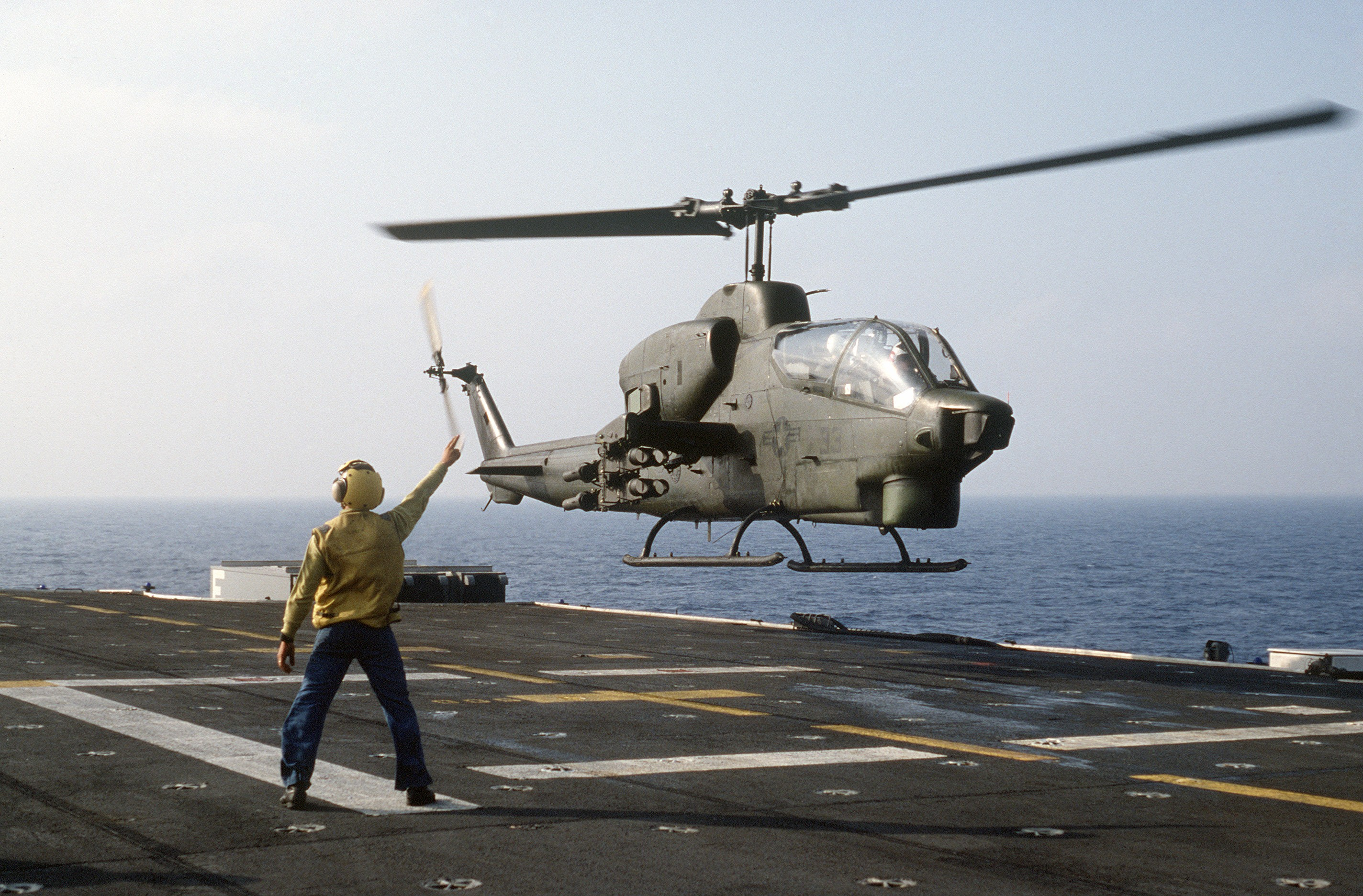
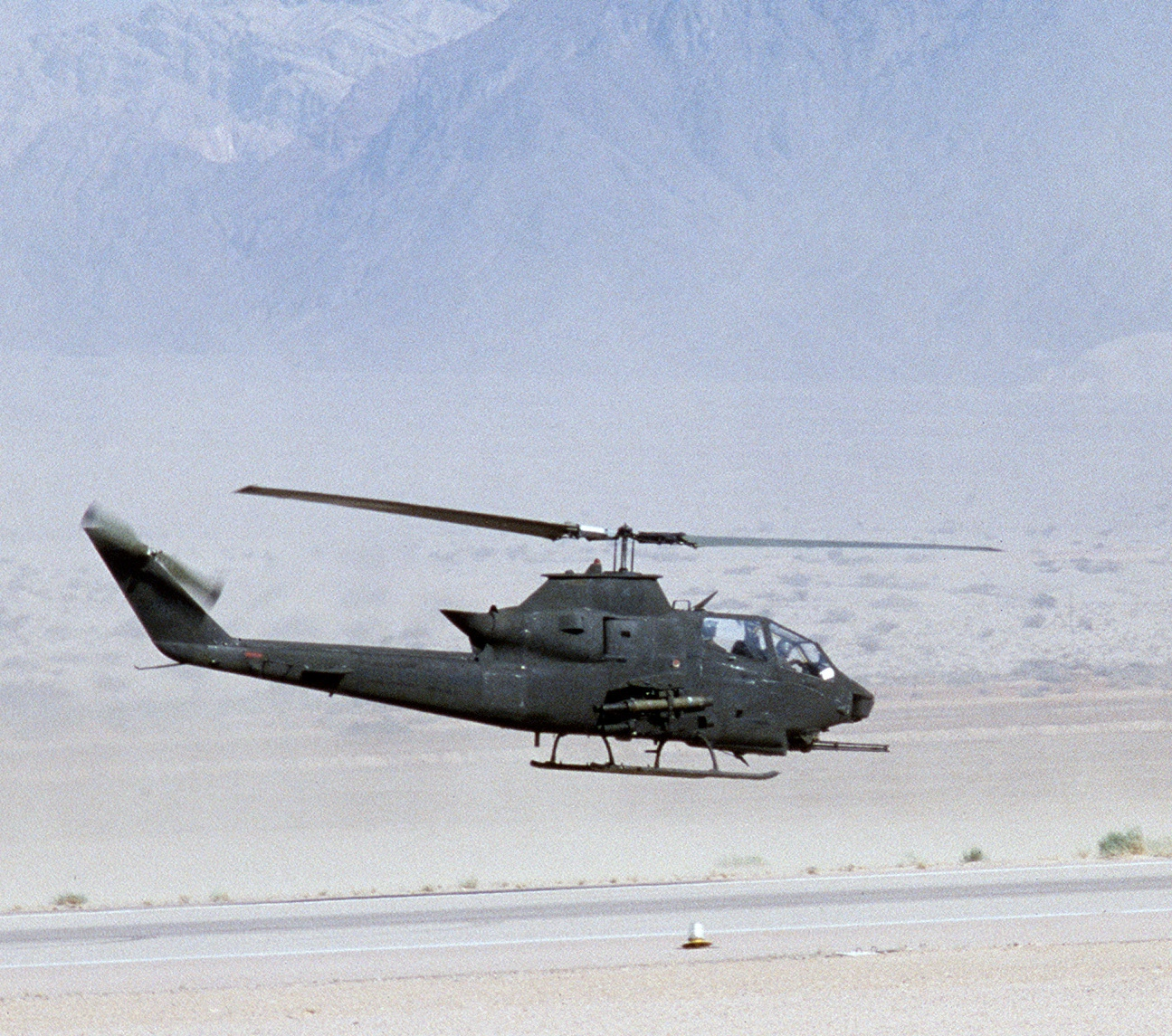
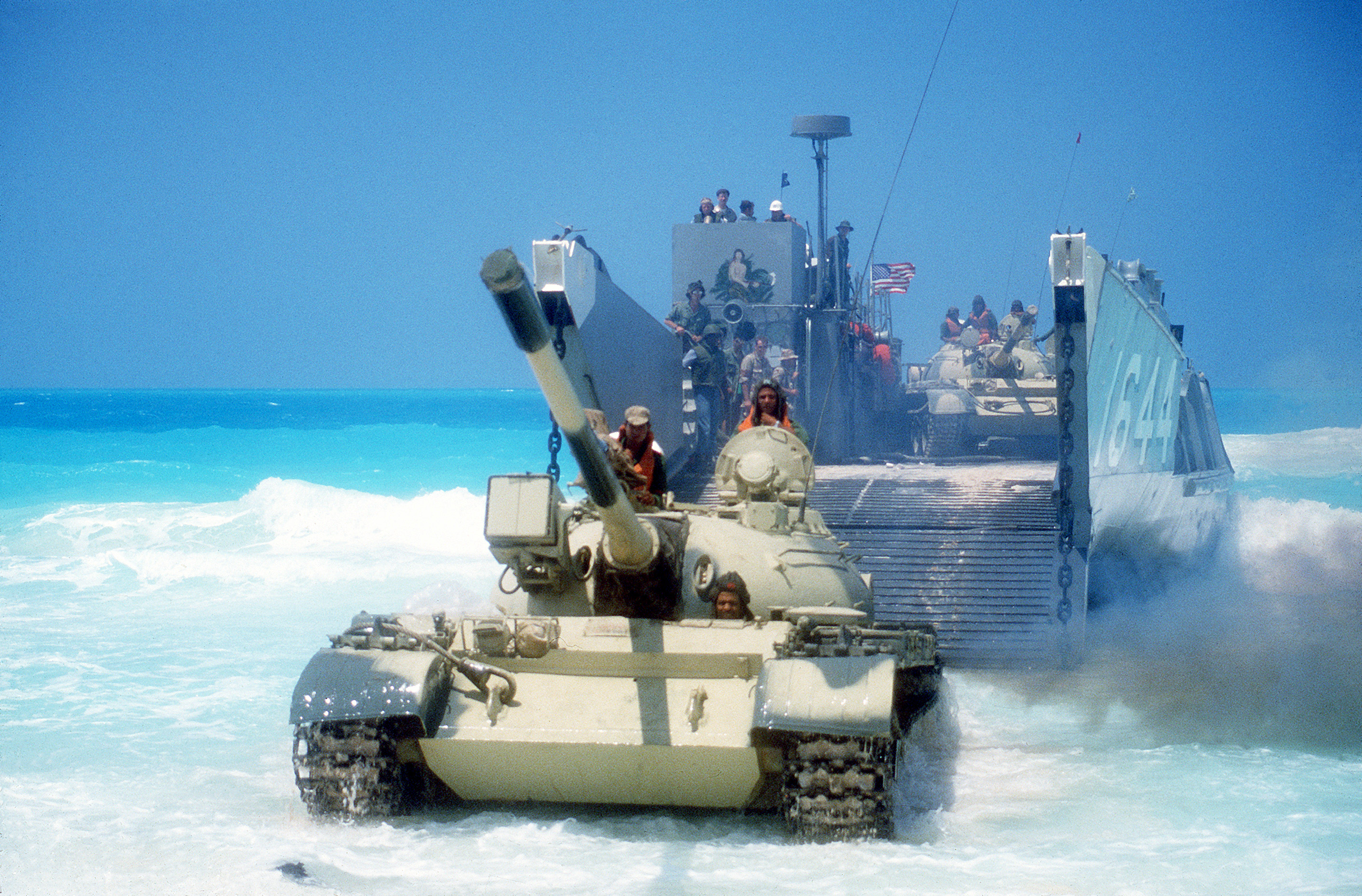
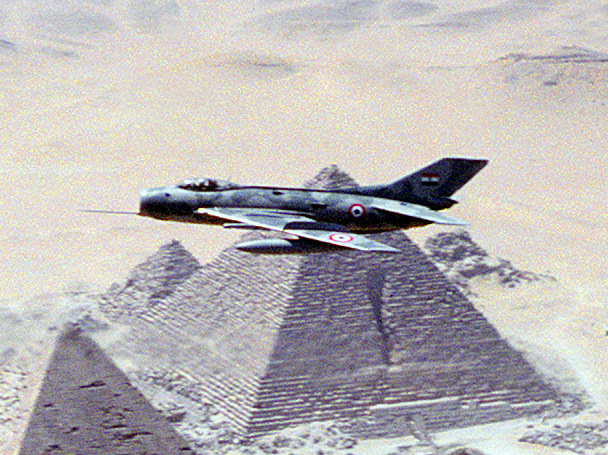
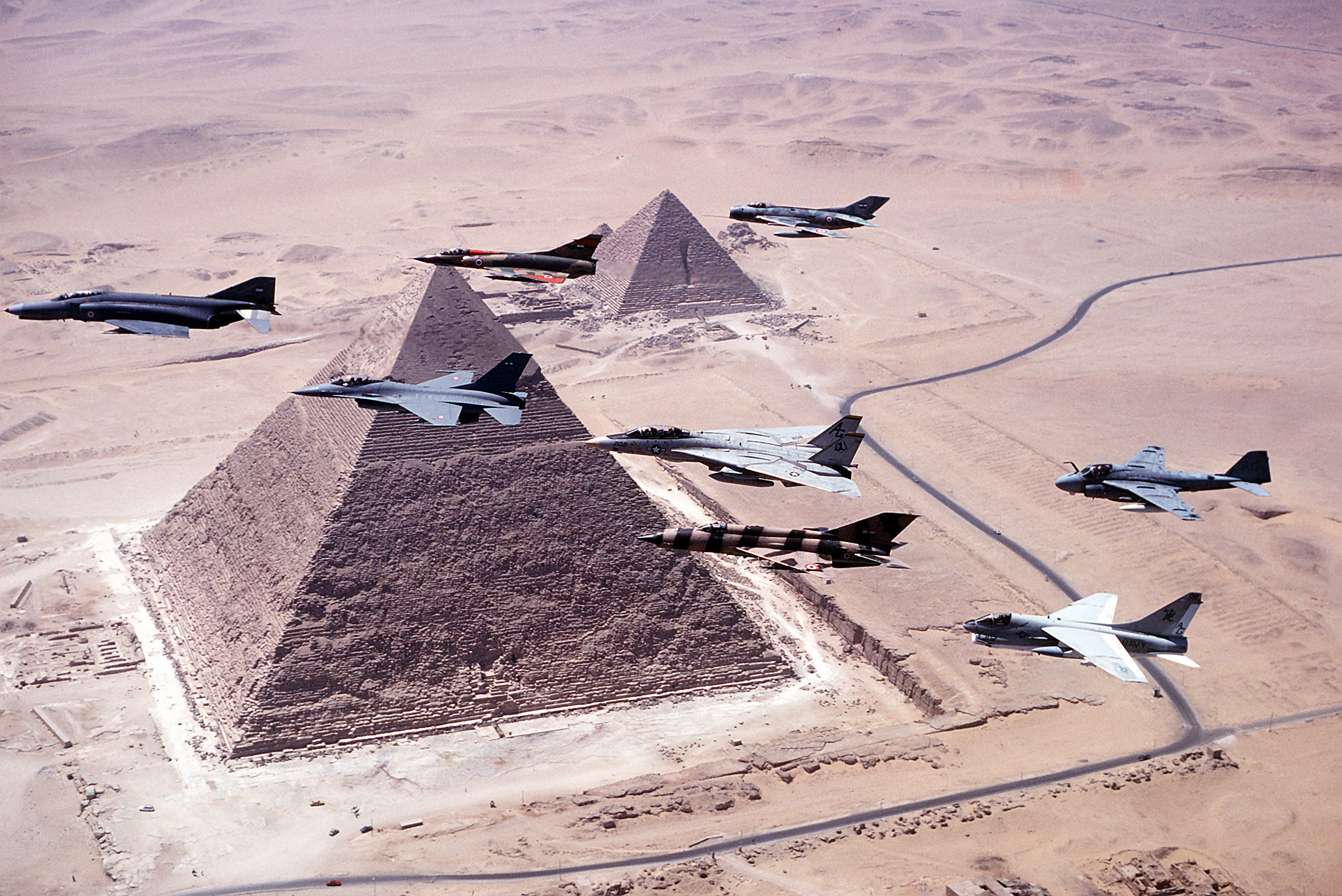
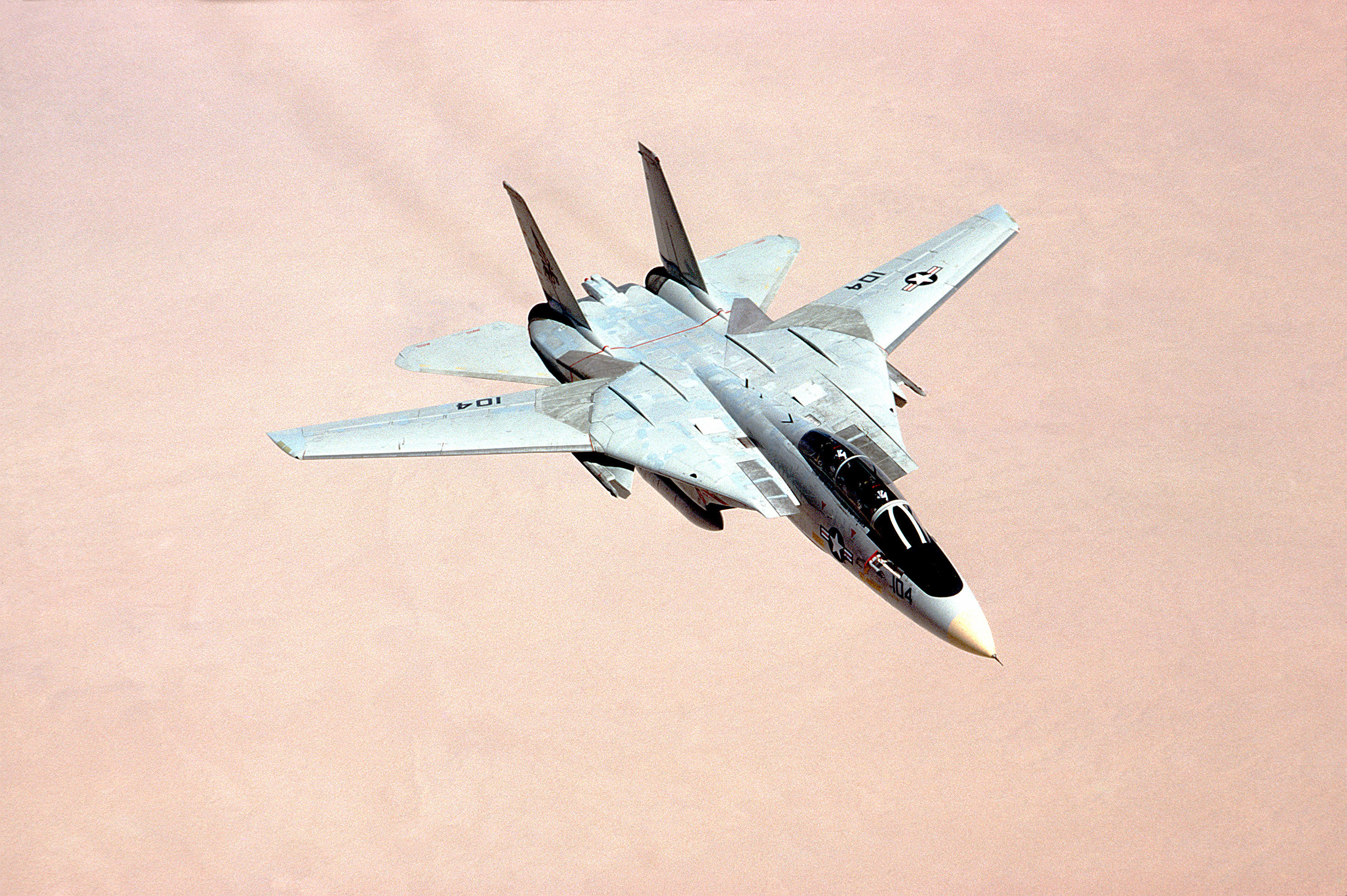
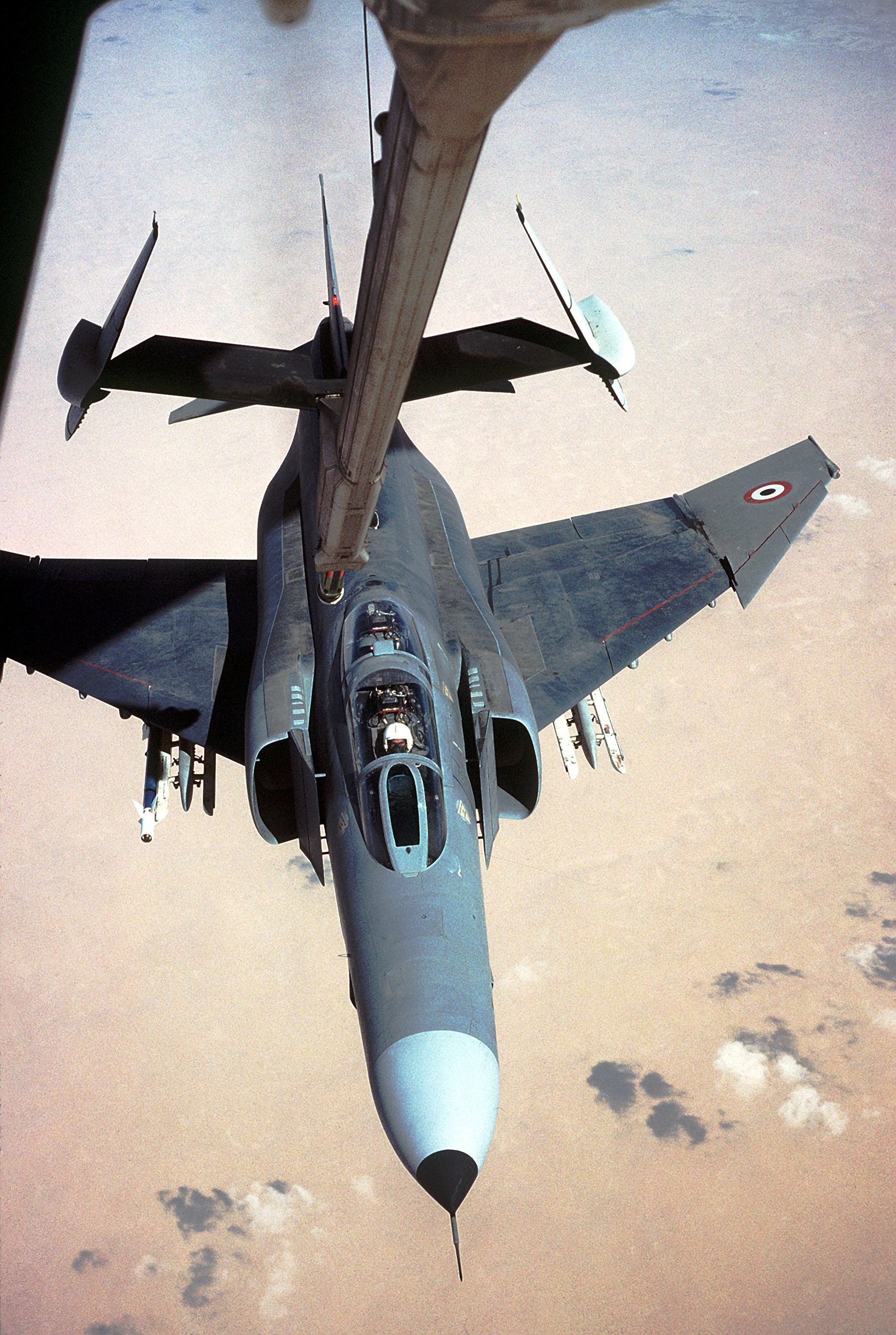
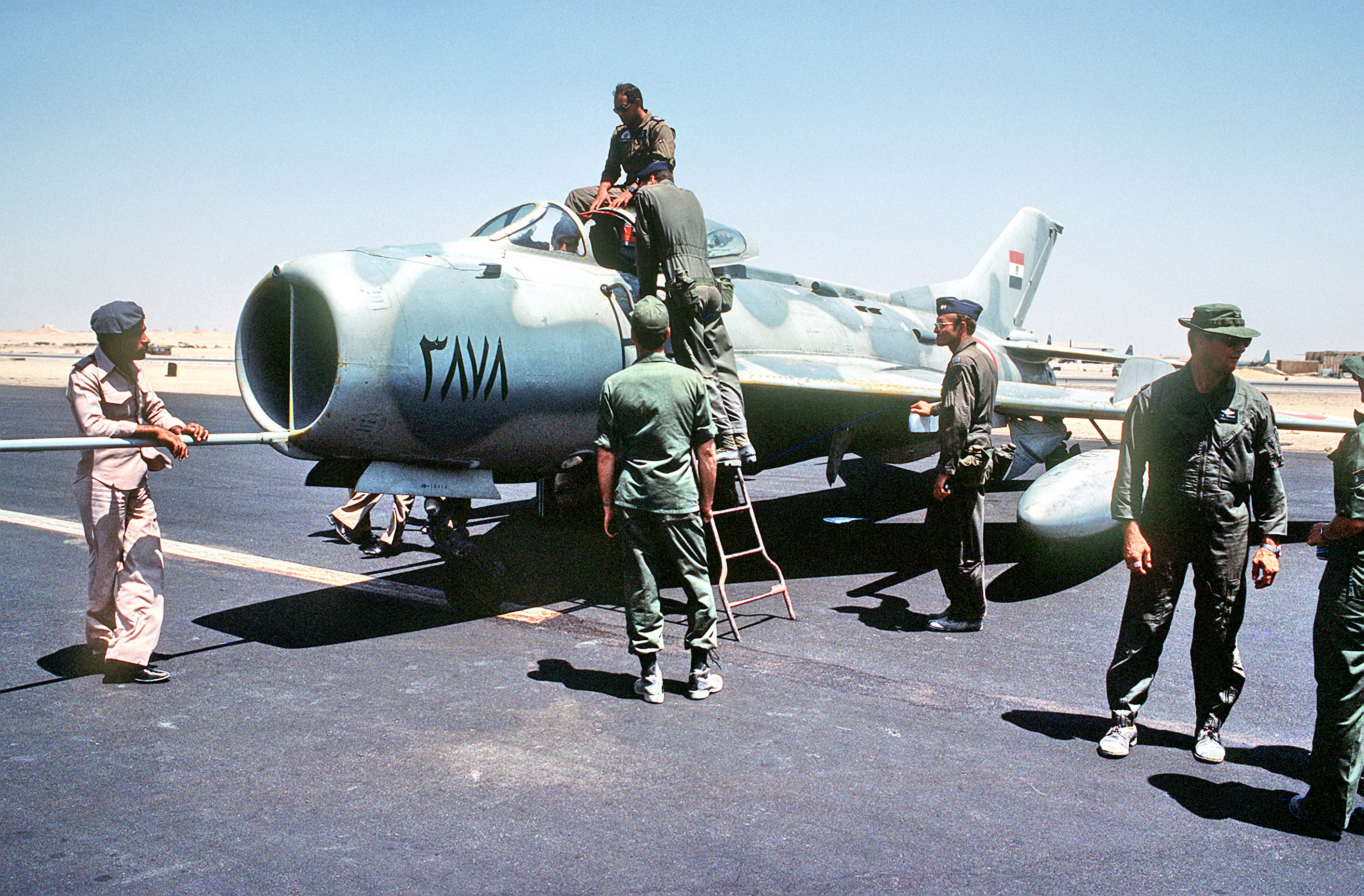
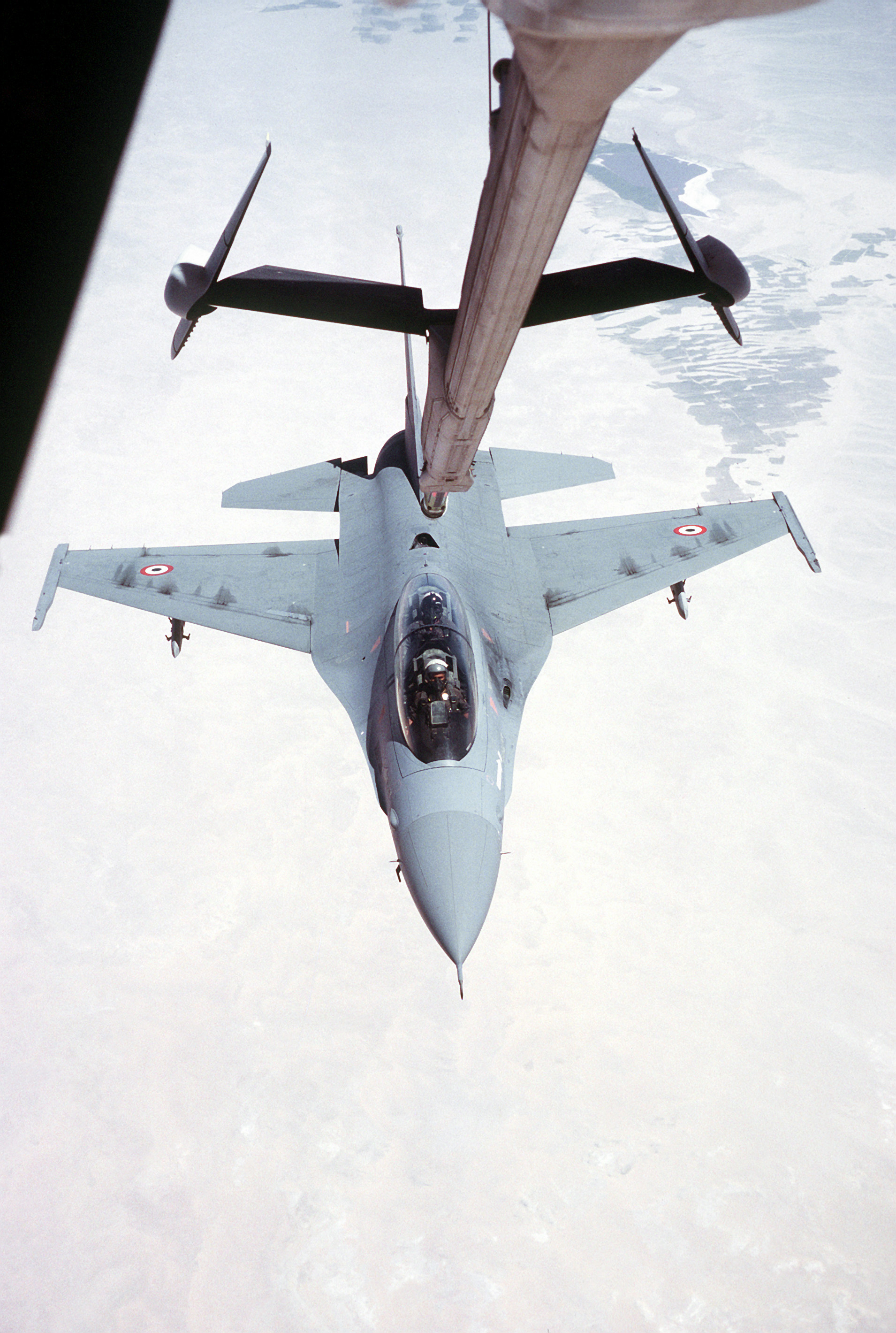
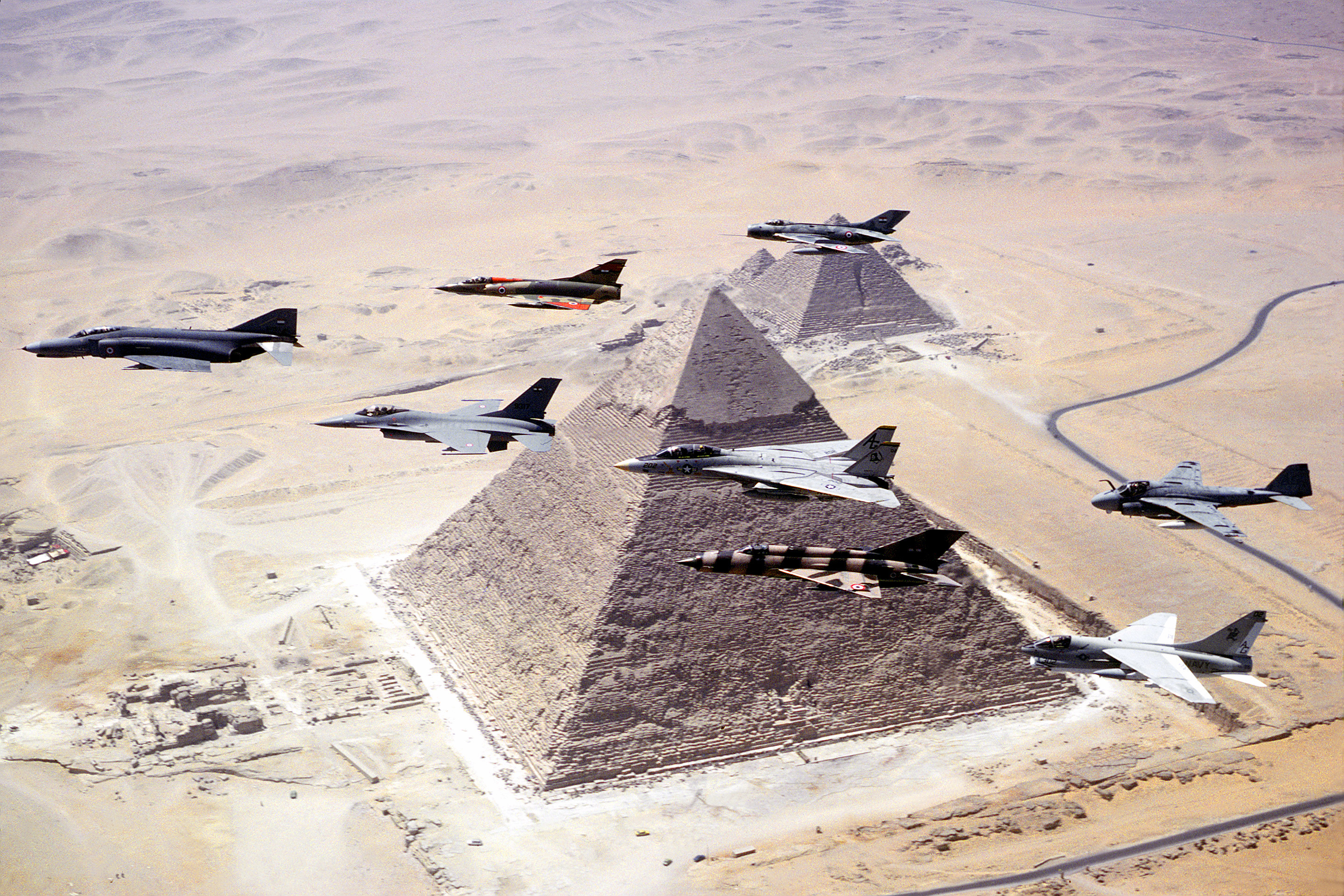
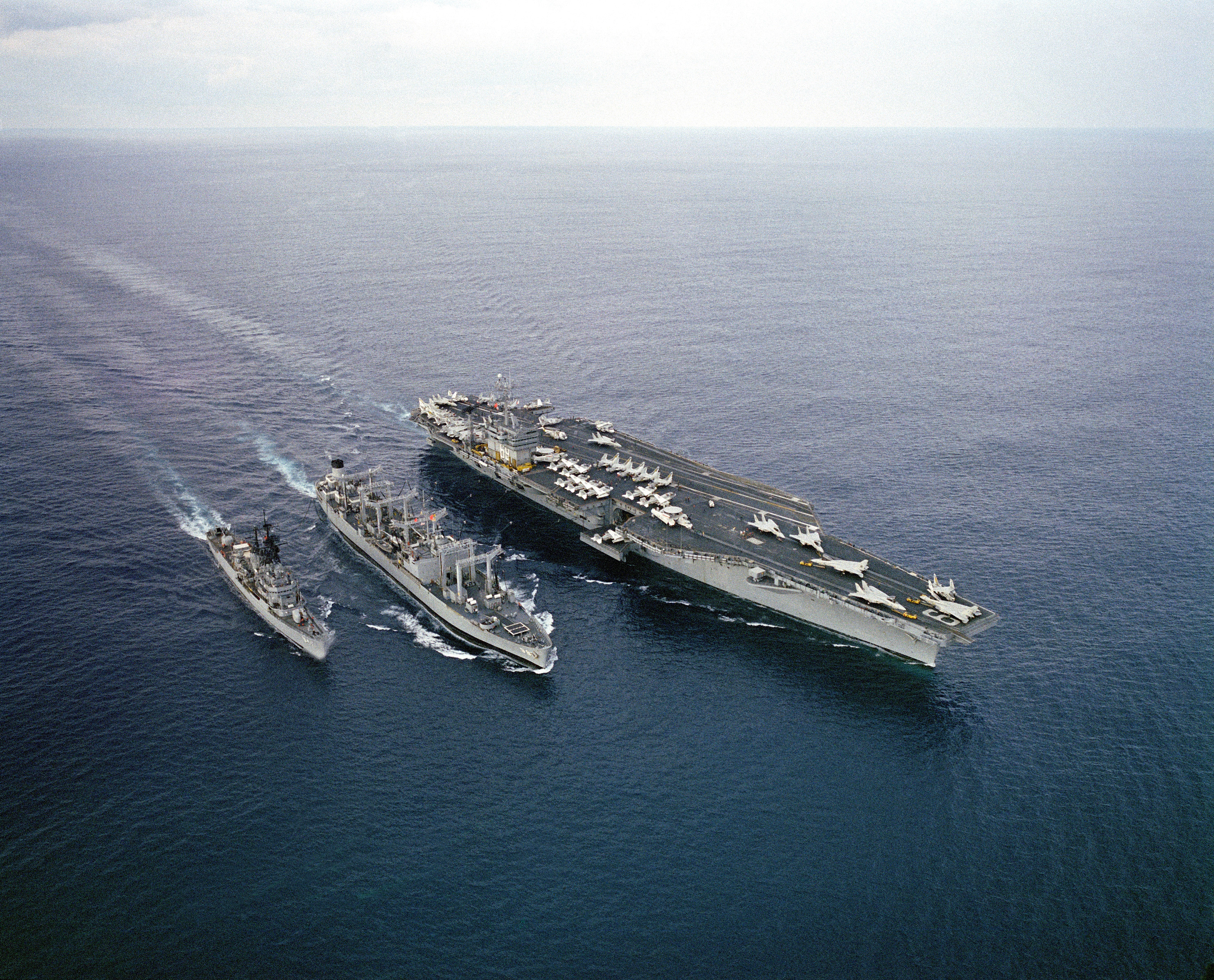
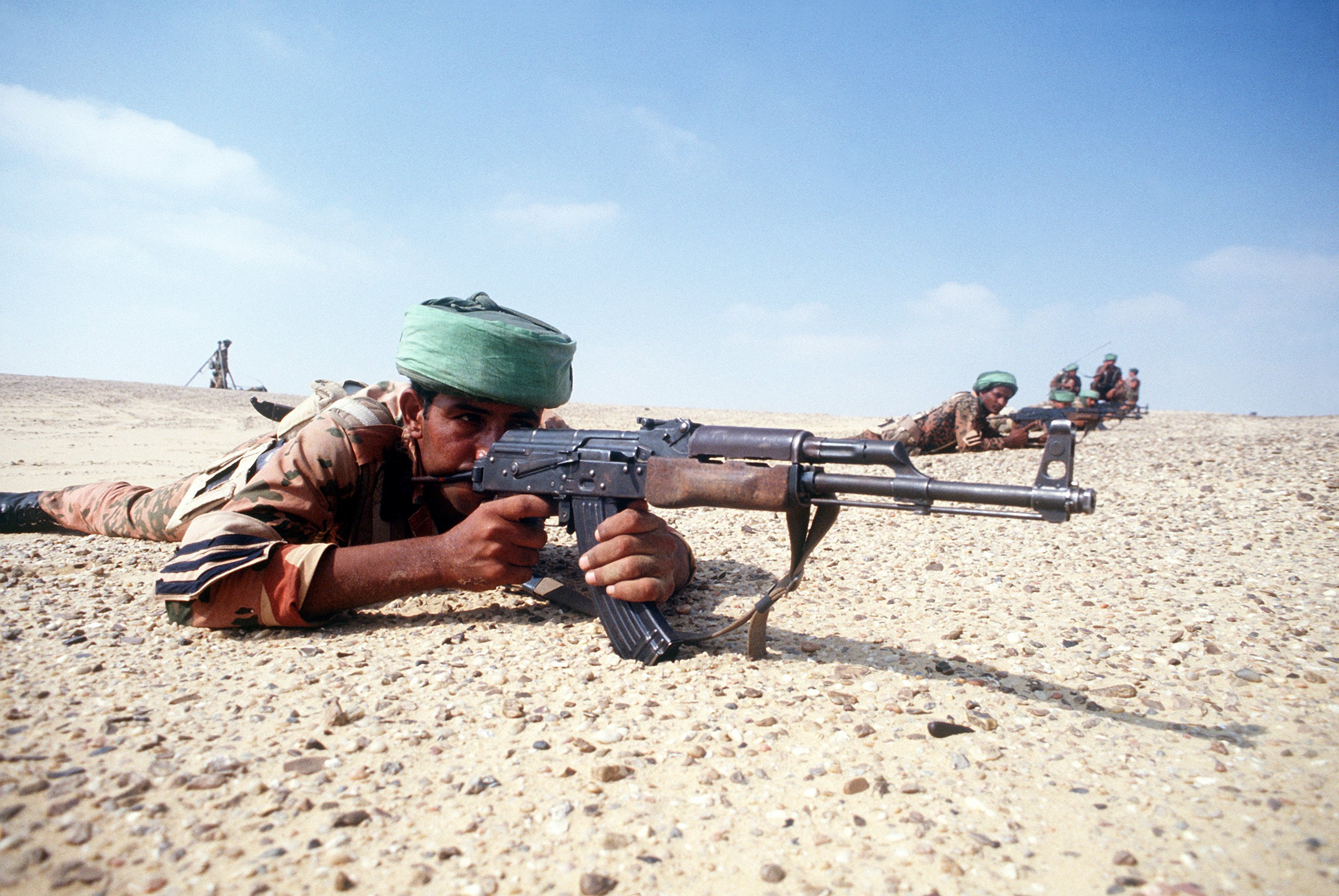
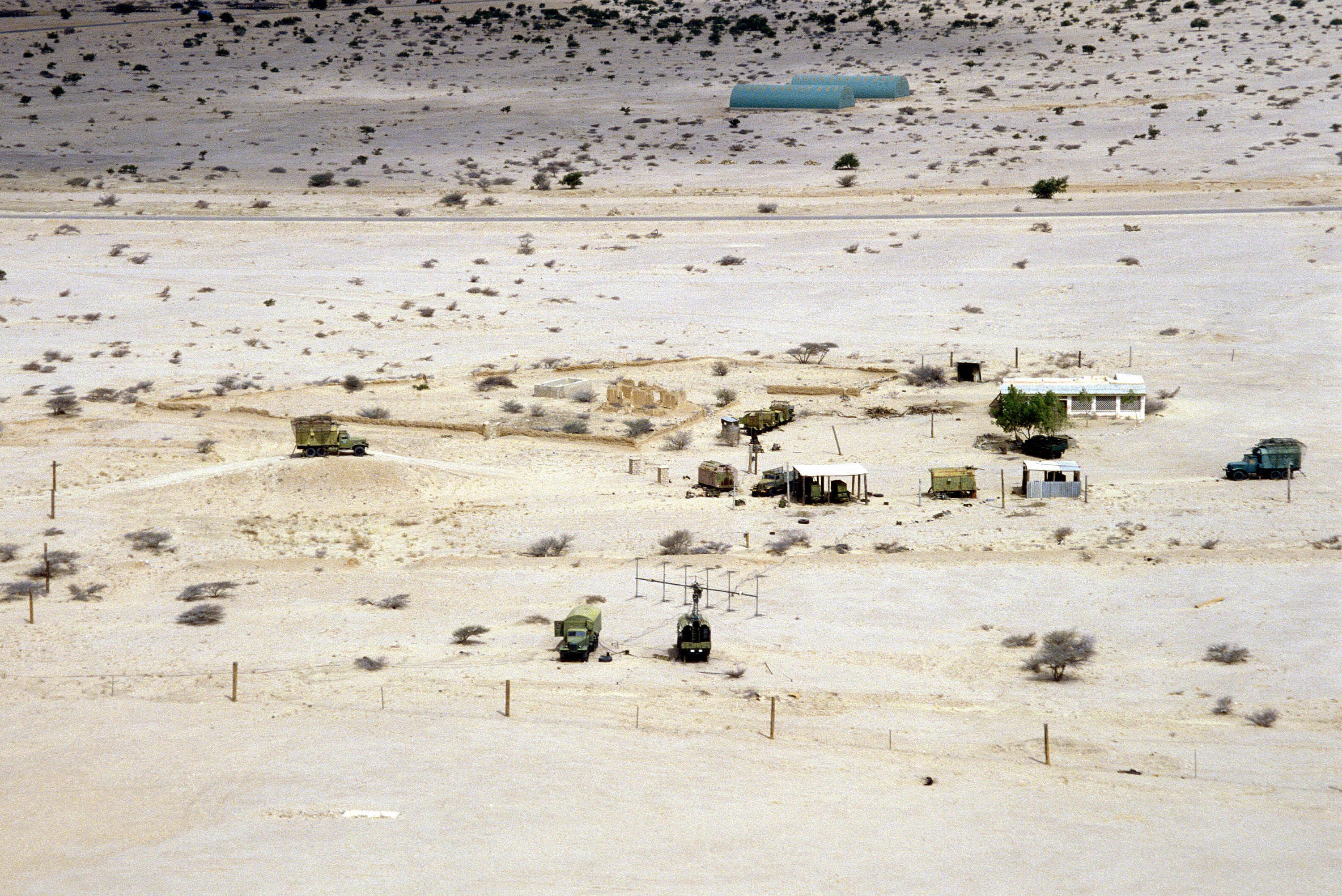
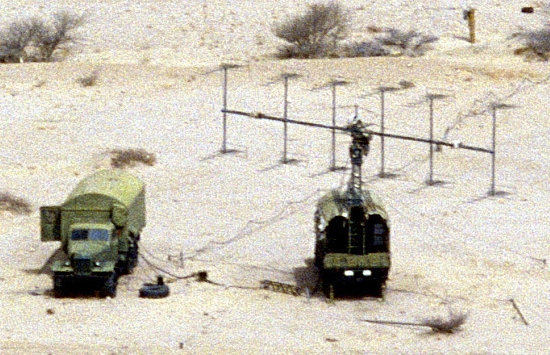
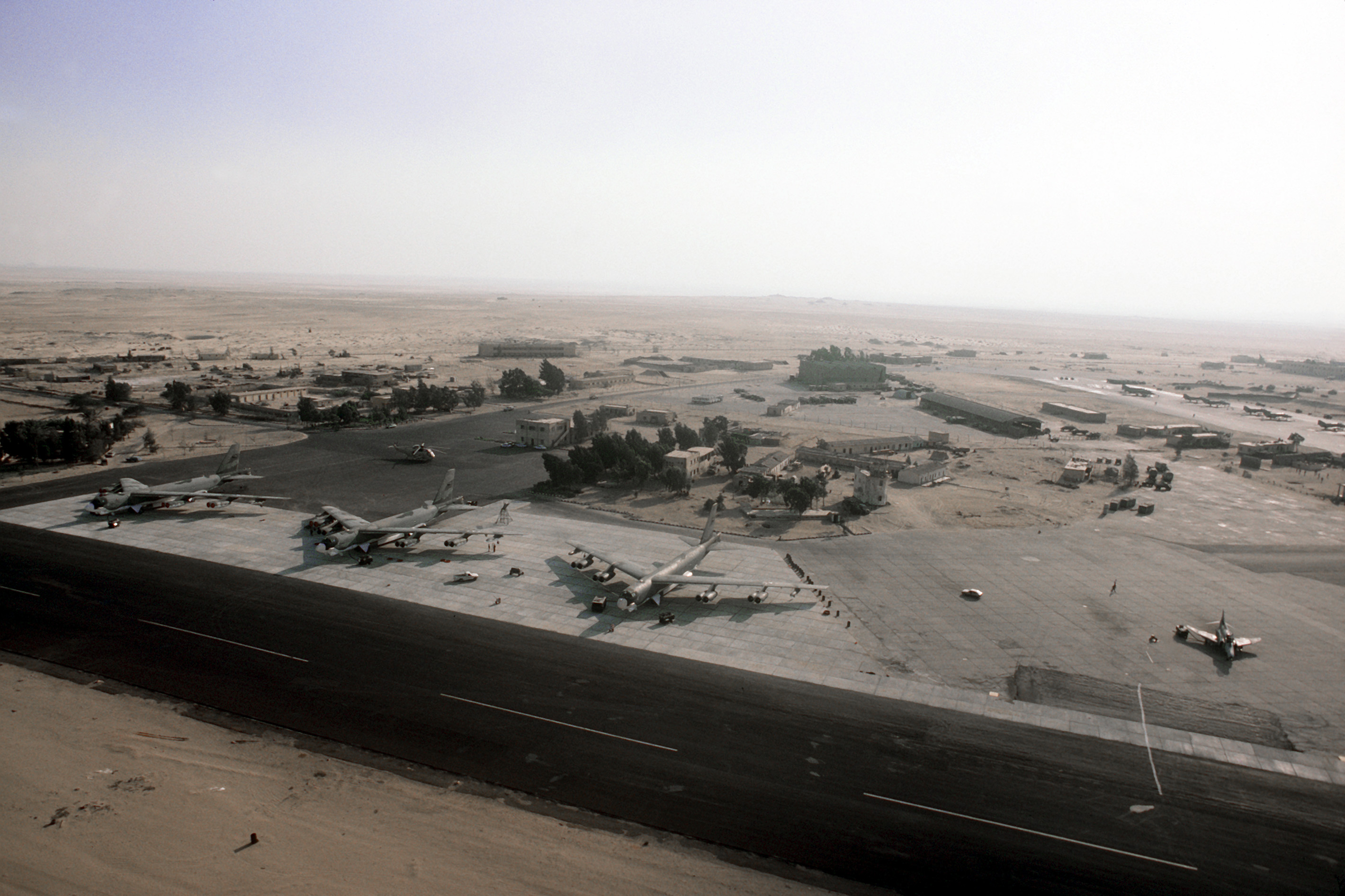
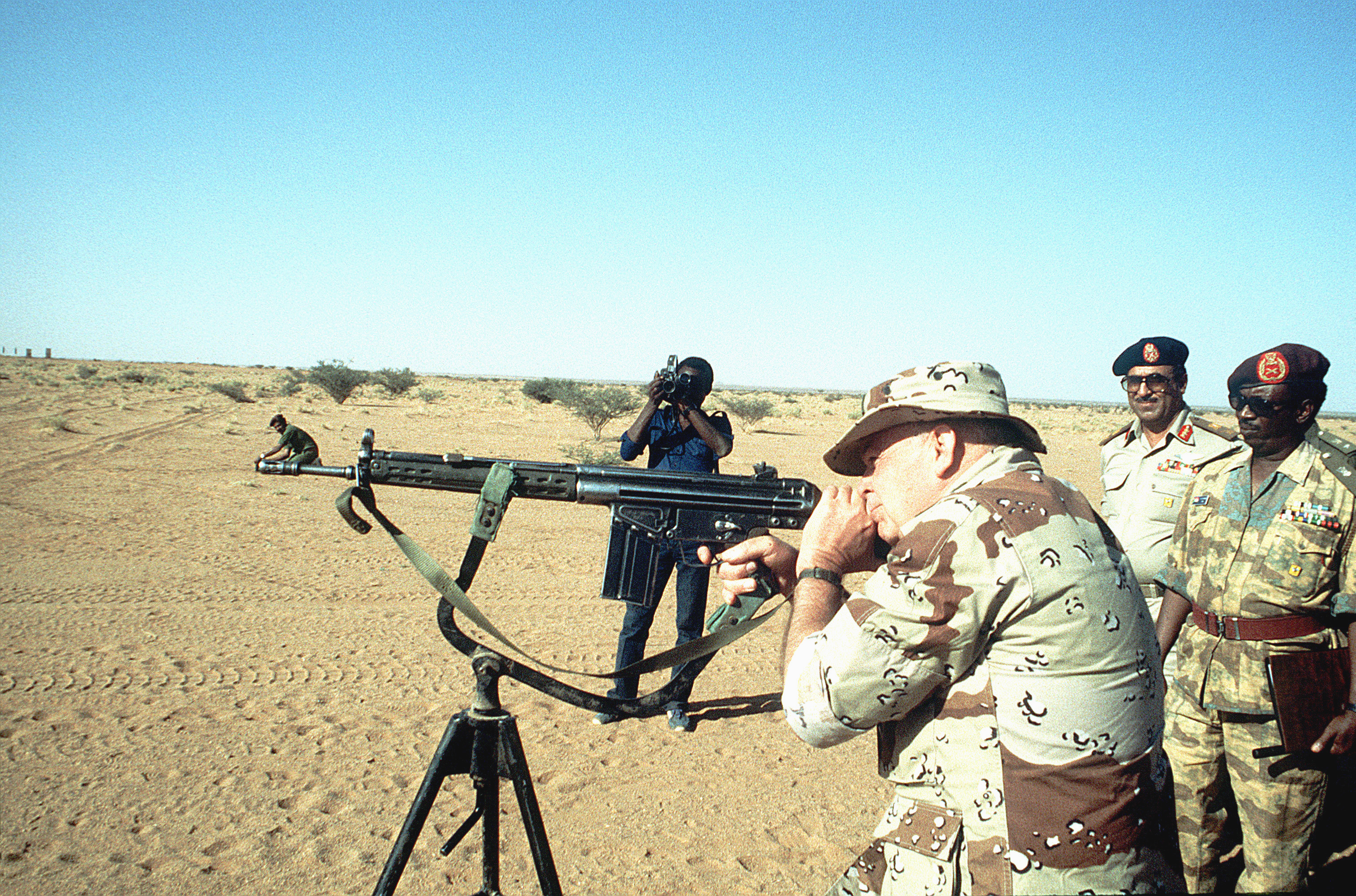
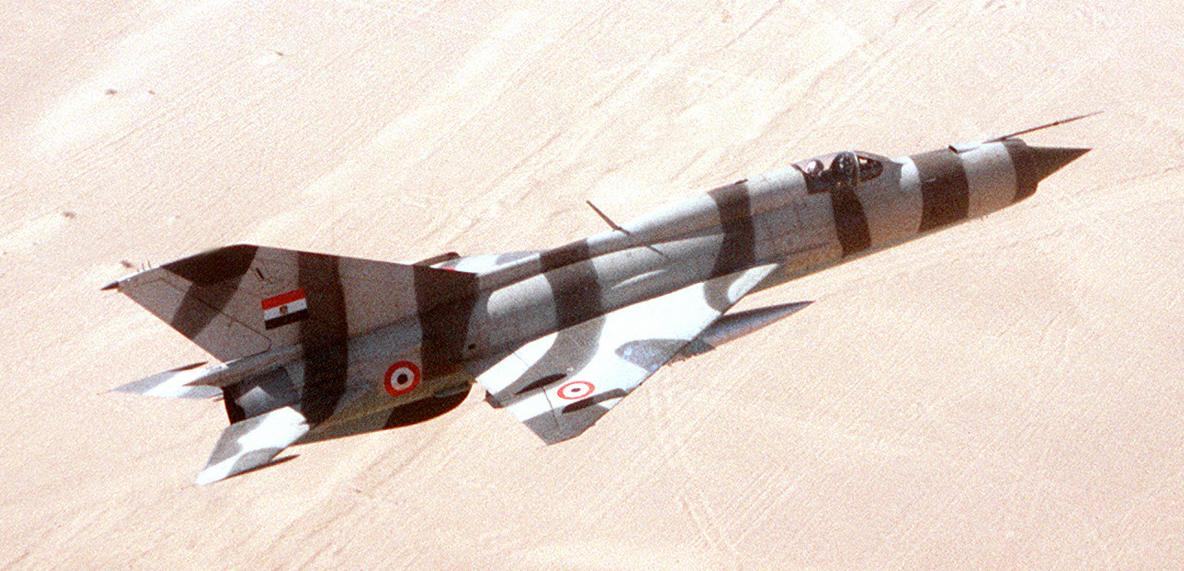
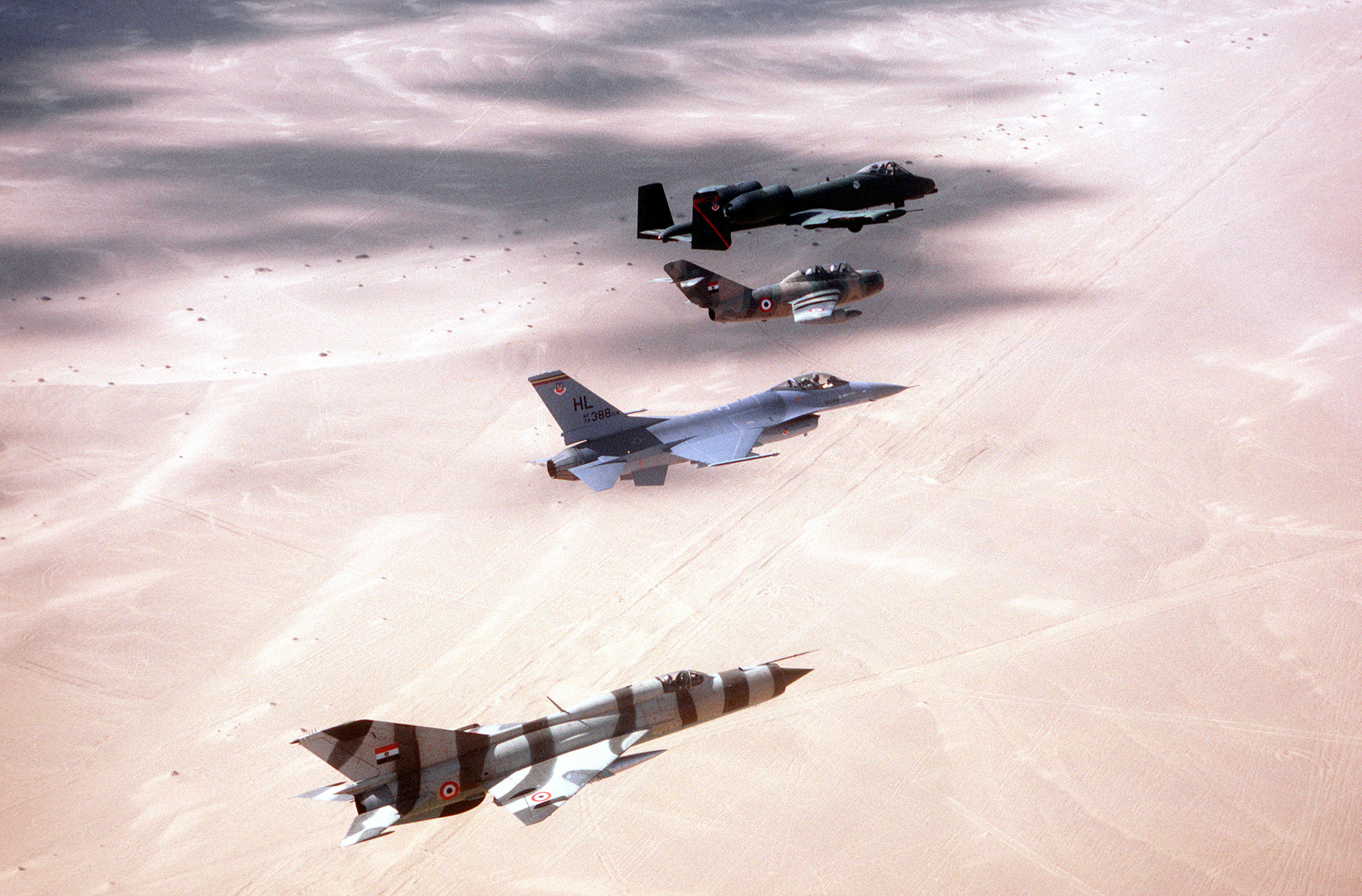
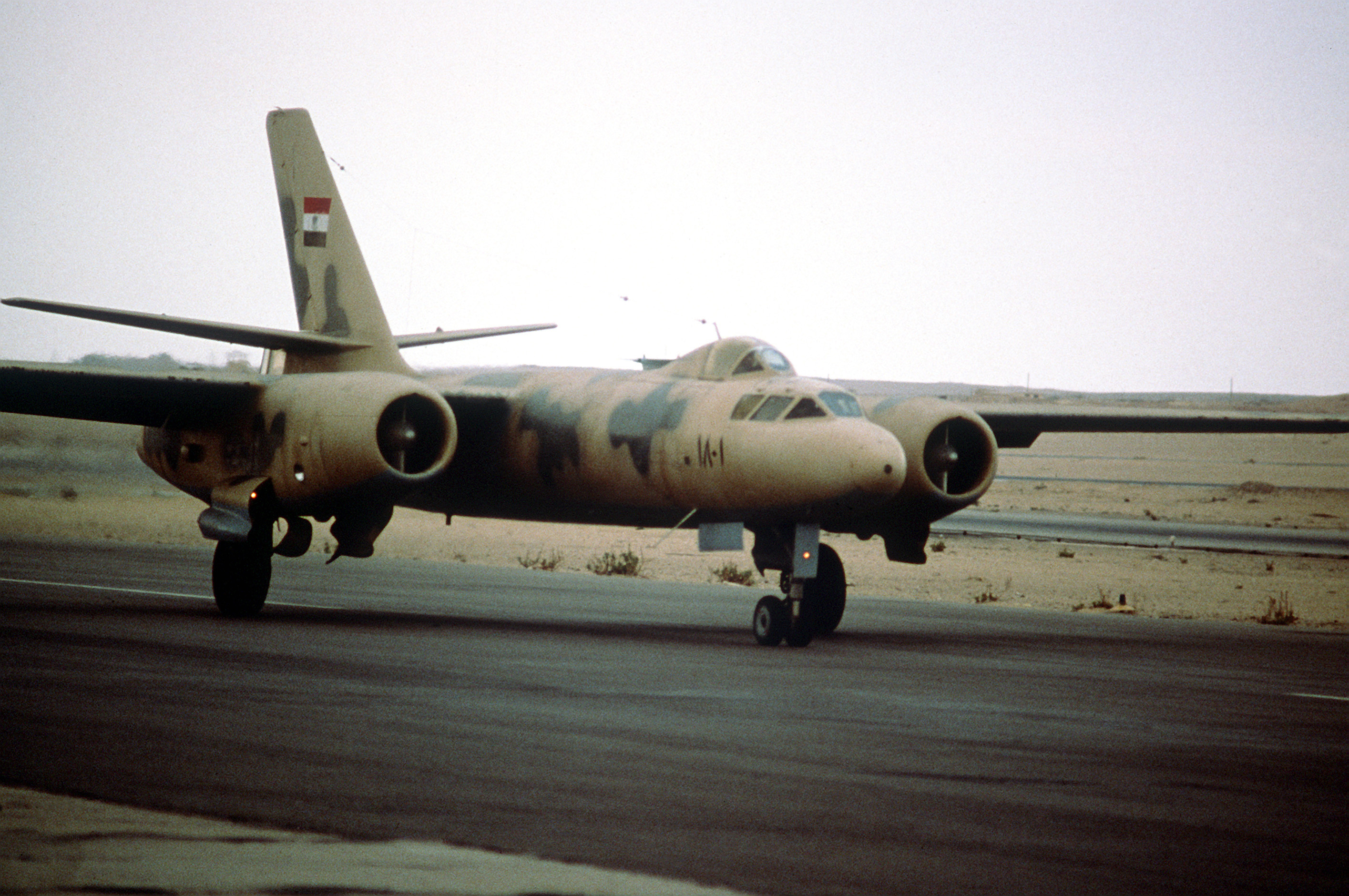
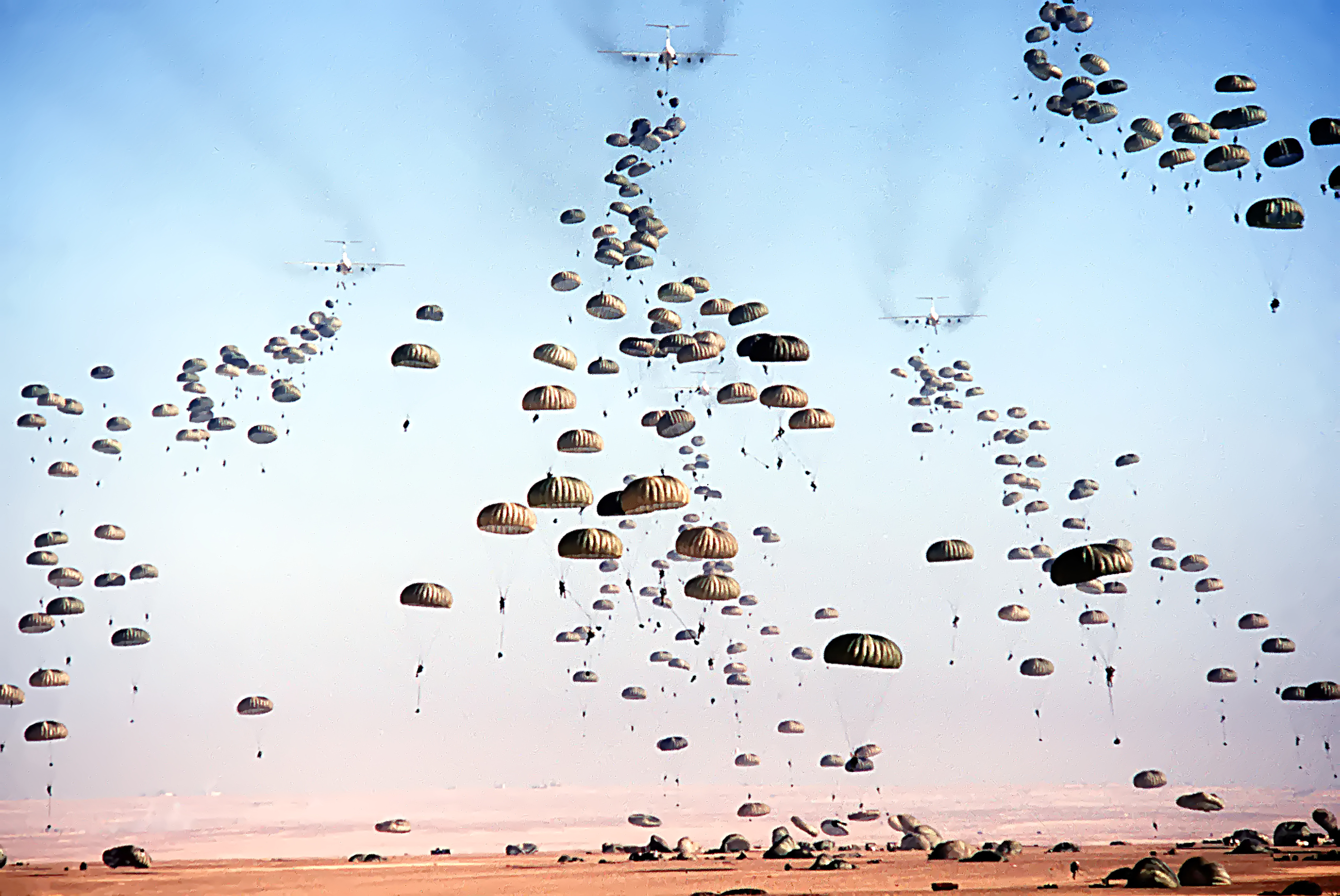
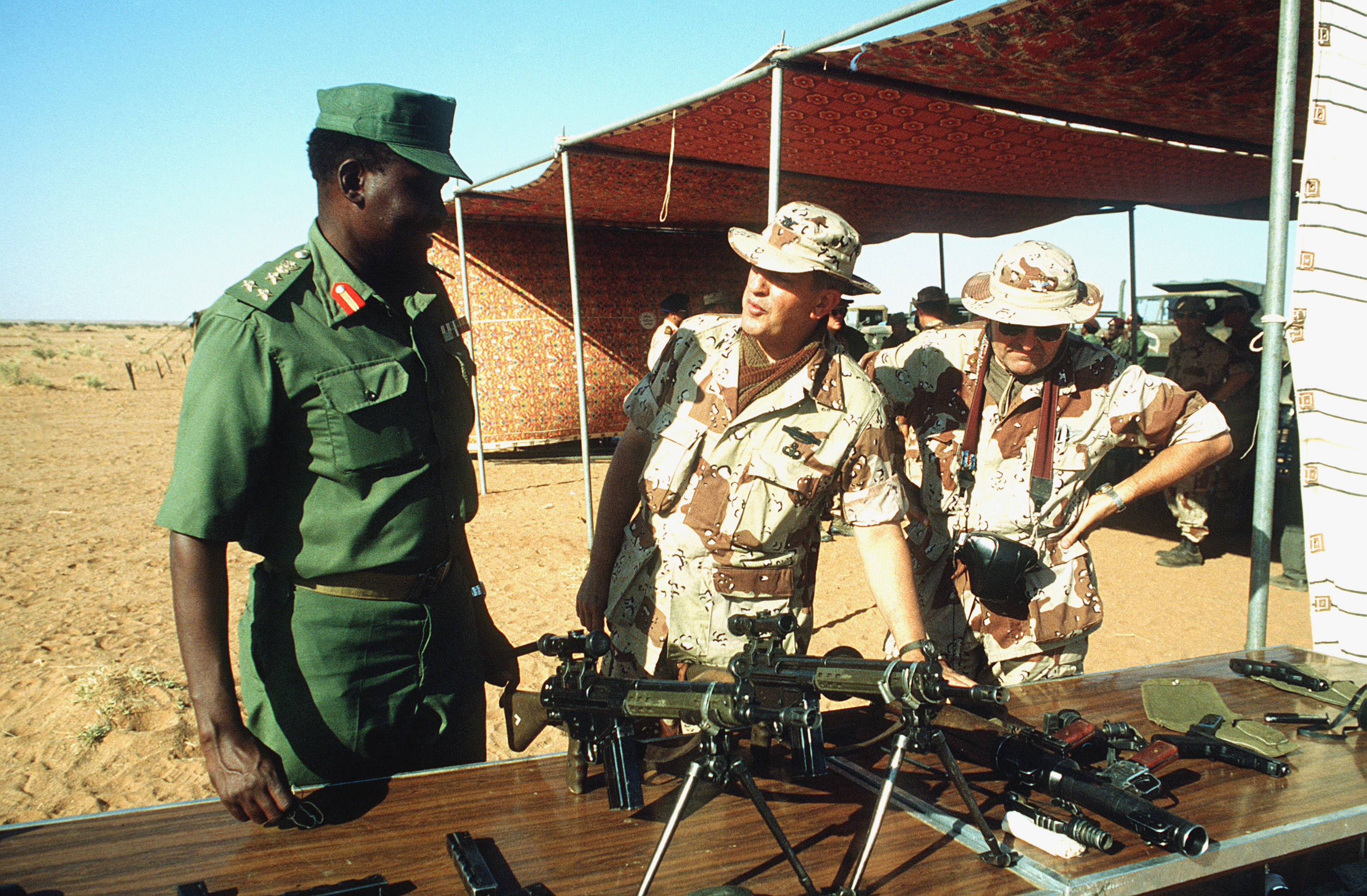

## وصلات خارجية
- Global Security
- Defense Link
- Air Force Link
- Photo Gallery